# ステーションメモリーズ!
『ステーションメモリーズ！』は、モバイルファクトリーが開発・運営し、ジーワンダッシュおよびコロプラより配信されているスマートフォン用ゲームアプリ。略称は『駅メモ!』。
ジーワンダッシュ配信版はアプリ版、コロプラ配信版はコロプラ版と呼称される。

## ゲーム内容
本アプリは鉄道をモチーフにした萌えキャラクター（通称：でんこ）を集めて携帯電話のGPSを使い全国各地の鉄道駅を訪問し、他のプレイヤーと競い合う位置情報ゲームで、システム自体は本作以前より存在しているゲームアプリ『駅奪取PLUS』をベースとしている。
アプリ版とコロプラ版はゲームシステムは同一であるが、ゲームデータはそれぞれ独立した別のゲームとして扱われ、双方のプラットフォーム間のデータ共有は不可能となっている（詳細は後述）。
なお、鉄道駅を巡るというゲームの性質上、ゲーム内イベントで多くの駅を巡る必要がある場合、都市部に住むユーザーや長距離移動を日常的に行うユーザーが有利であるというのは否めない。
電車での移動が楽しくなるというコンセプトの元運営されているが、ゲーム内においては電車以外での乗り物でのプレイは違反には該当しない（登録されている路線には廃線が、駅には廃駅もある）。

### コロプラ版とアプリ版の違い
コロプラ版とアプリ版の基本的な内容は同じだが、一部機能や仕様に相違点がある。
- コロプラ版は外部へのリンクが不可能のため、Twitterアカウントやおでかけカメラ（後述）との連携、移動履歴画面の地図表示が使用できない。
- コロプラ版は画面の下側に車両編成・ガチャ・ショップなどのショートカットキーが表示され、各画面に直接移動できるが、アプリ版ではメニュー画面を開かないと移動できない。
- サブスクリプションサービス「奪取er定期券」（後述）がコロプラ版では利用できない。
- コロプラ版ではコロプラのサポート外となる海外からはチェックインできない。
- コロプラ版ではチェックインすると、先頭車両に編成したでんこでチェックインしなくても直後に先頭でんこに戻される。アプリ版では表示しているでんこで続けてチェックイン可能。

## 駅メモ！おでかけカメラ
Android版は2017年3月23日、iOS版は同月28日にリリース。でんこと写真撮影ができるカメラアプリ。
画面に表示されているでんこを動かしたり、拡大・縮小することで配置を設定できる。左下に表示されるメニューのうち、左側のでんこの顔をタップすると、所持しているでんこの中から誰と一緒に撮影するかを選択できる。中央の顔アイコンをタップすると、表情差分を「通常（車両基地、HPが減っているが余裕がある時）・笑顔（リンク成功時、HP満タン状態、レベルアップ時、アクセスされてリブートしなかった時）・怒り（リンク失敗時）・泣き（HPが残り少ない時、リブート時）・照れ（リブート時のスコア・経験値詳細画面）」の中から選択できる。右側の服アイコンをタップすると、でんこを所持しているフィルムに着せ替えられる。
連携無しの状態ではメロ・ルナ・みろくのみに対応しているが、アプリ版と同じTwitterアカウントと連携させることででんことフィルムの所持状況が反映される。ただし、一部スペシャルでんこには対応していない。
2022年11月28日に大幅アップデートが行われた。最大7人のでんこと撮影ができるようになったほか、ズームイン・ズームアウトやフレームの有無（撮影日時や編成、最終日時も表示可能）が選択できるようになった。

## 駅メモ！Our Rails
2020年8月3日にリリースされたブラウザ版。通称「アワメモ」。
大まかなゲームシステムはコロプラ版及びアプリ版と同じだが、電友からのアイテム入手がオミットされており、「フェアマスター」となって「フェア」を催すことででんこを育てたり、フェアに参加することでアイテムを入手したりすることができる。
また、「ステーションオーナー」になることでフェアマスターから毎月利用料を獲得したり、独自のイベントを開催することができる。ブロックチェーン技術を応用し、「ステーションNFT」を獲得できる（でんこの名前の由来の駅ではイラストが掲載される）。利用料獲得やイベント開催の権限があるが1つしか発行できない「オリジナルver.」と、ゆかりの駅（でんこの苗字となっている駅）でしか獲得できず一部機能もオミットされる代わりに、好きなラッピングのイラストを載せられる「アナザーver.」の2種類がある。
こちらは「駅奪取」との連動ができない（データの引継も不可）ため、オリジナルでんこのうちダッチューは長らく入手不可となっていたが、3周年を記念して2023年8月1日にフェアマスター特別報酬として実装された。スペシャルでんこは2020年10月8日にコラボが開催されたゾンビランドサガコラボでんこ及びそれ以降に実装されたコラボでんこが、エクストラでんこは常時入手イベントが開催されているエルミーヌ、2020年9月25日にエクストラガチャが開催されたツヅキ・チェル・まや、同年10月26日にエクストラガチャが開催されたあるは、同年12月22日にコロプラ版・アプリ版と同時実装されたマーシャ・ニーカ・ポーリャが入手可能となり、2021年1月25日には残りのエクストラでんこが一斉に実装された。
Our Rails限定のでんこやフィルムも存在するが、コロプラ版同様おでかけカメラとの連携が不可能なため撮影に使用することはできない。
イベントの内容はコロプラ版・アプリ版と据え置きだが、ユーザーが少ない分ランキングの順位が10分の1まで絞られている。

## 用語

### 基本設定
でんこ
「独立思考型駅情報収集ヒューマノイドDENCO（H）」の略と作中では示されている（どのアルファベットがどの文字の略なのかは不明）。駅の情報を集めることで、未来の世界で鉄道を救うことを目的として開発された。
奪取er協会から派遣されてきた少女型の人形サイズのヒューマノイド。マスター(後述)でない人間には見ることができないらしい。また、ロボットに近い存在であるためか肉体は成長しない。人間と比べて体重はトン単位と非常に重いが、普段は反重力で浮遊している。マスター及びその適性のある人間にしか視認できず、特殊なカメラを使用しない限り写真にも写らない。
耳には耳介が存在せず、その代わりに車輪のようなモジュールを装着しているでんこが多い（スペシャルでんこなどの例外はいる）。また、架空電車線方式の車両がモデルのでんこは背中にパンタグラフが生えている、地下鉄車両がモデルのでんこは腰に輪のようなものを持つ、蒸気機関車がモデルのでんこは煙突のような形状の帽子を被っている、検測用車両がモデルのでんこは看護婦や医者の格好をしているなど、ある程度モデル車両によってデザインは共通している。
各でんこの名前（主に苗字）は各地の鉄道の駅名が由来になっていることが多い。一部のでんこの名字は現実には存在しない名字である。
奪取er協会
未来の世界で消滅の危機に瀕した鉄道を救うため、過去の世界（=現在）にでんこを派遣している組織。「駅奪取」に登場するものと同一である。元は後述のIKSに対抗するために誕生した地下組織。
最終的にメインストーリー第4章終盤で「IKSの活動を縮小させる」という目的は達成されたが、「未来の鉄道を復元する分の思い出はまだ足りていない」という理由ででんこの派遣は継続していくこととなった。
ゲーム内の各種お知らせは、この奪取er協会が出しているものとなっている。
マスター
ゲームのプレイヤーのこと。ある日突然でんこと共に駅の情報を集めることになる。
ゲーム内のストーリーでは名前欄に「あなた」と表示される。基本的に各ストーリーのマスターは別人だが（いずれも一人称は「自分」で明確な性別の描写は避けられている）、メインストーリーとレイドバトルイベントのストーリーに登場するマスターは同一人物である。
移動個別化推進委員会
通称「IKS」。奪取er協会のある未来世界において、人々から駅や鉄道の記憶を奪っている団体。「でんこな日常」収録の「ひみつのゴールデンマスター」（こちらでの正式名称は移動の個別化推進団体）や、2021年2月に開催されたイベント「スイート・スイート・バレンタイン」などのごく一部のストーリーで存在が示唆されるのみだったが、2021年6月26日に公開されたボイスお披露目動画でIKS.gear3体（リコ、チイ、コミュ）のシルエットと声が先行登場、メインストーリー第3章で詳細が判明した。
元は安価な1人乗り用乗用車を開発・販売していた一企業に過ぎなかったが、製品を同時に壊れるように仕向けた上で値段を急激に50倍以上にまで上げたことにより、公共交通機関を衰退させ未来世界の交通を支配する超巨大企業へと成長した。
その真の目的は金儲けではなく、「地球全体にダメージを与えている人類の文明を前時代へと戻し、発展し過ぎた技術を停滞させる」こと。このためIKS会長にとってIKS.gearは野望実現のための道具に過ぎない。
IKS.gear
読みは「アイケーエスギア」。でんこをモデルにしてIKSが開発したヒューマノイド。現代の鉄道を滅ぼすために活動しているが、まりかのように戦闘能力を持つでんこがいることは知らなかった模様。衝撃波や電磁波を放つなど、各個体がでんこを大きく上回る戦闘能力を持っている。
作中に登場する者のほとんどが「自律行動型」とされており、でんこと同様の思考能力や感情を搭載されている（ソラムのみ感情が非搭載）。しかし、メインストーリー第4章には会長の意志のみで自動操縦される量産機「汎用型」が登場する。
ゲームシステムとしては不定期に開催されるレイドバトルイベントのボスとして登場。アクセスした駅に現れてレイドバトルを仕掛けてくる。「ノックアウト」（HPを0にする）させるとイベントポイントが獲得でき、様々なアイテムをもらえる他、一定数貯めればそのIKS.gearを味方キャラクターとして獲得することができる。
でんことは対照的に1人乗りの乗用車（特にスーパーカーやコンセプトカー）がモデルとなっている。また、でんこナンバーは実装順ではなく、設定上における誕生順を示している。
えきこ
奪取er協会がIKS.gearと協力して新たに開発した、でんことマスターの思い出集めを補佐する新型ヒューマノイド。
ゲームシステムとしては不定期に開催される交流バトルイベントの報酬として登場。入手方法はIKS.gearと同様。
鉄道車両や乗用車ではなく、鉄道駅がモデルとなっている。
遠い未来
奪取er協会やIKSが存在する未来世界（具体的にいつの時代に当たるのかは明言されておらず不明）。IKSの世界的な交通支配により、徒歩以外での長距離移動は富裕層のみに限られ、文明が産業革命以前のレベルにまで衰退している。現代とは時空間ホールで行き来できるが、2021年2月のイベント「スイート・スイート・バレンタイン」によれば私用で移動することは禁じられているらしい。
アナザールート
メインストーリー第5章で初登場。奪取er協会が思い出集めに失敗し、鉄道の衰退が深刻化したパラレルワールド。第4章でIKS会長が生身で現代に向かったことが原因で時空の歪みが発生し、奪取er協会で保管されていた負の思い出が暴走したことで現代の思い出が風景や記憶ごと改変される影響が出てしまった。こちらの世界線のでんこは「アナザー○○」と呼称される。

### ゲームシステム関連
AP / HP
それぞれでんこの攻撃力と体力に相当する。後述するATK・DEFの補正が全くない場合、基本的にAPと同値のダメージを相手に与える。なお、実際に相手でんこを殴ったり蹴ったりなどの暴力行為を行っているわけではない模様。
リブート
でんこのHPが0になること。即座にHPが全回復して復活するが、まりまりやいちご、イーダのスキルが発動しない限り全ての駅のリンクが切れる。
タイプ
でんこのステータスやスキルの傾向を示している。以下の4つがある。
- アタッカー

「駅を奪取する」ことを得意とするでんこ。APが高く設定されており、さらに攻撃に適したスキルを持っている。
- ディフェンダー

「奪取した駅を守る」ことを得意とするでんこ。HPが高く、攻撃を受けた際に発動するスキルを持っていることが多い。
- サポーター

「他のでんこをサポートする」能力を持つでんこ。パラメーターに特にこれと言った傾向はなく（一部でんこは極端に低いため駅の取り合いに向かない）、編成内のでんこに恩恵を与えるスキルを持っている。
- トリックスター

上記に分類されないスキルを持つでんこ。能力に定まった傾向はない。経験値・スコア付与系スキルもここに含まれる。
ATK / DEF
2018年7月2日のアップデートで表記されるようになった、与ダメージ / 被ダメージ増減の別称。スキルやラッピングの効果により変化する。
攻撃側のATKが多いほど与えるダメージが増え、防御側のDEFが多いほど受けるダメージが減る。ATK-DEFが0％だとAP通りのダメージとなり、ATK-DEFが-100％以下だと完全防御となる。ただし後述の固定値軽減がない場合、最低1ダメージは入る。
固定ダメージ / 固定値で軽減
固定ダメージ（軽減されないダメージ）は一定値だけ最終与ダメージを増加させる。DEF増加や相手をかばう効果も貫通できるが、属性相性による補正は乗らない。
ダメージ軽減（固定値軽減）は最終被ダメージを一定値減らす。最終ダメージを0にすることもでき、固定ダメージとは相殺する関係となっている。このため、最終与ダメージは「（ATK-DEF）×AP× 属性補正+（固定ダメージ-固定値軽減）」の計算式で求められる。
経験値
駅へのアクセス・相手への攻撃・リンク解除時・スキルでの付与によって獲得できる。規定された量の経験値が貯まるとでんこがレベルアップする。
スコア
経験値同様、駅へのアクセス・相手への攻撃・リンク解除時・スキルでの付与のほか、メモリールートや称号の達成によっても獲得できる。たくさん獲得するとプレイヤーのランクが上がるほか、駅や都道府県ごとにも獲得スコアランキングが存在する。各駅におけるトップ3のプレイヤーは「ゴールデンマスター」（GM）、「シルバーマスター」（SM）、「ブロンズマスター」（BM）と呼ばれ、特別なアイコンがアクセス結果に表示される。
レベル
でんこの成長度。上限は入手時は50だが、ガチャで既に所持しているでんこが出れば5ずつ上昇していき、最大で80まで上がる。後述のバージョンアップ後は100まで解放される。
レベル5になるとスキルを覚える。また、一定レベルに達するごとに「でんこな話」が解放される。
でんこカラー
でんこに割り振られた色。赤・橙・黄・緑・青・紫・桃の7色が存在し、車両基地画面の背景の帯や文字の色に使われている。創彩少女庭園コラボでんこやアメリーのスキルはこの色を参照する。
誕生日
スペシャルでんことIKS.gearを除く各でんこに1日ずつ設定されている、獲得できる経験値が増加する日。日付はモデル車両の運行開始日が大半だが、一部は型式番号や廃車日などから取られている。えきこはモデル駅の開業日と同一である。
スキル
でんこ1人につき1種類ずつ持つ特殊能力。リンク獲得・保持や育成を有利にできる。スキル時間終了後、多くのでんこは「クールタイム」に入り一定時間スキルが使用不可能となる。一定レベルに達するごとにスキルの効果も成長していく。基本的にはレベル5でレベル1スキルを習得し、以降レベル15→レベル30→レベル50→レベル60→レベル70→レベル80ごとにスキルがパワーアップする。後述するバージョンアップに対応しているでんこの場合、加えてレベル92→レベル96→レベル100ごとにもスキルがパワーアップする。なお、レベル80時に習得するレベル7スキルではスキル名が変わる。
なお、さやともぼの2人だけはスキルを持たない代わりに能力が高く設定されている。
アクティベーションタイプ
スキルを有効化させる方法。以下の3つがある。
- マスターにおまかせ

プレイヤーがメニューのスキル画面から手動で発動させるスキル。
- でんこにおまかせ

スキルごとに定められた特定の条件を満たすと自動的に発動するスキル。常時発動しているが、一定条件を満たすと強制終了してしまうスキルも含まれる。一部のでんこにはクールタイムがない。
- いつでもアクティブ

常時発動しているスキル。クールタイムがない。アヤのスキルは相手編成内のこのスキルを持つでんこの数を参照する。
スキル習得前及びスキルのないでんこはアクティベーションタイプは未設定。
駅・路線
日本の鉄道駅のうち、現役の旅客駅ほぼ全てと一部の廃駅（後述）が登録されている（2025年3月末現在9369駅）。路線に関しても相鉄・JR直通線を除く全ての現役旅客線、一部の廃線（後述）、成田エクスプレスが対象。
ケーブルカーに関しては大手私鉄が運営している路線（京阪鋼索線、近鉄生駒鋼索線、近鉄西信貴鋼索線、南海鋼索線）のみが登録されている。BRTは軌道法に基づくゆとりーとラインと、元々登録されていた路線を転用した気仙沼線・大船渡線BRT（後述するが廃線扱い）・日田彦山線BRT（鉄道路線としては休止中の扱いのため現役路線扱い）が対象となっている。ロープウェイは全て対象外。
貨物線は登録されておらず、一般駅であっても東京貨物ターミナル駅や横浜羽沢駅といった定期旅客列車が発着しない貨物駅にはアクセスすることができない。
駅が新規開業する場合、開業日の約1ヶ月前のアップデートで追加される。
チェックイン
スマートフォンの位置情報に基づき、至近距離の駅（鉄道がない地域でも直線距離で最も近い駅になる）にでんこを派遣すること。通常は1日のチェックイン回数には12回までの制限があり、アイテムの「ライセンス」を使用することで一定期間回数を無制限にすることができる。
日本国外の駅は登録されていないため、海外でチェックイン（サポート外）した場合も「最寄りの日本の駅」になる。ただし国際日付変更線（180度経線）を超えることはできず、西経エリアは那覇空港駅にチェックインするので、距離は西経由になる。
一部のイベントでは「スポット」が設定されることもあり、中心座標から200m以内（多少の変動あり）にチェックインすることでミッションクリア扱いとなる。
アクセス
でんこと駅の接続を試みる行為全般。チェックインやアイテムによるものがある。
アクセス時の挙動は以下の通り。
- その駅にリンク中の他マスターのでんこがいなかった場合

そのまま自分のでんこがリンクする。この場合だと発動しないスキルもある。
- リンク中の他マスターのでんこがいた場合

相手でんこを攻撃する。自分のでんこのAPと相手でんこのHP、それに双方のスキルから戦闘の結果が算出され、相手でんこをリブートできれば自分のでんこがリンク開始、相手でんこのHPが残る、もしくは相手をリブートできてもカウンタースキルで自分のでんこが倒された場合リンクは失敗となる。
- 自分のでんこがリンク中の場合

変化なし（移動距離としては換算されチェックイン回数は減少しないが、アクセス回数は増えない）
また、同じ駅にはアクセス結果を問わず5分以上の間隔を空けないと再アクセスは不可である。
一度もアクセスしたことのない駅（新駅）にアクセスしたり、その月に初めてアクセスする駅（月新駅）へのアクセス時はボーナス経験値が入手できる。また、相手でんこにダメージを与えるだけでも、ダメージ量に応じて経験値が加算される。空き地にアクセスした場合はダメージによる経験値は得られない。
リンク
駅にでんこが接続している状態。この状態では「メモリー」というスコアが累積していく。
リンク中は、上記のように他マスターのでんこからアクセスを受ける可能性がある。その結果、自分のでんこのHPがリブートした場合はリンク切れとなり、溜まったメモリーに応じた経験値がリンクしていたでんこに、スコアがプレイヤーに加算される。
また、複数の駅に同じでんこが同時にリンクしていた場合、どこかの駅でHPがゼロになれば全ての駅のリンクが同時に切れる。この際、アクセスを受けた駅はアクセスしてきたでんこがリンクすることになるが、それ以外の駅は空き地となる。
複数駅にリンクすることは危険を伴うが、リンクしている駅数が多いほどリンクが切れた際、獲得経験値・スコアが増加するボーナスがあるため、ハイリスクハイリターンである。
同時に複数の駅にリンクし、スキルやアイテムを駆使し防御、より多くの経験値・スコアを稼ぐことは、ユーザー間では「ボチャレ(ボーナスチャレンジ)」と呼ばれている。
廃駅
2015年8月のイベント「日本の廃駅へ行ってみませんか。」より、日本の廃線・廃駅の内一部が登録されている。
属性が一律で「unknown」（属性イベントではアクセスしてもカウントされず、マコ・くろがね・れんかのスキルの対象外）、ルートビューンの使用対象にならない、仮想ホームは1番線のみなどと現役の鉄道駅とは一部仕様が異なる。路線・都道府県コンプリート系の称号を獲得する際にもアクセスする必要がある。なお、廃駅への登録変更は実際の廃止日から約1ヶ月後ほどの時期に行われる。
2025年4月現在登録されている廃駅は以下の通り。（太字は2015年当初から登録済）
なお、同じ路線だが転換前の路線がデータ上でも残っている場合は含まない。
| \| 駅名 \| 路線名 \| 所在都道府県 \| 備考 \| \| ---------------------------------------------------------------------------------------------------------------------------------------------------------------------- \| -------------------- \| ------------ \| ------------------------------------------------------------------ \| \| 東滝川駅、島ノ下駅、羽帯駅、稲士別駅、上厚内駅、直別駅、尺別駅、古瀬駅、糸魚沢駅、初田牛駅、花咲駅、東根室駅 \| 根室本線 \| 北海道 \| \| \| 南比布駅、北比布駅、東六線駅、北剣淵駅、下士別駅、北星駅、南美深駅、初野駅、紋穂内駅、恩根内駅、豊清水駅、歌内駅、雄信内駅、安牛駅、南幌延駅、上幌延駅、徳満駅、抜海駅 \| 宗谷本線 \| 北海道 \| \| \| 東山駅、姫川駅、桂川駅、石谷駅、本石倉駅、鷲ノ巣駅、北豊津駅、中ノ沢駅、池田園駅、流山温泉駅、銚子口駅、蕨岱駅、神居古潭駅、伊納駅 \| 函館本線 \| 北海道 \| 神居古潭駅は当初登録されていなかったが、2018年10月31日に追加された \| \| 金華駅、下白滝駅、旧白滝駅、上白滝駅、生野駅、北日ノ出駅、将軍山駅、愛山駅、東雲駅 \| 石北本線 \| 北海道 \| \| \| 南弟子屈駅、五十石駅、南斜里駅 \| 釧網本線 \| 北海道 \| \| \| 美々駅 \| 千歳線 \| 北海道 \| \| \| 東追分駅、滝ノ上駅、十三里駅 \| 石勝線 \| 北海道 \| \| \| 浜田浦駅 \| 日高本線 \| 北海道 \| \| \| 大志田駅、浅岸駅、平津戸駅 \| 山田線 \| 岩手県 \| \| \| 平石駅、矢美津駅 \| 北上線 \| 秋田県 \| \| \| 田子倉駅 \| 只見線 \| 福島県 \| \| \| 赤岩駅 \| 奥羽本線 \| 福島県 \| 休止駅時代は現役の鉄道駅と同じ扱いだった \| \| 中千住駅 \| 東武伊勢崎線 \| 東京都 \| \| \| 上り屋敷駅 \| 西武池袋線 \| 東京都 \| \| \| 東国分寺駅 \| 西武多摩湖線 \| 東京都 \| \| \| 西千住駅、博物館動物園駅 \| 京成本線 \| 東京都 \| \| \| 柿ノ木駅 \| 只見線 \| 新潟県 \| \| \| 富山駅北停留場 \| 富山地方鉄道富山港線 \| 富山県 \| 富山駅停留場に統合 \| \| ヤナバスキー場前駅 \| 大糸線 \| 長野県 \| \| \| 池の浦シーサイド駅 \| 参宮線 \| 三重県 \| \| |                      |              |                                                                    |
| 駅名 | 路線名               | 所在都道府県 | 備考                                                               |
| 東滝川駅、島ノ下駅、羽帯駅、稲士別駅、上厚内駅、直別駅、尺別駅、古瀬駅、糸魚沢駅、初田牛駅、花咲駅、東根室駅 | 根室本線             | 北海道       |                                                                    |
| 南比布駅、北比布駅、東六線駅、北剣淵駅、下士別駅、北星駅、南美深駅、初野駅、紋穂内駅、恩根内駅、豊清水駅、歌内駅、雄信内駅、安牛駅、南幌延駅、上幌延駅、徳満駅、抜海駅 | 宗谷本線             | 北海道       |                                                                    |
| 東山駅、姫川駅、桂川駅、石谷駅、本石倉駅、鷲ノ巣駅、北豊津駅、中ノ沢駅、池田園駅、流山温泉駅、銚子口駅、蕨岱駅、神居古潭駅、伊納駅 | 函館本線             | 北海道       | 神居古潭駅は当初登録されていなかったが、2018年10月31日に追加された |
| 金華駅、下白滝駅、旧白滝駅、上白滝駅、生野駅、北日ノ出駅、将軍山駅、愛山駅、東雲駅 | 石北本線             | 北海道       |                                                                    |
| 南弟子屈駅、五十石駅、南斜里駅 | 釧網本線             | 北海道       |                                                                    |
| 美々駅 | 千歳線               | 北海道       |                                                                    |
| 東追分駅、滝ノ上駅、十三里駅 | 石勝線               | 北海道       |                                                                    |
| 浜田浦駅 | 日高本線             | 北海道       |                                                                    |
| 大志田駅、浅岸駅、平津戸駅 | 山田線               | 岩手県       |                                                                    |
| 平石駅、矢美津駅 | 北上線               | 秋田県       |                                                                    |
| 田子倉駅 | 只見線               | 福島県       |                                                                    |
| 赤岩駅 | 奥羽本線             | 福島県       | 休止駅時代は現役の鉄道駅と同じ扱いだった                           |
| 中千住駅 | 東武伊勢崎線         | 東京都       |                                                                    |
| 上り屋敷駅 | 西武池袋線           | 東京都       |                                                                    |
| 東国分寺駅 | 西武多摩湖線         | 東京都       |                                                                    |
| 西千住駅、博物館動物園駅 | 京成本線             | 東京都       |                                                                    |
| 柿ノ木駅 | 只見線               | 新潟県       |                                                                    |
| 富山駅北停留場 | 富山地方鉄道富山港線 | 富山県       | 富山駅停留場に統合                                                 |
| ヤナバスキー場前駅 | 大糸線               | 長野県       |                                                                    |
| 池の浦シーサイド駅 | 参宮線               | 三重県       |                                                                    |

| \| 路線名 \| 区間・登録駅 \| 所在都道府県 \| 備考 \| \| ---------------------------------------- \| ---------------------------------------------------------- \| -------------- \| ------------------------------------------------------------------------------------------------------------------------------------------------------------------------------------------------------------------------------------ \| \| 根室本線 \| 富良野駅〜新得駅 \| 北海道 \| \| \| 留萌本線 \| 石狩沼田駅〜増毛駅 \| 北海道 \| \| \| 札沼線 \| 北海道医療大学駅〜新十津川駅 \| 北海道 \| \| \| 石勝線夕張支線 \| 新夕張駅〜夕張駅 \| 北海道 \| 石勝線の一部として登録されており、本線と夕張支線の全駅にアクセスすることで路線コンプとなる \| \| 日高本線 \| 鵡川駅〜様似駅 \| 北海道 \| \| \| 江差線 \| 江差駅〜木古内駅 \| 北海道 \| 木古内駅〜五稜郭駅間は道南いさりび鉄道線と重複登録。これに加えて函館駅にもアクセスすることでコンプリートとなる。 \| \| 海峡線 \| 中小国駅〜木古内 \| 北海道、青森県 \| 貨物線として現役だがゲーム内では廃線扱い。廃駅として登録されているのは竜飛海底駅と知内駅のみで、吉岡海底駅は未登録 \| \| 十和田観光電鉄線 \| 全線 \| 青森県 \| \| \| 南部縦貫鉄道線 \| 全線 \| 青森県 \| \| \| 気仙沼線 \| 前谷地駅〜気仙沼駅 \| 宮城県 \| 気仙沼線・大船渡線BRTの区間。2016年3月よりBRTとして復旧したが、廃線扱いとなったのは鉄道線としての廃止後となる2020年4月のアップデートからであり、その後に開業した気仙沼線大谷まち駅・東新城駅、大船渡線内湾入口（八日町）駅は未登録。 \| \| 大船渡線 \| 気仙沼駅〜盛駅、気仙沼駅〜上鹿折駅、陸前矢作駅〜陸前高田駅 \| 宮城県、岩手県 \| 気仙沼線・大船渡線BRTの区間。2016年3月よりBRTとして復旧したが、廃線扱いとなったのは鉄道線としての廃止後となる2020年4月のアップデートからであり、その後に開業した気仙沼線大谷まち駅・東新城駅、大船渡線内湾入口（八日町）駅は未登録。 \| \| 岩泉線 \| 全線 \| 岩手県 \| \| \| 羽後交通横荘線 \| 羽後里見駅、羽後大森駅 \| 秋田県 \| これらの2駅以外は全て未登録。ゲーム内での登録名に「羽後交通」は入っていない。 \| \| 羽後交通雄勝線 \| 羽後山田駅、羽後三輪駅 \| 秋田県 \| これらの2駅以外は全て未登録。ゲーム内での登録名に「羽後交通」は入っていない。 \| \| 鹿島臨海鉄道鹿島臨港線 \| 居切駅、鹿島港南駅 \| 茨城県 \| 貨物線として現役だがゲーム内では廃線扱い。貨物駅として現役の鹿島サッカースタジアム駅・神栖駅・奥野谷浜駅と、詳細な廃止時期が不明な神之池駅・知手駅は未登録。 \| \| 京王御陵線 \| 武蔵横山駅、多摩御陵前駅 \| 東京都 \| 京王高尾線に転用された北野駅〜山田駅間は未登録 \| \| 鉄道院中央本線 \| 昌平橋駅 \| 東京都 \| 中央本線・中央線快速とは独立して登録されている \| \| 東京都交通局上野懸垂線 \| 全線 \| 東京都 \| \| \| 湘南軌道 \| 全線 \| 神奈川県 \| 起点である秦野駅は小田急小田原線の同名駅（当時の名称は「大秦野駅」）とやや離れていたが同一駅扱い。一方で終点の二宮駅は東海道本線の同名駅と同じ場所だったのにもかかわらず別駅扱いとなっている。 \| \| 福井鉄道鯖浦線 \| 全線 \| 福井県 \| \| \| 長野電鉄屋代線 \| 全線 \| 長野県 \| \| \| 北丹鉄道 \| 全線 \| 京都府 \| 一部京都丹後鉄道宮福線との同名駅があるがゲーム内では別扱い \| \| 阪堺電気軌道上町線 \| 住吉公園駅 \| 大阪府 \| \| \| 三木鉄道三木線 \| 全線 \| 兵庫県 \| ゲーム内では「三木線」名義。終点の三木駅は神戸電鉄粟生線の同名駅とは別扱い \| \| 倉吉線 \| 全線 \| 鳥取県 \| \| \| 下津井電鉄線 \| 全線 \| 岡山県 \| 福南山駅のみ未登録 \| \| スカイレールサービス広島短距離交通瀬野線 \| 全線 \| 広島県 \| \| \| 三江線 \| 全線 \| 島根県、岡山県 \| \| \| 鍛冶屋原線 \| 全線 \| 徳島県 \| \| \| 伊予鉄道森松線 \| 全線 \| 愛媛県 \| 起点の伊予立花駅は伊予鉄道横河原線のいよ立花駅とは別扱い \| \| 勝田線 \| 全線 \| 福岡県 \| \| \| 宮之城線 \| 全線 \| 鹿児島県 \| \| \| 沖縄県営鉄道嘉手納線 \| 嘉手納駅、城間駅、与儀駅 \| 沖縄県 \| 全15駅だったが、先述した3駅以外の駅は未登録 \| |                                                            |                | |
| 路線名 | 区間・登録駅                                               | 所在都道府県   | 備考 |
| 根室本線 | 富良野駅〜新得駅                                           | 北海道         | |
| 留萌本線 | 石狩沼田駅〜増毛駅                                         | 北海道         | |
| 札沼線 | 北海道医療大学駅〜新十津川駅                               | 北海道         | |
| 石勝線夕張支線 | 新夕張駅〜夕張駅                                           | 北海道         | 石勝線の一部として登録されており、本線と夕張支線の全駅にアクセスすることで路線コンプとなる |
| 日高本線 | 鵡川駅〜様似駅                                             | 北海道         | |
| 江差線 | 江差駅〜木古内駅                                           | 北海道         | 木古内駅〜五稜郭駅間は道南いさりび鉄道線と重複登録。これに加えて函館駅にもアクセスすることでコンプリートとなる。 |
| 海峡線 | 中小国駅〜木古内                                           | 北海道、青森県 | 貨物線として現役だがゲーム内では廃線扱い。廃駅として登録されているのは竜飛海底駅と知内駅のみで、吉岡海底駅は未登録 |
| 十和田観光電鉄線 | 全線                                                       | 青森県         | |
| 南部縦貫鉄道線 | 全線                                                       | 青森県         | |
| 気仙沼線 | 前谷地駅〜気仙沼駅                                         | 宮城県         | 気仙沼線・大船渡線BRTの区間。2016年3月よりBRTとして復旧したが、廃線扱いとなったのは鉄道線としての廃止後となる2020年4月のアップデートからであり、その後に開業した気仙沼線大谷まち駅・東新城駅、大船渡線内湾入口（八日町）駅は未登録。 |
| 大船渡線 | 気仙沼駅〜盛駅、気仙沼駅〜上鹿折駅、陸前矢作駅〜陸前高田駅 | 宮城県、岩手県 | 気仙沼線・大船渡線BRTの区間。2016年3月よりBRTとして復旧したが、廃線扱いとなったのは鉄道線としての廃止後となる2020年4月のアップデートからであり、その後に開業した気仙沼線大谷まち駅・東新城駅、大船渡線内湾入口（八日町）駅は未登録。 |
| 岩泉線 | 全線                                                       | 岩手県         | |
| 羽後交通横荘線 | 羽後里見駅、羽後大森駅                                     | 秋田県         | これらの2駅以外は全て未登録。ゲーム内での登録名に「羽後交通」は入っていない。 |
| 羽後交通雄勝線 | 羽後山田駅、羽後三輪駅                                     | 秋田県         | これらの2駅以外は全て未登録。ゲーム内での登録名に「羽後交通」は入っていない。 |
| 鹿島臨海鉄道鹿島臨港線 | 居切駅、鹿島港南駅                                         | 茨城県         | 貨物線として現役だがゲーム内では廃線扱い。貨物駅として現役の鹿島サッカースタジアム駅・神栖駅・奥野谷浜駅と、詳細な廃止時期が不明な神之池駅・知手駅は未登録。                                                                         |
| 京王御陵線 | 武蔵横山駅、多摩御陵前駅                                   | 東京都         | 京王高尾線に転用された北野駅〜山田駅間は未登録 |
| 鉄道院中央本線 | 昌平橋駅                                                   | 東京都         | 中央本線・中央線快速とは独立して登録されている |
| 東京都交通局上野懸垂線 | 全線                                                       | 東京都         | |
| 湘南軌道 | 全線                                                       | 神奈川県       | 起点である秦野駅は小田急小田原線の同名駅（当時の名称は「大秦野駅」）とやや離れていたが同一駅扱い。一方で終点の二宮駅は東海道本線の同名駅と同じ場所だったのにもかかわらず別駅扱いとなっている。                                       |
| 福井鉄道鯖浦線 | 全線                                                       | 福井県         | |
| 長野電鉄屋代線 | 全線                                                       | 長野県         | |
| 北丹鉄道 | 全線                                                       | 京都府         | 一部京都丹後鉄道宮福線との同名駅があるがゲーム内では別扱い |
| 阪堺電気軌道上町線 | 住吉公園駅                                                 | 大阪府         | |
| 三木鉄道三木線 | 全線                                                       | 兵庫県         | ゲーム内では「三木線」名義。終点の三木駅は神戸電鉄粟生線の同名駅とは別扱い |
| 倉吉線 | 全線                                                       | 鳥取県         | |
| 下津井電鉄線 | 全線                                                       | 岡山県         | 福南山駅のみ未登録 |
| スカイレールサービス広島短距離交通瀬野線 | 全線                                                       | 広島県         | |
| 三江線 | 全線                                                       | 島根県、岡山県 | |
| 鍛冶屋原線 | 全線                                                       | 徳島県         | |
| 伊予鉄道森松線 | 全線                                                       | 愛媛県         | 起点の伊予立花駅は伊予鉄道横河原線のいよ立花駅とは別扱い |
| 勝田線 | 全線                                                       | 福岡県         | |
| 宮之城線 | 全線                                                       | 鹿児島県       | |
| 沖縄県営鉄道嘉手納線 | 嘉手納駅、城間駅、与儀駅                                   | 沖縄県         | 全15駅だったが、先述した3駅以外の駅は未登録 |

マルチプラットホーム
2016年3月4日に正式実装。一つの駅に複数のマスターがリンクできる機能。駅ごとに「番線」が決められ、番線の数だけでんこがリンクできる。番線の数はアクセス数や訪問者数が多い駅ほど多く設定されていて、アップデートで変更されることがある。また、高レベルのでんこは1番線に、低レベルのでんこは大きい数字の番線にアクセスしやすくなっている。
2017年9月27日のメンテナンスにより、廃駅のプラットホーム数は一律1番線のみに改められた。
Our Railsには実装されていない。
フィルム / ラッピング
表記揺れはあるが同じものを指す。
でんこの着せ替え。主にラッピングガチャで入手可能なほか、一部はコラボイベントやアニバーサリーでも手に入れられる。フィルムを装着させるとステータス変動・スキル時間延長・クールタイム短縮・獲得経験値上昇といった恩恵を受けられる。一部には上がるだけでなく下がるステータスもあるため注意。
一部のスキルは編成内のでんこが着ているフィルムによって効果が変動する。
全てのフィルムが全でんこに実装されるわけではないが、コロプラ版アニバーサリーの6月とアプリ版アニバーサリーの11月には周年記念フィルムが、正月には晴れ着フィルムが全オリジナル・エクストラでんこに実装される。なお、既存フィルムの続編であっても基本的には別物扱いとなるが、晴れ着フィルムだけは全て同一シリーズ扱いとなっている。
設定上では、奪取er協会が独自で作成したり、でんこのリクエストを聞いて発注されたりする。
フィルムシリーズ効果
2022年10月11日のアップデートで実装。編成内にいる、同一のフィルムシリーズのフィルムを着用中のでんこの数に応じて発揮される効果。シリーズによって発動する効果はATKやDEF増加、経験値付与などがあり、着用中のでんこが多いほど効果量が増加する（原則的に上限6体）。
マイレージ
いわゆる好感度・親密度。ランクは初期状態の1から最大値の12まである。ログイン時の挨拶、一番多くの駅にアクセスさせること、アイテムの使用により上昇する。一定のレベルまで溜まるとそのでんこのAPやHPが上昇したり、タイムライン画面での台詞が増えたりする。
2022年9月1日のアップデートでスペシャルでんこ以外の上限が10から12に引き上げられ、11に到達したでんこはタイムライン上の会話にて用いられるプレイヤーの名前を任意で設定できる「愛称呼び」機能が追加された。
アクセサリー
2022年11月1日のアップデートで実装。いわゆる装備品で、装備するとアクセサリー毎に設定された効果が発揮される。装備枠は最大2つで、マイレージクラスが3と10になると解放される（アクセサリー依存のスキルを持つあんずとらいむのみ入手時点とクラス3で解放）。
アクセサリーの宝石箱
2024年11月20日のアップデートで実装。所持しているでんこから1人選び、そのでんこのアクセサリー装備枠を1つ増やすことができる。使用できるのはでんこ1体につき1回まで。
称号
連続ログイン日数やチェックインした駅・路線の数、でんこを使った回数や与・被ダメージ量など、特定の条件を満たすことで獲得できる。獲得した際にはその称号に応じた量のスコアも獲得できる。プロフィール画面ではどの称号を名乗るか決めることができる。設定しない場合は「称号無し」と表示される。また、後述の電友に設定したプレイヤーが称号を獲得した場合、その称号に応じたアイテムが配布される。
電友
いわゆるフレンド機能。ログイン中の電友の数に応じてレーダーの探索範囲が広がるほか、電友が称号を獲得するとアイテムがもらえる。
初期状態での上限は5枠までだが、アイテムの「アドレス帳」やニャッシュのスキルで枠を増やせる。
また、1人だけ選んで「なかよし電友」になることもできるが、お互いの申請枠と承認枠がないと承認できない上、一度なかよし電友になったプレイヤーとは電友解除ができなくなる。
メモリールート
ある1日にアクセスした駅から作ることができる駅のリスト。ルート登録には以下の条件を全て満たす必要がある。
- 5駅以上異なる駅が含まれている。
- 1週間以内のある1日で位置登録した駅が登録できる。
- 同じ駅は2回以上登録できない。
- 過去に自分が登録したルートと同じ駅の組み合わせは登録できない。

作ったルートには「ルートキー」と呼ばれる固有のIDが付き、これを他のプレイヤーに教えるとそのルートを紹介できる。人の作ったルートにチャレンジすることもできる。時間制限はないが同時に挑戦できるのは3つまで。「あきらめる」ボタンを押してキャンセルすることもできるが進捗は消えてしまう。クリアした場合、登録されている駅の数に応じてスコアが付与される。
マスオブ
1つの都道府県内のすべての駅にアクセスすると、「マスターオブ○○（該当都道府県名）」の称号を獲得できる。この称号の略である。
廃駅が登録されている都道府県では、廃駅にも全てアクセスする必要があり、都道府県によっては廃線の存在により難易度が上がっているところもある。また、新たに駅や路線が廃止された場合でも対象駅に含まれる状態は変わらないため、廃止後であってもその廃駅もすべて取得する必要があり、地域によっては今後より称号の取得難易度が増す可能性がある。
達成後に新規開業などで駅が追加されてもこの称号は剥奪されない。
ミッション
2020年4月7日のアップデートで実装。毎日3つのミッション（ログインする、1駅アクセス、5回チェックイン）が用意されており、達成すると「ふくびき券」がそれぞれ1枚、1枚、3枚貰える（その日のうちに受け取らないと貰えなくなるので注意）。ふくびき券を5枚集めると1回ふくびきが引ける。ふくびきには目玉となる「ピックアップ報酬」（プレミアムガチャチケット、フレンドガチャチケット100枚、レーダー11個、レベルグングン）があり、ピックアップ報酬を全て引けば報酬ラインナップをリセットできる。
周年記念イベント開催時など、期間限定のミッションが用意されることもある。
アクセスログ詳細表示機能
2021年6月3日のアップデートで実装。アクセス後やタイムラインのアクセス結果画面下部の「編成」ボタンを押すと表示される。自身と相手の編成内でんこやステータス、レベルやどのスキルが発動したかを確認できるほか、各でんこをタップするとスキルの効果詳細（相手のスキルレベルが5以上の場合は、ネタバレ防止のためスキル名の欄には「？？？」と表示）や装着しているフィルム（ミタメカエレールを使用している場合はその旨も記載）が分かる。
奪取er定期券
2021年6月30日のアップデートで実装。月額500円の自動更新型サービス（解約しない限り自動的に料金が発生し続ける）。購入すると以下の機能が解放される。
- チェックイン回数無制限
- 獲得経験値1.2倍（他の経験値上昇効果と重ね掛けできるが、経験値配分スキルは無効）
- ミタメカエレールがいつでも有効になる
- 購入者限定のデイリーミッションが追加され、こなしていくことでふくびき券をもらえる
- 最初から12回目までの更新時にアイテム獲得

初回購入時は期間終了2日前までに解約すれば1週間限定で機能を無料で使うことができる。ライセンスやミタメカエレールの有効期限が残っている時に購入すると期間が破棄されるので注意。また、2024年12月現在はアプリ版のみでの販売となっている。
バージョンアップ
2021年9月9日のアップデートで実装。レベル80まで育てた、バージョンアップ対応済みのでんこにアイテム「バージョンアップチップ」を使うことでレベル上限を4ずつ、最大100まで解放できる。レベル84に上げるとAP・HPが6上昇する。レベル92まで到達するとスキルの追加効果（スキル名の末尾に追加効果の成長段階に応じて「+1」〜「+3」がつく）が増え、「メモリーズフォーム」という特殊なフィルムを入手できる。レベル88・96・100では編成内でんこの獲得スコアが上昇し、レベル96・100になるとスキル追加効果の効果量が上昇する。
お天気機能
2022年6月15日のアップデートで実装。晴れ（昼と夜で別個として扱われる）、曇り、雨、雪の5種類が存在し、現在地の天気に応じてタイムライン画面のアクセス結果に天気と気温が記載される。設定している背景によっては天気に合わせて動く。これらは設定画面で適応の有無が選択可能。また、全オリジナル・エクストラでんこに1種類ずつ天気限定の台詞が存在する。
旅のしおり
2023年6月26日のアップデートで実装。あらかじめ訪問予定の駅やスポットを登録し、旅行プランをサポートする機能。期間限定イベントが開催中の場合、対象駅・スポットをそのまま登録することもできる。登録済の場所にアクセスすると通知が届き、どのでんこでアクセスしたかも保存される。人の作ったしおりはコピーしてチャレンジすることもできる。同時に挑戦できるのは5つまで。
マンスリーミッション
2024年11月20日のアップデートで実装。特定の属性やタイプのでんこでスコアを獲得するミッションがプレイヤーごとにランダムで用意される（内容変更は各Lvごとに最大2回まで）。クリアするごとに交換所で様々なアイテムと交換できる「奪取erコイン」が入手でき、ミッションのLvが上がる（上限はLv.4）。毎月20日に進捗がリセットされ、Lv.1のミッションが開始される。

### アイテム

#### 消耗品
メロン / レモン
前者はアプリ版、後者はOur Railsでの名称。それぞれ「memories script loading coin」「loading memories script coin」の略。
コロプラ版の「コロコイン」に相当するゲーム内通貨。課金でしか入手できない。
チケット類を使わずにガチャを引く際や「車内販売」（ゲーム内ショップ）を利用する場合に消費する。
奪取erポイント
レベル上限を80まで解放させたでんこがガチャで出た際に変換されるポイント。これと引き換えに他のアイテムや貴重品などと交換できる。
バッテリー
外観はストローが刺さったジュース（飲むとシュワシュワしていて美味しいらしい）。使用するとでんこのHPが50回復する。一部スキルを発動中のでんこには使用不可。
かつてはバッテリー50、バッテリー100、バッテリー300と回復量の違う3種類のバッテリーが存在したが、回復量50のバッテリー1つに統合された。
ライセンス
グリーン、イエロー、オレンジ、ブルーの4種類がある。常時販売しているのはイエローとブルーのみで、他2種はイベントでの配布となる。グリーンはアクセス回数を12回に回復し、他の3種類はそれぞれイエローは1日、オレンジは1週間、ブルーは30日の間アクセス回数無制限にする効果がある。
『駅奪取』をプレイする時、「いっしょに位置登録」機能を使用する際に必要。
フットバース
外観はグローブの付いたマジックハンド。アクセス時に相手でんこを「フットバース」ことができる（でんこ不在駅では発揮・使用されない）。「フットバース」された相手でんこは、HPはそのままでその駅のリンクだけを双方のHP・APやスキルを無視して切断される。
過去には弱、中、強の3種類があり、それぞれ1回、6回、12回の間アクセス時に相手でんこを「フットバース」ことができた（統合後は1回のみ、外観は中に統一）。
ねこぱんち
外観は猫の肉球が付いたマジックハンド。弱、中、強の3種類がある。3回の間、自分のでんこがアクセスした時のダメージ量を軽減する代わりに、アクセスで得られる経験値を増やす効果がある（でんこ不在駅では発揮・使用されない）。強度が増す度に相手に与えるダメージ量は減少してしまうが、より多くの経験値を得られる（弱はATK-30%・経験値+150、中はATK-60%・経験値+250、強はATK-90%・経験値+400）。
イベント限定ねこぱんちも存在し、こちらは大量の経験値を得られる代わりに相手には微量のダメージしか与えられない上（原則ATK-99%）使用期限が設定され、回数も1回のみとなっている。使用期限を過ぎると消滅する。「ねこぱんち（♪）」は恒常的に配布・販売され使用期限も無いが、それ以外はごく限られたイベントでしか配布されない。
レベルグングン
外観は瓶詰めの牛乳。3時間の間、アクセスで得られる経験値を120%増加させる効果がある。
イベント限定レベルグングンも存在し、こちらは増加量が200%と大きい代わりに効果のある時間が1時間と短くなっている。使用期間を過ぎると消滅する。また、通常版とは併用できず、先に使った方の効果が消滅してしまう。
マイルグングン
2022年9月1日のアップデートで追加。外観は瓶詰めの牛乳で、レベルグングンとはカラーが異なる。10分間の間、アクセスするだけでアクセスしたでんこが1マイルを獲得することができる。
レーダー
外観は円形のモニター。使用すると、直近でアクセスした駅を起点に一定範囲の駅にアクセスすることができる（アクセス回数は消費しない）。アクセスできる範囲はログイン中の電友数に応じて広がる。なつめやあやめのスキルでもアクセス範囲を上乗せ可能。
レーダーブースター
外観は上にパラボラアンテナが取り付けられたヘルメット。使用すると、5分間レーダーでアクセスできる駅数が4駅増える。重ね掛けすると効果時間が増える。
オモイダース
外観はピンク色の包み紙のキャンディ。使用すると、過去2時間にアクセスした駅から1か所を選んで再度アクセスできる（アクセス回数は消費しない）。位置情報は最後にチェックインした地点からオモイダースを使用した駅の中心座標に変更されるため、レーダーやルートビューンの起点駅もその駅に移る。リストに並ぶのは最大20か所（他社局・他路線跨ぎ可）まで。エルミーヌのスキルで遡れる駅数と時間を増やせる。
ルートビューン
外観はロケットの燃料。最後にチェックインした駅を起点として、2時間以内にアクセスした同一路線内の任意の駅を終点とし、その間にある駅（20駅以内）に「エキカンアクセス」できる（アクセス回数は消費しない）。アクセスする駅数の分だけ消費される。ただし一度使用するとアクセス履歴が消え、それ以前にチェックインした駅は再度チェックインし直さない限り終点駅にすることができなくなってしまう。
このアクセスでは通過線にアクセスした扱いとなり、リンクができないほか攻撃した際のスコアもつかないが、取り損ねた駅を一気に奪取できる、新駅ボーナスを任意のでんこにまとめて与えることができる、などのメリットがある。ただし、山手線や大阪環状線のような環状路線及び廃線には使用できない他、他社局・他路線に跨いで使用できない、現役の路線の中にある廃駅はエキカンアクセスの対象外（飛ばされる上に起点にも終点にもできない）となる。
タイムポンカチ
2016年10月18日のアップデートで追加。外観は柄にリボンとタイソン（うららのぬいぐるみ）の装飾があるハンマーで、うららの超能力を研究し再現に成功したという設定がある。うららのスキルと同じく、編成内のでんこのクールタイムを0にする。このアイテムでしかクールタイムを回復できないでんこがいるが、うらら本人とシャルロッテ及びクールタイムの存在しないでんこには効かない。
ミタメカエレール
2018年11月12日のアップデートで追加。使用してから30日間、着用しているフィルムにかかわらず、でんこの見た目を好きなフィルムに固定できる。フィルム限定の台詞も話すようになる。期間の重ねがけも可能。ただしフィルム効果に関するするスキルやフィルムボーナス効果、イベントでボーナスを発揮するフィルムは実際に効果を発揮しているものが基準のため注意。
バージョンアップチップ
2021年9月9日のアップデートで追加。上述したバージョンアップを行う際に消費する。レベル上限を4上昇させるごとに要求される数が増えていく。
バージョンアップチップEX
2023年9月11日のアップデートで追加。エクストラでんこ専用のバージョンアップチップ。使用するとオリジナルでんこと同じ消費数でバージョンアップを行える。

#### 永続アイテム
アドレス帳
+1と+5の2種類がある。+1はイベントでの配布のみ。電友枠を設定数増やすことができる。電友が増えると、電友が称号を獲得した際にその称号に応じたアイテムを貰えるようになる。
れんけつ器
編成に組み込めるでんこの数を増やすことができる。2024年12月現在最大7両まで。特定の称号（下記参照）を得る度に貰える。
- 「マスターとってもいいかんじ」……50駅にアクセス
- 「コツコツマスター」……30日間連続ログイン
- 「路線コンプのことを考えるとニヤニヤが止まらない」……30路線の全ての駅にアクセス
- 「レジェンドステーションマスター」……9100駅（≒実質上日本の鉄道全ての駅）にアクセス

#### イベント専用アイテム
フィーバー発生用アイテム
属性イベントを中心に登場するアイテム。イベントによってアイテムは異なるが、概ねカラフルな見た目をしている。特定の駅にチェックインすると獲得でき、使うと即座にフィーバーを発生させられる。当該のイベントでしか使用できない使い捨てアイテム。
アタックエナジーゼリー
レイドバトルイベント開催時、アタックエナジーが0になった時のみ使用可能。アタックエナジーを全回復する。獲得した回のレイドイベントで使い切れなくても、別のレイドバトルイベントで使い回せる。
バトルエナジーゼリー
交流バトルイベント開催時、バトルエナジーが0になった時のみ使用可能。バトルエナジーを全回復する。獲得した回の交流バトルイベントで使い切れなくても、別の交流バトルイベントで使い回せる。
メモリー
一部イベントで配布。使用すると各でんこに個別で用意されたイベントストーリーを閲覧できる。

#### ガチャチケット
フレンドガチャチケット
電友が称号を獲得した際にもらえることがあるチケット。フレンドガチャを引くことができる。出てくるのは各種消耗品の他、ニャッシュやプレミアムガチャチケットが出てくることも。1枚、10枚、100枚と3種類のガチャがある。それぞれのガチャは独立した別物として扱われる。
プレミアムガチャチケット
主に課金することで手に入るプレミアムガチャを引くことができるチケット。主に新しいでんこと出会うことができる。既に入手済みのでんこが出てきた場合は、そのでんこのレベル上限が上昇する（初回50で以降重複する度に上限が+5される。最大上限レベルは80）。
2018年3月5日からはガチャは直接課金となったため販売終了となり、配布のみとなった。
スーパープレミアムガチャチケット
通常の課金では手に入らないチケット。イベントなどでのみ配布されることがある。基本的にはプレミアムガチャチケットと同じだが、アイテムが出てくることがなく、必ずでんこと出会える点が異なる。また、こちらでは登場したばかり（直近3ヶ月以内）の新でんこがラインナップに入っていないことがある。最大上限までレベル開放済のでんこが出た場合、スーパープレミアムガチャチケットとの交換（=引き直し）となる。
2017年9月に廃止され、12月14日にプレミアムガチャチケットまたはスカウトチケットに交換された。
スペシャルガチャチケット
通常の課金では手に入らないチケット。一部のコラボイベントなどでのみ配布される。スペシャルでんこやコラボラッピングガチャを引くことができるチケット。
スカウトチケット
通常の課金では手に入らないチケット。奪取erポイントでの交換のほかイベントなどで配布されることがある。こちらは好きなでんこを1人だけ選んで入手することができる（フレンドガチャチケットのみでしか入手できないニャッシュ、『駅奪取』をプレイしていないと入手できないダッチューを除く）。スーパープレミアムガチャチケットと同様、登場したばかりの新でんこがラインナップに入っていないことがある。また、スペシャルでんことエクストラでんこは対象外である。
グレードアップチケット
通常の課金では手に入らないチケット。奪取erポイントでの交換のほかイベントなどで配布されることがある。好きなでんこを1人だけ選んでアップグレードすることができる。
2019年6月には、5周年記念でレベルを最大上限にアップグレードできるスーパーグレードアップチケットが登場した。
なおIKS.gear・レイドバトルイベントの報酬で入手できるスペシャルでんこ・えきこには使用不可能のため、イベントの報酬で入手するしかアップグレード方法がない。
ラッピングガチャチケット
課金やイベントで入手可能。フィルムが手に入る。該当するでんこを所持していなくてもフィルムが出てくることもある。ただし一度引いたフィルムが再度出てくることはないため、特定シリーズのラッピングガチャを実装されたでんこの数だけ引けば、全員分のフィルムを入手可能。
2018年3月5日からはガチャは直接課金となったため販売終了となり、配布のみとなった。
ラッピング引換チケット
奪取erポイントのみで入手可能。好きなでんこの中から好きなフィルムを入手することができる（コラボやイベント限定フィルム、スペシャルでんこおよび『駅奪取』をプレイしていないと入手できないダッチューを除く）。

#### だいじなもの
第1章開放チケット / 第2章開放チケット / 第3章開放チケット / 第4章開放チケット
購入すると恒久イベント「エルミーヌのミステリートレイン」の対応する章に挑戦できる。期限は使用してから1年間。
背景変更アイテム
アプリ版アニバーサリーやエイプリルフール当日に配布される。所持していると設定画面からアイテムに対応したタイムライン背景に変更できるようになる。一部の背景はお天気機能に対応しており、太陽や雨粒などのイラストがゲーム内の天気に合わせて表示される。

### 属性
2017年9月のアップデートで追加。heat（赤）、eco（緑）、cool（青）、flat / unknown（白）の4属性が存在する。
でんこの属性
オリジナルでんことエクストラでんこにはheat、eco、coolのいずれかの属性が振り分けられており、スペシャルでんこは全て（スキル発動中のぷよぷよ・スパイ教室コラボでんこを除き）flat属性となっている。
heatはecoに強く、ecoはcoolに強く、coolはheatに強い関係である。flatはこのような強弱関係を持たない。
得意な属性のでんこに対して攻撃すると、ダメージが1.3倍増える。苦手な属性のでんこに攻撃してもダメージが減ることはない。
特定の属性のでんこに対してのみ効果を発揮する、特定の属性のでんこが一定数いると追加効果がある、編成全員を特定の属性で揃えると発動されるスキルがある。
駅の属性
現役の駅はheat、eco、coolのみで、flat属性の駅は存在しない。また、廃駅はunknownという特殊な属性となっている（元々現役だった駅が廃止されるとunknown属性に変更される）。廃駅にならなくても、アップデートにより稀に変更されることがある。
でんこと同じ属性の駅にリンクすると、ボーナススコアが受け取れる。
でんこの名字の由来となった駅は基本的にでんこ本人と同じ属性である（実装当初は属性が違っていても、後のアップデートで揃えられることがある）。
一部のスキルは駅の属性により効果が発揮される。
なお、unknown属性のでんこは存在しないため、unknown属性の駅でボーナススコアを得ることはできない。

## 登場キャラクター
キャラクターにレアリティは存在しないため、ピックアップ対象以外は均等にガチャから出現する。
一部の苗字をクリックすると、元となった駅や列車名にリンクする（同じ名字は姉妹であり、元も同じ会社の同路線を走る形式である）。
メインストーリーのボイスは当初は=LOVEが担当していたが2020年6月にリニューアルされ、全て新規のキャストに変更された（ゲーム内での差し替えは2020年7月22日のアップデートで行われた）。
担当声優は=LOVE版 / リニューアルボイスの順に表記。区切られて記載がない場合は、リニューアル後の配役。
この項目における「モデル」の鉄道車両はゲーム内で公式発表されたものではなく、キャラクターのビジュアル・誕生日・苗字等から類推できるものである。

### オリジナルでんこ

#### 初期実装・駅奪取とのコラボレーションで登場
のぞみ
声 - ブリドカットセーラ恵美
タイプ：サポーター / 属性：flat / 誕生日：6月1日 / でんこカラー：青 / イラスト：フ子
『駅奪取』に登場する同名のキャラクターが元になっている。過去の奪取er協会（『駅奪取』における奪取er協会）でナビゲーターを務めていた協会員（『駅奪取』ののぞみ）をモデルとして生まれた初めてのでんこ。新しいマスターへの説明を主に行っている。量産されていないため、新しいステーションマスターが誕生する度にせわしなく動いている。
スキルは『目指せステーションマスター♪』。20分間先頭車両のでんこのATKとDEFをそれぞれ50%増加し、アクセス時に経験値を1000与える。
新人マスター研修の「チェックインしてみよう」をクリアし、同研修の「受け取る」ボタンを押すと入手できる。チュートリアル用のでんこのためレベルは1で固定されており、称号とマイレージは存在しない。入手から一定期間が経過すると車両基地から外されて使用不可となる。再入手も不可。また、オリジナルでんこでは唯一のflat属性である。
2018年12月17日のアップデートで先頭車両に編成することができなくなったほか、経験値の空費を防ぐためのぞみでチェックインができないように調整された。
2021年10月19日のアップデートでスキルに経験値付与効果が追加された。
黄陽 セリア（こよう セリア）
声 - 大谷映美里 / ブリドカットセーラ恵美
タイプ：サポーター / 属性：eco / 誕生日：9月30日 / でんこカラー：黄 / イラスト：フ子
レイカの姉。ナースのような外見をしたでんこ。面倒見がよく、癒し系なみんなのお姉さん的存在。でんこは修復できるが機械音痴で、機械や電子機器に触れただけで爆発物に変えてしまう。後述するはかりにはライバル扱いされているが、セリア本人は全く気にしていない。
スキルは『検測開始しま〜す♡』→『幸せの黄色い検測』。30分間編成内のでんこのHPが30%以下になると一定確率で回復させる。レベル92以上では編成内のでんこのHPが15%以下なら発動率が増加する。
2021年11月26日にバージョンアップが実装された。
モデルは新幹線922形電車「ドクターイエロー」。4周年記念イベントでは、「ゆかりの駅」が922形20番台が展示されているリニア・鉄道館の最寄駅である名古屋臨海高速鉄道あおなみ線金城ふ頭駅に設定された。
為栗 メロ（してぐり メロ）
声 - 野口衣織 / 成海瑠奈（2021年12月まで）→会沢紗弥（2022年1月以降）
タイプ：アタッカー / 属性：eco / 誕生日：7月15日 / でんこカラー：橙 / イラスト：賀茂川
ゲーム初回起動時に選択できる3人のでんこの一人。勉強も運動もできず、エキセントリックな言動を取るが、驚異的な運の持ち主。
スキルは『きゃのんぱんち』→『すーぱーぎがんとぱんち』。一定確率（即死攻撃と同じなので確率は非常に低い）でアクセス時にアイテムの「フットバース」と同じ効果を発動する（相手でんこにはダメージを与えないままその駅のリンクだけを切断する）。レベル92以上では相手がリンクしている駅の中で最も長い時間によって発動率が増加する。
2021年9月9日にバージョンアップが実装された。
モデルは国鉄ED30形電気機関車 (初代)（塗装は東急電鉄時代のものを反映）。
2023年3月29日、JR東海飯田線公認キャラクターに就任した。
新阪 ルナ（しんさか ルナ）
声 - 齊藤なぎさ / 香里有佐
タイプ：ディフェンダー / 属性：cool / 誕生日：10月1日 / でんこカラー：紫 / イラスト：賀茂川
ゲーム初回起動時に選択できる3人のでんこの一人。IQ200越えの天才で、よくわからない機械を多数発明している。夜型の性格でスキルにも反映されている。口癖は「なんよ」。
第1回でんこ総選挙では総合1位を獲得した。
スキルは『ナイトライダー』→『ナイトエクスプレス』。夜間（18:00〜翌6:00）の間DEFが増加するが、それ以外の時間はDEFが減少してしまう。夜間のDEF増加率はレベルが上がるごとに上昇するが、昼間のDEF減少率は30％で固定。レベル92以上では02:00〜05:00の間DEFがさらに増加する。
2021年9月9日にバージョンアップが実装された。
モデルは国鉄581系電車「月光」。
2024年4月18日、JR東海公認キャラクター及び「推し旅×駅メモ！応援大使」に就任した。
恋浜 みろく（こいがはま みろく）
声 - 佐々木舞香 / 柳原かなこ
タイプ：トリックスター / 属性：heat / 誕生日：4月1日 / でんこカラー：赤 / イラスト：賀茂川
ゲーム初回起動時に選択できる3人のでんこの一人。困った人を見つけると助けずにはいられない、明るくまっすぐで前向きな性格。能力は平均的で力が及ばないこともあるが、どんなことでも最後まで諦めない。
漫画版『駅メモ!-みろくのマスターレポート-』では主人公を務める。
スキルは『ダブルアクセス』→『ディーゼルDアクセス』。アクセス時に一定確率で一回のアクセスで2回分アクセスすることがある。ダメージも2回分入る。レベル92以上ではその日アクセスした駅の数（上限15駅）によって発動率が増加する。
2021年9月9日にバージョンアップが実装された。
苗字の「恋浜」は恋し浜駅に由来し、名前の「みろく」はモデル車両の三陸鉄道36形気動車（読みはさんりく）に由来する。このため、鉄道員ラッピングは実際に三陸鉄道が協力に関わった。
黄陽 レイカ（こよう レイカ）
声 - 齋藤樹愛羅 / 鈴代紗弓
タイプ：サポーター / 属性：heat / 誕生日：4月26日 / でんこカラー：桃 / イラスト：フ子
セリアの妹。ナースのような外見をしたでんこ。セリアよりも新型で設備も充実している。自信家でプライドが高い。ツンデレじみた台詞が多い。でんこの回復よりも火力支援に特化するように作られているため、その点では姉に対しコンプレックスを密かに抱いている。特技はお菓子作りで、ハニートーストが得意料理。
スキルは『起動加速度向上』→『大起動加速度向上薬注入』。15分間編成内全員のATKが増加する。レベル92以上では編成内でんこがリンクに成功すると、3回まで効果時間が延長される。
2022年11月25日にバージョンアップが実装された。
モデルは新幹線E926形電車「East-i」。4周年記念イベントでは、「ゆかりの駅」が同車の所属する新幹線総合車両センターの最寄駅である東北本線（利府線）新利府駅に設定された。
シャルロッテ=フォン=ハノーファー（Charlotte von Hannover）
声 - 山本杏奈 / 長江里加
タイプ：トリックスター / 属性：eco / 誕生日：8月6日 / でんこカラー：黄 / イラスト：びんご
ドイツ製の小柄なでんこ。一人称は「われ」、語尾は「なのだ」といった大人ぶった言動を取る。好奇心旺盛で日本のあちこちに興味津々。後述のリトは親友で、彼女からは「シャルちゃん」と呼ばれている。
スキルは『きまぐれアクセス』→『風吹くまま気の向くまま』。スキル発動後から一定時間後、過去にアクセスしたことのある駅からランダムで1か所にアクセスすることができる。このアクセスはアクセス回数を消費しない。効果時間に編成からシャルロッテを外していると、効果は発動しない。タイムポンカチは使用できないが、うららのスキルは有効。レベル92以上ではスキルでのアクセス時、一定確率で別の駅にアクセスすることがある。追加でアクセスする回数は1回まで。
2021年11月26日にバージョンアップが実装された。
モデルは広島電鉄200形電車 (2代)「ハノーバー電車」。4周年記念イベントでは、「ゆかりの駅」が同車の所属する江波車庫の最寄駅である広島電鉄江波線江波停留場に設定された。
2021年11月16日、ひめと共に広島電鉄公認キャラクターに就任した。
大月 シーナ（おおつき シーナ）
声 - 陽高真白
タイプ：トリックスター / 属性：heat / 誕生日：11月2日 / でんこカラー：青 / イラスト：フ子
日本製スイス育ちの帰国子女でんこ。外見は美人でスタイル抜群、何一つ申し分ないのにもかかわらず内面は冷酷でドS。いたずら好きで相手の困った顔を見るのが大好き。純粋無垢ななつめをよく騙している。
スキルは『ディファーレ』→『レッツトエントリヒ』。被アクセス時にカウンターする（相手にダメージを与える）ことがある。リンクが解除された場合やフットバースを使用された場合には発動しない。レベル92以上ではスキル発動から10分間自身のATKとDEFが増加する。
2025年3月21日にバージョンアップが実装された。
モデルは富士急行1000系電車「マッターホルン号」。
天下 さや（てんが さや）
声 - 日向未南
タイプ：アタッカー / 属性：cool / 誕生日：9月4日 / でんこカラー：紫 / イラスト：賀茂川
一人称が「おれ」の、男勝りで姉御肌の武闘派でんこ。しかし実際には思いやりのある性格で、困った人を見過ごせない。こなたのことはつい可愛がってしまうらしい。
スキルを持たない代わりに他のでんこと比べてAPが高く、逆にHPが極端に低く設定されている。レベル92以上ではスコアボーナスが他のでんこよりも高くなっているほか、スキルレベルが上昇する代わりにAPが増加する。
2025年2月20日にバージョンアップが実装された。
モデルは南海50000系電車「ラピート」。
花畑 もえ（はなばたけ もえ）
声 - 前田佳織里
タイプ：サポーター / 属性：eco / 誕生日：7月3日 / でんこカラー：黄 / イラスト：フ子
ナースのような外見をしたでんこ。純真無垢で疑うことを知らない。マスターのことを「ご主人様」と呼ぶ（シーナに吹き込まれたらしい）。
スキルは『定時メンテナンス』→『ご主人様も一緒にいかが！？』。1時間に1回（多少ズレが生じる場合あり）編成内のでんこのHPを回復させる。レベル92以上では編成内に残りHPが30%以下のでんこがいる場合、当該でんこの回復量が増加する。
2022年9月1日にバージョンアップが実装された。
モデルは西鉄モエ901救援車。
象潟 いろは（きさかた いろは）
声 - 佐竹のん乃 / 富田美憂
タイプ：トリックスター / 属性：eco / 誕生日：11月23日 / でんこカラー：緑 / イラスト：賀茂川
どうでもいいことを心配する心配性のでんこ。金平糖に目がない。飽きっぽい性格でもあるが、IQは250以上らしい。しいらは親友。一人称は「いろはさん」で、口癖は「○○らしいよ〜」「○○しちゃったらど〜しよ〜！」。
スキルは『リプレイスメント』→『ディストリビューション』。自分が2駅以上リンクしている場合、いずれかの駅1つを編成内の先頭のでんこ（いろはが先頭の場合は2両目）に明け渡すことができる。譲渡先でんこのレベルが自身より高い場合は発動できない。レベル92以上では自身が4駅以上リンクしていれば、一定確率でもう1駅のリンクを受け渡すことがある。
2024年5月20日にバージョンアップが実装された。
モデルは国鉄485系電車「きらきらうえつ」。
粟生津 しいら（あおうづ しいら）
声 - 山田麻莉奈
タイプ：ディフェンダー / 属性：eco / 誕生日：10月26日 / でんこカラー：青 / イラスト：フ子
誰にでも優しいが恥ずかしがり屋で自信がないでんこ。色々と我慢してしまう性分。歌が得意だが、人前ではあまり歌いたがらない。いろはは親友。
スキルは『ペインガード』→『ジョイフルガード』。ダメージを受けた際一定確率でDEFが増加することがある。レベル92以上ではスキル発動時、一定確率でダメージを固定値で軽減することがある（効果量は80で変わらない）。
2021年9月9日にバージョンアップが実装された。
モデルは国鉄485系電車「NO.DO.KA」。
有栖川 もぼ（ありすがわ もぼ）
タイプ：ディフェンダー / 属性：cool / 誕生日：7月25日 / でんこカラー：橙 / イラスト：フ子
京都育ちのミステリアスなでんこ。時々口が悪くなることがある。ギターを抱えており、演奏が得意。猫が大好き。
スキルを持たない代わりにHPが他のでんこよりも高く成長するが、さやとは対照的にAPが極端に低く設定されている。レベル92以上ではスコアボーナスが他のでんこよりも高くなっているほか、スキルレベルが上昇する代わりにHPが増加する。
2024年6月28日にバージョンアップが実装された。
モデルは京福電気鉄道モボ621形電車。
新居浜 いずな（にいはま いずな）
声 - 諸橋沙夏 / 河実里夏
タイプ：ディフェンダー / 属性：heat / 誕生日：3月15日 / でんこカラー：青 / イラスト：フ子
愛媛育ちのしっかり者のでんこ。真面目だが、一人になるとダラダラゲームをしているらしい。後述するありすは妹。
スキルは『重連壁』→『私が本務機です♪』。編成内のディフェンダーの数（上限7体）に応じて自身のDEFが増加する。レベル92以上ではリンク中の編成内ディフェンダーの数（上限7体）に応じて編成内全員のDEFが増加する。
2022年6月10日にバージョンアップが実装された。
モデルはJR四国8000系電車「しおかぜ」「いしづち」。
美深 ふぶ（びふか ふぶ）
声 - 中村カンナ
タイプ：サポーター / 属性：cool / 誕生日：3月11日 / でんこカラー：紫 / イラスト：フ子
眼鏡をかけた、耐寒性に優れたでんこ。クールな性格だが、根は優しい。「だぞー」のように語尾を伸ばした特徴的な口調で喋る。
スキルは『根性入れてやるかー』→『まだまだこんなもんじゃないゾー』。30分間編成内のでんこのDEFが増加する。
モデルはJR北海道キハ261系気動車「宗谷・サロベツ」。
鹿沼 りんご（かぬま りんご）
タイプ：アタッカー / 属性：heat / 誕生日：6月4日 / でんこカラー：緑 / イラスト：びんご
自分を誰より可愛いと呼んで憚らないアイドル型でんこ。しかし一人でいるところを見るとキャラを演じることに疲れている様子。
スキルは『夜更かしはお肌の敵』→『太陽の輝きはりんごのために』。朝（とゲーム内では説明されているが実際には6:00〜18:00）の間自身のATKが増加するが、それ以外の時間はDEFが減少する。レベルが上がることでATKの増加率は増えるが、夜間のDEF減少率は30％で固定。レベル92以上では編成内の『いつでもアクティブ』なスキルを持つでんこの数（上限7体）に応じてATKが追加で増加する。
2022年6月17日にバージョンアップが実装された。
モデルはJR東日本253系1000番台電車「日光」。
ニャッシュ
声 - 荒井麻那
タイプ：トリックスター / 属性：eco / 誕生日：12月2日 / でんこカラー：青
『駅奪取』のマスコットの擬人化キャラ。一人称は「吾輩」。駅の奪取にせいを出すが、ダッチューは苦手。
通常のガチャでは登場せず、フレンドガチャからのみ出現する可能性がある。他のでんこと違い最大までアップグレードされた状態で排出された場合フットバースと交換となり、奪取erポイントは貯まらない。
スキルは『友だち一杯つくるのニャ』→『友愛の轍』。ニャッシュを所持しているだけで無条件に電友枠が増加する。レベル92以上では電友の数に応じて自身のATKとDEFが増加する。
4周年記念イベントでは、「ゆかりの駅」がモバイルファクトリー本社の最寄駅である山手線・東急池上線五反田駅に設定された。
2022年2月22日にバージョンアップが実装された。
ダッチュー
声 - 田村佳奈
タイプ：トリックスター / 属性：heat / 誕生日：12月2日 / でんこカラー：桃
ニャッシュと同じく『駅奪取』のマスコットの擬人化キャラ。ニャッシュをからかうのとチーズが大好き。
リリース当初はコロプラ版の事前登録者のみへの配布だったが、後に『駅奪取』のコラボレーションイベントにより再入手が可能になった。
Our Railsには「駅奪取」との連携機能が存在しないため長らく登場していなかったが、2023年8月1日よりにぎわいポイントを22,222pt獲得することでフェアマスター特別報酬として入手できるようになった。
スキルは『どいてもらうでチュー』。ダッチューを所持しているだけで75%の確率で毎日ログイン時にフットバースが入手できることがある。他のでんこと異なり最初のスキル習得がレベル10と遅く、バージョンアップまではスキルが成長しない。レベル92以上では駅にアクセスした際、相手がニャッシュだった場合はATKが大幅に増加する。
4周年記念イベントでは、「ゆかりの駅」がニャッシュ同様の理由で五反田駅に設定された。
2022年2月22日にバージョンアップが実装された。

#### 2014年実装
汀良 いちほ（てら いちほ）
声 - 大場花菜 / 花守ゆみり
タイプ：トリックスター / 属性：eco / 誕生日：8月10日 / でんこカラー：緑 / イラスト：賀茂川
沖縄育ちのドジッ子でんこ。失敗だらけだが、根性で頑張っているとのこと。チコにライバル視されているが、本人は気づいていない。
スキルは『根性だけが取り柄ですぅ』→『マスターとの約束』。HPが2以上ある場合、一定確率でHPが0になるダメージを受けても残りHP1で生き残ることがある。チコのような一撃必殺スキルも防げるが、マコのような固定ダメージスキルは防げない（スキルが発動する順番が「一撃必殺→いちほ→固定ダメージ」という仕様のため）。
名字の「汀良」は、首里駅の仮称から取られている。
モデルは沖縄都市モノレール1000形電車。
美唄 イムラ（びばい イムラ）
タイプ：アタッカー / 属性：eco / 誕生日：10月1日 / でんこカラー：青 / イラスト：フ子
刀を携えた北国育ちの武人風でんこ。古風な喋り方をし、一人称は「拙者」。反面世間の常識には疎い。刀は物騒という理由でよく駅員に取り上げられているらしい。
スキルは『紫電一閃』→『画竜点睛』。15分間攻撃時に自分のHPを半減させてATKが増加する。HPが1の時は発動しない。レベル92以上では効果時間内に消費したHP（上限500）に応じてATKが追加で増加する。
2022年11月4日にバージョンアップが実装された。
モデルはJR北海道789系1000番台電車「カムイ」。
丸地 にころ（まるち にころ）
声 - 星守紗凪
タイプ：サポーター→トリックスター / 属性：cool / 誕生日：3月13日 / でんこカラー：黄 / イラスト：フ子
奪取er協会の荷物持ちを担当する幼いでんこ。しかし背負っている荷物は5トンはあるとのこと。お金にがめつい一面もある。さ行を発音しようとすると「しゃ」のようになってしまう。語尾は「でしゅ」。
スキルは『デリバリーカーゴ』→『一分のスキも無い配達』。にころが獲得した経験値のうちの一定量を先頭（にころが先頭の場合は2両目）のでんこに分け与える。この際にころが獲得する経験値は減少しない。他のスキルでにころが獲得した経験値は配分不可能。レベル92以上では分配先のでんこのレベルが低いほど効果量が増加する。
2023年11月10日にバージョンアップが実装された。
モデルはJR貨物M250系電車「スーパーレールカーゴ」。4周年記念イベントでは、「ゆかりの駅」が同車の発着する東海道貨物線東京貨物ターミナル駅に設定された。旅客駅としては登録されていないためイベント専用のスポット扱いとなる。
王子 しぐれ（おうじ しぐれ）
声 - 髙松瞳 / 黒木ほの香
タイプ：サポーター / 属性：cool / 誕生日：11月29日 / でんこカラー：紫 / イラスト：フ子
非常にまめなでんこ。エメラルドグリーンの輪を持つ。みかんが大好物で、筋を一本一本丁寧に取り一粒ずつ味わう。後述のアヤは友人で、「アヤさん」と呼んでいる。
スキルは『加圧式シールド』→『エメラルドシールド』。55%の確率で編成内のアタッカーのDEFが増加することがある。レベル92以上ではDEF増加発動時にアタッカーがアクセスされてHPが99%以下になった際に、30%の確率で回復させることがある。
2021年9月9日にバージョンアップが実装された。
モデルは営団9000系電車。
巽 レン（たつみ レン）
声 - 鳴沢優海
タイプ：アタッカー / 属性：heat / 誕生日：4月16日 / でんこカラー：赤 / イラスト：フ子
人情味のある関西育ちのでんこ。ピンクの輪を持つ。ガサツでドケチだがついついマスターに手を貸してしまう。
スキルは『こけおどし』→『はったりかましまくり』。一定時間防衛側のスキルを一部無効化する（DEF増加や固定ダメージの他にも、るるやいちほの特殊なダメージカットスキルやカウンターなどが対象）。ふぶなどの編成内全員に有効なスキルは防げないが、まぜやコヨイといった自身と編成内でんこへの効果が別扱いのスキルは本人への効果のみ有効。レベル92以上ではスキル発動時、相手のDEFが減少する。
2022年3月18日にバージョンアップが実装された。
モデルは大阪市交通局25系電車。
八潮 みらい（やしお みらい）
タイプ：トリックスター / 属性：heat / 誕生日：8月24日 / でんこカラー：緑 / イラスト：天三月
発言の随所にやや弱気な姿勢がみられるでんこ。科学に興味があり、化学式のことを美しいと評している。
スキルは『ランブルアタック』→『フラストレーション』。80%の確率でアクセス時のATKが変動する。スキルレベルが上がるとATKの増加量と減少量の差が開いていく。
モデルは首都圏新都市鉄道TX-2000系電車。
ベアトリス=ファン=ライツェ（Beatrice van Leidse）
タイプ：ディフェンダー / 属性：cool / 誕生日：4月22日 / でんこカラー：青
オランダ出身のお嬢様でんこ。慈悲深いがやや世間知らず。プラモデル作りを趣味としている。
スキルは『パワーレジスト』→『グランレジストサルーン』。一定時間相手の素のAPが自身より高ければ、その差に応じてDEFが増加する。レベル92以上では相手のATKが高いほど被ダメージを固定値で軽減する（上限100%）。
2024年3月21日にバージョンアップが実装された。
モデルはトラム (アムステルダム)の車両。4周年記念イベントでは、「ゆかりの駅」が大村線ハウステンボス駅に設定された。
新百合 うらら（しんゆり うらら）
声 - 野中ここな
タイプ：サポーター / 属性：cool / 誕生日：3月15日 / でんこカラー：橙 / イラスト：フ子
ほこねの妹。「タイソン」という名前のクマのぬいぐるみ(作者は後述のみこと、命名はセリア)を抱いている。自分を溺愛するほこねには辟易している。
スキルは『じかんあっしゅく』→『さよならタイソン』。クールタイムを一瞬で解除できるが、失敗することもある。成否に関係なく一度発動すると2時間のクールタイムに入る。レベルが上がるごとに成功確率が増加する。
モデルは小田急60000形電車「MSE」。
新百合 ほこね（しんゆり ほこね）
声 - 坂倉花
タイプ：アタッカー / 属性：cool / 誕生日：3月19日 / でんこカラー：橙 / イラスト：フ子
うららの姉。うららを溺愛しており、その溺愛っぷりは末期症状と比喩されるほど。一方でタイソンをライバル視している。
スキルは『妹愛バースト』→『妹愛インフェルノ』。20分間ATKが増加するが、うららが相手だと逆にうららのHPを回復させてしまう（うららの回復量はうららの最大HPのうち40%）。レベル92以上では自身のATKが120%以上増加している場合相手に固定ダメージを与え、180%以上の場合は固定ダメージ量が追加で増加する。
2023年8月21日にバージョンアップが実装された。
モデルは小田急50000形電車「VSE」。

#### 2015年実装

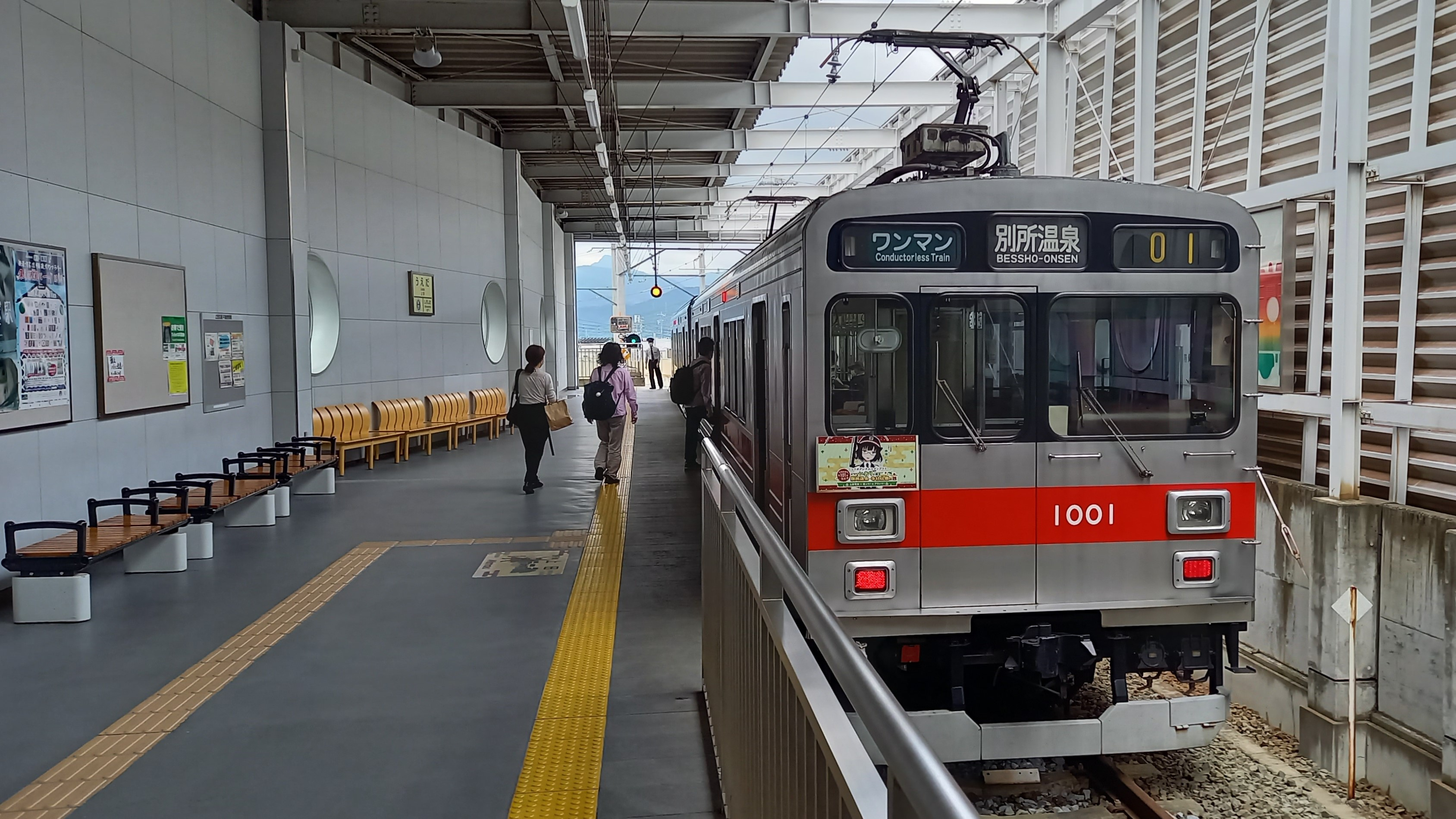
公認及びスタンプラリーイベント実施に合わせ「いおり」をデザインしたヘッドマークを掲出した上田電鉄1001編成。

苔縄 やちよ（こけなわ やちよ）
タイプ：トリックスター / 属性：cool / 誕生日：12月3日 / でんこカラー：青 / イラスト：天三月
超がつく慎重派のでんこで、様々な理由をつけては家から出ようとしない。性格が正反対のコタンには無理矢理引きずり出されている。一方で似た性格のありすとは気が合う様子。後述のちづは友人で「ちーちゃん」と呼んでいるが、マスター相手に暴走しがちな彼女には辟易している。
スキルは『ラブホームズ』→『お家大好きひきこもり』。直近3ヶ月間で最も多くアクセスした駅と周辺の駅（合わせて5駅）にリンクしている場合DEFが増加する。
モデルは智頭急行HOT7000系気動車「スーパーはくと」。
京橋 リオナ（きょうばし リオナ）
声 - 松井恵理子
タイプ：アタッカー / 属性：cool / 誕生日：4月11日 / でんこカラー：黄 / イラスト：フ子
データを何よりも尊重し、仕事のできるでんこ。オレンジ色の輪を持つ。実はお酒好きの一面もあり、酒乱になっている光景をりんごやエリアに暴露されたこともある。後述のそらとひまりは友人。
スキルは『データアクセラレーター』→『データは万代の宝なり』。一定時間、相手がリンクしている駅のアクセス回数が自分より多いほどATKが増加する。レベル92以上では相手のアクセス回数が自分よりも150回以上多ければ追加でATKが増加する。
2024年11月6日にバージョンアップが実装された。
モデルが東京メトロ1000系電車のため、名字の京橋は大阪府の同名駅との混同に注意。
作草部 チコ（さくさべ チコ）
声 - 音嶋莉沙 / 小岩井ことり
タイプ：トリックスター / 属性：cool / 誕生日：3月28日 / でんこカラー：青 / イラスト：天三月
なんでも一番でないと気が済まない千葉育ちのでんこ。特にいちほをライバル視している。後述のマコは妹。
スキルは『ラッシュアワー』→『負けを認めるまでチコは引かない！』。一定確率でアクセス時に相手のHPを0にする（即死攻撃）。相手が『ダメージを受けてもHP1で耐えるスキル』（いちほ、モアのスキル）を発動している場合は効果なし。レベル92以上では相手のDEFが100%以上の場合、発動率が増加する。
2022年4月15日にバージョンアップが実装された。
モデルは千葉都市モノレール1000形電車。
2019年3月21日から2020年5月31日まで開催されているスタンプラリー「あつめて!全国鉄道むすめ巡り」ではマコと共に千葉都市モノレールの公認キャラクターとしてゲスト参加した。
八雲 レーノ（やくも レーノ）
声 - 立花理香
タイプ：アタッカー / 属性：eco / 誕生日：11月21日 / でんこカラー：桃 / イラスト：賀茂川
れんけつ器を捨ててマスターといたいと言い出すほど、独占欲が強い北国出身のでんこ。日光が嫌いで、日没からが本領発揮のタイミングらしい。まりかをライバル視しているが、当の彼女からはおちょくられてしまうこともしばしば。
スキルは『ナイトレイダー』→『ナイトメア』。夜間（18:00〜翌6:00）の間自身のATKが増加するが、それ以外の時間はDEFが減少する。レベルが上がることでATKの増加率は増えるが、昼間のDEF減少率は30％で固定。レベル92以上ではリンクに成功してから12分間固定ダメージを与える。りんごとは対照的なスキル。
2024年6月14日にバージョンアップが実装された。
モデルは国鉄DD51形ディーゼル機関車「トワイライトエクスプレス」。
新居浜 ありす（にいはま ありす）
声 - 瀧脇笙古 / 赤尾ひかる
タイプ：ディフェンダー / 属性：heat / 誕生日：6月23日 / でんこカラー：青 / イラスト：フ子
愛媛育ちで、いずなの妹。いずなとは対象的に、めんどくさがりで外に出たがらない。食い意地が張っており、料理のつまみ食いをすることも多い。四字熟語を口にすることがあるが、何故か平仮名表記。解読不能なほど字が汚い。
スキルは『ハッピーホリデイ』→『休日にお休みするのは仕事です』。土・日・祝日に限り、一定確率でDEFが増加する。レベル92以上では自身がリンクしている駅のうち、最も長いリンク時間に応じて追加でDEFが増加する。
2022年11月11日にバージョンアップが実装された。
モデルはJR四国8600系電車「しおかぜ」「いしづち」。
神居 コタン（かむい コタン）
タイプ：トリックスター / 属性：heat / 誕生日：3月29日 / でんこカラー：赤 / イラスト：フ子
いつも気合たっぷりで、ほとんどのセリフに「！」が入っているでんこ。一人称は「コタン」、二人称は「師匠」。低身長を気にしているが牛乳が苦手。後述のヒメギとは仲良し。
名前は函館本線の神居古潭駅が由来だが、神居古潭駅は廃駅で実装当初は登録されておらず、その場でチェックインすると納内駅にチェックインしたとみなされていたが、4周年記念イベントに合わせて2018年10月31日以降アクセスできるようになった（廃駅という扱いからか手に入るポイントはかなり少ない）。
スキルは『ボイラー出力上昇』→『エンジンブラストオフ』。その日のアクセス駅数（上限50駅）に応じてATKが増加する。レベル92以上ではその日のアクセス駅数が18駅以上の場合、ATKが追加で増加する。日付が変わると効果がリセットされる。
2024年6月21日にバージョンアップが実装された。
モデルは神居古潭駅跡に保存されている国鉄D51形蒸気機関車6号機。
賢島 エリア（かしこじま エリア）
タイプ：トリックスター / 属性：eco / 誕生日：3月21日 / でんこカラー：青 / イラスト：賀茂川
大自然の中で育った天真爛漫なでんこ。やや片言の口調で話し、好物は肉。後述のみえと仲がいい。
スキルは『天真爛漫』→『ピュリファイヤ』。一定時間相手が使っている自分自身のダメージが増加するスキル（ATK増加や固定ダメージなど）を無効化する。レイカのように編成内全員に有効なスキルや防御側のDEFを下げるスキルは防げない。レベル92以上ではスキル発動時、相手のATKが減少する。
2023年9月21日にバージョンアップが実装された。
モデルは近鉄50000系電車「しまかぜ」。
碇ヶ関 ひいる（いかりがせき ひいる）
タイプ：サポーター / 属性：heat / 誕生日：12月1日 / でんこカラー：赤 / イラスト：フ子
北国出身のでんこだが、都会に馴染むべくギャルの格好をしている。すっぴんは誰にも見せたことがない。後述のましろは知り合い。
スキルは『テンションAGEAGE↑↑』→『イケイケDONDONフィーバー』。一定時間編成内のでんこのスキル発動確率が増加する。このスキルは他のスキルよりも優先されて最速で発動するという特性を持つため、ハルやすすぐといった無効化系のスキルの影響を受けない。
モデルはJR東日本E751系電車「つがる」。
神畑 いおり（かばたけ いおり）
タイプ：ディフェンダー / 属性：eco / 誕生日：8月1日 / でんこカラー：緑 / イラスト：フ子
本を読むことを趣味としている、おとなしく控えめなでんこ。ロマンチックな恋に憧れているものの、男性は苦手で暴言を吐いてしまうこともある。後述のるりは読書仲間。
スキルは『ビブリオフィル』→『ビブリオマニア』。東海道本線、山陽本線、本駒込駅、北本駅などいった、路線名・駅名に「本」が付く（全国で(約2600/9300駅)=2024年時点）駅にリンクしている場合、DEFが増加する（最大5駅まで）。条件の都合上、地域によって活用できるかどうかの偏りが激しい。駅の定期修正で使用できなくなった駅もある（例えば2024年3月の修正で北陸本線敦賀～金沢がハピラインふくい線に移管されたため使用不可になった）。レベル92以上では対象の駅に複数リンクしている場合は効果量が増加する。
2025年6月20日にバージョンアップが実装された。
鉄道員ラッピングは神畑駅が所在する上田電鉄が協力に携わったが、2022年4月25日付で上田電鉄別所線開業101周年を記念し、正式に同社の公認キャラクターに就任した。
モデルは上田電鉄1000系電車1001編成。

蓮台寺 ミオ（れんだいじ ミオ）
声 - 小泉萌香
タイプ：トリックスター→サポーター / 属性：cool / 誕生日：7月20日 / でんこカラー：青 / イラスト：フ子
感情を顔に出さないでんこ。常に自身に与えられた命令に忠実。観葉植物にシンパシーを感じるらしい。後述のミナトとナギサは妹。
メインストーリー第2・3章ではタチバナのでんことして登場する。
スキルは『スタンドイン』→『鉄の意思』。30分間自身以外の編成内でんこが攻撃された際、一定確率で身代わりでミオがダメージを受ける。ミオ本人のHPは最低でも1残って超過した分はアクセスされた本人が受けるが、ミオのHPが1の場合は発動しない。また、固定ダメージはアクセスされたでんこ本人が受ける。実装当初はゲームバランスが崩れてしまったため、タイプや発動率の変更、クールタイムの延長といった再三のバランス調整が行われた。
モデルは伊豆急行2100系電車「アルファ・リゾート21」。また、伊豆急行コラボイベント限定のフィルムとして「THE ROYAL EXPRESS」をイメージした「ロイヤルブルーなミオ」が登場している。
2018年8月に伊豆急行の公認キャラクターに認定された。
美談 みこと（みだみ みこと）
タイプ：サポーター / 属性：eco / 誕生日：2月20日 / でんこカラー：桃 / イラスト：フ子
くにの姉。体が弱いが手先が器用で、前述したうららが抱いているぬいぐるみ「タイソン」の生みの親。姉妹仲は非常に良いが、暴走しがちなくにを諫めることも多い。
スキルは『惻隠之心』→『胆大心小』。70%の確率で編成内のディフェンダーのATKが増加することがある。
モデルは一畑電気鉄道3000系電車。
美談 くに（みだみ くに）
タイプ：ディフェンダー / 属性：eco / 誕生日：7月14日 / でんこカラー：桃 / イラスト：フ子
みことの妹で、姉を「お姉さま」と呼び心から尊敬している。一方でマスターには辛辣。常に男装しており、フィルムにも男性的なデザインが多い。
スキルは『シスターガード』→『マイディアシスター』。みことのHPが30%以下になった場合、一定確率でみことのHPを回復し相手にカウンターする。
モデルは一畑電気鉄道5000系電車。

#### 2016年実装
尺土 るる（しゃくど るる）
声 - 白城なお
タイプ：トリックスター / 属性：heat / 誕生日：3月15日 / でんこカラー：黄 / イラスト：いぬ
チェックインされたことすら気づかないことがあるほどマイペースを地でいくでんこ。大の食いしん坊でもある。レンやららとは仲がいい。
スキルは『るるだけのお時間♪』→『まいぺーすが一番♪』。HPが満タンであれば一定確率で被ダメージを0にする。固定ダメージは防げない。レベル92以上では残りHPが90%以上〜100%未満の時でも発動する場合がある（残りHPが高いほど発動率が上がる）。
2025年5月20日にバージョンアップが実装された。
モデルは近鉄26000系電車「さくらライナー」。
白鳥 ハル（しろとり ハル）
タイプ：アタッカー / 属性：heat / 誕生日：8月20日 / でんこカラー：青 / イラスト：フ子
人に頼らずなんでも自分でやろうとするでんこ。分厚いコートを羽織っている。特技はダンス。後述のにちなと一緒にいることが多い一方で、マリンとはそりが合わない。
スキルは『ウィルパワー』→『好きにやらせて！』。一定確率で自分及び相手のサポーターのスキルを無効化する。上手く使うことで、ふぶ+ミオ+しぐれの強力防御を無効化することができる。レベル92以上では自身以外の編成内でんこがリンクしている間は発動率が増加する。
2025年7月22日にバージョンアップが実装された。
モデルは長良川鉄道ナガラ3形気動車。
南郷 にちな（なんごう にちな）
タイプ：ディフェンダー / 属性：heat / 誕生日：10月10日 / でんこカラー：緑 / イラスト：いぬ
巫女のような恰好をした心優しく献身的なでんこ。ハルを気にかけている。大雨や嵐が苦手だが、「にちなな話」において、台風で傷ついたでんこをプロトタイプとして製造されたでんこであることが理由だと明かされている。
スキルは『にちなの祈り』→『思い出だけは譲れません』。スキル時間中、自身が2駅以上リンクしている時にHPが0になった場合、攻撃を受けた駅以外で一番リンクが長かった駅を先頭車両のでんこ（にちなが先頭の場合は2両目）に渡してリンクを継続する。レベル92以上では最も長いリンク時間の駅が1時間以内の場合は自身のDEFが増加する。譲渡先でんこのレベルが自身より高い場合は発動できない。
2024年9月20日にバージョンアップが実装された。
モデルはJR九州キハ125形400番台気動車「海幸山幸」。
青砥 そら（あおと そら）
タイプ：アタッカー / 属性：cool / 誕生日：5月21日 / でんこカラー：橙 / イラスト：フ子
さっぱりしていて、気配りの出来るでんこ。前述したリオナとは酒を酌み交わす仲だが、そら自身は下戸のためノンアルコール派。飛行機が好き。
スキルは『タイムフォーワーク』→『ワークライフバランス！』。平日の勤務時間帯（10:00〜17:00）の間、一定確率で自身のATKを向上させる。りんごと違って必ず発動できるとは限らないが、上記時間帯以外でもDEFの減少はない。レベル92以上ではその日の発動成功回数（最大10回）に応じて発動率が増加する。
2023年6月16日にバージョンアップが実装された。
モデルは京成AE形電車 (2代)「スカイライナー」。
坂出 アサ（さかいで アサ）
タイプ：サポーター / 属性：eco / 誕生日：7月10日 / でんこカラー：赤 / イラスト：フ子
朝に強く、常にマスターより早起きしているでんこ。ブラックコーヒーが好きだが、甘いものは苦手。物静かな性格で、うるさい場所や人には苦手意識がある。
スキルは『一心精進』→『精神一到！』。編成内のサポーターのスキル発動時間を延長し、その分だけクールタイムを短縮させる（一部のスキルは変更不能）。
モデルはJR西日本・JR東海285系電車「サンライズ出雲・サンライズ瀬戸」。
木古内 さいか（きこない さいか）
声 - 伊藤ゆいな
タイプ：アタッカー / 属性：eco / 誕生日：3月26日 / でんこカラー：紫 / イラスト：賀茂川
「大丈夫」が口癖だが、うっかり者で失敗も多いでんこ。片付けが苦手で、よく物を散らかしてはリオナに怒られている。後述のあけひは親友。
スキルは『エナジーロード』→『さいかは走るよどこまでも』。その日の移動距離に応じて自身のATKが増加する。100kmまではスキルレベルごとに上昇量が増加し、100kmから360kmまでは増加率が一定である。レベル92以上ではその日の移動距離が100km以上の場合は効果量が増加する。日付が変わると効果がリセットされる。
2023年11月3日にバージョンアップが実装された。
名前の「さいか」は、モデル車両の新幹線H5系電車の塗装「彩香パープル」に由来する。
2024年6月5日、「道南いさりび鉄道沿線の旅PR大使」に就任した。
阿佐ヶ谷 カノン（あさがや カノン）
タイプ：サポーター / 属性：cool / 誕生日：12月29日 / でんこカラー：黄 / イラスト：フ子
歌声で場を盛り上げるムードメーカー的な存在のでんこ。マイクを持っている。もぼとは仲良しでよくセッションしている。一方で彼女とは違い猫は昔引っ掻かれたらしく苦手。
スキルは『歌声に秘めたパワー』→『カノンのミュージックアワー♪』。一定時間先頭車両（カノンが先頭の場合は2両目）のATKが15%増加する。レイカとの違いは、ATK増加は15%固定だが効果時間が伸びる点。レベル92以上では編成内の手動発動スキルを持つでんこの数が4体以上の場合、追加でATKが増加する。
2023年5月19日にバージョンアップが実装された。
モデルはJR東日本209系500番台電車。
黒崎 あたる（くろさき あたる）
タイプ：トリックスター / 属性：cool / 誕生日：4月20日 / でんこカラー：青 / イラスト：Twi
ボーイッシュなでんこで、一人称も「ボク」な、いわゆる「ボクっ娘」。イムラに憧れているが、かわいいものが好きな一面もある。
スキルは『ゆずれないプライド』→『ボクは絶対に負けません！』。一定時間ダメージを受ける度に自身のATKが増加する。ただし、HPが0になると効果量が減少する。レベル92以上では発動時にDEFが増加するが、ダメージを受ける度にDEF増加量が減少してしまう（10回で0になる）。
2023年3月20日にバージョンアップが実装された。
2023年11月28日、おとはと共に「JR九州×「駅メモ！」シリーズ 公認PR大使」に就任した。
モデルはJR九州883系電車「ソニック」。
三条 なつめ（さんじょう なつめ）
声 - 吉武千颯
タイプ：トリックスター / 属性：eco / 誕生日：6月30日 / でんこカラー：橙 / イラスト：フ子
なんでも信じてしまう純粋無垢な性格のでんこ。そのためシーナにおもちゃにされている。フルーツが大好きだが、「種を飲み込むとお腹から植物が生えてくる」と信じているため、必ず綺麗に種を取ってから食べる。
スキルは『パワーエクステンション』→『信じるキモチ』。一定時間なつめを使用してレーダーで探知できる駅が2駅増える。探知駅数が上限の場合でも有効。
モデルが京阪8000系電車「エレガント・サルーン」のため、名字の三条は新潟県や香川県の同名駅との混同に注意。
小鳥谷 スピカ（こずや スピカ）
声 - 荻野葉月
タイプ：サポーター / 属性：heat / 誕生日：5月25日 / でんこカラー：桃 / イラスト：いぬ
星について造詣が深く、語りだすと止まらないでんこ。ルナとは夜通し談義に明け暮れる仲。
スキルは『ウィッシュ☆スター』→『願いが叶う瞬間』。先頭車両(スピカが先頭の場合は2両目)のDEFが増加することがある。レベル92以上では編成内の『いつでもアクティブ』なスキルを持つでんこの数（上限7体）に応じて発動率が増加する。
2022年9月15日にバージョンアップが実装された。
モデルはIGRいわて銀河鉄道IGR7000系電車。
2017年2月11日から2018年5月31日にかけて開催されたスタンプラリーイベント「つなげて！全国鉄道むすめ巡り」では、IGRいわて銀河鉄道のキャラクターとしてゲスト参加した。
勿来 メイ（なこそ メイ）
タイプ：ディフェンダー / 属性：eco / 誕生日：3月14日 / でんこカラー：赤 / イラスト：夕深
まだまだ幼く、新しい場所への好奇心が強いでんこ。慣れるまでに時間はかかるものの、本人はゆっくり丁寧にやるのが好き。そのためかよく後述のしおりに世話を焼かれている。
スキルは『スモールレジスト』→『おおきな勇気』。一定時間相手より自分のHPが高ければ、その差に応じてDEFが増加する。
モデルはJR東日本E657系電車「ひたち・ときわ」。
豊栄 なほ（とよさか なほ）
タイプ：ディフェンダー / 属性：cool / 誕生日：9月28日 / でんこカラー：橙 / イラスト：賀茂川
物静かなでんこで、スケッチを趣味としている。絵を描くのに集中すると周りが全く気にならなくなる。
スキルは『スケッチタイム』→『なんにも気にならない！の心』。30分間バッテリーが使えなくなるのと引き換えにDEFが大幅に増加する。セリアやもえといったスキルでの回復は可能。レベル92以上では最終ダメージが一定以下であれば被ダメージを無効化する。
2022年9月8日にバージョンアップが実装された。
モデルはJR東日本E653系1000番台電車「いなほ」。
2024年11月21日、東日本旅客鉄道新潟支社公認の「キャンペーンPR大使」に就任した。
敷島 ヒメギ（しきしま ヒメギ）
タイプ：サポーター / 属性：heat / 誕生日：8月28日 / でんこカラー：緑 / イラスト：フ子
頼れる姉御的な存在のでんこだが、横文字にめっぽう弱い。コタンとは仲良し。
スキルは『姉御のホンキ』→『義理人情がモットーです！』。30分間編成内のアタッカーの数に応じてヒメギ以外のATKが、ディフェンダーの数に応じてヒメギ以外のDEFが増加する（いずれも上限6体）。
モデルは国鉄C61形蒸気機関車20号機「SLぐんま みなかみ」。

#### 2017年実装
浦佐 ノア（うらさ ノア）
タイプ：アタッカー / 属性：heat / 誕生日：4月29日 / でんこカラー：紫 / イラスト：賀茂川
美意識が高いクールなでんこ。ごちゃごちゃしたものを嫌う。後述のゆのかは本人曰く「腐れ縁」。
スキルは『カラーオブトレイン』→『個性の美しさ』。編成内のでんこのタイプの数に応じて一定確率でATKが増加する（最大40%）。もみじとは対象が逆である。
モデルは新幹線E3系700番台電車「現美新幹線」。
白浜 マリン（しらはま マリン）
タイプ：トリックスター / 属性：heat / 誕生日：7月31日 / でんこカラー：黄 / イラスト：フ子
プライドが非常に高いお嬢様でんこ。寂しがりで優しい一面もあるらしい。よくハルと口論になっている。一方で面倒見のいいにちなに対しては評価している。
スキルは『唯我独尊』→『世界はワタシのためにある』。一定確率で編成内のアタッカーの数に応じてATKが、ディフェンダーの数に応じてDEFが増加する（いずれも上限6体）。レベル92以上では自身以外の編成内全員がアタッカー、もしくは自身以外の編成内全員がディフェンダーの場合は発動率が増加する。スキル名の通りヒメギの効果をマリン自身に置き換えた内容。
2024年11月20日にバージョンアップが実装された。
モデルはJR西日本283系電車「オーシャンアロー」。2020年12月5日から2021年3月21日まで開催されたJR西日本との共同開催イベント「駅メモ！で行こう！！和歌山・白浜キャンペーン」では黒潮しらら（後述）と共に白浜駅の駅名標および283系の3両目にオリジナルサロン広告として登場した。
友荷 なより（ゆうに なより）
声 - 和泉風花
タイプ：トリックスター / 属性：eco / 誕生日：9月30日 / でんこカラー：橙 / イラスト：いぬ
運営からの荷物配達を担うにころに対し、こちらはお知らせを伝達する役目を担っている。ヘタレな性格のためにころによく振り回されているが、手紙を粗末にする人は絶対に許さない。口癖は「なの」。
スキルは『お便りなの♪』→『一枚のミスも無い配達』。経験値を一定の割合だけ複数のでんこに分け与える。レベル92以上では獲得経験値が5万以上なら追加で分配する。にころよりも効果量は少ないが、より多くのでんこに経験値を分配可能。
2022年10月14日にバージョンアップが実装された。
モデルは国鉄クモユニ74形郵便車。通常時は湘南色をモチーフとしたカラーリングだが、後述の江見駅郵便局とのコラボレーションで登場した「青い海と白い砂」フィルムでは同駅のポストを模した横須賀色のカラーリングに、JR東日本とのコラボレーションで登場した「房総特急ななより」フィルムではJR東日本E257系500番台電車を模した衣装となる。
2020年9月30日に江見駅郵便局の応援特使に就任した。また、翌年2021年の同日には鴨川市とのコラボレーションとして「鴨川ふるさと特別大使」に、2022年の同日には「JR東日本×江見駅郵便局×「駅メモ！」シリーズ PR隊長」、2023年は「ＪＲ東日本 千葉支社公認「キャンペーンＰＲ大使」」にも就任した。
「ゆかりの駅」が度々変更されており、4周年記念イベントではクモユニ74形を模した郵便ポストが設置されている品川駅、5周年では東京中央郵便局の最寄駅である東京駅、10周年では江見駅に設定されている。
本宿 ひまり（もとじゅく ひまり）
タイプ：サポーター / 属性：cool / 誕生日：12月27日 / でんこカラー：赤 / イラスト：フ子
明るく活発なでんこ。面倒見がいいお姉さんタイプだがおっちょこちょい。お酒に関してはそらやリオナ以上に強い。
実装時に開催されたイベント「ひまりの称号獲得研修」ではそら、リオナとともに指導役を務めた。
スキルは『一体感が大事です!』→『夕日に向かってレッツゴー！』。45分間編成内のでんこが身につけている同じテーマのラッピングを着用しているでんこの数に応じて、自身以外のDEFが増加する。編成内の最低2人が同じシリーズのラッピングを着用していないと発動しない。レベル92以上では同じテーマのラッピングを着用しているでんこが4体以上の場合はDEFが追加で増加する。
モデルが名鉄1700系電車のため、名字の本宿は群馬県の同名駅との混同に注意。
2024年6月7日にバージョンアップが実装された。
橿原 らら（かしはら らら）
タイプ：ディフェンダー / 属性：heat / 誕生日：12月13日 / でんこカラー：橙 / イラスト：いぬ
レンとるるの幼馴染で、二人のお姉さん的な存在。マイペースかつ大雑把な性格で、何かを説明する時も「あれ」や「あのへん」など抽象的。特技は料理。
スキルは『やるきタイム』→『ウチの本気見せたるわ♪』。昼間（6:00〜18:00）はDEFが増加するが、それ以外の時間帯はDEFが減少する。昼間はレベルが上がることでDEFの増加率が上昇するが、夜間のDEF減少率は30％で固定。レベル92以上では昼間に一定確率で被ダメージを固定値で軽減する（効果量は10で固定）。ルナと対をなすスキル。
2022年1月17日にバージョンアップが実装された。
モデルは近鉄22000系電車「ACE」。
岩国 みづほ（いわくに みづほ）
声 - 紡木吏佐
タイプ：サポーター / 属性：eco / 誕生日：6月17日 / でんこカラー：緑 / イラスト：賀茂川
いつもぼんやりしているでんこ。風車を持っている。口数は少ないが、感情表現は豊か。口癖は「なのです」。
スキルは『風のように水のように』→『幸せを運ぶ風車』。一定時間みづほ自身が装着しているフィルムと同じテーマのものを着ているでんこのATKとDEFが増加する。みづほ本人も効果を受けることが出来る。全員違う種類のフィルムを着ている場合は発動しないが、みづほがフィルムを着ていなくても他のでんこが同じ状態なら発動する。レベル92以上ではみづほと同じ種類のフィルムを着用しているでんこが編成内に2体以上（みづほ含み3体以上）いれば効果量が増加する。
2023年7月21日にバージョンアップが実装された。
モデルはJR西日本87系寝台気動車「TWILIGHT EXPRESS 瑞風」。
妹尾 まりか（せのお まりか）
声 - 佐々木未来
タイプ：トリックスター / 属性：cool / 誕生日：4月10日 / でんこカラー：紫
いつも余裕たっぷりのセクシーなお姉さんでんこ。大きな鞄を持っている。様々なことに通じているが、謎も多い。
メインストーリー第3章では正体がのぞみ直属の部下であるほか、鞄に銃が仕込まれていて戦闘能力も高いことが明かされた。
スキルは『ファム・ファタール』→『私に触れるとヤケドするわよ♡』。一定時間リブート時に受けたダメージを与え返す。レベル92以上では一定時間ATKが増加するが、DEFが減少してしまう。シーナなどの他のカウンタースキルとまりかのスキルが同時に発動した場合、相手が自滅することがある。
2021年9月9日にバージョンアップが実装された。
モデルはJR四国5000系電車「マリンライナー」。
嵯峨野 もみじ（さがの もみじ）
タイプ：アタッカー / 属性：heat / 誕生日：4月27日 / でんこカラー：黄 / イラスト：賀茂川
お調子者でムードメーカーなでんこ。誰とでも仲良くなれるが、寂しがり屋な一面もある。よく後述のみやびに突っかかっている。
スキルは『飛びつき型ディーゼル』→『突撃どっかーん！』。相手の編成内のでんこのタイプ数に応じてATKが増加することがある（最大40%）。ノアとは対象が逆である。
モデルは嵯峨野観光鉄道DE10形ディーゼル機関車・嵯峨野観光鉄道SK100形客車。
登場時、嵯峨野観光鉄道とのコラボレーションが行われた。また4周年記念イベントでは、「ゆかりの駅」が同社の本社所在地であるトロッコ嵯峨駅に設定された。
倶利伽羅 しおり（くりから しおり）
タイプ：トリックスター / 属性：cool / 誕生日：3月14日 / でんこカラー：黄 / イラスト：フ子
大人ぶりたいお年頃のでんこ。口うるさいが、まだまだドジな一面もある。後述のやまとには妹分扱いされているが、しおり本人はしつこいと思っている。
スキルは『たぶん完璧なアドバイス!』→『転んでもその先へ』。自身以外のでんこがリブートした際に、一定確率で手放した駅数に応じて経験値を付与する。レベル92以上では手放した駅数（最大10駅）が多いほど発動率が増加する。
2023年1月13日にバージョンアップが実装された。
モデルはIRいしかわ鉄道521系電車。
2024年9月18日、IRいしかわ鉄道公認キャラクターに就任した。
深遊 ちとせ（みゆう ちとせ）
声 - 青山なぎさ
タイプ：トリックスター / 属性：eco / 誕生日：5月1日 / でんこカラー：黄 / イラスト：ヨネベ
好奇心旺盛なお嬢様でんこ。タフで高貴だが、方向音痴。かつては病弱で、どこにでも突き進んでしまう性格はこの裏返し。みづほとは仲良し。
スキルは『うつろうひととせ』→『見果てぬ景色』。一定時間相手と自身のサポーターのスキルを無効化することがある。アクセス時に影響しないスキルは無効化しない。レベル92以上では相手の編成内にサポーターが4体以上いる場合、3回まで効果時間が延長される。
2024年10月21日にバージョンアップが実装された。
名字の「深遊」は、モデル車両のJR東日本E001形「TRAIN SUITE 四季島」のコンセプトワード「深遊探訪」から取られている。4周年記念イベントでは、「ゆかりの駅」が同車の始発駅である東北本線上野駅に設定された。
作草部 マコ（さくさべ マコ）
声 - 汐入あすか
タイプ：トリックスター / 属性：cool / 誕生日：7月8日 / でんこカラー：青 / イラスト：天三月
チコの妹で、彼女のことは「お姉ちゃん」と呼ぶ。家事が得意なしっかり者。他人の安全を第一に考えている。一方で怒った時はちょっぴり怖いらしい。
スキルは『ご迷惑をおかけします!』→『菜の花色のまごころ』。一定時間マコ以外のでんこがアクセスした際に、アクセスしたでんことアクセス駅の属性が一致していれば、相手に軽減不能のダメージと経験値を与える。flat属性のでんこや廃駅には効果がない。
モデルは千葉都市モノレール0形電車「URBAN FLYER」。
2019年3月21日から2020年5月31日まで開催されているスタンプラリー「あつめて!全国鉄道むすめ巡り」ではチコと共に千葉都市モノレールの公認キャラクターとしてゲスト参加した。

#### 2018年実装
根雨 つむぎ（ねう つむぎ）
タイプ：サポーター / 属性：eco / 誕生日：3月18日 / でんこカラー：赤 / イラスト：フ子
ミステリアスでマイペースなでんこ。人生相談に恋の話などを受け持つみんなの相談役。いつも的確なアドバイスをくれるが、自分自身の気持ちには疎いらしく、マスターに気があるようだが「好き」という気持ちをよくわかっていない。怖い話が大好き。後述のあまねは協会時代同じ支部だったため友人。
スキルは『スピニング・レール』→『八重の雲まで』。一定時間クールタイム中のでんこ数に応じて編成全員のATKとDEFが増加する。レベル92以上では編成内でんこのアクセス時と被アクセス時、そのでんこがクールダウン状態の場合は効果量が増加する。
2024年11月13日にバージョンアップが実装された。
モデルは国鉄381系電車「やくも」。
2022年10月14日に鳥取県日野郡日野町の根雨駅・黒坂駅開業100周年を記念して「根雨のまち観光大使」に就任した。
角館 あけひ（かくのだて あけひ）
声 - 林鼓子
タイプ：アタッカー / 属性：heat / 誕生日：3月16日 / でんこカラー：赤 / イラスト：賀茂川
人懐っこくて元気いっぱい。ヒーローやスポーツが大好きな、少年のようなでんこ。一人称は「オレ」（ただし「ワタシ」に矯正しようとしている）。「絆」という言葉が好きで、仲の良い人と手を繋ぐと落ち着くらしい。最近は「オトナなおねえさん」に少し憧れている様子。さいかは親友。
スキルは『フレンドシップロード』→『キミと走るよ果てしなく』。その日の移動距離に応じて自身のATKが増加するほか、100km以上移動すると編成内でんこのATKが増加する。レベル92以上ではその日の移動距離が100km以上かつ、自身がリンクしている駅の中にリンク時間が10分未満の駅がある場合は編成内でんこのATKが追加で増加する。その日の日付が変わると効果がリセットされる。
2024年2月22日にバージョンアップが実装された。
モデルは新幹線E6系電車「こまち」。
湯前 ひびき（ゆのまえ ひびき）
タイプ：ディフェンダー / 属性：eco / 誕生日：3月8日 / でんこカラー：黄 / イラスト：フ子
おっとり優しい、みんなのお姉さんのような存在のでんこ。世話焼き気質で、マスターやでんこたちのことを甘やかしてくれるがややドジな一面もある。
スキルは『シンフォニックレイル』→『あなたのためのララバイ』。自身のHPが99%以下になった際、一定確率で自身のHPを回復することがある。ただしスキル習得時点でバッテリーは使用出来なくなってしまう上、被アクセス時に自身の編成内のサポーターのスキルを無効化してしまう。セリアのスキルは無効化されるが、もえやツキノのスキルを使えば回復可能。実質的にデメリットスキルだが、これはひびきのHPが全でんこの中で最も高く設定されているため。レベル92以上では被ダメージが180以下の場合、回復の発動率が増加する。
2024年12月20日にバージョンアップが実装された。
モデルはくま川鉄道KT-500形気動車「田園シンフォニー」。
蛍茶屋 みなも（ほたるじゃや みなも）
タイプ：アタッカー / 属性：cool / 誕生日：8月2日 / でんこカラー：緑 / イラスト：ヨネベ
明るく元気な夢見るでんこ。奪取er協会直属のラッピングモデルになるのが夢で、日々ファッションの勉強中。少し熱血なところがあり、夢へかける情熱は人一倍。実は趣味が渋く、好きな飲み物は昆布茶。見ただけで興奮するほど猫が大好き。
スキルは『みんなで・ショウタイム』→『ランウェイオンザレール』。編成内の誰かがリンクした際に、みなも以外のでんこが他に2体リンクした状態で発動。30分間自身のアクセス時に軽減不能なダメージを与える。レベル92以上では自身を除く編成内のでんこがリンクする度に効果時間が延長し（ストックの上限は1時間）、一度効果時間延長効果を発動できれば効果量が増加する。
2025年6月6日にバージョンアップが実装された。
モデルは長崎電気軌道370形電車（実装日がエイプリルフールのため公式ツイートで明かされている）。
窪川 まぜ（くぼかわ まぜ）
タイプ：ディフェンダー / 属性：heat / 誕生日：10月1日 / でんこカラー：青 / イラスト：天三月
小さい体に見合わず姉御肌で、心が広いでんこ。大らかすぎてたまに雑だと思われてしまうこともある。サバサバして見えるが情に厚く、でんこやマスターのことは家族のように思っている。
スキルは『ロング・ジャーニー』→『南風吹かば』。90%の確率でその日のアクセス駅数（最大70駅）に応じて被ダメージを固定値で軽減することがある。26駅以上アクセスで同じ効果が編成内全員に付与される（20ダメージ減少）。日付が変わると効果がリセットされる。レベル92以上ではその日のアクセス駅数が40駅以上なら編成内効果が増加する。日付が変わると効果がリセットされる。
2023年4月20日にバージョンアップが実装された。
モデルはJR四国2000系気動車「南風」。
七耀 みつる（しちよう みつる）
タイプ：アタッカー / 属性：heat / 誕生日：10月15日 / でんこカラー：赤 / イラスト：フ子
自信家でプライドも高めなエリートでんこ。ツンツンして見えるが、「でんことしてマスターを敬う」のがモットー。とても努力家で、優秀なでんこでいるためにいつも頑張っているらしい。ただし、秘密や弱点もそれなりにあるという噂がある。
スキルは『ノヴァストライク』→『耀光よ七天を満たせ』。30分間ATKが増加する。相手のHPが最大なら追加で増加する。
モデルはJR九州DF200形7000番台ディーゼル機関車・77系客車「ななつ星 in 九州」。4周年記念イベントでは、「ゆかりの駅」が同車の始発駅である鹿児島本線博多駅に設定された。
羽貫 ミユ（はぬき ミユ）
声 - 徳井青空
タイプ：トリックスター / 属性：eco / 誕生日：11月4日 / でんこカラー：桃 / イラスト：ヨネベ
鉄道やでんこたちに熱いリスペクトを送るでんこで、憧れのでんこたちと一緒に仕事できるのが幸せでたまらない様子。しかし実際に他のでんこ（特にさいかとあけひ）と話すことになると憧れのあまり一歩引いてしまう。少し遠くから写真を撮るのが一番とは本人談。一人称は「ジブン」で、語尾に「〜ッス」と付ける。
スキルは『きらきらリスペクト』→『はしれヒストリカル・ロード』。編成内のでんこが誰かがリンクしている駅にアクセスした時、アクセスしたでんこに経験値を与える。移動距離に応じて経験値が増加し、100km以上で編成内全員に追加で経験値が付与される。フットバース使用時は発動しない。日付が変わると効果がリセットされる。
モデルは埼玉新都市交通2020系電車。
桂 みやび（かつら みやび）
タイプ：ディフェンダー / 属性：cool / 誕生日：3月30日 / でんこカラー：赤 / イラスト：魚雷映蔵松島慎太郎
はんなり清楚な、ザ・大和撫子なでんこ。常に京都弁で喋る。真面目で伝統と格式を重んじており、いつもおしとやかで落ち着いた大人な存在。しかし、たまに素を出した時は普段とは少し雰囲気が違うという噂もあり、腕白な一面を隠している模様。スキンシップが過激なもみじには辟易気味。
スキルは『クールダウン・プリーズ』→『優雅に清楚に涼やかに』。一定時間相手がheat属性だった場合にDEFが増加する。レベル92以上では相手編成内のheatでんこが3体以上の場合でもDEFが増加する。
2023年6月30日にバージョンアップが実装された。
モデルは阪急1300系電車 (2代)。
大雄山 るり (だいゆうざん るり)
タイプ：サポーター / 属性：cool / 誕生日：6月1日 / でんこカラー：青 / イラスト：フ子
でんこのお仕事が大好きな仕事人でんこ。ハート形のイヤリングを左耳に着けている。とても真面目で仕事熱心。おとなしそうに見えるが、仕事にかける情熱は人一倍。マイブームは恋愛小説を読むことで、少しロマンチックな一面もある。後述のあいは幼馴染。
スキルは『こつこつワーキング』→『ビューティフル・デイズ』。平日の通勤タイム（7:00〜10:00、17:00〜20:00）中、編成内の全てのでんこのATKが増加することがある。レベル92以上ではアクセスした駅が今日の新駅でなければ追加で増加する。
2022年7月15日にバージョンアップが実装された。
モデルは伊豆箱根鉄道5000系電車。
登場時、伊豆箱根鉄道とのコラボレーションが行われた。
蓮台寺 ナギサ (れんだいじ ナギサ)
声 - 西本りみ
タイプ：アタッカー / 属性：cool / 誕生日：2月4日 / でんこカラー：青 / イラスト：フ子
とてもポジティブなミオとミナトの妹。魚（特にキンメダイ）が大好きで、魚のことならなんでもおまかせだが、魚以外のことはからっきしという噂がある。
メインストーリー第3章ではタチバナのでんことして登場する。
スキルは『クールダイブ』→『波間の想い』。相手と自身の編成内のcool属性の数に応じて軽減不能なダメージを与える。レベル92以上では編成内全員がcool属性の時、追加で固定ダメージを与える。
2021年12月17日にバージョンアップが実装された。
モデルは伊豆急行2100系電車「キンメトレイン」。
登場時、伊豆急行とのコラボレーションが行われた。
高岡 やまと (たかおか やまと)
タイプ：サポーター / 属性：eco / 誕生日：8月28日 / でんこカラー：黄 / イラスト：そゐち
風のように自由気ままで掴み所のないでんこ。いつでも自分に正直で、大好きなものが沢山ある。しおりを妹分と称して可愛がるが、しおりからは若干疎まれている。「んふふー」という笑い方が特徴的。
スキルは『フェイバリットカラーズ』→『いろどりトランジット』。1時間の間編成内のでんこが同じ属性の相手から受けるダメージを固定値で軽減する。レベル92以上では攻撃時に有利な属性が相手の場合でも発動する。
2023年2月14日にバージョンアップが実装された。
モデルはあいの風とやま鉄道413系電車「とやま絵巻」。
2024年9月18日、あいの風とやま鉄道公認キャラクターに就任した。
中津 コヨイ (なかつ こよい)
タイプ：ディフェンダー / 属性：eco / 誕生日：3月1日 / でんこカラー：赤 / イラスト：黒城ろこ
気弱でいつも謝ってばかりいるでんこ。派手な見た目も本人にとってはコンプレックス。不穏な雰囲気になるとすぐパニックになってしまう。
スキルは『なきむしシンパサイザー』→『今宵、みんなでワルツを』。1時間30分間編成内にいるコヨイ以外のeco属性のでんこの数が多いほど（最大5体）DEFが増加する。また、コヨイ以外のeco属性のでんこが4体以上いる場合、編成内全員のDEFが増加する。レベル92以上では編成内効果に被ダメージの固定値軽減が追加される。
2021年10月15日にバージョンアップが実装された。
モデルがJR九州813系電車のため、名字の中津は阪急電鉄やOsaka Metroの同名駅との混同に注意。

#### 2019年実装
阿下喜 ニナ (あげき にな)
タイプ：アタッカー / 属性：heat / 誕生日：2月7日 / でんこカラー：緑 / イラスト：フ子
小柄だが、好奇心旺盛で教えることが大好き。無表情なその姿は一見クールに見えるが、心の中にはいつも知識への情熱が燃えている。優しく辛抱強い良い先生だが話が長い。一人称は「ぼく」。後述のケイは師匠のような存在で、「ケイ先生」と呼ぶ。
スキルは『ねっけつレッスン』→『学問とは未知への旅路である』。45分間自身のATKが増加するが、相手に経験値を付与する。レベル92以上ではリンク成功時に経験値付与回数が2回になるほか、経験値を7回付与する度に発動時間が延長する（上限3回）。
2023年11月17日にバージョンアップが実装された。
モデルは三岐鉄道270系電車。
上ノ山 ゆのか (かみのやま ゆのか)
タイプ：アタッカー / 属性：heat / 誕生日：7月19日 / でんこカラー：緑 / イラスト：賀茂川
柔らかい雰囲気だが、本性は破天荒。「やりたいときにやりたいことをやる」がモットーで、勝手に温泉に入ったり寝ていたりする。ノアのことを「ノアちゃん」と呼び、大親友だと思っている。一人称は「うち」で、語尾によく「にゃ」が付く。
スキルは『ほっと・バスタイム』→『リラクシングトラベル』。15分間自身のATKが増加するが、HPを0にできないと相手のHPを回復する。レベル92以上では一定確率で相手のDEFが減少するが、相手を倒せないと全回復させてしまう。フットバース使用時は発動しない。
2022年12月15日にバージョンアップが実装された。
モデルは新幹線E3系700番台電車「とれいゆつばさ」。
リト=フォン=シュトゥットガルト (Reto von Stuttgart)
声 - 山本彩乃
タイプ：トリックスター / 属性：eco / 誕生日：4月12日 / でんこカラー：桃 / イラスト：すけぢ
臆病で泣き虫なドイツ出身のでんこ。おっちょこちょいでよくマスターのポケットに籠っている。シャルロッテは親友だが、自由奔放な彼女にはよく振り回されている。
スキルは『ワンダーエスケープ』→『逃げ道だって小さな旅』。リブートすると一定確率で自身がアクセスしたことのある駅からランダムな駅にアクセスする。レベル92以上ではスキルが発動しなかった場合に発動率が追加で増加していくが、一度発動すると発動率増加はリセットされてしまう。
2023年11月24日にバージョンアップが実装された。
モデルは福井鉄道F10形電車「レトラム」。5周年記念イベントでは、「ゆかりの駅」が福井鉄道福武線福井駅停留場に設定された。
2021年11月29日、ゆめのと共に福井鉄道公認キャラクターに就任した。また、2024年2月21日には「ふくいブランド大使」にも就任した。
海部 なる (かいふ なる)
声 - 三上枝織
タイプ：アタッカー / 属性：cool / 誕生日：3月26日 / でんこカラー：青 / イラスト：ヨネベ
とんでもない程の不幸体質のでんこ。しかしいつも前向きでへこたれない。マスターと結婚したがっていて、しきりに婚姻届の記入をせがむ。語尾は「です」。水着フィルムを中心として頻繁にカニに襲われていることが強調されている。
スキルは『恋心ばーさーく！』→『まわれ運命のエンゲージ・リング』。1時間の間獲得スコアがランダムで変動し、獲得スコアが減少（半減）した場合は自身のATKが5%増加する。スキルレベルが上がるとスコアが増加する確率と獲得できるスコアの量が上昇する。
モデルは阿佐海岸鉄道ASA-100形気動車「しおかぜ」。
唐津 シズ (からつ シズ)
タイプ：サポーター / 属性：heat / 誕生日：2月5日 / でんこカラー：赤 / イラスト：そゐち
「カンペキなテンサイ」を自称するでんこ。一見近寄りがたいが、本当は気さくで親しみやすい。美的センスが独特で、絵を描くのが苦手で奇抜なファッションを好む。ヒーローに憧れている一面もあり、特撮番組は欠かさず見ている。
スキルは『カンペキテンサイおでかけプラン』→『ヒロイック・ジャーニー』。一定時間編成しているでんこが全員heat属性なら一定時間heat属性のでんこのATKが増加し、相手編成内のでんこの属性の数に応じて相手でんこのDEFが減少する。
モデルはJR九州305系電車。
那珂湊 ねも (なかみなと ねも)
タイプ：アタッカー / 属性：eco / 誕生日：1月28日 / でんこカラー：紫 / イラスト：フ子
のんきで図太く、古風なでんこ。マスターを子供扱いして、よくお菓子を与える。忘れっぽいが、やる時はやる実力者。
スキルは『蒼華一撃』→『瑠璃唐草を忘れない』。自身のアクセス時に軽減不能なダメージを与える。リンクするとクールタイムに入るが、一定確率で効果を継続することがある。スキルレベルが上がると効果量とクールタイム回避確率が上がる。相手でんこが不在の駅にリンクした場合でもクールタイムに入る場合があるため注意。
モデルはひたちなか海浜鉄道キハ205。
郡元 ゆう (こおりもと ゆう)
タイプ：トリックスター / 属性：heat / 誕生日：3月30日 / でんこカラー：緑 / イラスト：すけぢ
いつでも明るく、甘え上手で無邪気なでんこ。最先端なものに目がないが、ミーハー気味なところもある。
スキルは『気分はHOT＆HAPPY☆』→『ハピネス・トゥ・ユウ』。自身を含む編成内のheat属性のでんこがリンクした時に、経験値を編成内全員のでんこに与える。リンクした駅が新駅だった場合はさらに経験値が付与される。レベル92以上では編成内heat属性でんこのアクセス時にATKが増加する（いずれもフットバース使用時は除く）。
2021年11月5日にバージョンアップが実装された。
モデルが鹿児島市交通局7500形電車「ユートラムⅢ」のため、名字の郡元は指宿枕崎線の同名駅との混同に注意。
八日市 ゆかり（ようかいち ゆかり）
声 - 大坪由佳
タイプ：サポーター / 属性：eco / 誕生日：6月14日 / でんこカラー：紫 / イラスト：そゐち
マスターを「伴侶」と慕う、いわゆるヤンデレな性格のでんこ。控えめな大和撫子のように見えて、行動力は人一倍。「いつものフィルム」(ラッピングを装着していない、デフォルト衣装の状態)は、実は姉のものらしい。かつて所属していた協会の支部が財政難だったため、質素倹約が得意。
「ゆかりな話」において、服だけでなく名前も姉のもの（つまり「八日市ゆかり」は偽名であり、本名は不明）であることと、姉は既に修復が中止になって支部に放置されていること、そしてマスターに復讐するために姉を装って現代に来たことが明かされている。
スキルは『良妻のたたずまい』→『どうか私の名を呼んで』。30分間先頭車両（ゆかりが先頭車両の場合は2両目）のでんこのDEFが増加する。編成内にゆかりを含んでeco属性のでんこが4人以上いれば、編成内のeco属性のでんこのDEFが増加する。レベル92以上では編成内全員がeco属性の場合、先頭車両のDEFがさらに増加する。
2021年11月19日にバージョンアップが実装された。
モデルは近江鉄道900形電車「あかね号」（スカート部分は「淡海号」時代のカラーリングになっている）。
2021年2月3日に近江鉄道創立125周年を記念して、同社の公認キャラクターに就任した。
信楽 くろがね（しがらき くろがね）
タイプ：トリックスター / 属性：cool（スキル未発動時） / 誕生日：2月25日 / でんこカラー：黄 / イラスト：フ子
忍者に憧れる、真面目で元気なでんこ。しかし普段はかなりどんくさい。驚くと狸のような尻尾と耳が出てくるうえ、好物はたぬきそばでボールを見ると追いかけてしまう癖があるが、本人は狸であるということを否定している。
スキルは『くろがね忍法・変化の術！』→『朧なれども夢あらば』。リンクしたとき発動。30分間発動時にリンクした駅の属性に応じて自身の属性とステータスが変化する（heatならATK増加、coolならATK増加とDEF増加、ecoならDEF増加）。発動時間終了後に元の属性に戻る。ただし、リンクした駅が廃駅だった場合スキルは発動しない。
モデルは信楽高原鐵道SKR310形気動車「SHINOBI-TRAIN」。
汐入 みそら（しおいり みそら）
タイプ：サポーター / 属性：heat / 誕生日：4月15日 / でんこカラー：赤 / イラスト：黒城ろこ
素直でおっとりしたでんこ。作曲が得意で、無自覚の内に作曲することもある。一方で作詞のセンスは壊滅的で、使う擬音は独特。
スキルは『ドレミファ・ステップ♪』→『ひびけみんなのメロディ』。編成内のひらがなかカタカナで「ド」「レ」「ミ」「ファ」「ソ」「ラ」「シ」のいずれかを名前に含む全てのでんこのATKとDEFが増加する（漢字や名字・ミドルネームは対象外）。編成内に他の対象でんこがいなくても、みそら自身がスキルの対象なので発動する。レベル92以上では編成内の対象でんこの数（上限7体）に応じてATKとDEFが追加で増加する。
2022年8月15日にバージョンアップが実装された。
モデルは京急1000形電車 (2代)。
品川 めぐる（しながわ めぐる）
声 - 小原莉子（2023年6月まで）→直田姫奈（2023年7月以降）
タイプ：アタッカー / 属性：eco / 誕生日：11月30日 / でんこカラー：緑 / イラスト：賀茂川
常にスマホを片手に携えた、明るく好奇心旺盛な現代っ子。SNSや動画配信が趣味。一方で、頑張りすぎて失敗することもあるという。一人称は「めぐ」。
メインストーリー第3章ではリコに捕まってしまうが、「確かに鉄道を愛する気持ちは協会に植え付けられたものかもしれない、だが動画配信をしたいという気持ちやマスターを助けたいという思いは本物だ」と抵抗する。使命と本心に揺れ動く彼女に対して「でんこには本物の心があるから、それをモデルにして作られたIKS.gearにも心があるはず」と語り、講和を望む。
スキルは『めぐるのバチつよ生配信♪』→『スターリング・リング』。1時間の間リンク成功回数（上限20回）に応じてATKが増加する。レベル92以上では効果時間中にリンクを15回成功させると、スキル効果時間が延長される。
2022年5月16日にバージョンアップが実装された。
モデルはJR東日本E235系0番台電車。
蓮台寺 ミナト（れんだいじ ミナト）
声 - 礒部花凜
タイプ：トリックスター / 属性：cool / 誕生日：3月10日 / でんこカラー：青 / イラスト：フ子
ミオの妹でナギサの姉だが、何故かナギサのことを「姉さん」と呼ぶ。いわゆる「歴女」で、歴史のことを語らせると止まらない。知的で落ち着いているが、頑張って大人っぽく振る舞っているという噂もある。
メインストーリー第3章ではタチバナのでんことして登場する。
スキルは『ヒストリートーク』→『水底の記憶』。一定時間先頭車両のでんこ（自身が先頭でも効果あり）がアクセスした際に相手がトリックスターの場合、相手のスキルを無効化することがある。
モデルは伊豆急行2100系電車「黒船電車」。
ナギサと同じく登場時、伊豆急行とのコラボレーションが行われた。

#### 2020年実装
観音町 ひめ（かんおんまち ひめ）
タイプ：アタッカー / 属性：heat / 誕生日：3月14日 / でんこカラー：緑 / イラスト：小森くづゆ
生意気でませているでんこ。大の負けず嫌いで、口癖は「ひめが一番だからね！」。いつでも自信満々だが、繊細な部分もある模様。
スキルは『わ〜るず・もすと！』→『やっぱりひめが一番でしょ？』。15分間ATKが増加する。相手がeco属性だった場合は追加で増加する。レベル92以上ではリンクしている相手がeco属性かつ、相手編成に4体以上eco属性のでんこがいる場合は追加でATKが増加する。
2021年11月12日にバージョンアップが実装された。
モデルが広島電鉄5200形電車「Green mover APEX」のため、名字の観音町は福井県の同名駅との混同に注意。
2021年11月16日、シャルロッテと共に広島電鉄公認キャラクターに就任した。
天王寺 たまき（てんのうじ たまき）
タイプ：サポーター / 属性：heat / 誕生日：12月24日 / でんこカラー：橙 / イラスト：すけぢ
楽しいことが大好きなミーハー気質のでんこ。関西弁で喋る。一方で自身の容姿にはコンプレックスがある。音楽を聴くことが好き。
スキルは『エンドレス・ビート』→『夜明けまでそばにいて』。15分間自身を除く編成内の全てのでんこのATKが増加する。効果時間は自身を除く編成内のでんこがリンクする度に延長する（ストックの上限は1時間）。うまくリンクを成功し続けられれば、延々と発動状態を継続出来る。レベル92以上では編成内でんこのリンク成功から5分間、追加でATKが増加する。
2023年6月23日にバージョンアップが実装された。
モデルはJR西日本323系電車。
総天 ギンカ（すてん ギンカ）
タイプ：ディフェンダー / 属性：eco / 誕生日：12月1日 / でんこカラー：赤 / イラスト：そゐち
自他共に厳しく、頑固でストイックな仕事人。奪取er協会黎明期に製造されたためか、知識や価値観が古風。「ばっかも〜ん！」と怒鳴る。後述のあいには慕われている。
スキルは『しろかねの盾』→『かそけき銀の楼閣』。一定時間HPが最大の時にDEFが増加する。レベル92以上ではHP80%以上〜100%未満の時と、HP50%以上〜80%未満の時もDEFが増加する（効果量はHPが多いほど高い）。
2022年6月3日にバージョンアップが実装された。
名字の「総天」は、ステンレス及びモデル車両の東急5200系電車が保存されている総合車両製作所横浜事務所が由来。10周年記念イベントでは、「ゆかりの駅」が同事務所最寄駅の京急本線金沢文庫駅に設定された。
牧之郷 あい（まきのこう あい）
タイプ：サポーター / 属性：cool / 誕生日：3月1日 / でんこカラー：青 / イラスト：フ子
元気でお調子者のでんこ。元々いた協会支部では広報を担当していた経歴がある。協会を背負うビッグなでんこになるのが夢だが、最近の電子機器には疎い。ギンカをさん付けで呼び慕っている。るりは幼馴染。稀に静岡弁で喋ることがある。
スキルは『夢と希望とド根性っ！』→『藍より深く相を愛して』。一定時間あいを除く編成内のcool属性のでんこのDEFが増加する。相手の編成しているでんこが全てheat属性だった場合は追加でDEF増加。
モデルは伊豆箱根鉄道7000系電車。
るりと同じく登場時、伊豆箱根鉄道とのコラボレーションが行われた。
岩切 よしの（いわきり よしの）
タイプ：トリックスター / 属性：eco / 誕生日：11月30日 / でんこカラー：緑 / イラスト：ベーコンパンケーキ
いつでも礼儀正しく物静かなでんこ。寒さに強いが暑さは苦手で、修行で克服しようとしている。しかしその情熱があらぬ方向に向かうこともあり、高温に耐えきれず脱衣しようとすることもしばしば。一人称は「岩切」で、他人のことは「名字+さん」で呼ぶ。
スキルは『暑がり克服修行中』→『冬来りなば春遠からじ』。一定時間相手がcool属性だった場合はDEFが15%増加するが、heat属性だった場合はDEFが10%減少してしまう。また、アクセスされてリブートしなかった場合は経験値とスコアを獲得する。
モデルはJR東日本E721系1000番台。
諸星 すばる（もろほし すばる）
声 - 茅野愛衣
タイプ：サポーター / 属性：cool / 誕生日：5月8日 / でんこカラー：青 / イラスト：天三月
詩的な口調で話す不思議なでんこ。旅が大好きで、マスターに出会う前にも多くの旅をしてきたらしい。一人称は「ぼく」。特技はボードゲーム。
スキルは『プレアデスドライブ』→『天の光はすべて星』。先頭車両のでんこ(すばるが先頭の場合は2両目)がアタッカーかトリックスターならそのでんこのATKが、ディフェンダーかサポーターならDEFが一定確率で増加することがある。レベル92以上では本来の効果が発動しなかった際に低い増加値で効果が発動する。
2022年6月24日にバージョンアップが実装された。
モデルは国鉄117系7000番台電車「WEST EXPRESS 銀河」。10周年記念イベントでは、「ゆかりの駅」が同車の始発駅である山陰本線出雲市駅に設定された。
美々津 あさひ (みみつ あさひ)
タイプ：ディフェンダー / 属性：heat / 誕生日：7月18日 / でんこカラー：赤 / イラスト：小森くづゆ
いつも元気で活発なギャルでんこ。どんな相手ともすぐに打ち解けられるが、本来の性格は卑屈で根暗、「陰キャ」を自称し常に周囲に意見を合わせてしまう性分。
スキルは『エンパサイズフィールド』→『それは優しくきらめく朝陽』。一定時間自身のDEFが増加する。相手編成が4体以上スキルを発動していれば追加で増加する。レベル92以上では自身と相手の編成内でんこが合計8体以上スキルを発動していれば、追加でDEFが増加する。
2025年1月20日にバージョンアップが実装された。
モデルは国鉄713系電車「サンシャイン」（キャミソール部分は旧塗装のカラーリングになっている）。
下新 ゆき (しもにい ゆき)
タイプ：トリックスター / 属性：cool / 誕生日：10月1日 / でんこカラー：青 / イラスト：にんげん
浮世離れした独特な雰囲気を纏ったでんこ。しかし中身は自由人で、ふらっと姿を消しては予期せぬ出来事を引き起こすが、持ち前の笑顔と愛嬌でつい許されてしまう。いくつかの「自分ルール」を持っているらしい。
スキルは『きみにサプライズ』→『きみと、サプライズ』。編成内のでんこが誰かがリンクしている駅にアクセスした時、アクセスしたでんこに経験値を与えることがある。アクセスしたでんこがcool属性の場合は効果量増加。発動率はその日のアクセス駅数（最大14駅）に応じ増加する。レベル92以上ではアクセスしたでんこがcool属性の場合、編成内のcool属性でんこの数に応じて追加で経験値を与える。いずれもフットバース使用時は発動しないほか、日付が変わると効果がリセットされる。
2022年11月18日にバージョンアップが実装された。
モデルは松本電気鉄道3000形電車。
鮎川 ひな（あゆかわ ひな）
タイプ：トリックスター / 属性：eco / 誕生日：6月24日 / でんこカラー：黄 / イラスト：いぬ
純真無垢でおしゃまな幼いでんこ。子供らしいおもちゃや遊びが好きで、ピーマンやお化けは大嫌い。「おとなのおねえさん」に憧れていてお姉さんぶる時もある。お気に入りのおもちゃは「モフ太」と名付けたタイヤ付きの木製の秋田犬。手元に無いと泣き出してしまうほどである。口癖は「なのよ」。男性的な性格のあけひに対しては「ヤバン」と評しており、口論に発展することもしばしば。
スキルは『ヤバンなことはやめるのよ！』→『リトルレディ・リトルプライド』。一定時間相手と自身の編成内全員のATKが減少する。味方も弱体化させてしまう点には注意。レベル92以上では相手と自身の編成内の各でんこ毎のAPが高いほど、各でんこのATKが追加で減少する。
2024年1月19日にバージョンアップが実装された。
モデルは由利高原鉄道YR-2000形気動車「なかよしこよし」。
荻窪 アヤ（おぎくぼ アヤ）
声 - 関根明良
タイプ：サポーター / 属性：heat / 誕生日：2月23日 / でんこカラー：紫 / イラスト：フ子
仕事ができそうに見えるが、実際はドジなでんこ。赤い輪を持つ。マスターに色々気遣いをするが、その大半が空回りしてしまう。しぐれは協会時代から励ましてもらっていた友人で、「しぐれちゃん」と呼んでいる。
スキルは『エナジーセーブスイッチ』→『私の『得意なこと』』。一定時間、相手の編成内のスキルアクティベーションタイプが「いつでもアクティブ」（常時発動）のスキルを持つでんこの数（上限7体）に応じてアヤ以外の編成内全員のATKが増加する。レベル92以上では相手編成に4体以上当該でんこがいる場合は追加でATKが増加する。
2023年10月20日にバージョンアップが実装された。
モデルは東京メトロ2000系電車。
安来 あまね（やすぎ あまね）
声 - 田中ちえ美
タイプ：アタッカー / 属性：cool / 誕生日：7月1日 / でんこカラー：緑 / イラスト：ヨネベ
ポジティブで自分大好きなでんこ。自分の美しさにかなりの自信を持つ。我儘で自己中心的にも見えるが、自分にも他人にも寛容。あるがままを受け入れ、ありのままの美しさを大事にする。歌が上手だが、自身を褒め称えるような歌詞ばかりのため周囲からの評価は低い。つむぎは協会時代同じ支部だったため友人。
スキルは『絶好調ナルシズム』→『遍く天地の美と愛よ』。15分間ATKが増加する。効果時間はリンクする度に延長するが（ストックの上限は1時間）、リンクできなかった場合効果時間が1分短縮してしまう。うまくリンクを成功し続けられれば、延々と発動状態を継続出来る。
モデルは国鉄キロ47型気動車「あめつち」。
新鶴 まふゆ（にいつる まふゆ）
声 - 月城日花
タイプ：サポーター / 属性：eco / 誕生日：11月1日 / でんこカラー：青 / イラスト：天三月
引っ込み思案で人見知りなでんこ。東北訛りで喋る（たまに標準語に矯正しようとしている）。まだ現代には少し馴染めていない。マスター相手には心を開き始めたが、他のでんこ達と距離を縮められずに一人で凹んでいることもしばしば。「外に連れ出してくれる王子様を待っている」という、秘密にしているロマンチックな夢がある。風景写真を撮ることが好き。
スキルは『遠慮がちな淡雪』→『スノーフレーク・ファインダー』。1時間の間まふゆよりも前に編成されているeco属性のでんこのATKが増加する。自身が先頭だと意味がないため注意。レベル92以上では編成内全員がeco属性の場合効果量が追加で増加する。
2025年4月21日にバージョンアップが実装された。
モデルはJR東日本キハE120形気動車。

#### 2021年実装
指宿 おとめ（いぶすき おとめ）
声 - 進藤あまね
タイプ：トリックスター / 属性：heat / 誕生日：3月13日 / でんこカラー：赤 / イラスト：小森くづゆ
いたずらっ子でお茶目なでんこ。いつも周囲を驚かせるいたずらを考えていて、度が過ぎて怒られてしまうこともしばしば。いつか世界中をアッと驚かせるようなド派手なエンタメを生み出すのが夢。「にししっ」と笑う。
スキルは『おとめのスーパーびっくり箱』→『きみに捧げるたまて箱』。編成内のでんこがアクセスした際、前日のアクセス数（上限70駅）に応じた経験値を与える。前日どこの駅にもアクセスしていない場合は発動しない。一度発動すると1時間のクールタイムに入る。レベル92以上では前日のアクセス駅数が35駅以上の場合は効果量が増加する。
2023年6月9日にバージョンアップが実装された。
モデルは国鉄キハ47形気動車「指宿のたまて箱」。
恋山形 ちづ（こいやまがた ちづ）
タイプ：サポーター / 属性：cool / 誕生日：12月3日 / でんこカラー：桃 / イラスト：すけぢ
照れ屋で内気で物静かなでんこ。いつもおどおどしていて、頼みごとをされると断れないタイプ。マスターのことを「先輩」と呼び一世一代の恋をしていて、妄想に耽り周囲が見えなくなることもある。普段は隅で少女漫画を読んでいる。やちよは本人曰く「従姉妹みたいな存在」で、「やっちゃん」と呼んでいる。
スキルは『恋のお話、しませんか』→『アイム・イン・ラヴ・ウィズ・ユー』。一定時間編成内全員のマイレージクラスの合計数（上限20）に応じて、ちづ以外の編成内全員のATKとDEFが増加する。レベル92以上ではマイレージクラスの合計数が35以上の場合は追加でATKとDEFが増加する。
2024年8月22日にバージョンアップが実装された。
モデルは智頭急行HOT3500系気動車。
田原町 つばさ（たわらまち つばさ）
タイプ：アタッカー / 属性：heat / 誕生日：3月27日 / でんこカラー：黄 / イラスト：フ子
いつもでも使命に燃えている熱血なでんこ。財政難の支部の希望として作られたためか、とにかくポジティブで前向き、愛と勇気と希望に満ちあふれている。立派なでんことして鉄道の未来を守ることに並々ならぬ情熱を注いでいるが、まだ経験が浅く気持ちだけが空回りしてしまうこともある。他人の願い事を聞くのが好きで、何かを頼んでもらえるまでかなり粘り強く待っている。
スキルは『フェニックス・リバイブ』→『ウィング・オブ・ホープ』。アクセスしてリンクに失敗すると発動。30分間アクセス時に軽減不能なダメージを相手に与える。リンクに成功するとスキルを終了しクールタイムに入る。相手のいない駅にリンクした場合はクールタイムに入らない。
モデルがえちぜん鉄道L形電車「ki-bo」のため、名字の田原町は東京都の同名駅との混同に注意。
2021年11月29日、ていらと共にえちぜん鉄道公認キャラクターに就任した。また、2024年2月21日には「ふくいブランド大使」にも就任した。
八戸 ましろ（はちのへ ましろ）
タイプ：トリックスター / 属性：eco / 誕生日：10月19日 / でんこカラー：青 / イラスト：ベーコンパンケーキ
見た目は幼いがシェフの誇りを持ったでんこ。料理が大好きで、腕前には絶対的な自信を持つ。「最高のシェフ」の肩書きを背負うためには努力を欠かさないが、勢い余って目立ちたがりが過ぎたり、一番になれないと拗ねたりしてしまうこともある。料理には高級食材を使うのがこだわり。
スキルは『ましろの日替わり絶品メニュー』→『MAX☆すぺしゃるフルコース』。一定時間、日曜日なら編成内でんこのATKが、月曜日なら編成内でんこのDEFが、火曜日なら編成内でんこのATKとDEFが増加し、水曜日なら編成内でんこのアクセス時に固定ダメージを相手に与え、木曜日なら編成内でんこの被アクセス時にダメージを固定値で軽減し、金曜日なら編成内でんこのアクセス時にスコアを与え、土曜日なら編成内でんこのアクセス時そのでんこに経験値を与える。レベル92以上では発動時の時間が昼間（6:00〜18:00）なら効果時間が、夜間（18:00〜翌6:00）なら効果量が増加する。
2023年6月3日にバージョンアップが実装された。
モデルはJR東日本キハ110系700番台気動車「TOHOKU EMOTION」。
江ノ島 ナツミ（えのしま ナツミ）
タイプ：ディフェンダー / 属性：cool / 誕生日：4月22日 / でんこカラー：青 / イラスト：天三月
クールに見えるが実際は気さくなでんこ。器が大きく、相手のありのままを受け入れ誰とでも仲良くなれる。見栄を張らず自分が自分であり続けることに誇りを持つ。読書と海が大好き。長く稼働しているようで、どこか達観した一面も見せる。
スキルは『車窓から見える海』→『色褪せない魅力』。その日のアクセス駅数（最大50駅）に応じて受けるダメージを固定値で軽減する。アクセス駅数が15駅以上になった場合は追加で軽減。日付が変わると効果がリセットされる。まぜとの違いは、最大値に達するまでの駅数が少なく必ず発動するが、編成内の他のでんこには効果を及ぼさない点。
モデルは江ノ島鎌倉観光300形電車305編成。
砂田橋 あきら（すなだばし あきら）
声 - 船戸ゆり絵
タイプ：サポーター / 属性：heat / 誕生日：6月10日 / でんこカラー：紫 / イラスト：ヨネベ
都会的でお洒落なかっこいい「理想の女の子」に憧れるでんこ。紫の輪を持つ（前面は少し欠けている）。本来はボーイッシュな性格だったのだが、「理想の女の子らしくない」と気にするあまりすっかり大人しくなってしまった。めぐるやたまきに憧れているが、彼女らの前では無理をしすぎてしまうこともある。野球が好きなことや大食いであることを隠しているが周囲にはバレている。
スキルは『お、大食いじゃないんです……！』→『理想の自分を目指して』。20分間あきら以外のDEFが増加する。効果時間は消費したバッテリーの個数に応じて延長する（ストックの上限は1時間）。レベル92以上では残り時間が35分以上の場合効果量が増加する。
2025年6月13日にバージョンアップが実装された。
モデルは名古屋市交通局2000形電車 (鉄道)。
下灘 いよ（しもなだ いよ）
タイプ：ディフェンダー / 属性：cool / 誕生日：3月2日 / でんこカラー：橙 / イラスト：すけぢ
麦わら帽子を被った、何でも受け止めてくれる優しいお姉さんでんこ。自分の意見はしっかりと持ち、相手を尊重しつつ言うべきことははっきりと言うタイプ。よく海を見ながらオリジナルの詩を書いている。伊予柑が好き。
スキルは『波打ち際のいい予感』→『シーサイド・ポエトリー』。一定時間、編成内にいる自身以外のcool属性でんこの数に応じて（上限5体）DEFが増加する。いよを除いてcool属性のでんこが4体以上いる場合、編成内全員のDEFが増加する。レベル92以上では自身以外のcool属性のでんこが4体以上かつ自身のリンク中は、編成内効果に被ダメージの固定値軽減が追加される。コヨイのcool属性版のようなスキル。
2023年12月20日にバージョンアップが実装された。
モデルは国鉄キハ32形気動車。
北府 ゆめの（きたご ゆめの）
タイプ：heat / 属性：サポーター / 誕生日：3月31日 / でんこカラー：桃 / イラスト：フ子
水仙の髪飾りを身に付けた、礼儀正しく心優しい箱入り娘でんこ。愛情深さが過ぎて「かわいい」と感じた相手をつい抱き締めてしまう癖を持つ。門限を守る生真面目な一面もある。後述のていらは友人。
スキルは『つぼみふくらむ春の風』→『ふくらむ愛と夢の花』。30分間自身を除く編成内のheat属性のでんこの数に応じ（上限4体）、自身を除く編成内のでんこのDEFが増加する。コヨイやいよのheat属性版のようなスキルだが、自身には効果がなくサポーターであることが大きな違い。
モデルは福井鉄道F1000形電車「FUKURAM」。
2021年11月29日、リトと共に福井鉄道公認キャラクターに就任した。また、2024年2月21日には「ふくいブランド大使」にも就任した。
駒ヶ林 シキネ（こまがばやし シキネ）
タイプ：アタッカー / 属性：eco / 誕生日：7月7日 / でんこカラー：緑
幼く見える理系肌のでんこ。緑の輪を持つ。かつて協会本部でレポート分析をしていたこともあってか、全てのことを実験や分析に基づいて行う。小柄で童顔のため子供に間違われがちだが本人は気にしておらず、データ収集のためなら子供のふりをすることもある。ひょうこは友人。
スキル『即行分析弱点発見！』→『データベースに神は宿る』。一定時間相手のHP状況が良いほどATKが増加する。レベル92以上では相手の残りHPが90%以上の場合は追加でATKが増加する。
2024年7月19日にバージョンアップが実装された。
モデルは神戸市交通局5000形電車。
2021年10月5日に神戸市営地下鉄海岸線開業20周年を記念して、神戸市交通局の公認キャラクターに就任した。
勝山 ていら（かつやま ていら）
タイプ：サポーター / 属性：cool / 誕生日：9月17日 / でんこカラー：黄 / イラスト：フ子
明るくアクティブなでんこ。眼鏡を頭に乗せている。古生物学や考古学が大好きで、恐竜や遺跡の話になると止まらない。いつか未知の遺跡や新たな恐竜の化石を発掘するのが夢だが、外出する度についつい道端の石を拾い集めてしまう。ゆめのは友人。
スキルは『化石が伝える太古のロマン』→『古きを温めて新しきを知る』。自身の直前に編成されているでんこのATKが増加する。まふゆと同じく、自身が先頭だと意味がないため注意。
モデルはえちぜん鉄道MC7000形電車。
2021年11月29日、つばさと共にえちぜん鉄道公認キャラクターに就任した。また、2024年2月21日には「ふくいブランド大使」にも就任した。
小涌谷 あすか（こわきだに あすか）
タイプ：サポーター / 属性：heat / 誕生日：3月18日 / でんこカラー：橙 / イラスト：小森くづゆ
紫陽花の花飾りを付けた、純粋で流されやすいでんこ。山登りが大好きで山に関する知識には詳しいが、それ以外のことについてはあまり自信がない。怪しい情報をそれらしく教えられるとつい納得してしまう。後述のレニャは友人。
スキルは『みんなでたのしい山のぼり！』→『ジョイフル・ピークハント』。編成内にheat属性もしくはeco属性のでんこが2体以上いれば、編成内のheat属性とeco属性のでんこのDEFが増加する。双方を2体以上ずつ編成した場合は効果が重複する。レベル92以上では編成内の『いつでもアクティブ』なスキルを持つでんこの数（上限7体）に応じて、編成内のheat属性とeco属性のでんこの被ダメージを固定値で軽減する。
2024年4月19日にバージョンアップが実装された。
モデルは箱根登山鉄道2000形電車「サン・モリッツ号」（「氷河急行」塗装）。
茅沼 みゆき（かやぬま みゆき）
タイプ：サポーター / 属性：cool / 誕生日：1月8日 / でんこカラー：赤 / イラスト：天三月
どこか影のある雰囲気のでんこ。現代に派遣されてきたが、自分にでんことしての仕事が務まるのか不安がっている。寂しがり屋な性格。これは「みゆきな話」において、かつていた支部の財政難のため凍結されていたが、眠っていた間に反重力装置の故障で自身以外のでんこが全員修復不可能となってしまったことが原因と明かされている。
スキルは『降り積もる雪のように』→『雪がとけても消えないモノ』。一定時間編成内でんこのアクセス時に、相手のDEF増加量（上限100%）に応じて固定ダメージを与える。レベル92以上では相手のDEFが100%以上の場合、相手のDEF増加量（上限160%）に応じて効果量が追加で増加する。
2024年11月27日にバージョンアップが実装された。
モデルは国鉄C11形蒸気機関車171号機「SL冬の湿原号」。

#### 2022年実装
糸魚川 せつか（いといがわ せつか）
タイプ：サポーター / 属性：heat / 誕生日：4月23日 / でんこカラー：赤
「マスターのお姉ちゃん」を自称するでんこ。ゆったりおっとりしたのんびり屋だが、頑固な一面もある。四季折々の自然や景色を大切にしている。
スキルは『巡る雪月花』→『マスターのお姉ちゃん』。一定時間、3月〜5月なら編成内でんこのアクセス時に経験値を与え、6月〜8月なら編成内でんこのアクセス時に相手に固定ダメージを与え、9月〜11月なら編成内でんこのアクセス時にスコアを与え、12月〜2月なら編成内でんこの受けるダメージを固定値で軽減する。
モデルはえちごトキめき鉄道ET122形気動車1000番台「えちごトキめきリゾート雪月花」。
二見浦 みえ（ふたみのうら みえ）
タイプ：サポーター / 属性：eco / 誕生日：3月10日 / でんこカラー：橙 / イラスト：ヨネベ
せっかちで慌ただしいでんこ。手持ち無沙汰なのが苦手で頼みごとは何でも引き受けるタイプ。全てをこなそうとして行動が雑になってしまうこともしばしば。頻繁に言葉を噛み、3回連続で間違えると「みえ゛ーーーーー ッ！」と叫ぶ。エリアは友人だが、海産物を何でも焼いて食べようとする彼女をよく止めている。
スキルは『止まっていられない！』→『噛まずに言えましたっ！』。45分間編成内がeco属性とcool属性のみの場合は編成内全員のDEFが増加する。cool属性が3体以上なら追加で増加する。
モデルはJR東海キハ75形気動車「みえ」。
新田野 なのか（にったの なのか）
タイプ：ディフェンダー / 属性：eco / 誕生日：2月1日 / でんこカラー：黄 / イラスト：フ子
純朴で素直なアイドルでんこ。故郷の広告塔や雑誌のモデルをしている。自分の知らないことにも理解を示す姿勢から人気が高い。作草部姉妹やヤコと親しい。
スキルは『故郷のことをもっと知ってほしい♪』→『故郷のことを好きになってくれたら嬉しいです』。編成内が全員eco属性かつ自身のリンク中に発動。自身とその前後に編成されているでんこがアクセスされた時に相手のATKが減少する。
モデルはいすみ鉄道いすみ350型気動車。
2024年8月30日、いすみ鉄道公認キャラクターに就任した。
樽見 あゆ（たるみ あゆ）
タイプ：サポーター / 属性：cool / 誕生日：2月1日 / でんこカラー：青 / イラスト：すけぢ
趣味が渋いお婆ちゃんっ子なでんこ。お手玉の入った籠をぶら下げている。手伝いが好きで、しし鍋作りや山菜採りが得意。おとぎ話のお姫様に憧れている。
スキルは『夜12時までの魔法』→『いつか、お姫さまみたいになりたいな……』。一定時間、編成内全員がcool属性なら編成内でんこのDEFが増加する。18:00〜24:00の間は追加で増加する。
モデルは樽見鉄道ハイモ330-700形気動車「ねおがわ」。
調布 みずか（ちょうふ みずか）
声 - 水野朔
タイプ：サポーター / 属性：heat / 誕生日：9月29日 / でんこカラー：桃 / イラスト：小森くづゆ
クールで大人びた都会っ子でんこ。何でもそつなくこなすことができる。よく夜更かししており会話中に居眠りすることもあるが、本人はうたた寝していたことを認めようとしない。カフェ巡りを趣味としている。
スキルは『ハッピー・カフェタイム』→『落ち着けるカフェのような……』。一定時間、相手編成の属性が3つ以上なら編成内heat属性でんこのDEFが増加する。
モデルは京王5000系電車 (2代)「京王ライナー」。
2023年2月9日、京王電鉄とのコラボレーションとして「新任PR大使」に就任した。
七尾 こうめ（ななお こうめ）
タイプ：トリックスター / 属性：heat / 誕生日：10月3日 / でんこカラー：赤 / イラスト：鳥居本鳥乃進
「マスターの許嫁」を自称する大和撫子でんこ。お淑やかな立ち振る舞いをするが実際はちゃっかり者。地元の伝統を愛し伝えることが使命だと考えている。せつかややまとと親しい。
スキルは『許嫁として恥じない気品』→『こうめは常にあなた様の支えに……』。編成内のでんこが誰かがリンクしている駅にアクセスした時、相手よりもその日のアクセス駅数が多いほど（上限60駅）経験値を与える。日付が変わると効果がリセットされる。
モデルは国鉄キハ48形気動車「花嫁のれん」。
白川 あそ（しらかわ あそ）
タイプ：サポーター / 属性：heat / 誕生日：7月26日 / でんこカラー：青 / イラスト：黒城ろこ
常にのんびりマイペースな大自然育ちのでんこ。キャンプやトレッキングなどの行楽が好きで、どんなアクシデントが発生しても対応できる。自分も周りも快適に過ごすために行動ができるタイプ。
スキルは『エンジョイ試行錯誤』→『トラブルこそ醍醐味』。編成内全員がheat属性なら編成内全員のDEFが増加する。
モデルは南阿蘇鉄道DB16形ディーゼル機関車・南阿蘇鉄道トラ700形客車「ゆうすげ号」。
徳島 ると（とくしま ると）
タイプ：サポーター / 属性：cool / 誕生日：11月1日 / でんこカラー：赤 / イラスト：フ子
祭りが好きでいつでも元気なでんこ。テンションが高く、勝手に新しい祭りを作るなどして盛り上がっている。手には遊山箱を持っており、中身の料理を周囲に振る舞うことも多い。一方で未来では他人との交流が少なかったため、根はかなりの寂しがり。
スキルは『今日もお祭り♪』→『毎日がお祭り騒ぎ♪︎』。一定時間編成内全員のATKが増加する。効果量は編成内でんこがリンクに成功するごとに追加で増加する（上限8回）。
実装の約1ヶ月前にあたる2022年7月7日に「徳島市わくわくアンバサダー」として登場が予告されていたほか、同年8月11日からはコラボレーションイベントが開催された。
モデルは徳島中央公園に保存されている国鉄8620形蒸気機関車68692号機。
青森 せいらん（あおもり せいらん）
タイプ：アタッカー / 属性：cool / 誕生日：3月15日 / でんこカラー：青 / イラスト：すけぢ
騎士のような恰好をしたでんこ。一度目標を定めれば突き進めることのできる集中力を持つが、それ以外のことは苦手。イムラに憧れており、彼女に相応しいでんこになれるように日々特訓している。IKSから他のでんこを守ることに熱意を注いでいるが、IKS.gearと親しいでんこ達を見て迷いが生まれ始めている。
スキルは『信念と決意』→『みんなを守る一本の剣になりたい』。45分間DEFが30%減少してしまう代わりにATKが増加する。また、5%の確率でATKが追加で大幅に増加することがある。
モデルは青い森鉄道青い森703系電車。
新藤原 ぼたん（しんふじわら ぼたん）
タイプ：サポーター / 属性：eco / 誕生日：11月15日 / でんこカラー：橙 / イラスト：鳥居本鳥乃進
鉄道写真の撮影を趣味としているでんこ。鉄道が大好きでいつもそのことばかり考えているが、それ以外のこととなるとやや頼りない。ミユとまふゆは友人で、それぞれ「みーちゃん」「まーちゃん」と呼んでいる。
スキルは『記念の鉄道写真』→『思い出をあなたとも。』。編成内の各でんこ毎の最長リンク時間の合計に応じて、編成内ecoでんこのDEFが増加する。
モデルは野岩鉄道6050系電車。
生駒 わかな（いこま わかな）
タイプ：トリックスター / 属性：cool / 誕生日：4月29日 / でんこカラー：紫 / イラスト：天三月
穏やかで大人な女性のでんこ。歴史が好きで古都巡りや和歌を詠むこと、百人一首を趣味としている。普段は標準語で話しているが、興奮するとつい奈良弁が出てしまう。るるとは同郷で仲が良い。
スキルは『古典文学に思いを馳せて』→『この短歌はあなたのために』。編成内でんこのアクセス時、編成内に同じ種類のフィルムを着ているでんこが多いほど経験値を与える。ひまり同様、編成内の最低2人が同じシリーズのラッピングを着用していないと発動しない。
モデルは近鉄19200系電車「あをによし」。
小浜 まい（おばま まい）
タイプ：サポーター / 属性：eco / 誕生日：3月15日 / でんこカラー：緑 / イラスト：ヨネベ
内気で心配性な性格を変えようとしているでんこ。だが妙なところで勢いがあり、「為せば成る」をモットーに何事も切り抜けるポジティブな一面も持つ。鯖が好物。
スキルは『自分を変えたいんです……！』→『マスター、なせばなる！ ですよ！』。45分間編成内ecoでんこのATKが増加する。相手がディフェンダーの場合は追加で増加する。
モデルはJR西日本125系電車。
小浜線全線開通100周年を記念したコラボレーションイベントの一環として2022年9月20日に登場が予告されていた。また、2024年2月21日には「ふくいブランド大使」にも就任した。

#### 2023年実装
諫早 ちどり（いさはや ちどり）
タイプ：サポーター / 属性：heat / 誕生日：9月23日 / でんこカラー：赤 / イラスト：小森くづゆ
生意気だが気さくで陽気なでんこ。自分のことをオンリーワンと称しており、周囲に対しても自信を持てばいいと思っている。昔のことにも詳しい一面がある。さいかやあけひとは仲が良い。
スキルは『あたししか勝たん！』→『みんながオンリーワン！』。一定時間編成内のheat属性でんこのATKが増加する。効果時間内に与えた最大ダメージ（上限はスキルレベルに応じて上昇）に応じて、ATKが追加で増加する。
モデルは新幹線N700S系電車8000番台「かもめ」。
横浜 みちる（よこはま みちる）
タイプ：ディフェンダー / 属性：cool / 誕生日：2月1日 / でんこカラー：桃 / イラスト：フ子
トレンドやおしゃれに敏感なでんこ。マスターに好意を抱いているが、大人の女性として気取っているため回りくどく伝えることも多い。流行のスポットについて詳しく、デートと称しておでかけプランに組み込んでくる。
スキルは『デートスポット調査力』→『ふたりきりのデート』。一定時間DEFが増加する。前回の被アクセスから2分以内にアクセスされた場合は追加で増加する。
モデルは西武6000系電車（外見）、横浜高速鉄道Y500系電車（諸設定）。
青海川 しゅか（おうみがわ しゅか）
タイプ：サポーター / 属性：cool / 誕生日：5月2日 / でんこカラー：青 / イラスト：フ子
気さくで人あたりの良いでんこ。相手の面倒を見たり、相談・仲裁をこなせて気配りもできるが、その反動から相手に甘えたくなる時もあるという。
スキルは『頼れるお姉さん』→『たまには甘えたがり』。75%の確率で編成内coolでんこのDEFが増加する。効果量はその日発動に成功した回数（最大36回）に応じて増加する。
モデルは国鉄キハ40形・キハ48形気動車「越乃Shu*Kura」。
東日本旅客鉄道新潟支社とのコラボレーションに伴う公認キャラクターとして、2023年2月に登場が予告されていた。
白兎 ももな（しろうさぎ ももな）
タイプ：サポーター / 属性：eco / 誕生日：10月26日 / でんこカラー：桃 / イラスト：ヨネベ
穏やかでおっとりしたでんこ。花に詳しく、花占いやハーブティー作りを趣味としている。兎も好きで「さんとさん」というぬいぐるみを連れている。
スキルは『ももなの花占い』→『あなたを笑顔にしたいんです〜♪』。45分間自身と相手の編成内のeco属性でんこの数（各上限5体）に応じて、編成内全員のATKが増加する。
モデルは山形鉄道YR-880形気動車。
千旦 あずさ（せんだ あずさ）
タイプ：サポーター / 属性：eco / 誕生日：3月16日 / でんこカラー：緑 / イラスト：天三月
小生意気でクールなでんこ。幼い見た目に反して精神年齢が高く相手を窘めることも多い。犬に目がない年相応の部分もある。シャルロッテやひめとは同じ研修を受けたことがあり、シャルロッテとは犬好きなため気が合うがひめのことは軽くあしらっている。
スキルは『クールな小生意気ガール』→『でれでれワンだふる』。編成内全員がeco属性の場合は相手のATKが減少する。
モデルはJR西日本227系1000番台電車。
所沢 にこ（ところざわ にこ）
タイプ：トリックスター / 属性：cool / 誕生日：4月26日 / でんこカラー：青 / イラスト：小森くづゆ
いつでも笑顔なでんこ。周囲の人に笑顔になってもらいたいあまり、困っている人を助けるためにすぐに行動してしまう。丸くて柔らかいものが大好き。心の底ではアイドルに憧れている。
スキルは『いつもにこにこ』→『元気いっぱい！！笑顔いっぱい！！』。編成内でんこがアクセスしリンクに失敗した場合は経験値を与える。
モデルは西武30000系電車「スマイルトレイン」。
五所川原 べにか（ごしょがわら べにか）
タイプ：サポーター / 属性：heat / 誕生日：3月18日 / でんこカラー：橙 / イラスト：すけぢ
伝統芸能や祭りが好きな頭脳派でんこ。体力がない分器用さでカバーしている。雷や嵐が苦手。同郷のせいらんとは仲が良く、息ピッタリの連携を見せる。
スキルは『器用な頭脳派……?』→『適格ディレクション！』。一定時間編成内でんこのアクセス時に、アクセスしたでんこのATK増加量（上限100%）に応じて固定ダメージを与える。
モデルは国鉄キハ48系気動車「リゾートしらかみ くまげら編成」。
竹原 せとら（たけはら せとら）
タイプ：サポーター / 属性：cool / 誕生日：10月3日 / でんこカラー：青 / イラスト：天三月
大人びているが少しやんちゃなでんこ。ミステリアスだがマリンスポーツが好き。昔は今のように垢抜けていなかったため、自分のことを話すのが苦手。ひめとは同郷で、テンションが上がると広島弁で喋る。
スキルは『ちょっとミステリアス？』→『本当はやんちゃな自分』。編成内全員がcool属性の場合は編成内でんこの受けるダメージを固定値で軽減する。
モデルは国鉄キロ47形気動車「etSETOra」（髪飾りは「瀬戸内マリンビュー」がモチーフになっている）。
勝田 ミキ（かつた ミキ）
タイプ：サポーター / 属性：eco / 誕生日：8月30日 / でんこカラー：桃
全力投球で頑張り屋なでんこ。支部時代にねものことを聞いたことがあり、彼女に強く憧れている。その他あゆのことも先輩と呼んでいる。ロックが大好きだが、普段は秘密にしている。
スキルは『ロックンロール魂』→『目指すは伝説の大先輩！』。編成内にcool属性とeco属性のでんこのみがいる場合は編成内でんこのアクセス時に固定ダメージを与え、受けるダメージを固定値で軽減する。
モデルはひたちなか海浜鉄道ミキ300形気動車。
東海 なな（とうかい なな）
声 - 内田秀
タイプ：サポーター / 属性：cool / 誕生日：7月1日 / でんこカラー：青 / イラスト：ヨネベ
おもてなしが好きなでんこ。落ち着いていて気配り上手なお姉さん的存在だが、スタミナは高い。アイスクリームに目がなく、硬さにこだわりを持っている。メロとは同じ支部出身で仲がいい。
スキルは『withカチカチアイス！』→『私だけのおもてなし』。編成内全員がcool属性の場合は70%の確率で編成内でんこのDEFが増加する。また、発動時に70%の確率で相手のATKが減少するほか、ATK減少発動時に70%の確率で編成内でんこの受けるダメージを固定値で軽減する。
モデルは新幹線N700S系電車。10周年記念イベントでは、「ゆかりの駅」が東海道新幹線の起点駅である東京駅に設定された。
2023年9月28日に東海旅客鉄道の「JR東海 東海道新幹線 公認キャラクター」として登場が予告されていた。
越美 きらら（えつみ きらら）
タイプ：サポーター / 属性：heat / 誕生日：12月15日 / でんこカラー：赤
面倒見がいいが天然なでんこ。肝心なところでは抜けているが、前向きでどんなことにも立ち向かえる。相手と仲良くなる一環としてあだ名で呼んでくるが、センスはあまりない。天体観測と冬に食べる水ようかんが好き。まいは昔馴染みで、「なせばなる」の精神も似通っている。
スキルは『あだ名をつけたい☆』→『でんこも万事塞翁が馬！』。自身を編成していれば編成内全員のDEFが増加するが、誰かがリブートした際に編成内にリンク中のでんこがいない場合はスキルが強制終了してしまう。
モデルはJR西日本キハ120形気動車「夢のかけはし号」。10周年記念イベントでは、「ゆかりの駅」が越美北線の終着駅である九頭竜湖駅に設定された。
2024年2月21日、越美北線公認キャラクター及び「ふくいブランド大使」に就任した。
福分 おとは（ふくわけ おとは）
タイプ：サポーター / 属性：cool / 誕生日：3月11日 / でんこカラー：青 / イラスト：小森くづゆ
博多弁で話すおっとりとしたでんこ。お嬢様として大切に育てられたため、「普通」に憧れている。書道や美術鑑賞を趣味としており、非常に達筆。あたるのことを「あたるくん」と呼んで可愛がっているものの、その反動であたるは男性的な趣味に目覚めてしまった模様。
スキルは『普通へのあこがれ』→『秘めたる大胆さ』。30分間残りの効果時間（上限20分）に応じて編成内全員のATKが増加する。また、60%の確率で編成内のでんこがリンクする度に効果時間が延長する（ストックの上限は40分間）。たまきやあまね同様うまくリンクを成功し続けられれば、延々と発動状態を継続出来る。
名字の「福分」は、モデル車両であるJR九州885系電車が運用される福岡県と大分県に由来する。10周年記念イベントでは、「ゆかりの駅」が日豊本線の起点駅である小倉駅に設定された。
2023年11月28日に九州旅客鉄道の「JR九州×「駅メモ！」シリーズ 公認PR大使」として登場が予告されていた。

#### 2024年実装
寿 むつみ（ことぶき むつみ）
タイプ：トリックスター / 属性：cool / 誕生日：5月25日 / でんこカラー：青 / イラスト：天三月
スリルが大好きなでんこ。一見するとミステリアスだが、高所や絶叫マシンを楽しむことが多い。感情を上手く表に出せないことがコンプレックスで、自分の気持ちを伝えるために大胆な行動に出ることもしばしば。シーナとは同じ支部出身で仲が良く、ふざけて彼女の真似をすることもある。
スキルは『スリルを求めて……』→『最高のスリル』。30分間編成内のcool属性でんこのATKが増加するが、リンク時に一定確率でリブートさせてしまう。効果量・発動率のいずれもアクセスしたでんこのリンクしている駅数（上限2駅）に応じて増加する。
モデルは富士急行6000系電車。
但馬 ひょうこ（たじま ひょうこ）
タイプ：サポーター / 属性：heat / 誕生日：7月26日 / でんこカラー：橙 / イラスト：フ子
見栄っ張りで負けず嫌いなでんこ。古風で抜けたところがあるが、悟られたくないので普段から必死に隠している。知識量は豊富なのでいざという時に頼りになるタイプ。牛肉が好き。シキネとは仲が良く、「おひょう君」と呼ばれている。
スキルは『よっこいしょっと……』→『亀の甲よりでんこの劫！』。編成内の誰かがリンクしてから20分間編成内全員のATKとDEFが増加するが、編成内の誰かのHPが0になるとスキルが強制終了してしまう。
モデルが播但線で充当されている国鉄キハ40系気動車のため、名字は奈良県の同名駅との混同に注意。10周年記念イベントでは、「ゆかりの駅」が播但線の終着駅である和田山駅に設定された。
2024年1月19日に西日本旅客鉄道兵庫支社の「兵庫県但馬観光大使」・「兵庫県但馬観光大使」として登場が予告されていた。
王子保 こはな（おうしお こはな）
タイプ：サポーター / 属性：eco / 誕生日：3月16日 / でんこカラー：桃 / イラスト：すけぢ
幼くも親切で明るいでんこ。誰かと一緒に居るのが好きで、会社員のような挨拶をするなど生真面目。嬉しいと「ハピネス」と言う。シャルロッテやリトとは仲がいい。
スキルは『フレッシュでんこ』→『繋がるハピネス！』。編成内のトリックスターのアクセス時に固定ダメージを与える。アクセスしたトリックスターがeco属性の場合は効果量が追加で増加する。
モデルはハピラインふくい521系電車。
2024年2月21日にハピラインふくい公認キャラクター及び「ふくいブランド大使」として登場が予告されていた。
宇都宮 らいか（うつのみや らいか）
タイプ：サポーター / 属性：heat / 誕生日：8月26日 / でんこカラー：黄 / イラスト：ベーコンパンケーキ
閃きが得意な直感型でんこ。好奇心旺盛で我が道を行くタイプ。しかし過去に倣うことが苦手で、現代の知識には疎い。好物は餃子で、雷のことを「らいさま」と呼ぶ。りんごやぼたんとは同郷で仲が良い。
スキルは『閃いちゃった！』→『らいさまみたいに……！』。一定時間、編成内のheatでんこの数が3体以上の場合は編成内のでんこが受けるダメージを固定値で軽減する。効果量はそのでんこがリンク中の駅の数（上限3駅）に応じて増加する。
モデルは宇都宮ライトレールHU300形電車「ライトライン」。
荒井 まやか（あらい まやか）
タイプ：ディフェンダー / 属性：cool / 誕生日：12月6日 / でんこカラー：黄
「月を見ると右目が疼く」と言い出すなど中二病気質のでんこ。水色の輪を持つ。実際は義理堅い性格なのだが、受けた恩を返したい思いが高まるあまり空回りしてしまうこともある。伊達政宗を尊敬している。よしのとは同郷で親しいが、彼女とは対照的に寒さが苦手。
スキルは『このご恩は必ずや……！』→『我が主に捧ぐ魔の華』。編成内全員がcool属性の場合は自身のDEFが増加する。また、前回のアクセスから12分以内にアクセスされてダメージを受けた際に自身のHPを回復するが、スキル習得時点でバッテリーが使用出来なくなってしまう。
モデルが仙台市交通局2000系電車のため、名字の荒井は兵庫県の同名駅との混同に注意。
山口 ゆづる（やまぐち ゆづる）
タイプ：サポーター / 属性：eco / 誕生日：11月25日 / でんこカラー：黄 / イラスト：ヨネベ
古風で控えめ、おしとやかな性格のでんこ。誰かを喜ばせることが好きで、イベントでは張り切っている。本人ははぐらかしているため真偽は不明だが、様々な伝説が語られる協会の有名人でもある。燃費はあまり良くなく、休憩を挟まないとバッテリー切れになってしまいやすい体質。みづほは同郷の友人。
スキルは『数多の伝説を持つでんこ』→『伝説に潜む真実の姿』。編成内全員がeco属性の場合、編成内でんこのタイプ数に応じて編成内のDEFが増加する。
モデルが国鉄D51形蒸気機関車200号機「SLやまぐち号」のため、名字の山口は愛知県の同名駅との混同に注意。
大三東 きっか（おおみさき きっか）
タイプ：ディフェンダー / 属性：heat / 誕生日：12月21日 / でんこカラー：黄
明るく海が好きなでんこ。面倒見は良いが、厄介事に巻き込まれやすい体質でいつも苦労している。そのため、「いつでも平和に過ごせるように」というお守りとして黄色いハンカチを携帯している。特技は子守歌を歌うこと。ちどりやみなもとは同郷で仲が良い。
スキルは『平和が一番っしょ♪』→『子守歌の調べ』。編成内のリンク中でんこの数（上限5体）に応じて自身のDEFが増加するほか、自身のリンク中は編成内全員のDEFが増加する。
モデルは島原鉄道キハ2500形気動車。
南小谷 れんげ（みなみおたり れんげ）
タイプ：トリックスター / 属性：eco / 誕生日：3月13日 / でんこカラー：緑 / イラスト：あき乃
「適応力の達人」を自称するでんこ。周囲が快適に過ごせるように努力しているが、思い付きで行動するため失敗することも多い。どんなに失敗しても諦めない自信家でもある。かなりの朝型で、夜になるとすぐに眠くなってしまうため夜更かしができない。メロやゆき、せつかとは支部時代からの付き合いであるほか、好きな食べ物はおやき。
スキルは『適応力の達人』→『諦めなければ失敗なし♪』。一定時間、リンク失敗時に相手の残りHPが50%以下の場合は同じ仮想ホームにもう一度アクセスする。後述するエステルとの違いは、条件を満たせば必ず発動して同じ仮想ホームに振り分けられること。
モデルはJR西日本キハ120形気動車300番台。
2024年7月5日に西日本旅客鉄道・長野県北安曇郡小谷村・新潟県糸魚川市の「大糸線PR公認キャラクター」として登場が予告されていた。
鶴舞 さとみ（つるまい さとみ）
タイプ：トリックスター / 属性：heat / 誕生日：3月7日 / でんこカラー：橙 / イラスト：黒城ろこ
伝説の大御所アイドルでんこ。既に引退済だったが、支部の危機を知って活動再開した。地元の活性化のためなら手段を選ばない。なのかは後輩。
スキルは『ふるさとの為ならば』→『忘れがたきふるさと』。編成内でんこがチェックインした地点と駅の距離が500m以内の場合発動し、15分間アクセスしたでんこに経験値を与える。
モデルは小湊鉄道キハ200形気動車。
2024年8月30日に小湊鉄道の公認キャラクターとして登場が予告されていた。
今井浜 マオ（いまいはま マオ）
タイプ：サポーター / 属性：cool / 誕生日：4月30日 / でんこカラー：黄 / イラスト：フ子
ハワイが好きなでんこ。天真爛漫で何事もポジティブに捉えるため、暗い雰囲気もすぐに明るくできる。ホヌのブローチを幸運のお守りにしていつも身に付けている。蓮台寺姉妹（特にナギサ）のことは実の姉のように慕っている。
スキルは『ポジティブ・ラッキーガール』→『いつか憧れのハワイへ！』。30分間編成内のcool属性でんこの数（上限5体）に応じて、編成内のcool属性でんこのDEFが増加する。ゆめののcool属性版のようなスキルだが、自身も効果の対象。
モデルは伊豆急行3000系電車「アロハ電車」。
2024年9月2日に伊豆急行の公認キャラクターとして登場が予告されていた。
土佐久礼 りょう（とさくれ りょう）
タイプ：トリックスター / 属性：cool / 誕生日：7月4日 / でんこカラー：桃 / イラスト：小森くづゆ
歴史と詩が好きなでんこ。幕末の偉人や豊かな自然を題材とした詩を詠むのが得意。郷土料理を作るのも好きだが、カツオのたたきのことを「舟上の夜明け」などといった独特な名前で呼んでいる。
スキルは『想いを綴る、無限の帆船』→『未来へ続く過去からの旅路』。編成内全員がcool属性の場合、自身と相手の編成の先頭車両のでんこのDEFが増加する。相手も強化してしまう点には注意。
モデルは国鉄キハ185系気動車「志国土佐 時代の夜明けのものがたり」。
桑川 ゆうり（くわがわ ゆうり）
タイプ：ディフェンダー / 属性：heat / 誕生日：10月5日 / でんこカラー：橙 / イラスト：ヨネベ
食への情熱と好奇心が強いお嬢様でんこ。食器やテーブルコーディネートのことも芸術と捉え、なほとは仲が良い。一方で雪が苦手で冬はすぐに帰りたがる。
スキルは『食材求めて三千里』→『美麗なる食卓』。一定時間、編成内全員がheat属性の場合は自身のDEFが増加する。自身にバッテリーを使用してから6分間は効果量が追加で増加する。
モデルはJR東日本HB-E300系気動車「海里」。
2024年11月21日に東日本旅客鉄道新潟支社公認の「キャンペーンPR大使」として登場が予告されていた。

#### 2025年実装
加太 こなた（かだ こなた）
タイプ：トリックスター / 属性：eco / 誕生日：7月13日 / でんこカラー：紫
甘え上手でお転婆なでんこ。一人称は「わらわ」で、古風な口調で喋る。信頼した相手は家族のように大切にしており、特にさやとは仲が良い。考古学にも興味があり、特にワカヤマソウリュウが好き。
スキルは『はじまりは此方より』→『縁結ぶは彼方まで』。スキル発動ボタンを押してから1時間後、編成内全員に経験値を与える。効果量は発動までに3回以上アクセスしていた駅属性の数に応じて追加で増加する。なお、スキル発動時に編成からこなたを外していても発動する。
モデルは南海2000系電車「めでたいでんしゃ かなた」。
倉敷 れお（くらしき れお）
タイプ：サポーター / 属性：heat / 誕生日：7月22日 / でんこカラー：桃 / イラスト：杜いふい
サッカーや柔道といったスポーツが好きなでんこ。面倒見が良く吉備団子を配ることも多いが、気を抜くと全身が黄色い服になってしまうほどの黄色好き。まりかは同じ支部出身の先輩で尊敬している。
スキルは『きびだんごでお友達☆』→『譲れない黄色愛』。アクセスした駅の天気が晴れの場合、自身を除く編成内のheat属性のでんこ（上限4体）に応じて、自身以外の編成内全員のATKが増加する。
モデルはJR西日本227系500番台電車「Urara」。
日暮里 ハルカゼ（にっぽり ハルカゼ）
タイプ：アタッカー / 属性：cool / 誕生日：5月10日 / でんこカラー：桃 / イラスト：フ子
無口で無表情なでんこ。しかし実際は不器用でコミュニケーションが苦手な性格。誰かの役に立ちたいあまり、全力を尽くし過ぎてしまうことが多い。花を育てるのが好き。
スキルは『不器用オーバーワーク』→『見つけた感情』。一定時間自身のATKが増加するが、リンクに失敗すると15%の確率でリブートしてスキルが強制終了してしまう。
モデルは東京都交通局320形電車。
有田 いまり（ありた いまり）
タイプ：トリックスター / 属性：eco / 誕生日：1月6日 / でんこカラー：紫 / イラスト：すけぢ
コインを持った勝負好きのでんこ。フットワークが軽く好きなものには全力投球で挑み、些細なことにまで勝負を挑むため負ける方が多い。センスが古いが指摘されると「古いんじゃなくてレトロ」と怒る。シズは同郷の友人で、ファッションを見せ合う仲。好きな方角は西。
スキルは『一か八か☆どーんと行ってみよう！』→『大当たり！大フィーバー☆』。15分間先頭車両のでんこがアクセスされてリブートしなかった時、被ダメージが奇数の場合はリンク駅数に応じてスコアを獲得する。しかし偶数の場合は強制的にリブートさせ、リブート時のスコアが0になってしまう。一度発動したら12時間のクールタイムに入り、うららのスキルは対象外。
モデルは松浦鉄道MR-500形気動車「レトロン号」。
福神 あおね（ふくがみ あおね）
タイプ：サポーター / 属性：cool / 誕生日：9月10日 / でんこカラー：青 / イラスト：小森くづゆ
淑女を目指しているでんこ。音楽が好きで、上品な言動や行動を心掛けている。しかし実際はららの料理を食べ過ぎてしまったり写真を取るのが下手だったりと抜けた点もある。わかなに憧れており、いつも彼女を遠くから観察している。
スキルは『淑女を目指して』→『青い音を響かせて……』。一定時間、編成内全員がcool属性の場合は編成内全員のATKが増加する。効果時間内に与えた合計ダメージ（上限はスキルレベルに応じて上昇）に応じて、ATKが追加で増加する。ちどりのcool属性版のようなスキル。
モデルは近鉄16200系電車「青の交響曲」。
鬼怒川 にいな（きぬがわ にいな）
タイプ：サポーター / 属性：heat / 誕生日：7月15日 / でんこカラー：橙 / イラスト：ヨネベ
猫耳と猫尻尾を付けたメイドでんこ。完璧なメイドとして振る舞っているが、悪女を自称している（一人称も「私」から「ぼく」に変わる）。しかし実際にはいまいち悪くないことばかりしており、結局人の役に立ってしまう。
スキルは『秘密のメイドさん』→『レッツ！エンジョイ！悪活！』。一定時間編成内全員がheat属性の場合は自身以外の被アクセス時にDEFが増加し、自身以外のアクセス時に相手のDEFが減少する。
モデルは東武N100系電車「スペーシアX」。
土合 もくり（どあい もくり）
タイプ：トリックスター / 属性：eco / 誕生日：10月2日 / でんこカラー：緑 / イラスト：杜いふい
臆病で引っ込み思案なでんこ。神出鬼没だが恥ずかしがり屋のため、事あるごとに暗くて狭い場所に入りたがる。無自覚の霊感を持っており、イマジナリーフレンドの「たまこ」と話していることも多い。
スキルは『たまこは大親友』→『見えても見えなくても。』。その日のアクセス駅数（上限20駅）に応じてアクセスしたでんこに経験値を与えるほか、アクセスした駅の天気が曇りの場合は編成内全員に経験値を与える。
モデルはJR東日本E257系5500番台電車「谷川もぐら・谷川岳ループ」「谷川岳山開き」。
東田坂上 ほなみ（あずまださかうえ ほなみ）
タイプ：サポーター / 属性：cool / 誕生日：12月19日 / でんこカラー：青 / イラスト：うらたあさお
正義感が強く、常に気を配っているでんこ。情報収集が得意で満足度向上のためにアンケートをよく行っている。花火の鑑賞が好きだが祭り好きだった支部では事務処理に振り回されることが多かったらしく、派手な電飾やパーティーが苦手。生真面目で融通が利かないため、想定外のアクシデントが発生すると慌ててしまう。
スキルは『満足度100%を目指して』→『一瞬を彩る光の華』。編成内にcool属性とeco属性のでんこのみがいる場合、cool属性のでんこのリンク中もしくはeco属性のでんこのリンク中は編成内全員のDEFが増加する。cool属性とeco属性のでんこが同時にリンクしている場合は効果が重複する。
モデルは豊橋鉄道T1000形電車「ほっトラム」。

### スペシャルでんこ
コラボイベントでさまざまなキャラクターがスペシャルでんことして収録されている。なお、スキル発動中のぷよぷよ・スパイ教室コラボでんこを除き、全員がflat属性である。また、誕生日が設定されていない（原作に誕生日が設定されていても同様）。加えて、車両基地では原則フルネーム表記となる。
Our Railsでは長らくコラボイベントが開催されなかったため入手不可能だったが、2020年10月に初のコラボイベントとして『ゾンビランドサガ』とのコラボイベントが開催され、スペシャルでんこ7体が入手可能となった。それ以降に開催・復刻されたでんこも順次入手できるようになっている。
作品のでんこ全員が共通するスキルを持っているケースがある。

#### アクティヴレイド
おでかけカメラリリース前に実装されたでんこであるため、アプリ版と連携していても使用不可能。
Liko
タイプ：アタッカー / でんこカラー：橙
表情差分は実装されていない。
スキルは『汎用支援ソフトウェア』→『今日は何を調べるのかな♪』。一定時間相手のアクセス回数が自分より多いほどATKが増加する。リオナと同様のスキルだが、こちらは効果時間が長い代わりにクールタイムも長い。
イベント専用でんこのため、イベント終了後は使用不可となるが、イベント期間中に条件を満たすと正式に加入する。
吉祥寺 れいこ（きちじょうじ れいこ）
タイプ：ディフェンダー / でんこカラー：赤
同作に登場する機動強襲指揮車両の擬人化のため、厳密には「アクティヴレイド」のキャラクターではなく当ゲームのオリジナルキャラクターである。ゲーム内では「れいこ」表記。
スキルは『アクティヴレイド』→『私は絶対に折れない！』。一定時間相手のAPが自身より高いとDEFが増加する。ベアトリスとの違いは、こちらは発動時間には劣るがクールタイムは短いこと。

#### ハッカドール
共通点として、全員がトリックスターであるほか、ゲーム内では「ハッカ○号」表記となる。また、ハッカ0号以外は既存のオリジナルでんこと似たようなスキルを持ち、スキル名もそのオマージュとなっている。
ハッカドール0号
タイプ：トリックスター / でんこカラー：赤 / イラスト：フ子
スキルは『トリックキラー』→『全員そこに正座しろ！』。一定時間アクセス時と被アクセス時に相手がトリックスターだった場合、ATKとDEFが増加する。
ハッカドール1号
タイプ：トリックスター / でんこカラー：緑 / イラスト：フ子
スキルは『捗り出力向上』→『めちゃくちゃ捗ってます！』。一定時間アクセスした駅数（最大50駅）に応じてATKが増加する。コタンのスキルと同様の効果だが、こちらは時間制限がある代わり効果量が多くなっている。
ハッカドール2号
タイプ：トリックスター / でんこカラー：桃 / イラスト：フ子
スキルは『柔連壁』→『わたしの防御は堅いわよ♪』。一定時間編成内のトリックスターの数が多いほどDEFが増加する。いずなとスキルの効果が似ているがこちらは時間制。
ハッカドール3号
タイプ：トリックスター / でんこカラー：青 / イラスト：フ子
初の男性（男の娘）でんこである。
スキルは『ハッカデリバリー』→『ボクの代わりにがんばってくれ』。一定時間ハッカドール3号が獲得した経験値の一部を先頭車両（ハッカ3号が先頭の場合は2両目）に分け与える。にころのスキルと同様の効果だが、こちらは時間制限が存在する代わりに譲渡する経験値が多い。
ハッカドール4号
タイプ：トリックスター / でんこカラー：黄 / イラスト：フ子
スキルは『ハイエナジーダッシュ』→『4号はダテじゃない！』。一定時間その日移動した距離（上限100km）に応じてATKが増加する。さいかのスキルとの違いは、時間制限がある代わりに効果量が多いが、100km以上の緩やかなATK増加がないこと。

#### ピアプロキャラクターズ
初音ミク
タイプ：サポーター / でんこカラー：桃
V4Xの姿で登場。
スキルは『電子の歌姫』→『全駅LIVE TOUR』。39分間3両目のでんこのATKとDEFが増加する。先頭車両だと効果が得られないため、編成の順番に注意（カノンやスピカとは重ね掛け出来ない）。
スペシャルでんこ初の「フィルム」が用意され、さらに全でんこの中で初めてフィルムによってポーズが変わる非常に特殊なでんことなっている。
2016年12月12日の実装時から2021年9月27日までは「初音ミク」という独立したカテゴリだったが、翌28日付けでカテゴリが「ピアプロキャラクターズ」に改められたほか、ゲーム内での名前表記も「ミク」からフルネームの「初音ミク」へと変更された。また、2021年10月21日にはスキルの上方修正が行われた（以前は効果時間が最高30分、効果量も最高+9%と低かった）。
鏡音リン
タイプ：サポーター / でんこカラー：橙
スキルは『フォルティッシモ・ヴォーチェ』→『世界を鼓舞する歌』。リンよりも後ろに編成されているでんこのATKが増加する。自身が最後尾の場合意味がないため注意。
巡音ルカ
タイプ：トリックスター / でんこカラー：桃
スキルは『巡る音と、流れる歌』→『七色の声』。編成内のでんこがアクセスされリブートした時、一定確率でアクセスされた駅以外で最も長いリンク時間の駅を1両後ろのでんこ（リブートしたでんこが最後尾の場合は先頭車両）に受け渡すことがある。ルカのみ編成されている場合は発動しないほか、譲渡先でんこのレベルが自身より高い場合は発動できない。にちなと似たような効果だがでんこの位置によって譲渡先が変わることに加え、時間制限がない代わりに発動率が低く設定されている。
MEIKO
タイプ：トリックスター / でんこカラー：赤
スキルは『ダイナミック・M・ソング』→『歌声に乗せる情熱』。複数駅にリンク中のでんこのDEFが増加し、アクセス時に経験値を与える。

#### SHOW BY ROCK!!
プラズマジカでんこ（シアン～モア）の共通点として、本人を含む全てのタイプのでんこを編成すれば、編成内全員のATKとDEFが+2.5%ずつ増加する。
シアン
タイプ：ディフェンダー / でんこカラー：青 / イラスト：フ子
スキルは『ストロベリーバリアにゃ』→『すっごくストロベリーぷるぷる』。アクセスされてHPが99%以下になった際に、一定確率で自身のHPを回復することがある。また、本人を含む全てのタイプのでんこを編成すれば、編成内のでんこのATKとDEFが増加する。
チュチュ
タイプ：アタッカー / でんこカラー：紫 / イラスト：フ子
スキルは『ちゅちゅっとチューニング』→『トップスターになりますわ！』。相手の現在HPが自分の現在HPより高いほどATKが増加することがある。また、本人を含む全てのタイプのでんこを編成すれば、編成内のでんこのATKとDEFが増加する。前者の効果はメイと対をなしている。
レトリー
タイプ：サポーター / でんこカラー：橙 / イラスト：フ子
スキルは『ボクと彼女の絶対領域』→『ボクと彼女のゴールイン』。ディフェンダーがアクセスされた際にカウンターすることがある。また、本人を含む全てのタイプのでんこを編成すれば、編成内のでんこのATKとDEFが増加する。
モア
タイプ：トリックスター / でんこカラー：桃 / イラスト：フ子
スキルは『ぴゅるぴゅるコスモ』。HPが2以上ある場合、一定確率でHPがゼロになるダメージを受けても残りHP1で生き残ることがある。また、本人を含む全てのタイプのでんこを編成すれば、編成内のでんこのATKとDEFが増加する。前者はいちほのスキルと同様の効果。
アイレーン
タイプ：トリックスター / でんこカラー：赤 / イラスト：フ子
スキルは『みんな地獄に落としてやるのだ』→『闇のお兄ちゃま因果律令法則』。編成内でんこのスキル発動時間を0にすることがある。自身の編成全体のスキルを強制終了させる点に注意。うららと同様、成否に関係なく一度発動するとクールタイムに入る。効果時間を変更できないスキル（フレームアームズ・ガールでんこやウシオなど）は強制終了不可。
2017年3月17日から2017年3月30日まで開催されたキャンペーン「東京駅でアイレーンをGETしよう！」にて、東京駅にチェックインするミッションの報酬として入手可能。スペシャルでんこガチャでの入手やスカウトチケットの使用は不可能となっているが、1体しか入手できないためグレードアップチケットは使用できる。
ロージア
タイプ：アタッカー / でんこカラー：桃 / イラスト：フ子
スキルは『きゅんきゅんビ〜ム♡』→『Yes!JCトレインしゅっぱつしんこー♡』。一定時間、相手のHPが99%以下の場合は2回攻撃する。
ツキノ
タイプ：サポーター / でんこカラー：青 / イラスト：フ子
スキルは『栄養補給は大事なの♪』→『電車でおなかいっぱいになりたいの♪』。一定時間、編成内のでんこのHPが99%以下の時、アクセス駅数（最大70駅）に応じてHPを回復する。うららのスキルは対象外。
ダル太夫 （ダルだゆう）
タイプ：ディフェンダー / でんこカラー：紫 / イラスト：フ子
スキルは『ダルマ装着でありんす』→『ぶらり途中下車でありんす』。5分間無敵状態となる（HPを0にするスキルおよびフットバースも無効）。うららのスキル、タイムポンカチで回復ができる上、スキル発動中のダル太夫にダメージを与えられるでんこはオリジナルでんこには存在せず、スペシャルでんこであるガッツ星人、マテリア シロ、有馬楓花およびIKS.gearのチイのみ。
まりまり
タイプ：トリックスター / でんこカラー：赤 / イラスト：フ子
スキルは『これぞ妖怪ライブたい！』→『ちかっぱ妖怪電車で出発たい！』。HPが0になった時、1度だけ攻撃された駅以外のリンクを手放さずに継続する。うららのスキルは対象外。

#### フレームアームズ・ガール
でんこ全員のスキルの共通点として、効果時間の変更が不可で、効果終了時に強制的にリブートする。
轟雷（ごうらい）
タイプ：ディフェンダー / でんこカラー：緑
フィルムとして「轟雷・改」と「若葉女子高校制服な轟雷」が実装されている。
スキルは『アサルトアタック』→『絶対に勝ちます！』。1時間の間ATKとDEFが増加する代わりにバッテリーが使えなくなる。効果時間は変更できず、効果終了時に強制的にリブートする。
スティレット
タイプ：アタッカー / でんこカラー：青
スキルは『ハイスピードアクセス』→『負ける準備はできた？』。30分間ATKが減少する代わりに複数回（最大4回）攻撃できることがある。効果時間は変更できず、効果終了時に強制的にリブートする。
バーゼラルド
タイプ：トリックスター / でんこカラー：黄
スキルは『オールウェポンシステム』→『フルバーストモード』。一定時間相手のHPを0にすることがある。「残りHP1で生き残ることができる」スキル（いちほ、モアのスキル）も無効化可能。効果時間は変更できず、効果終了時に強制的にリブートする。
迅雷（じんらい）
タイプ：トリックスター / でんこカラー：赤
スキルは『分身戦法』→『疾風迅雷』。30分間ATKが増加し、防衛側でんこのスキルを一部無効化する。効果時間は変更できず、効果終了時に強制的にリブートする。
マテリア シロ
タイプ：アタッカー / でんこカラー：桃
スキルは『ブレイドダンス』→『私と踊りましょう♪』。2時間の間アクセス時に相手がディフェンダーの場合、自身のATKが増加し相手のスキルを一部無効化する。効果時間は変更できず、効果終了時に強制的にリブートする。
マテリア クロ
タイプ：ディフェンダー / でんこカラー：紫
スキルは『ウェポンブレイク』→『私に当てられるかしら？』。2時間の間被アクセス時に相手がアタッカーの場合、DEFが増加し相手のスキルを一部無効化する。効果時間は変更できず、効果終了時に強制的にリブートする。
アーキテクト
タイプ：トリックスター / でんこカラー：青
スキルは『データアナライズ』→『戦況分析…完了』。一定時間、フレームアームズ・ガールでんこのスキルがランダムに発動する。効果時間は変更できず、効果終了時に強制的にリブートする。なお、タイムラインでのスキル名表記は、スキルレベル6までは「データアナライズ Lv.（レベル数）『（対象スキルのキャラクター名）』」に、スキルレベル7の場合は「『（対象スキルのキャラクター名）』分析…完了」に変化する。また、イノセンティアのスキルは実装時期の都合上対象外。
フレズヴェルク
タイプ：アタッカー / でんこカラー：橙
フィルムとして「フレズヴェルク・アーテル」が実装されている。
スキルは『T・T・Cスラッシュ』→『ベリルスマッシュ』。30分間アクセス時に追加で軽減不能なダメージを与える。効果時間は変更できず、効果終了時に強制的にリブートする。
イノセンティア
タイプ：ディフェンダー / でんこカラー：赤
デザインは映画版のもの。
スキルは『デュアル・システム』→『私と遊ぼうよ♪』。1時間の間アクセス時に軽減不能なダメージを追加で与え、受けるダメージを固定値で軽減するが、代わりにバッテリーが使えなくなる。効果時間は変更できず、効果終了時に強制的にリブートする。

#### 地下鉄に乗るっ
でんこ全員のスキルの共通点として、路線名に「地下鉄」が付く駅にリンクしているとスキルが発動する。ただし、東京メトロ・都営地下鉄・Osaka Metro（大阪市営地下鉄時代の2018年4月の定期修正までは有効であった）の路線は、ゲーム内で登録されている路線名に「地下鉄」が入っていない（「東京メトロ○○線」・「都営○○線」・「Osaka Metro○○線」名義）ため無効。2024年現在、廃線・廃駅に対象駅がない。また、つかさ以外は特定の時間帯のみスキルが発動する。
太秦 萌（うずまさ もえ）
タイプ：トリックスター / でんこカラー：青 / イラスト：賀茂川
スキルは『サブウェイ・デイズ』→『地下鉄なら私にまかせてっ』。5:27（京都市営地下鉄烏丸線京都駅の始発時刻）〜23:00の間、編成内のでんこが路線名に「地下鉄」が付く路線にアクセスされた場合、追加でスコアを獲得する。
松賀 咲（まつが さき）
タイプ：アタッカー / でんこカラー：黄 / イラスト：賀茂川
スキルは『サブウェイ・ランカー』→『まだまだ走るでっ』。5:27〜23:00の間、路線名に「地下鉄」が付く駅にリンクしていた場合、駅数（最大5駅）に応じてATKが増加することがある。
小野 ミサ（おの ミサ）
タイプ：ディフェンダー / でんこカラー：桃 / イラスト：賀茂川
スキルは『サブウェイ・ウォッチャー』→『この駅はウチが守るっ』。5:27〜23:00の間、路線名に「地下鉄」が付く駅にリンクしていた場合、駅数（最大5駅）に応じてDEFが増加することがある。
太秦 麗（うずまさ れい）
タイプ：トリックスター / でんこカラー：青 / イラスト：賀茂川
スキルは『フライデーナイト・ピクニック』→『金曜夜のシンデレラ』。金曜日の17:00〜土曜日の00:47（京都市営地下鉄東西線石田駅の終電時刻）の間、編成内のでんこが路線名に「地下鉄」が付く路線にアクセスされた場合、追加でスコアを獲得する。
烏丸 ミユ（からすま ミユ）
タイプ：トリックスター / でんこカラー：紫 / イラスト：賀茂川
スキルは『ミュージアム・デイズ』→『謎の巫女はマンガがお好き』。水曜以外の10:00〜18:00の間（京都国際マンガミュージアムの開館時間）、路線名に「地下鉄」が含まれている駅にリンクしていると、ATKとDEFが増加する。
京乃 つかさ（きょうの つかさ）
タイプ：サポーター / でんこカラー：青 / イラスト：賀茂川
スキルは『エブリデイ・シャッターチャンス』。編成内のでんこが路線名に「地下鉄」が含まれている駅にアクセス・被アクセスした際はATKとDEFが増加する。
伊勢 京香（いせ きょうか）
タイプ：トリックスター / でんこカラー：桃 / イラスト：賀茂川
スキルは『フレンドリー・バイヤー』。10:00〜23:00（ジェイアール京都伊勢丹の営業時間）の間に自身がアクセスすると、自身がリンク中の路線名に「地下鉄」が含まれている駅の数（最大3駅）に応じて編成内全員に経験値を与える。

#### スクールガールストライカーズ
共通点として、所定の位置に編成することで編成内全員のATKとDEFが増加する。また、ゲーム内では名前が表記される。
美山 椿芽（みやま つばめ）
タイプ：アタッカー / でんこカラー：桃 / イラスト：フ子
スキルは『スワロー・ノヴァ』→『立ちふさがるなら容赦しません！』。発動中のスキルの数に応じて自身のATKが増加することがある。また、自身が2両目に編成されている場合、編成内の全てのでんこのATKとDEFが増加する。前者の効果はつむぎと対をなしている。
澄原 サトカ（すみはら サトカ）
タイプ：ディフェンダー / でんこカラー：緑 / イラスト：フ子
スキルは『星霜の裁き』→『お腹すくまでに終わらすです』。アクセスした駅数に応じて（最大50駅）被ダメージを軽減する。また、自身が3両目以降に編成されている場合、編成内の全てのでんこのATKとDEFが増加する。前者の効果はコタンの防御版に近い。
夜木沼 伊緒（やぎぬま いお）
タイプ：アタッカー / でんこカラー：黄 / イラスト：フ子
スキルは『ハイド・インフェルノ』→『終わりにしよう』。アクセス時に追加で軽減不能なダメージを与える。また、自身が1両目に編成されている場合、編成内の全てのでんこのATKとDEFが増加する。
沙島 悠水（さじま ゆうみ）
タイプ：トリックスター / でんこカラー：青 / イラスト：フ子
スキルは『クレセントムーン』→『ばかめ！そっちは残像だっ！』。自身の受けるダメージを0にすることがある。また、自身が3両目以降に編成されている場合、編成内の全てのでんこのATKとDEFが増加する。前者の効果はるると同様。
菜森 まな（なもり まな）
タイプ：サポーター / でんこカラー：紫 / イラスト：フ子
スキルは『ロリポップキャノン』→『どかーんといくよっ！』。先頭車両(まなが先頭の場合は2両目)のATKが増加することがある。また、自身が3両目以降に編成されている場合、編成内の全てのでんこのATKとDEFが増加する。前者の効果はスピカの攻撃版に近い。

#### 鉄道むすめ
ゲーム内では名前が表記される。
立石 あやめ（たていし あやめ）
タイプ：トリックスター / でんこカラー：青 / イラスト：みぶなつき
スキルは『つなげて！全国鉄道むすめ巡り』→『近くの駅の情報をお伝えします！』。一定時間、編成内全員のレーダーの探知駅数が10駅増加する。なつめとも併用可能だが、最大値は増加しない。
城崎 このり（きのさき このり）
タイプ：トリックスター / でんこカラー：黄 / イラスト：JSK
『鉄道むすめ』および西日本旅客鉄道（JR西日本）とのコラボレーションで登場。
スキルは『外湯めぐり』→『しあわせを招く湯』。駅名に「温泉」または「湯」が含まれている駅にアクセスした時、スコアを獲得することがある。
黒潮 しらら（くろしお しらら）
タイプ：トリックスター / でんこカラー：青 / イラスト：JSK
『鉄道むすめ』およびJR西日本とのコラボレーションで登場。
スキルは『パンダのシッポは何色か？』→『パンダ愛は誰にも負けず』。駅名に「白」または「黒」が含まれている駅にアクセスした時、スコアを獲得する。

#### レキシトコネクト
基本的に『レキコネ』側と似たような効果のスキルが多いが、一部は差し替えられていることもある。また、ゲーム内では名前（ペルリのみ名字）が表記される。
原作のコスチュームやアクセサリが本作でもラッピングやアクセサリーとして実装されている。
織田 あずみ（おだ あずみ）
タイプ：アタッカー / でんこカラー：赤 / イラスト：薫る石
スキルは『我流三段撃ち』→『神采英抜』。一定確率で3回アクセスできることがある。
蘆名 うみ（あしな うみ）
タイプ：サポーター / でんこカラー：緑 / イラスト：MAMI
スキルは『完全無欠ソリューション』→『千法百計』。一定時間編成内のでんこのタイプ数に応じて、編成内のATKとDEFが増加する。
松前 きらり（まつまえ きらり）
タイプ：ディフェンダー / でんこカラー：青 / イラスト：ヨネベ
スキルは『雪将倒れず』→『雪魄氷姿』。一定時間、自身のHPが50%以下になった際、全回復することがある。
マーティア・ペルリ
タイプ：トリックスター / でんこカラー：黄
スキルは『恐怖に勝る説得は無し』→『斬鉄截釘』。一定時間、アクセス時に相手がトリックスターの場合、自身のATKが増加し相手のスキルを一部無効化する。ミナトとの違いは、こちらはATK増加がある代わりにペルリ自身のアクセスのみが対象となること。
毛利 かほ（もうり かほ）
タイプ：サポーター / でんこカラー：緑 / イラスト：MAMI
スキルは『三矢の教え(物理)』→『一日一力一心』。自編成のでんこが3体同時にリンクで発動。一定時間、軽減不能なダメージを追加で与える。みなもとの違いは自分がリンクしなくてもいいこと。同時併用も可能。
黒田 みなゆき（くろだ みなゆき）
タイプ：ディフェンダー / でんこカラー：青
スキルは『ぜんぶあたしの思うまま♡』→『放縦恣横』。誰もリンクしていないホームにアクセスすると発動。一定時間DEFが増加する。
松永 みや（まつなが みや）
タイプ：トリックスター / でんこカラー：紫 / イラスト：薫る石
スキルは『猫なんて被ってニャいもん』→『叛服不常』。自身がアクセスされると発動。一定時間、リブートした場合もしなかった場合もカウンターすることがある。カウンターの発動率はダメージを受ける度に増加する(上限20回)。
羽柴 てんま（はしば てんま）
タイプ：トリックスター / でんこカラー：紫 / イラスト：薫る石
スキルは『人との絆で大出世！』→『金甌無欠』。自身がアクセスした時に経験値を獲得することがある。編成内のでんこがアクセスした時も、少し経験値を獲得することがある。
徳川 ふみか（とくがわ ふみか）
タイプ：ディフェンダー / でんこカラー：青 / イラスト：薫る石
スキルは『耐えるも待つも未来のため』→『神色泰然』。編成するだけで自身のDEFが増加する。自身が1両目の場合、編成内全てのでんこのDEFが増加する。
尚 ひらら（しょう ひらら）
タイプ：ディフェンダー / でんこカラー：黄
スキルは『いつでもよんなーライフ』→『行雲流水』。一定時間、自身がリンクしている駅の内最も長いリンク時間に応じてDEFが増加する。効果時間は変更できず、効果終了時に強制的にリブートする。
上杉 りん（うえすぎ りん）
タイプ：アタッカー / でんこカラー：赤 / イラスト：薫る石
スキルは『剣に一片の曇り無し』→『光風霽月』。一定時間、自身のDEFが減少する代わりにATKが増加する。
千 りくう（せん りくう）
タイプ：ディフェンダー / でんこカラー：黄
スキルは『その道に入らむ』→『即天去私』。一定時間、先頭車両（りくうが先頭の場合は2両目）のDEFが増加する。
風魔 みかげ（ふうま みかげ）
タイプ：トリックスター / でんこカラー：紫
スキルは『最強魔王が施してあげる！』→『気炎万丈』。一定時間、編成内のでんこが誰かがリンクしている駅にアクセスした時、アクセスしたでんこに経験値を与える。フットバース使用時は発動しない。ミユとの違いは、分配量はみかげが多い代わりに移動距離に応じた追加付与がなく、時間制限があること。
今川 じゅり（いまがわ じゅり）
タイプ：サポーター / でんこカラー：桃
スキルは『この日この時が世界のすべて！』→『光陰流水』。一定時間、自身と編成内のトリックスターのDEFが増加する。
明智 あまみ（あけち あまみ）
タイプ：ディフェンダー / でんこカラー：青 / イラスト：薫る石
スキルは『鳴かぬなら泣かせて』→『五十五年の夢』。リンク時に発動。自身がリンクしている駅の数(最大10駅)に応じて、編成内のアタッカーのDEFが増加する。
本多 かのあ（ほんた かのあ）
タイプ：アタッカー / でんこカラー：黄
スキルは『やっちゃえ！名槍蜻蛉切』→『古今独歩』。誰かがリンクしている駅にアクセスしてリンクした時発動。一定時間、編成内の全てのでんこが受けるダメージ(固定ダメージ除く)を0にすることがある。フットバースでリンクした場合は発動しない。
伊達 みずき（だて みずき）
タイプ：アタッカー / でんこカラー：青
スキルは『独眼竜剣技』→『飛竜乗雲』。一定時間、アクセス時に自身のAPに等しい軽減不能なダメージを追加で与えることがある。
竹中 りり（たけなか りり）
タイプ：トリックスター / でんこカラー：黄 / イラスト：MAMI
スキルは『華麗なる軍略』→『権謀奇変』。一定時間、編成内のでんこがアクセスされてリブートした際、一定確率でリブートしたでんこが獲得した経験値の一部をリブートしたでんこを除く編成内のでんこに分配することがある。
服部 しの（はっとり しの）
タイプ：トリックスター / でんこカラー：赤
スキルは『待ち伏せの術』→『堅忍果決』。誰もリンクしていないホームにアクセスすると発動し、一定時間アクセスされた際にカウンターする。リブートした場合は発動しない。
長宗我部 ひめの（ちょうそかべ ひめの）
タイプ：サポーター / でんこカラー：緑 / イラスト：MAMI
スキルは『一芸熟達リカバー』→『一芸一能』。一定時間ひめの自身を除くHPが99%以下のでんこが誰かがリンクしている駅にアクセスした際に、そのでんこのHPを回復させる。
加藤 ゆうひ（かとう ゆうひ）
タイプ：アタッカー / でんこカラー：赤 / イラスト：薫る石
スキルは『ゆうひのガチンコ虎退治』→『竜驤虎視』。一定時間アクセス毎にHPを70消費してATKが増加するが、バッテリーが使えなくなる。HPが消費HP以下の時は発動しない。
葛飾 なほし（かつしか なほし）
タイプ：トリックスター / でんこカラー：黄
スキルは『寝食惜しんで絵を描きたいっ』→『画竜点睛』。一定時間編成内のflat属性のでんこが相手のいる駅にアクセスしてリンクした際に、相手に与えたダメージに応じて一定確率でアクセスしたでんこに経験値とスコアを与える。
真田 ゆきな（さなだ ゆきな）
タイプ：トリックスター / でんこカラー：桃
スキルは『揺るがぬ忠義』→『不惜身命』。一定時間編成内でんこのATKがランダムに増減する。
島津 ひばな（しまづ ひばな）
タイプ：トリックスター / でんこカラー：赤
スキルは『やる気と眠気』→『勇武英略』。1時間の間編成内flat属性でんこのリンクボーナスが増加する。たすく・リンファと異なり時間制限があるが、他属性でんこを混ぜても発動する。
斎藤 らみあ（さいとう らみあ）
タイプ：サポーター / でんこカラー：紫
スキルは『花を弄すれば香り衣に満つ』→『権謀術数』。相手がアタッカーかトリックスターなら編成内全員のDEFが、ディフェンダーかサポーターなら編成内全員のATKが増加する。
直江 まりあ（なおえ まりあ）
タイプ：トリックスター / でんこカラー：緑
スキルは『お注射しましょうか♪︎』→『天地和合』。一定時間編成内のflat属性でんこのATKが増加するが、flat属性でんこのリンク時に20%の確率でリブートさせてしまう。
井伊 みとら（いい みとら）
タイプ：トリックスター / でんこカラー：緑
スキルは『冷静なる眼識』→『乱世一輪』。編成内の属性が3つ以上の時、自身以外のでんこのリンク解除時に駅数に応じて経験値を与える。
勝 ななみ（かつ ななみ）
タイプ：サポーター / でんこカラー：緑
スキルは『マスターちゃんの教育係』→『あなたの成長を見守りたい♪』。1時間の間編成内サポーターのATKが増加し、リンク時に経験値を付与する。
平賀 えれき（ひらが えれき）
タイプ：アタッカー / でんこカラー：紫
スキルは『エレキテル・インベンター』→『唯一無二の発明家』。1時間の間自身のATKとリンクボーナスが増加する。また、10%の確率でATKが追加で増加する。
北条 れいか（ほうじょう れいか）
タイプ：サポーター / でんこカラー：青
スキルは『大和撫子のかがみ』→『ときには厳しく参ります！』。1時間の間『レキシトコネクト』シリーズのでんこのATKとDEFが増加する。
石川 からん（いしかわ からん）
タイプ：トリックスター / でんこカラー：紫
スキルは『オレ様のお通りだ！』→『世界一の大泥棒！』。15分間自身がリンクに成功した際、相手の獲得スコアのうち一定割合を獲得する。フットバース使用時は発動しない。マツカのスコア版のようなスキル。
松尾 あおば（まつお あおば）
タイプ：サポーター / でんこカラー：緑
スキルは『ここで一句』→『不易流行』。1時間の間、編成内にflatでんこが4体以上いる場合は編成内全員のATKが増加する。
坂本 りゅうな（さかもと りゅうな）
タイプ：トリックスター / でんこカラー：紫
スキルは『夢見るフロントランナー』→『自分だけの先見の明』。編成内のflat属性のアタッカーがアクセスした際に獲得できるスコアが増加する。スキルや新駅ボーナスで獲得できるスコアも対象。

#### ぷよぷよ
共通点として、スキル発動中は属性が変化し、編成内にいるその属性のでんこが相手編成にいる弱点属性のでんこよりも多いほどステータスが増加するスキルを持つ。このため、相手の弱点属性でんこの方が多いとこちらが弱体化してしまうため注意。また、他のでんことは異なりスキル名は各レベルで変化する。
アルル・ナジャ
タイプ：トリックスター / 属性：flat⇔cool / でんこカラー：青
ゲーム内では「アルル」表記。
スキルは『えいっ』→『ファイヤー』→『アイスストーム』→『ダイヤキュート』→『ブレインダムド』→『じゅげむ』→『ばよえ〜ん』。30分間自身の属性をcoolに変更し、自身の編成のcool属性でんこと相手の編成のeco属性でんこの数の差に応じてcool属性でんこのATK・DEFが増加する。
アミティ
タイプ：トリックスター / 属性：flat⇔heat / でんこカラー：桃
スキルは『せーの』→『アクセル』→『フレイム』→『ブリザード』→『ライトニングボルト』→『フェアリーフェア』→『ばっよえ〜ん』。15分間自身の属性をheatに変更し、自身の編成のheat属性でんこと相手の編成のcool属性でんこの数の差に応じてheat属性でんこのATKが増加する。
あんどうりんご
タイプ：トリックスター / 属性：flat⇔eco / でんこカラー：赤
ゲーム内では「りんご」表記（鹿沼りんごと同じ表記となる）。
スキルは『"ビビッ"てきた』→『にゃははははー』→『サイン』→『コサイン』→『タンジェント』→『インテグラル』→『パーミテーション』。1時間30分間自身の属性をecoに変更し、自身の編成のeco属性でんこと相手の編成のheat属性でんこの数の差に応じてeco属性でんこのDEFが増加する。

#### 怪獣娘 / 怪獣娘（黒）
ブラック指令からノーバまでの4人は『怪獣娘（黒）』とのコラボレーションで登場。
アギラ
タイプ：ディフェンダー / でんこカラー：橙
スキルは『ソウルライド・アギラ！』→『ダイノダッシュ！』。相手がアタッカーであればスキルを無効化する。また、編成内にflat属性のでんこが4人以上いれば、flat属性でんこのATKとDEFが増加する。
ガッツ星人
タイプ：アタッカー / でんこカラー：青
スキルは『ソウルライド・ガッツ星人！』→『ドッぺルゲンガー』。相手がディフェンダーであればスキルを無効化する。また、編成内にflat属性のでんこが4人以上いれば、flat属性でんこのATKとDEFが増加する。
ノイズラー
タイプ：ディフェンダー / でんこカラー：紫
スキルは『ソウルライド・ノイズラー！』。flat属性のでんこを4体以上編成している場合、編成内のflat属性でんこのATKとDEFが+5%ずつ増加する。また、全てのタイプのでんこを編成していると、編成内全員のATKとDEFが2.5%ずつ増加する。なお、ノイズラーをどれだけ育ててもスキルレベルは1で固定である。
ザンドリアス
タイプ：アタッカー / でんこカラー：桃
スキルは『ソウルライド・ザンドリアス！』。flat属性のでんこを4体以上編成している場合、編成内のflat属性でんこのATKとDEFが+5%ずつ増加する。また、全てのタイプのでんこを編成していると、編成内全員のATKとDEFが2.5%ずつ増加する。なお、ザンドリアスをどれだけ育ててもスキルレベルは1で固定である。ノイズラーのスキルと同様の効果。
ブラック指令
タイプ：トリックスター / でんこカラー：赤
スキルは『ソウルライド・ブラック指令！』→『漆黒のリーダー』。リンク失敗時にもう一度アクセスする。一度発動するとクールタイムに入り、うららのスキルは対象外。
なお、実装当初は「一定時間、自身がアクセスしてリンクできなかった時に、一度だけ別の仮想ホームにアクセスすることがある（仮想ホームの数が1つの駅や廃駅では発動しない）」というスキルだった。2021年12月14日、同じスキルを持つエステルと共に現在の内容に効果が変更された。
ペガッサ星人
タイプ：トリックスター / でんこカラー：橙
スキルは『ソウルライド・ペガッサ星人！』→『4人目のニューカマー』。リブートしそうな時にダメージを受けなくなる。一度発動するとクールタイムに入り、うららのスキルは対象外。
シルバーブルーメ
タイプ：アタッカー / でんこカラー：桃
スキルは『ソウルライド・シルバーブルーメ！』→『銀色のレイダー』。一定時間、自身がアクセスした時に相手のDEFが減少する。
ノーバ
タイプ：トリックスター / でんこカラー：赤
スキルは『ソウルライド・ノーバ！』→『赤きスナイパー』。一定時間、相手と自身の編成内全員のATKが増加する。相手も強化してしまう点には注意。ひなのスキルと対照的な効果である。

#### セガ・ハード・ガールズ
ドリームキャスト
タイプ：サポーター / でんこカラー：黄
スキルは『ドリームパスポート』→『夢を繋げて』。30分間、先頭車両の属性がheatならATKが増加し、coolならATKとDEFが増加し、ecoならDEFが増加し、flatなら相手に軽減されないダメージを与え、受けるダメージを固定値で軽減する。heatの場合他の属性より効果が高くなる。
セガサターン
タイプ：サポーター / でんこカラー：橙
スキルは『セガサターン・ホワイト！』→『六番目の星』。30分間、先頭車両の属性がheatならATKが増加し、coolならATKとDEFが増加し、ecoならDEFが増加し、flatなら相手に軽減されないダメージを与え、受けるダメージを固定値で軽減する。ecoの場合他の属性より効果が高くなる。
メガドライブ
タイプ：サポーター / でんこカラー：赤
スキルは『トリプルショックの16bit』→『時代がキミを求めている』。30分間、先頭車両の属性がheatならATKが増加し、coolならATKとDEFが増加し、ecoならDEFが増加し、flatなら相手に軽減されないダメージを与え、受けるダメージを固定値で軽減する。coolの場合他の属性より効果が高くなる。

#### 北神急行電鉄
北神 弓子（きたがみ きゅうこ）
タイプ：トリックスター / でんこカラー：赤
イベント以外で登場したスペシャルでんこ。
スキルは『放たれる矢のごとく』→『みんな笑顔になっとぉよ♪』。谷上駅または新神戸駅にリンクしている状態で発動すると、谷上駅リンク時は新神戸駅、新神戸駅リンク時は谷上駅にアクセスすることができる。ただし、谷上駅と新神戸駅の両方にチェックインしたことがないと発動できないので注意。
2020年に神戸市交通局のキャラクターとなり、2021年にシキネの公認キャラクター就任記念の一環として復刻販売された（それに伴い制服フィルムも実装）が、カテゴリは「北神急行電鉄」のままとなっている。また、本作ではキャラクターのリデザインは行われていない。

#### チュウニズム スタープラス
共通点として、「今日の新駅」（その日に初めてアクセスする駅）のアクセス数（最大15駅、自身が編成されていない時のアクセスはカウントされない）に応じて効果量が増えていく。ただし、一部でんこは「今日の新駅」以外の駅にアクセスするとスキルが強制終了してしまう。また、スキルレベル7時のスキル名は各キャラクターのテーマ曲名となっている。
アストライア
タイプ：ディフェンダー / でんこカラー：黄
スキルは『星女神の慈悲』→『エンドマークに希望と涙を添えて』。1時間の間、効果時間内の編成内のでんこの「今日の新駅」のアクセス数に応じてDEFが増加する。ただし、スキル発動中に「今日の新駅」以外にアクセスすると、スキルが強制終了される。
美嶋 はるな（みしま はるな）
タイプ：トリックスター / でんこカラー：桃
スキルは『歌は想いをのせて』→『After the rain』。1時間の間、編成内のでんこが誰かがリンクしている駅にアクセスした時、アクセスしたでんこに「今日の新駅」のアクセス数に応じて経験値を与える。フットバース使用時は発動しない。ミユとの違いは、こちらは新駅の数で経験値の付与量が増え、最大値までのハードルが低いが、アクセスした本人のみの付与かつ往復には向かない点。
MDA-21【レグルス】
タイプ：アタッカー / でんこカラー：紫
車両基地では「レグルス」表記。
スキルは『秘めたる力の胎動』→『Super sonic Generation』。1時間の間、効果時間内の編成内のでんこの「今日の新駅」アクセス数に応じてATKが増加する。ただし、スキル発動中に「今日の新駅」以外にアクセスすると、スキルが強制終了される。アストライアの攻撃版のようなスキル。
ステラリウス・エオン・プリルノーヴァ
タイプ：サポーター / でんこカラー：赤
車両基地では「ステラリウス」表記。
スキルは『魂の鼓動よ響け！』→『Warcry』。1時間の間、編成内のでんこがアクセスした時、効果時間内の編成内のでんこの「今日の新駅」アクセス数に応じて相手に軽減不能なダメージを追加で与える。
ルミエラ・ヴィス・アニマート
タイプ：トリックスター / でんこカラー：青
車両基地では「ルミエラ」表記。
スキルは『譜術・絶対防御令』→『STAR』。1時間の間、効果時間内の編成内のでんこの「今日の新駅」アクセス数に応じて編成内のでんこのATKが減少し、DEFが増加する。
津久井 シズノ（つくい シズノ）
タイプ：トリックスター / でんこカラー：橙 / イラスト：魔太郎
チュウニズムと京浜急行電鉄のコラボレーションで登場したキャラクター。車両基地では「シズノ」表記。表情差分は実装されていない。
スキルは『ノリノリLIVE!』→『Kattobi KEIKYU Rider』。1時間の間、効果時間内の編成内のでんこの「今日の新駅」アクセス数に応じてATKとDEFが増加する。ただし、スキル発動中に「今日の新駅」以外にアクセスすると、スキルが強制終了される。

#### ノラと皇女と野良猫ハート / 会津鉄道
パトリシア・オブ・エンド
タイプ：トリックスター / でんこカラー：紫
車両基地では「パトリシア」表記。
スキルは『死の魔法』→『野良猫ハート』。30分間アクセス時に相手のHPを0にすることがある。ただしチコより効果時間・発動率が高くなっている一方、相手のHPが自分のHPより高いほど自身のATKとDEFが減少する。
黒木 未知（くろき みち）
タイプ：ディフェンダー / でんこカラー：桃
スキルは『風紀委員の過激な取り締まり』→『それは不純異性交遊です！』。1時間の間、相手編成にスキル発動中のでんこが複数いる場合はDEFが増加する。
夕莉 シャチ（ゆうり シャチ）
タイプ：サポーター / でんこカラー：青
スキルは『正確すぎる天気予報』→『私の幸せ、あなたの幸せ』。30分間、相手の属性がheatなら編成内のATKが増加し、coolなら編成内のATKとDEFが増加し、ecoなら編成内のDEFが増加し、flatなら相手に軽減されないダメージを与え、編成内の受けるダメージを固定値で軽減する。
明日原 ユウキ（あすはら ユウキ）
タイプ：トリックスター / でんこカラー：橙
スキルは『友達はゼッタイ裏切れない』→『不器用でも不格好でも』。15分間自身以外のflat属性のでんこがリンクしている時にアクセスされると相手にカウンターすることがある。そのでんこがリブートした場合は発動しない。
ルーシア・オブ・エンド・サクラメント
タイプ：アタッカー / でんこカラー：青
車両基地では「ルーシア」表記。
スキルは『統率者の剣技』→『サクラメント』。リンクしたとき発動し、30分間編成内のflat属性のでんこのATKが増加する。
ユウラシア・オブ・エンド
タイプ：サポーター / でんこカラー：黄
車両基地では「ユウラシア」表記。
スキルは『ユウの魔法で守ってあげる！』→『魔法じゃないけど歌いたい』。編成内のflat属性のでんこがリンクしたとき発動し、1時間の間ユウラシア以外の編成内のflat属性でんこのDEFが増加する。
高田 ノブチナ（たかだ ノブチナ）
タイプ：アタッカー / でんこカラー：赤
スキルは『クラスメイトとバカ騒ぎ！』→『背負うべきもの』。自身がアクセスした時、自身の編成内のflatでんこの数に応じて相手に固定ダメージを与える。一度リンクするとクールタイムに入る。ねもとは違い相手のいない駅でもクールタイムには入らないが、リンクに成功した場合は必ずスキルが終了してしまう（つばさに近い仕様）。
アイリス・ディセンバー・アンクライ
タイプ：アタッカー / でんこカラー：青
車両基地では「アイリス」表記。
スキルは『極寒皇女のクールな魔法』→『とあるおとぎ話』。15分間自身がアクセスした際に相手と自身の編成内にいるサポーターのスキルを無効化し、固定ダメージを与える。
ノエル・ザ・ネクストシーズン
タイプ：ディフェンダー / でんこカラー：紫
車両基地では「ノエル」表記。
スキルは『有能執事のクールなサポート』→『ただ皇女のために』。自身がリンクしている間は編成内のアタッカーのDEFが増加する。

#### 温泉むすめ
共通点として、「温泉」や「湯」が駅名に入る駅にアクセスすると更なる効果を得られる。
草津 結衣奈（くさつ ゆいな）
タイプ：アタッカー / でんこカラー：赤
スキルは『利きまんじゅう』→『あこがれに咲く湯の花』。一定時間自身のATKが増加することがある。駅名に「温泉」または「湯」が含まれている駅にアクセスした場合は必ず発動する。
鬼怒川 日向（きぬがわ ひなた）
タイプ：アタッカー / でんこカラー：橙
スキルは『アクロバットパフォーマンス』→『ホップステップパルクール』。一定時間相手編成にheat属性とcool属性がいる場合は相手に軽減不能なダメージを与える。駅名に「温泉」または「湯」が含まれている駅にアクセスした場合はダメージ量が増加する。
熱海 初夏（あたみ ういか）
タイプ：トリックスター / でんこカラー：緑
スキルは『歩くエンターテイナー』→『笑顔のギミックスター』。一定時間、誰かがリンクしている駅にアクセスした時、アクセスしたでんこと相手でんこにに経験値を付与する。駅名に「温泉」または「湯」が含まれている駅にアクセスした場合は与える経験値が増加する。
黒川 姫楽（くろかわ きら）
タイプ：ディフェンダー / でんこカラー：紫
スキルは『温泉手形集め』→『グレース・カリスマ』。一定時間、編成しているでんこが全てflat属性の場合、自身の受けるダメージを固定値で軽減する。駅名に「温泉」または「湯」が含まれている駅にアクセスした場合は追加で軽減する。
伊香保 葉凪（いかほ はな）
タイプ：サポーター / でんこカラー：桃
スキルは『博愛主義』→『溶け込む愛』。一定時間、自身を除くflat属性のでんこのDEFが増加し、相手のでんこに経験値を付与する。駅名に「温泉」または「湯」が含まれている駅にアクセスした場合は効果量が増加する。
いわき あろは
タイプ：トリックスター / でんこカラー：赤
スキルは『能天気ハワイアンガール』→『ゆーらりゆらゆら♪︎フリーダム♪︎』。一定時間、編成内のアタッカーとディフェンダーの数に応じてATK・DEFが増加する。駅名に「温泉」または「湯」が含まれている駅にアクセスした場合は効果量が増加する。
大手町 梨稟（おおてまち りりん）
タイプ：アタッカー / でんこカラー：黄
スキルは『都会っ子アピール』→『Passionate Journey』。一定時間、相手がリンクしている駅の中で最も長時間リンクした時間により、自身のATKが増加する。駅名に「温泉」または「湯」が含まれている駅にアクセスした場合は追加で増加する。
有馬 輪花（ありま りんか）
タイプ：ディフェンダー / でんこカラー：赤
フィルムとして「選抜衣装な有馬輪花」が用意されている。
スキルは『意地と努力と不器用と』→『素直になれないゴールドプラム』。一定時間、相手がアタッカーの場合はスキルを無効化すると同時にDEFを増加することがある。駅名に「温泉」または「湯」が含まれている駅にアクセスした場合は必ず発動する。
有馬 楓花（ありま ふうか）
タイプ：アタッカー / でんこカラー：桃
フィルムとして「選抜衣装な有馬楓花」が用意されている。
スキルは『れっつ・UMA探し!』→『不思議で自由なシルバーチェリー』。一定時間、相手がディフェンダーの場合はスキルを無効化すると同時にATKを増加することがある。駅名に「温泉」または「湯」が含まれている駅にアクセスした場合は必ず発動する。
道後 泉海（どうご いずみ）
タイプ：トリックスター / でんこカラー：橙
スキルは『清く正しく美しく』→『不屈の花弁に滴る言の葉』。一定時間、相手がトリックスターだった場合はATKとDEFが増加することがある。駅名に「温泉」または「湯」が含まれている駅の場合は必ず発動する。
秋保 那菜子（あきう ななこ）
タイプ：サポーター / でんこカラー：緑
スキルは『糠漬けパッショナブル』→『三日月の魂』。一定時間、アクセスされたでんこのHPが50%以下になった場合、そのでんこのHPを回復させることがある。駅名に「温泉」または「湯」が含まれている駅にアクセスされた場合は発動条件がHP99%以下に緩和される。
箱根 彩耶（はこね さや）
タイプ：アタッカー / でんこカラー：紫
スキルは『エネルギッシュ巫女』→『全力箱根ダッシュ！』。リンクしているとき発動し、編成内のアタッカーのATKが増加する。駅名に「温泉」または「湯」が含まれている駅にリンクしている場合は追加で増加する。
奏・バーデン・由布院（かなで・バーデン・ゆふいん）
タイプ：ディフェンダー / でんこカラー：桃 / イラスト：小原トメ太
車両基地では「奏・B・由布院」表記。
スキルは『天才ソリスト』→『バーテンの歌を聞けデース！』。15分間無敵状態になり、ダメージやフットバースを無効化することがある。駅名に「温泉」または「湯」が含まれている駅にアクセスされた場合は発動率が増加する。ダル太夫と同じ内容のスキルだが、発動率が低い代わりに発動時間が長く設定されている。
下呂 美月（げろ みつき）
タイプ：ディフェンダー / でんこカラー：青
フィルムとして「選抜衣装な下呂美月」が用意されている。
スキルは『デュクシ！デュクシ！』→『覚醒、オーラ爆発』。一定時間、自身がリンクしている駅の内最も長いリンク時間に応じてDEFが増加する。駅名に「温泉」または「湯」が含まれている駅にリンクしている場合は追加で増加する。
登別 綾瀬（のぼりべつ あやせ）
タイプ：トリックスター / でんこカラー：青
スキルは『妖艶な微笑』→『All I need is lovely girl!!』。一定時間、編成内の自身以外のでんこがリンクを解除した時、リンクを解除したでんこに駅数に応じて経験値を与える。リンクを解除した駅の駅名に「温泉」または「湯」が含まれている駅があった場合は効果量が増加する。
小野川 小町（おのがわ こまち）
タイプ：サポーター / でんこカラー：赤
スキルは『四季を思へば』→『花の色は移りにけりないたづらに』。一定時間相手の編成の属性の数に応じて、小町自身を除く編成内のでんこのATKとDEFが増加する。駅名に「温泉」または「湯」が含まれている駅の場合は追加で増加する。
松島 名月（まつしま なづき）
タイプ：トリックスター / でんこカラー：緑
スキルは『月を見上げて』→『名月や池をめぐりて夜もすがら』。一定時間編成内のでんこがリンクした際に、編成内全員に経験値を575与えることがある。駅名に「温泉」または「湯」が含まれている駅の場合は必ず発動する。他の経験値付与系スキルと異なり、与える経験値の量は常に一定の代わりにレベル増加で発動率が増加していく。
飯坂 真尋（いいざか まひろ）
タイプ：ディフェンダー / でんこカラー：緑
スキルは『不動のスーパーガール』→『ぶれない魂』。一定時間自身のHPが99%以下になった際に自身のHPを回復することがある。駅名に「温泉」または「湯」が含まれている駅の場合は回復量が増加する。
鳥羽 亜矢海（とば あやみ）
タイプ：アタッカー / でんこカラー：青
スキルは『ダイビング・マスター』→『たとえ荒波でも』。一定時間アクセス時に一定確率で相手スキルを一部無効化し、ATKが増加することがある。駅名に「温泉」または「湯」が含まれている駅だった場合は追加で増加する。
南紀勝浦 樹紀（なんきかつうら きき）
タイプ：トリックスター / でんこカラー：緑
スキルは『節度ある行動を心掛けましょう』→『修行もまた求道なり』。一定時間、アクセス時に相手の編成内にいるトリックスターのスキルを無効化することがある。駅名に「温泉」または「湯」が含まれている駅にアクセスした場合は必ず発動する。フットバース使用時は発動しない。ミナトと比較すると、アクセスされたトリックスター本人だけでなく相手編成内のトリックスターのスキルも無効化できるが、特定駅にアクセスしないと最大レベルでも必ず発動できるとは限らない。
湯村 千代（ゆむら ちよ）
タイプ：トリックスター / でんこカラー：赤
スキルは『ウィーアー・アイドル！』→『ステージを制すもの』。一定時間、一定確率で相手と自身の編成内全員のATKが増加する。駅名に「温泉」または「湯」が含まれている駅だった場合は必ず発動する。ノーバと同じく、相手も強化してしまうため注意。
三朝 歌蓮（みささ かれん）
タイプ：サポーター / でんこカラー：桃
スキルは『湯治のことは任せてください♪』→『三つ目の朝を迎えるころに』。編成内のでんこが複数の属性がいる相手編成にアクセスされてHPが99%以下になった時に、一定確率でそのでんこのHPを回復させる。駅名に「温泉」または「湯」が含まれている駅にアクセスされた場合は回復量が増加する。
玉造 彗（たまつくり けい）
タイプ：ディフェンダー / でんこカラー：赤
フィルムとして「選抜衣装な玉造彗」が用意されている。
スキルは『頂への道のり』→『これが「本物」の力』。相手編成にheat属性とcool属性のでんこがいる場合はDEFが増加する。駅名に「温泉」または「湯」が含まれている駅にアクセスされた場合は追加で増加する。
伊東 椿月（いとう つばき）
タイプ：トリックスター / でんこカラー：青 / イラスト：パセリ
スキルは『熱くならずに普通にやりましょ』→『自分らしいやり方で』。一定時間、一定確率で被ダメージが140になる。駅名に「温泉」または「湯」が含まれている駅の場合は被ダメージが70になることがある。自身のDEF増加や相手のATK減少などがある場合、被ダメージが増えてしまう可能性があるため注意。
下田 莉華（しもだ りか）
タイプ：トリックスター / でんこカラー：緑
スキルは『今日の新発見』→『古きも新しきも大切に』。一定時間、編成内でんこがその日アクセスしたことのある駅にアクセスした時、一定確率で経験値を与える。発動率はその日アクセスした駅数（最大20駅）に比例するほか、駅名に「温泉」または「湯」が含まれている駅にアクセスした場合は付与量が増加する。
かみのやま 庵（かみのやま あん）
タイプ：サポーター / でんこカラー：黄
スキルは『美味しいキャンプご飯』。編成内flat属性でんこの被アクセス時、そのでんこの最長リンク時間に応じてDEFが増加する。そのでんこが駅名に「温泉」または「湯」が含まれている駅にリンクしている場合は効果量が増加する（いずれも最長40分）。
磐梯熱海 萩（ばんだいあたみ はぎ）
タイプ：トリックスター / でんこカラー：青
スキルは『氷上の妖精』→『氷の上だからこそ熱く……』。編成内でんこの被アクセス時、そのでんこの最長リンク時間に応じて経験値を与える。そのでんこが駅名に「温泉」または「湯」が含まれている駅に10分以上リンクしている場合は効果量が増加する（いずれも最長30分）。
宇奈月 明嶺（うなづき あかね）
タイプ：トリックスター / でんこカラー：橙
スキルは『レッツお祭り♪』→『皆で盛り上がりたい♪』。編成内でんこの被アクセス時、一定確率でスコアを獲得する。効果量は編成内flat属性でんこの数（上限4体）、発動率はそのでんこの最長リンク時間（最長70分）に応じて増加する。そのでんこが駅名に「温泉」または「湯」が含まれている駅に20分以上リンクしている場合は効果量が増加する。
大子 紅葉（だいご くれは）
タイプ：トリックスター / でんこカラー：赤
スキルは『山こそ我が家！』。一定時間、その日の移動距離（上限100km）に応じて自身のATKとDEFが増加する。発動時間内に駅名に「温泉」または「湯」が含まれている駅にアクセスした場合は1回だけ効果時間が延長され、スキル終了時まで効果量が増加する。
豊富 水由（とよとみ みゆ）
タイプ：トリックスター / でんこカラー：橙
スキルは『結果オーライ♪』→『しっかり恩返しを』。一定時間編成内でんこのアクセス時に、当日と前日のアクセス駅数（上限36駅）に応じてスコアを与える。発動時間内に編成内でんこが駅名に「温泉」または「湯」が含まれている駅にアクセスした場合は1回だけ効果時間が延長され、スキル終了時まで効果量が増加する。
南房総 日由美（みなみぼうそう ひゆみ）
タイプ：サポーター / でんこカラー：桃
スキルは『何事も経験！何事も小説の糧に！』→『目指せ！超大作』。一定時間編成内でんこのアクセス時に、当日と前日のアクセス回数（上限80回）に応じて固定ダメージを与える。発動時間内に編成内でんこが駅名に「温泉」または「湯」が含まれている駅にアクセスした場合は1回だけ効果時間が延長され、スキル終了時まで効果量が増加する。
奥津 かがみ（おくつ かがみ）
タイプ：サポーター / でんこカラー：黄
スキルは『足踏み洗濯でまっしろに』。一定時間、当日と前日のリンク成功回数（上限40回）に応じて編成内全員のATKとDEFが増加する。発動時間内に編成内でんこが駅名に「温泉」または「湯」が含まれている駅にアクセスした場合は1回だけ効果時間が延長され、スキル終了時まで効果量が増加する。
石和 紅（いさわ こう）
タイプ：トリックスター / でんこカラー：紫
スキルは『武田信玄の名に恥じぬよう』。一定時間編成内でんこのアクセス時に、当日と前日のアクセス駅数（上限36駅）に応じて経験値を与える。発動時間内に編成内でんこが駅名に「温泉」または「湯」が含まれている駅にアクセスした場合は1回だけ効果時間が延長され、スキル終了時まで効果量が増加する。

#### オンゲキ
共通点として、Asteriumでんこはその日のアクセス駅数（最大10駅）、Triedgeでんこは移動距離（最大15km）、R.P.B.でんこはアクセス回数（最大25回）、マーチングポケッツでんこはその日のリンク成功回数（最大15回）に応じて効果量が増加するほか、3両目以内に編成すると3両目以内のでんこのステータスが増加する。
星咲 あかり（ほしざき あかり）
タイプ：アタッカー / でんこカラー：赤 / イラスト：QP:flapper
スキルは『まえむきポップス』→『絶対、大丈夫！』。一定時間、その日のアクセス駅数に応じて（最大10駅）ATKが増加する。また、自身が3両目以内に編成されていれば、3両目以内のでんこのATKが増加する。
藤沢 柚子（ふじさわ ゆず）
タイプ：トリックスター / でんこカラー：黄 / イラスト：QP:flapper
スキルは『こがねいろスマイル』→『☆HAPPY☆』。一定時間、誰かがリンクしている駅にアクセスした時にその日のアクセス駅数に応じて（最大10駅）経験値を獲得する。また、自身が3両目以内に編成されていれば、3両目以内のでんこが誰かがリンクしている駅にアクセスした時にアクセスしたでんこに経験値を与える。
三角 葵（みすみ あおい）
タイプ：ディフェンダー / でんこカラー：青 / イラスト：QP:flapper
スキルは『そらいろワーキング』→『継続は力なり』。一定時間、その日のアクセス駅数に応じて（最大10駅）DEFが増加する。また、自身が3両目以内に編成されていれば、3両目以内のでんこのDEFが増加する。
高瀬 梨緒（たかせ りお）
タイプ：トリックスター / でんこカラー：紫 / イラスト：QP:flapper
スキルは『ねばーえばーライバル』→『超絶最強』。一定時間、その日の移動距離に応じて（最大15km）ATKとDEFが増加する。また、自身が3両目以内に編成されていれば、3両目以内のでんこのATKとDEFが増加する。
結城 莉玖（ゆうき りく）
タイプ：アタッカー / でんこカラー：桃 / イラスト：QP:flapper
スキルは『がおがおロッキン！』→『ノーロック・ノーライフ』。一定時間、アクセスした際にその日の移動距離に応じて（最大15km）軽減されないダメージを追加で与える。また、自身が3両目以内に編成されていれば、3両目以内のでんこのATKが増加する。
藍原 椿（あいはら つばき）
タイプ：ディフェンダー / でんこカラー：緑 / イラスト：QP:flapper
スキルは『サディスティック・すいーと』→『じゃれてもいいのよ』。一定時間、アクセスされた際にその日の移動距離に応じて（最大15km）受けるダメージを固定値で軽減する。また、自身が3両目以内に編成されていれば、3両目以内のでんこのDEFが増加する。
逢坂 茜（おうさか あかね）
タイプ：アタッカー / でんこカラー：赤
スキルは『ひれ伏すがいい！』→『ショット&デストロイ』。一定時間、その日のアクセス回数（最大25回）に応じてATKが増加する。また、自身が3両目以内に編成されていれば、3両目以内のでんこのATKが増加する。
珠洲島 有栖（すずしま ありす）
タイプ：ディフェンダー / でんこカラー：青
スキルは『着ぐるみぱわー』→『もふもふシューター』。一定時間、その日のアクセス回数（最大25回）に応じてDEFが増加する。また、自身が3両目以内に編成されていれば、3両目以内のでんこのDEFが増加する。
九條 楓（くじょう かえで）
タイプ：トリックスター / でんこカラー：緑
スキルは『冷静沈着な参謀』→『十年一剣を磨く』。一定時間、その日のアクセス回数（最大25回）に応じて経験値を与える。また、自身が3両目以内に編成されていれば、3両目以内のでんこのアクセス時に経験値を与える。
日向 千夏（ひなた ちなつ）
タイプ：アタッカー / でんこカラー：黄
スキルは『とつげーき！びゅーーん！！』→『全力リトルマーチ』。一定時間、その日のリンク成功回数（最大15回）に応じて固定ダメージを与える。また、自身が3両目以内に編成されていれば、3両目以内のでんこのアクセス時に相手に固定ダメージを与える。
柏木 美亜（かしわぎ みあ）
タイプ：トリックスター / でんこカラー：桃
スキルは『美亜ちゃんノートの秘密』→『にゃんにゃんファンファーレ』。一定時間、その日のリンク成功回数（最大15回）に応じてATKとDEFが増加する。また、自身が3両目以内に編成されていれば、3両目以内のでんこのATKとDEFが増加する。
東雲 つむぎ（しののめ つむぎ）
タイプ：ディフェンダー / でんこカラー：紫
スキルは『子供扱いは禁止です！』→『張り切りゴシックリズム』。一定時間、その日のリンク成功回数（最大15回）に応じて被ダメージを固定値で軽減する。また、自身が3両目以内に編成されていれば、3両目以内のでんこの被ダメージを固定値で軽減する。

#### 新サクラ大戦
天宮 さくら（あまみや さくら）
タイプ：アタッカー / でんこカラー：桃
スキルは『夢見てなお遠き夢』→『天剣・桜吹雪』。一定時間、相手のでんこのレベルに応じて(最大Lv.80)ATKが増加する。効果を発動して一度リンクすると、クールタイムに入る。
東雲 初穂（しののめ はつほ）
タイプ：アタッカー / でんこカラー：赤
スキルは『祭りと喧嘩は江戸の華！』→『東雲神社の御神楽ハンマー！』。一定時間、自身がアクセスする時に自身のHPを60消費して軽減不能のダメージを追加で与えるが、バッテリーが使えなくなる。リブートするとスキルを終了しクールタイムに入る。HPが消費HP以下の時は軽減不能のダメージは発動しない。
望月 あざみ（もちづき あざみ）
タイプ：アタッカー / でんこカラー：黄
スキルは『忍者あざみの忍び道』→『望月流忍法・無双手裏剣』。一定時間ATKが減少するが軽減不能のダメージを与える。ダメージ量はランダムに変動する。
アナスタシア・パルマ (Anastasia Palma)
タイプ：トリックスター / でんこカラー：青
車両基地では「アナスタシア」表記。
スキルは『喝采と星光と銃口と』→『アポリト・ミデン』。チコと同じく、一定時間自身がアクセスした時に相手のHPを0にすることがある。相手が『ダメージを受けてもHP1で耐えるスキル』を発動している場合は効果なし。発動率は相手の現在HPの割合が満タンに近いほど増加する。
クラリッサ・スノーフレイク
タイプ：サポーター / でんこカラー：緑
ゲーム内では「クラリス」表記。
スキルは『文学と魔導の輪舞』→『重魔導 アルビトル・ダンフェール』。一定時間、自身を除く編成内のflat属性のでんこがアクセスする時に、相手の最大HPに比例した軽減不能のダメージを追加で与える。

#### ヤマノススメ
共通点として、「山」が駅名に入る駅にアクセスすると更なる効果を得られるほか、相手の編成の属性の数に応じて編成内の全てのでんこのATKとDEFが増加する。
雪村 あおい（ゆきむら あおい）
タイプ：ディフェンダー / でんこカラー：緑
スキルは『元・インドア派』→『山のすゝめ』。相手のAPが自身のAPより高いほどDEFが増加する。駅名に「山」が含まれている駅の場合は追加で増加する。また、相手の編成の属性の数に応じて編成内の全てのでんこのATKとDEFが増加する。
倉上 ひなた（くらうえ ひなた）
タイプ：アタッカー / でんこカラー：黄
スキルは『トラブルメーカー！』→『あの日見た景色』。相手のリンク時間に応じてATKが増加する。駅名に「山」が含まれている駅の場合は追加で増加する。また、相手の編成の属性の数に応じて編成内の全てのでんこのATKとDEFが増加する。
斎藤 楓（さいとう かえで）
タイプ：サポーター / でんこカラー：青
スキルは『フリーダム・クライム』→『自分で決めて自分で挑む』。全てのタイプのでんこを編成している時、アタッカーとトリックスターのDEF及びディフェンダーとサポーターのATKが増加する。駅名に「山」が含まれている駅の場合は追加で増加する。また、相手の編成の属性の数に応じて編成内の全てのでんこのATKとDEFが増加する。
青羽 ここな（あおば ここな）
タイプ：トリックスター / でんこカラー：桃
スキルは『ふんわりしっかり森ガール♪』→『山はうつくし登れよ乙女』。相手がアタッカーかトリックスターだとDEFが、ディフェンダーかサポーターだとATKが増加する。駅名に「山」が含まれている駅の場合は追加で増加する。また、相手の編成の属性の数に応じて編成内の全てのでんこのATKとDEFが増加する。
黒崎 ほのか（くろさき ほのか）
タイプ：トリックスター / でんこカラー：紫
スキルは『シャッターチャンス』→『思い出を写そう』。編成内のでんこが今日の新駅にアクセスしたとき、アクセスしたでんこに経験値を与える。駅名に「山」が含まれている今日の新駅の場合は与える経験値が追加で増加する。また、相手の編成の属性の数に応じて編成内の全てのでんこのATKとDEFが増加する。

#### ゾンビランドサガ
共通点として、一定時間編成内のリブートしたでんこに経験値を与える。また、たえ以外はリブートするとスキルが発動する。
山田 たえ（やまだ たえ）
タイプ：トリックスター / でんこカラー：紫
スキルは『がじがじ』→『ヴァアアアアア！！』。発動時、一定確率で先頭車両（たえが先頭の場合は2両目）のflat属性のでんこをリブートさせる。また、一定時間編成内のリブートしたでんこに経験値を与える。
源 さくら（みなもと さくら）
タイプ：ディフェンダー / でんこカラー：桃
スキルは『グッドモーニングSAGA』→『グッドモーニングアゲインSAGA』（それぞれ同作第1話と第12話のサブタイトルである）。リブートすると発動。一定時間DEFが大幅に増加するか減少することがある。また、一定時間編成内のリブートしたでんこに経験値を与える。
二階堂 サキ（にかいどう サキ）
タイプ：アタッカー / でんこカラー：橙
スキルは『あたしはぜってぇ死なんばい！』→『貫くまでよ 己のSAGA』（同作の第9話のサブタイトルの一部である）。リブートすると発動。一定時間その日の移動距離（上限100㎞）に応じて軽減できないダメージを追加で与える。また、一定時間編成内のリブートしたでんこに経験値を与える。
水野 愛（みずの あい）
タイプ：トリックスター / でんこカラー：青
スキルは『本気なら伝わる』→『DEAD OR LIVE SAGA』。リブートすると発動。一定時間編成内のでんこがアクセスされた際、アクセスされたでんこに経験値を与える。また、一定時間編成内のリブートしたでんこに経験値を与える。
紺野 純子（こんの じゅんこ）
タイプ：トリックスター / でんこカラー：青
スキルは『お茶の間の大スター』→『けれどゾンビメンタル SAGA』（同作第7話のサブタイトルである）。リブートすると発動。一定時間ATKとDEFが増加し、アクセスした時とされた時に相手のでんこに経験値を付与する。また、一定時間編成内のリブートしたでんこに経験値を与える。
ゆうぎり
タイプ：ディフェンダー / でんこカラー：赤
スキルは『あるがまま揺蕩う』→『ゆうぎり姐さんのすごいビンタ』。リブートすると発動。一定時間アクセスされた際にお互いのサポーターのスキルを無効化し、受けるダメージを固定値で軽減する。また、一定時間編成内のリブートしたでんこに経験値を与える。
星川 リリィ（ほしかわ リリィ）
タイプ：トリックスター / でんこカラー：黄
ハッカ3号に次ぐ2人目の男性でんこである。
スキルは『ステージに輝く一番星』→『GOGO ネバーランド SAGA』（同作の第8話のサブタイトルである）。リブートすると発動。一定時間、他のflat属性のでんこがアクセスされてリブートした際にカウンターすることがある。また、一定時間編成内のリブートしたでんこに経験値を与える。

#### まろに☆えーる
共通点として、スキルを発動させるには3両編成以上にした上で、自身を所定の位置に編成しなければならない。
春崎 野乃花（はるざき ののか）
タイプ：サポーター / でんこカラー：赤
スキルは『イチゴをエール！』→『ベリーハッピー！』。3両編成以上で自身が先頭車両の時、一定確率で2両目のDEFが増加する。編成内のでんこが3体未満の場合は発動しない。
堤 愛実（つつみ まなみ）
タイプ：サポーター / でんこカラー：黄
スキルは『餃子をエール！』→『らーゆーれてぃ？』。3両編成以上で自身が先頭車両の時、一定確率で2両目のATKが増加する。編成内のでんこが3体未満の場合は発動しない。
瓜田 瑠梨（うりた るり）
タイプ：トリックスター / でんこカラー：緑
スキルは『かんぴょうをエール！』→『ウリウリしてあげる！』。3両編成以上で自身が後尾車両に編成されている時、先頭車両でんこがアクセスした際に一定確率で経験値を付与する。編成内のでんこが3体未満の場合は発動しない。

#### レヱル・ロマネスク
共通点として、自身より1つ後ろに編成されているでんこが特定のタイプである場合に編成内全員のATKとDEFが増加する。
すずしろ
タイプ：ディフェンダー / でんこカラー：緑
スキルは『レイルロヲド『すずしろ』出発進行！』→『新緑の萌芽』。一定時間自身のDEFが増加する。その日のアクセス駅数が11駅以上になった場合、編成内全員のDEFが増加する。日付が変わると効果がリセットされる。また、自身より1つ後ろのでんこがアタッカーの場合、編成内全員のATKとDEFが増加する。
ラン
タイプ：アタッカー / でんこカラー：黄
スキルは『レイルロヲド『ラン』出発進行！』→『ラン・アンド・ラン！』。一定時間相手の編成の属性が多いほどATKが増加する。また、自身より1つ後ろのでんこがサポーターの場合、編成内全員のATKとDEFが増加する。
しろがね
タイプ：サポーター / でんこカラー：緑
スキルは『レイルロヲド『しろがね』出発進行！』→『白銀の言の葉』。一定時間アタッカーとトリックスターのDEFが、ディフェンダーとサポーターのATKが増加する。また、自身より1つ後ろのでんこがディフェンダーの場合、編成内全員のATKとDEFが増加する。
ハチロク
タイプ：ディフェンダー / でんこカラー：赤
スキルは『レイルロヲド『ハチロク』出発進行！』→『日ノ本撫子の誇り』。一定時間、ダメージを受ける毎にDEFが増加する（最大8回）。また、自身より1つ後ろのでんこがトリックスターの場合、編成内全員のATKとDEFが増加する。
れいな
タイプ：トリックスター / でんこカラー：桃
スキルは『レイルロヲド『れいな』出発進行！』→『だいすきの魔法』。一定時間、編成内のでんこのアクセス時に編成しているタイプ数に応じて経験値を与える。また、自身より1つ後ろのでんこがディフェンダーの場合、編成内全員のATKとDEFが増加する。

#### 岬のマヨイガ
共通点として、アクセスした駅が今日の新駅の場合は効果量が増加する。
ユイ
タイプ：サポーター / でんこカラー：青 / イラスト：賀茂川
スキルは『居場所を探して』→『岬のマヨイガ』。一定時間編成内全員のATKが増加する。アクセスした駅が今日の新駅の場合は追加で増加する。
ひより
タイプ：トリックスター / でんこカラー：赤 / イラスト：賀茂川
スキルは『言葉はなくても』→『寄り添う心』。一定時間編成内でんこのアクセス時に、アクセスしたでんこに経験値を与える。今日の新駅の場合は追加で付与する。

#### SSSS.GRIDMAN / SSSS.DYNAZENON
共通点として、編成内の属性が2種類（flatともう1種類）の時に効果を発揮する。
宝多 立花（たからだ りっか）
タイプ：サポーター / でんこカラー：青
スキルは『不器用な優しさ』→『隣にいるよ』。一定時間、編成内の属性の数が2つの場合は編成内全員のDEFが増加する。
新条 アカネ（しんじょう アカネ）
タイプ：トリックスター / でんこカラー：桃
スキルは『愛されたい気持ち』→『マイ・ワールド』。一定時間、編成内の属性の数が2つの場合、アクセスされた時に一定確率で相手のHPを0にすることがある。相手が『ダメージを受けてもHP1で耐えるスキル』を発動している場合は効果なし。
南 夢芽（みなみ ゆめ）
タイプ：ディフェンダー / でんこカラー：赤
スキルは『シー・イズ・ア・ライアー』→『解けた心』。一定時間、編成内の属性の数が2つの場合は自身のDEFが増加する。また、編成内のflat属性のでんこの数（上限4体）に応じてDEFが追加で増加する。
飛鳥川 ちせ（あすかがわ ちせ）
タイプ：アタッカー / でんこカラー：橙
スキルは『マイキャッスル・マイネスト』→『ワールド・オブ・ペイント』。一定時間、編成内の属性の数が2つの場合は自身のATKが増加する。また、編成内のflat属性のでんこの数（上限4体）に応じてATKが追加で増加する。
ムジナ
タイプ：トリックスター / でんこカラー：紫
スキルは『世界を導く怪獣の力』→『私がみつけたやりたいこと』。編成内の属性の数が2つの場合、編成内でんこのアクセス時に経験値を与える。
2代目（にだいめ）
タイプ：サポーター / でんこカラー：緑
スキルは『謎の2代目』→『世界を見守る力』。一定時間、編成内の属性の数が2つの場合、編成内でんこがアクセスされてHPが99%以下になった時にそのでんこのHPを回復させる。

#### フラ・フラダンス
共通点として、編成内の属性が2種類かつ自身が所定の位置に編成されている時にスキルが発動する。
夏凪 日羽（なつなぎ ひわ）
タイプ：アタッカー / でんこカラー：黄
イベント限定の「フラガールフィルム」が実装されている。
スキルは『太陽の笑顔』→『フラ・フラダンス』。編成内の属性の数が2つかつ自身が先頭車両の時、編成内のスキル発動中のでんこの数（上限5体）に応じて一定確率でATKが増加することがある。
鎌倉 環奈（かまくら かんな）
タイプ：トリックスター / でんこカラー：赤
スキルは『パーフェクト・ダンス』→『仲間たちとの絆』。編成内の属性の数が2つかつ自身が2両目の時、編成内でんこのアクセス時に経験値を与える。
滝川 蘭子（たきがわ らんこ）
タイプ：サポーター / でんこカラー：桃
スキルは『美味しい物は元気の源』→『みんな一緒に踊ろう』。編成内の属性の数が2つかつ自身が後尾の時、編成内のでんこのDEFが増加する。
オハナ・カアイフエ
タイプ：サポーター / でんこカラー：紫
車両基地では「オハナ」表記。
スキルは『エ・アラ！ エ・アル！ エ・クイリマ！』→『オハナのオハナ』。編成内の属性の数が2つかつ自身が4両目の時、編成内のでんこが同じ属性の相手から受けるダメージを固定値で軽減する。発動条件以外はやまとと同じ効果。
白沢 しおん（しろさわ しおん）
タイプ：ディフェンダー / でんこカラー：緑
スキルは『笑顔の練習』→『フラ・おかみを目指して』。編成内の属性の数が2つかつ自身が3両目の時、一定確率でDEFが増加することがある。発動率は編成内のスキル発動中のでんこの数（上限5体）に応じて増加する。

#### ゆるキャン△
共通点として、直近3ヶ月での最多アクセス駅とその周辺の駅（合計5駅）以外にアクセスするとスキルが発動したり、効果量が増加したりする。
各務原 なでしこ（かがみはら なでしこ）
タイプ：トリックスター / でんこカラー：桃
スキルは『今日のキャンプ飯は……？』→『無限の胃袋』。直近3ヶ月での最多アクセス駅とその周辺の駅（合計5駅）以外にアクセスすると自身のATKが増加し、リンクに成功すると編成内全員に経験値を与える。
志摩 リン（しま リン）
タイプ：ディフェンダー / でんこカラー：青
スキルは『ソロキャンプの醍醐味』→『グループキャンプの醍醐味』。直近3ヶ月での最多アクセス駅とその周辺の駅（合計5駅）以外にアクセスすると、一定時間自身のDEFが増加する。
大垣 千明（おおがき ちあき）
タイプ：アタッカー / でんこカラー：紫
スキルは『野クル、メンバー募集中！』→『そうだ、キャンプ行こう』。直近3ヶ月での最多アクセス駅とその周辺の駅（合計5駅）以外にアクセスすると、一定時間編成内全員のATKが増加する。
犬山 あおい（いぬやま あおい）
タイプ：サポーター / でんこカラー：緑
スキルは『うそやでー』→『そばう丼……？』。一定時間編成内でんこのATKが増加する。直近3ヶ月での最多アクセス駅とその周辺の駅（合計5駅）以外にアクセスすると追加で増加する。
斉藤 恵那（さいとう えな）
タイプ：サポーター / でんこカラー：橙
スキルは『ちくわと一緒に』→『キャンプって楽しいね』。一定時間編成内でんこのDEFが増加する。直近3ヶ月での最多アクセス駅とその周辺の駅（合計5駅）以外にアクセスすると追加で増加する。

#### 創彩少女庭園
共通点として、編成内のでんこカラーが多いほど効果量が増加する。また、全員に個別のフィルムが用意されている。
結城 まどか（ゆうき まどか）
タイプ：サポーター / でんこカラー：赤
「フレッシュベリーフィルム」が実装されている。
スキルは『今日の記念の1枚』→『君と探すわたしの夢』。編成内でんこのでんこカラー（上限6色）に応じて、編成内全員のDEFが増加する。
小鳥遊 暦（たかなし こよみ）
タイプ：トリックスター / でんこカラー：青
「クラシカルアイビーフィルム」が実装されている。
スキルは『今日のおすすめの1冊』→『あなたのための小説』。編成内でんこのアクセス時、編成内でんこのでんこカラー（上限6色）に応じて経験値を与える。
佐伯 リツカ（さえき リツカ）
タイプ：サポーター / でんこカラー：黄
「ノーブルローズフィルム」が実装されている。
スキルは『今日はこれにチャレンジ』→『君とならどこまでも』。編成内でんこのでんこカラー（上限6色）に応じて、編成内全員のATKが増加する。

#### まちカドまぞく 2丁目
吉田 優子（よしだ ゆうこ）
タイプ：ディフェンダー / でんこカラー：青
スキルは『新米まぞく』→『立派なまぞくを目指して』。一定時間自身のHPの上限が増加し、自身のHPが99%以下になると自身のHPを回復する。効果時間は変更できない。
千代田 桃（ちよだ もも）
タイプ：アタッカー / でんこカラー：桃
スキルは『筋トレ魔法少女』→『町を守る魔法少女』。30分間自身のAPが増加する。通常のATK増加とは異なり、自身のステータスに直接干渉する（これはミカンも同様）。
リリス
タイプ：トリックスター / でんこカラー：黄
スキルは『封印されしまぞく』→『伝説のご先祖様』。一定時間、編成内でんこが誰かがリンクしている駅にアクセスした時、相手のリンク時間に応じて編成内全員に経験値を与える。
陽夏木 ミカン（ひなつき ミカン）
タイプ：サポーター / でんこカラー：橙
スキルは『助っ人魔法少女』→『呪いになんて負けない！』。30分間編成内flat属性でんこのAPが増加する。

#### はたらく魔王さま!!
共通点として、編成内でんこが3両目以内のでんこにアクセスした際とされた際にATKやDEFが増加する。
遊佐 恵美（ゆさ えみ）
タイプ：アタッカー / でんこカラー：赤
スキルは『テレアポ勇者様』→『進化聖剣・片翼と共に』。相手のレベルが高いほど（上限レベル100）ATKが増加する。また、編成内でんこが3両目以内のでんこにアクセスした際とされた際にATKが増加する。
佐々木 千穂（ささき ちほ）
タイプ：サポーター / でんこカラー：橙
スキルは『学生アルバイター』→『種族を繋ぐ架け橋に』。編成内のでんこのマイレージクラスの合計数（上限35クラス）に応じて、千穂自身を除く編成内でんこのATKとDEFが増加する。また、編成内でんこが3両目以内のでんこにアクセスした際とされた際にATKとDEFが増加する。
鎌月 鈴乃（かまづき すずの）
タイプ：ディフェンダー / でんこカラー：青
スキルは『うどん好きの隣人』→『品行方正の聖職者』。自身のリンク中、鈴乃自身か自身より後ろに編成されているでんこがアクセスされた際は相手のATKが減少する。また、編成内でんこが3両目以内のでんこにアクセスした際とされた際にDEFが増加する。
アラス・ラムス
タイプ：トリックスター / でんこカラー：紫
スキルは『生まれたての謎の少女』。編成内でんこがアクセスした際にランダムな量の経験値を与える。また、編成内でんこが3両目以内のでんこにアクセスした際とされた際にATKとDEFが増加する。

#### とある科学の超電磁砲T
御坂 美琴（みさか みこと）
タイプ：アタッカー / でんこカラー：橙
スキルは『コインに乗せる力』→『常磐台のエース』。30分間自身のアクセス時にATKが増加し、一定確率で相手のDEFが変動するスキルの効果量を0にする。ATK増加が5回発動するとクールタイムに入る。
白井 黒子（しらい くろこ）
タイプ：トリックスター / でんこカラー：桃
スキルは『ここではない場所へ』→『風紀委員（ジャッジメント）として』。スキル発動時、最後にチェックインした地点から近い駅のうちいずれかにアクセスする（新駅にアクセスすることも可能）。発動すると即座にクールタイムに入るが、リンクに成功した場合はクールタイムが短縮される。
初春 飾利（ういはる かざり）
タイプ：サポーター / でんこカラー：青
スキルは『頼れるハッカー』→『最高のサポーター』。30分間自身の編成内スキル発動中でんこの数に応じて編成内全員のATKが増加し、相手の編成内スキル発動中でんこの数に応じて相手のDEFが減少する。
佐天 涙子（さてん るいこ）
タイプ：トリックスター / でんこカラー：緑
スキルは『きっかけは好奇心』→『都市伝説ハンター』。編成内でんこのアクセス時、アクセスしたでんこのレベルが低いほど経験値を与える。
食蜂 操祈（しょくほう みさき）
タイプ：トリックスター / でんこカラー：黄
スキルは『リモコン一つで』→『根っからの女王陛下』。30分間一定確率で相手編成のサポーターのスキルを無効化し（発動判定は相手のでんこそれぞれに対して個別にかかる）、相手編成のサポーターが多いほど編成内全員のATKが増加する。
御坂妹（シスターズ）
タイプ：サポーター / でんこカラー：橙
スキルは『数多の妹達の力』→『芽生え始めた個性』。30分間編成内でんこのアクセス時、アクセスしたでんこのAPに応じて相手に固定ダメージを与える。5回発動するとクールタイムに入る。
コラボイベント「とあるIKSの刺客襲来！〜洗脳されたシスターズを取り戻せ〜」での報酬として入手可能。IKS.gearと同じくスカウトチケットやグレードアップチケットは使用不可能となっている。

#### スパイ教室
共通点として、スキル発動中は属性が変化し、その属性を持つでんこの数（上限5体）に応じて効果量が増加する。
リリィ
タイプ：トリックスター / 属性：flat（スキル未発動時） / でんこカラー：桃
スキルは『特異体質のリーダー』→『花園で咲き誇る』。一定時間先頭車両と同じ属性に変化し、先頭車両がアタッカーかトリックスターならそのでんこのATKが、ディフェンダーかサポーターならDEFが増加する。効果量は自身と同じ属性の編成内でんこの数（上限5体）に応じて増加する。
グレーテ
タイプ：トリックスター / 属性：flat⇔heat・cool / でんこカラー：黄
スキルは『変装のスペシャリスト』→『愛娘は素顔で笑う』。一定時間heat属性かcool属性に変化し、heat・cool属性の編成内でんこの数（上限5体）に応じて当該でんこのDEFが増加する。
ジビア
タイプ：トリックスター / 属性：flat⇔heat・cool / でんこカラー：紫
スキルは『華麗なる手さばき』→『全ては百鬼の手中』。一定時間heat属性かcool属性に変化し、heat・cool属性の編成内でんこの数（上限5体）に応じて自身のATKが増加する。
モニカ
タイプ：トリックスター / 属性：flat⇔cool・eco / でんこカラー：青
スキルは『秘する特技』→『氷刃が愛するもの』。一定時間cool属性かeco属性に変化し、cool・eco属性の編成内でんこの数（上限5体）に応じて自身のDEFが増加する。
ティア
タイプ：トリックスター / 属性：flat⇔cool・eco / でんこカラー：赤
スキルは『読み取る願望』→『夢語は惹きつける』。一定時間cool属性かeco属性に変化し、cool属性かeco属性の編成内でんこの数（上限5体）に応じて当該でんこのDEFが増加する。
サラ
タイプ：トリックスター / 属性：flat⇔heat・eco / でんこカラー：緑
スキルは『頼れる動物たち』→『草原を駆ける』。一定時間heat属性かeco属性に変化し、heat・eco属性の編成内でんこの数（上限5体）に応じて当該でんこのDEFが増加する。
アネット
タイプ：トリックスター / 属性：flat⇔heat・eco / でんこカラー：桃
スキルは『瓜二つの工作品』→『忘我が組み上げる』。一定時間heat属性かeco属性に変化し、heat・eco属性の編成内でんこの数（上限5体）に応じて自身のATKかDEFが増加する。
エルナ
タイプ：トリックスター / 属性：flat（スキル未発動時） / でんこカラー：橙
スキルは『不幸の予兆』→『愚人は尽くす』。一定時間先頭車両と同じ属性に変化し、編成内でんこのアクセス時にスコアが500減少してしまうが、自身と同じ属性の編成内でんこの数（上限5体）に応じて経験値を与える。

#### ご注文はうさぎですか? BLOOM
ゲーム内では通称で名前が表記される。共通点として、編成内の属性の数が相手よりも少なければ編成内全員のATKとDEFが増加する。
保登 心愛（ほと ここあ）
タイプ：トリックスター / でんこカラー：桃
ゲーム内では「ココア」表記。
スキルは『ココア特製焼き立てパン』。一定時間、編成内でんこがリンクに成功した際にそのでんこと同じ属性のでんこに経験値を与える。また、編成内の属性の数が相手よりも少なければ編成内全員のATKとDEFが増加する。
香風 智乃（かふう ちの）
タイプ：サポーター / でんこカラー：青
ゲーム内では「チノ」表記。
スキルは『特製ブレンドコーヒー』→『当たるコーヒー占い』。一定時間、編成内でんこがアクセスされてHPが75%以下になった場合に回復させる。また、編成内の属性の数が相手よりも少なければ編成内全員のATKとDEFが増加する。
天々座 理世（てでざ りぜ）
タイプ：アタッカー / でんこカラー：紫
ゲーム内では「リゼ」表記。
スキルは『相棒のモデルガン』。編成内の属性の数が2種類以下の場合は自身のATKが増加する。また、編成内の属性の数が相手よりも少なければ編成内全員のATKとDEFが増加する。
宇治松 千夜（うじまつ ちや）
タイプ：トリックスター / でんこカラー：緑
ゲーム内では「千夜」表記。
スキルは『難解甘味処』→『大和撫子な看板娘』。一定時間自身のATKが増加するが、リンク時に20%の確率でリブートしてしまう。また、編成内の属性の数が相手よりも少なければ編成内全員のATKとDEFが増加する。
桐間 紗路（きりま しゃろ）
タイプ：トリックスター / でんこカラー：黄
ゲーム内では「シャロ」表記。
スキルは『見た目はお嬢様』→『生き抜くための上品さ』。自身以外のでんこがリブートした際に、50%の確率で手放した駅数に応じ獲得スコアが増加する。また、編成内の属性の数が相手よりも少なければ編成内全員のATKとDEFが増加する。
条河 麻耶（じょうが まや）
タイプ：ディフェンダー / でんこカラー：橙
ゲーム内では「マヤ」表記。
スキルは『小さな元気の塊』→『好奇心で突き進め！』。編成内の属性の数が2種類以下の場合は自身のDEFが増加する。また、編成内の属性の数が相手よりも少なければ編成内全員のATKとDEFが増加する。
奈津 恵（なつ めぐみ）
タイプ：トリックスター / でんこカラー：赤
ゲーム内では「メグ」表記。
スキルは『憧れのお姉さん』→『いつか憧れを越えて……』。編成内のでんこがアクセスされてリブートしなかった時、一定確率でアクセスされたでんこに経験値を与える。発動率はそのでんこのHPが高いほど増加する。また、編成内の属性の数が相手よりも少なければ編成内全員のATKとDEFが増加する。

#### Re:ゼロから始める異世界生活
エミリア
タイプ：ディフェンダー / でんこカラー：紫
スキルは『銀髪の精霊術師』→『心優しいハーフエルフ』。heat属性の駅へのリンク中は自身のDEFが増加し、cool属性の駅へのリンク中はアクセスされてダメージを受けた際にHPを回復し、eco属性の駅へのリンク中は受けるダメージを固定値で軽減する。複数の属性の駅にリンクしている場合は効果が重複する。
レム
タイプ：アタッカー / でんこカラー：青
スキルは『青髪の有能メイド』→『姉思いの鬼』。15分間自身のATKが増加する。効果量は自身がリンクに成功するごとに追加で増加する（上限8回）。
ラム
タイプ：サポーター / でんこカラー：桃
スキルは『桃髪の有能……？メイド』→『角を持たぬ鬼』。編成内のアタッカーのスキル発動時間を延長する。アサとは異なり、効果量に対する割合ではなくスキルレベルに応じた一定時間を加算する。
ベアトリス
タイプ：トリックスター / でんこカラー：赤
オリジナルでんこのベアトリスと区別するために、英字表記は「beatrice-rezero」となっている。
スキルは『禁書庫の番人』→『陰魔法の使い手』。スキル発動時、先頭でんこを最後にチェックインした地点から最も近い駅と同じ路線の駅のうちいずれかにアクセスさせる。ただし、新駅にアクセスすることはできない。
エキドナ
タイプ：トリックスター / でんこカラー：緑
スキルは『知識を欲する『強欲の魔女』』→『肥大する知識欲の権化』。編成内でんこのアクセス時、その日のアクセス駅数（上限70駅）に応じて編成内全員に経験値を付与し、スコアを獲得する。
コラボイベント「強欲の魔女襲来！〜混乱の始まりと興味の始まり〜」での報酬として入手可能。IKS.gearと同じくスカウトチケットやグレードアップチケットは使用不可能となっている。

#### この素晴らしい世界に祝福を!
アクア
タイプ：サポーター / でんこカラー：青
スキルは『異世界のトラブルメーカー』→『本当はすごい水の女神』。一定時間先頭でんこのHPの上限が増加し、アクセスされてHPが50%以下になると回復させる。また、発動開始時に増加させた最大HP分だけそのでんこのHPを回復させる。効果時間は変更できない。
めぐみん
タイプ：アタッカー / でんこカラー：赤
スキルは『爆裂魔法を操りし者』→『爆裂魔法の限界オタク』。15分間自身のATKが大幅に増加するが、一度発動するとクールタイムに入ってしまう。
ダクネス
タイプ：トリックスター / でんこカラー：黄
スキルは『貴族の聖騎士』→『鉄壁の聖騎士』。1時間の間自身の被アクセス時に、自身の被ダメージ（上限値はスキルレベルに応じて変動）が多いほど経験値とスコアを獲得できるが、自身が先頭に編成されているとDEFが減少してしまう。
ウィズ
タイプ：サポーター / でんこカラー：紫
スキルは『奇怪な魔力』→『本当の姿は秘密』。一定時間自身の直後に編成されているでんこのAPが高いほど、自身の直前に編成されているでんこのATKが増加する。
ゆんゆん
タイプ：サポーター / でんこカラー：桃
スキルは『紅魔の里の変わり者』→『アークウィザードの実力者』。一定時間効果時間内に与えた最大ダメージ（上限はスキルレベルに応じて上昇）に応じて、編成内全員のATKが増加する。

#### 【推しの子】
共通点として、所定位置に編成されているでんこのタイプに応じて効果が変動する。
星野 瑠美衣（ほしの るびい）
タイプ：ディフェンダー / でんこカラー：桃
ゲーム内では「ルビー」表記。
スキルは『母親譲りのアイドル力』→『憧れのステージへ！』。一定時間、自身の直後にアタッカーがいる場合は自身のDEFが、自身の直後にサポーターがいる場合は編成内全員のDEFが増加する。
有馬 かな（ありま かな）
タイプ：アタッカー / でんこカラー：赤
スキルは『元・天才子役のアイドル』→『誰か、私を見て』。一定時間、自身の直後にディフェンダーがいる場合は自身のATKが、自身の直後にサポーターがいる場合は編成内全員のATKが増加する。
MEMちょ（めむちょ）
タイプ：サポーター / でんこカラー：黄
スキルは『バズらせプロのインフルエンサー』→『もう一度アイドルへの夢を！』。一定時間、自身の直後にアタッカーがいる場合は編成内のでんこのリンク時に経験値を与え、自身の直後にディフェンダーがいる場合は編成内のでんこの被アクセス時に経験値を与え、自身の直後にサポーターがいる場合は編成内全員のATKとDEFが増加する。
黒川 あかね（くろかわ あかね）
タイプ：トリックスター（スキル未発動時） / でんこカラー：紫
スキルは『劇団の若きエース』→『憑依型演技の天才役者』。発動時、先頭車両と同じタイプに変化する（あかね本人が先頭車両の場合はトリックスターのまま）。その後、一定時間変化したタイプ応じて効果が変化する（アタッカーなら編成内全員のATK増加、ディフェンダーなら編成内全員のDEF増加、サポーターなら編成内全員のATKとDEF増加、トリックスターなら自身のATKとDEF増加）。発動時間終了後に元のタイプに戻る。

#### 五等分の花嫁∽
共通点として、自身を所定位置に編成することでスキルが発動したり、効果量が増加したりする。なお、アプリ版と連携していてもおでかけカメラでは使用不可能。
中野 一花（なかの いちか）
タイプ：トリックスター / でんこカラー：黄
スキルは『長女としての役割』→『自分の気持ちに素直に』。自身が先頭に編成されている場合は、編成内でんこのリンク時に経験値を与える。
中野 二乃（なかの にの）
タイプ：サポーター / でんこカラー：紫
スキルは『五つ子の絆』。自身が2両目に編成されている場合は、先頭と異なるタイプのでんこのATKが増加する。
中野 三玖（なかの みく）
タイプ：ディフェンダー / でんこカラー：青
スキルは『得意な科目は歴史』→『戦国武将マニア』。自身が3両目に編成されている場合はDEFが増加する。また、自身のリンク中は自身の前後に編成されているでんこのDEFが増加する。
中野 四葉（なかの よつば）
タイプ：アタッカー / でんこカラー：緑
スキルは『五つ子のムードメーカー』。30分間自身の前後に編成されているでんこのATKが増加する。自身が4両目に編成されている場合は自身のATKも増加する。効果時間は自身がリンクする度に延長する（ストックの上限は1時間）。
中野 五月（なかの いつき）
タイプ：サポーター / でんこカラー：赤
スキルは『真面目に取り組みますから！』→『努力が実を結ぶ時』。自身よりも前に編成されているでんこのタイプの数に応じて、編成内全員のDEFが増加する。自身が5両目に編成されている場合は追加で増加する。

#### 時々ボソッとロシア語でデレる隣のアーリャさん
共通点として、一定回数（スキルレベル5以降増加していき、スキルレベル7では10回）スキルを発動すると、スキルが強制終了してクールタイムに入ってしまう。
アリサ・ミハイロヴナ・九条（アリサ・ミハイロヴナ・くじょう）
タイプ：ディフェンダー / でんこカラー：青
ゲーム内では「アーリャ」表記。
スキルは『孤高のお姫様』。一定時間自身のDEFが増加するが、一定回数発動するとクールタイムに入る。
周防 有希（すおう ゆき）
タイプ：トリックスター / でんこカラー：橙
スキルは『深窓のおひい様』→『秘めたオタク気質』。一定時間編成内でんこの被アクセス時、一定確率で編成内でんこの被ダメージを0にすることがある。発動率は相手のATKの増加量（上限200%）に応じて増加する。編成内のでんこが一定回数アクセスされるとクールタイムに入る。るる同様、固定ダメージは防げない。
マリヤ・ミハイロヴナ・九条（マリヤ・ミハイロヴナ・くじょう）
タイプ：トリックスター / でんこカラー：桃
ゲーム内では「マーシャ」表記。
スキルは『学園の聖母』。一定時間編成内でんこの被アクセス時、アクセスされたでんこに経験値を与える。アクセスされたでんこがリブートしなかった場合は追加で経験値を与える。一定回数発動するとクールタイムに入る。
君嶋 綾乃（きみしま あやの）
タイプ：サポーター / でんこカラー：緑
スキルは『無口な従者』→『超ド級メイド！？』。一定時間編成内全員のDEFが増加するが、一定回数発動するとクールタイムに入る。

#### 終末トレインどこへいく?
共通点として、その日のアクセス駅数（上限30駅）に応じて効果量が増加する。また、葉香以外は上昇率が1駅～30駅、31駅～100駅、101駅以上の3段階に分かれている。
千倉 静留（ちくら しずる）
タイプ：アタッカー / でんこカラー：赤
スキルは『GO！GO！アポジー！』→『吾野柔術2段なので！』。その日のアクセス駅数（上限30駅）に応じて自身のATKが増加する。また、その日のアクセス駅数が31駅以上になった場合は追加でアクセス駅数（上限100駅）に応じてATKが増加し、101駅以上になった場合はさらに緩やかな上昇値でATKが増加する。
星 撫子（ほし なでしこ）
タイプ：トリックスター / でんこカラー：橙
スキルは『仲良くしなきゃメっ！』。その日のアクセス駅数（上限30駅）に応じてアクセスしたでんこに経験値を与える。また、その日のアクセス駅数が31駅以上になった場合は追加でアクセス駅数（上限100駅）に応じて経験値を与え、101駅以上になった場合はさらに緩やかな上昇値で経験値を与える。
久賀 玲実（くが れいみ）
タイプ：サポーター / でんこカラー：桃
スキルは『直感型野生児』→『あれ、やっちゃった……？』。その日のアクセス駅数（上限30駅）に応じて編成内全員のATKが増加する。また、その日のアクセス駅数が31駅以上になった場合は追加でアクセス駅数（上限100駅）に応じてATKが増加し、101駅以上になった場合はさらに緩やかな上昇値でATKが増加する。
東雲 晶（しののめ あきら）
タイプ：ディフェンダー / でんこカラー：青
スキルは『毒舌の雑学王』。その日のアクセス駅数（上限30駅）に応じて自身のDEFが増加する。また、その日のアクセス駅数が31駅以上になった場合は追加でアクセス駅数（上限100駅）に応じてDEFが増加し、101駅以上になった場合はさらに緩やかな上昇値でDEFが増加する。
中富 葉香（なかとみ ようか）
タイプ：サポーター / でんこカラー：紫
スキルは『宇宙開発を夢見て』→『30駅先で待っている』。編成内のflat属性でんこの数が3体以上かつ、その日のアクセス駅数が30駅以上の場合は編成内全員のDEFが増加する。

#### 無職転生Ⅱ
ナナホシ以外の共通点として、本人を含む全てのタイプのでんこを編成すれば、編成内全員のATKやDEFが増加する。
シルフィエット
タイプ：ディフェンダー / でんこカラー：緑
スキルは『治癒魔術の使い手』→『癒しの微笑み』。一定時間自身のDEFが増加するほか、編成内のディフェンダー以外がアクセスされた際に受けるダメージがシルフィエットの現在HP未満の場合、35%の確率でダメージを無効化しその分シルフィエットがダメージを受けることがある。自身のリンク中は身代わりが必ず発動する。また、本人を含む全てのタイプのでんこを編成すれば、編成内全員のDEFが増加する。
ロキシー・ミグルディア
タイプ：アタッカー / でんこカラー：青
ゲーム内では「ロキシー」表記。
スキルは『ウォータースプラッシュ』→『水王級魔術師』。一定時間自身のATKが増加するほか、直近20分以内に自身がcool属性の駅にリンクしていれば、自身以外のでんこのアクセス時にATKが増加する。また、本人を含む全てのタイプのでんこを編成すれば、編成内全員のATKが増加する。
ノルン・グレイラット
タイプ：サポーター / でんこカラー：黄
ゲーム内では「ノルン」表記。
スキルは『魔術勉強中』→『閉ざしていた心』。一定時間、編成内のアタッカーとトリックスターの数（上限2体）に応じて編成内全員のATKが、編成内のディフェンダーとサポーターの数（上限2体）に応じて編成内全員のDEFが増加する。また、本人を含む全てのタイプのでんこを編成すれば、編成内全員のATKとDEFが増加する。
アイシャ・グレイラット
タイプ：トリックスター / でんこカラー：赤
ゲーム内では「アイシャ」表記。
スキルは『妹メイド』→『生まれながらの才能』。一定時間編成内でんこのアクセス時、直近10分以内にアクセスした編成内でんこに経験値を与える。また、本人を含む全てのタイプのでんこを編成すれば、編成内全員のATKとDEFが増加する。
ナナホシ・シズカ
タイプ：トリックスター / でんこカラー：紫
ゲーム内では「ナナホシ」表記。
スキルは『転移魔法陣』→『いつの日か元の世界へ』。スキル発動時、先頭でんこを直近3ヶ月間で最も多くアクセスした駅にアクセスさせる。クールタイムはリンクした場合、最後にチェックインした地点からアクセスした駅が遠いほど（上限50km）短縮される。ただし最後にチェックインした地点が直近3ヶ月間で最も多くアクセスした駅とその周辺の駅（レーダーの有効範囲内）である場合は発動できないほか、うららのスキルは対象外。
コラボイベント「自動人形暴走！？～ナナホシ救助に本気だす～」での報酬として入手可能。IKS.gearと同じくスカウトチケットやグレードアップチケットは使用不可能となっている。

#### 〈物語〉シリーズ
共通点として、本人と同じ名前の文字を含むでんこ・駅に対してスキルが発動する。でんこの場合、漢字や名字・ミドルネームは対象外。なお、おでかけカメラではコラボイベント及びコラボガチャ開催期間中（2024年10月4日～10月31日）のみ使用可能だった。
戦場ヶ原 ひたぎ（せんじょうがはら ひたぎ）
タイプ：トリックスター / でんこカラー：紫
スキルは『百花繚乱文房具』。一定時間自身のHPが最大かつ、相手の編成内にひらがなかカタカナで「ひ」「た」「ぎ」のいずれかを名前に含むでんこがいた場合、一定確率で被ダメージを0にしてカウンターすることがある。るる同様、固定ダメージは防げない。
八九寺 真宵（はちくじ まよい）
タイプ：トリックスター / でんこカラー：橙
スキルは『大きなリュックサック』→『蝸牛の迷子』。スキル発動時、過去にアクセスしたことのある駅からランダムで1か所にアクセスすることができる。アクセスした駅が「ま」「よ」「い」のいずれかを読み仮名に含む場合は一定確率でリンクに失敗してしまう（相手にダメージも与えられない）代わりに、追加で別の駅にアクセスできる（追加アクセスできる回数はスキルレベル上昇に伴い増加）。うららやアンナのスキルは対象外。
千石 撫子（せんごく なでこ）
タイプ：サポーター / でんこカラー：桃
スキルは『目深にかぶった帽子』→『蛇切縄』。編成内のひらがなかカタカナで「な」「で」「こ」のいずれかを名前に含む全てのでんこと、『〈物語〉シリーズ』コラボでんこのDEFが増加する。
羽川 翼（はねかわ つばさ）
タイプ：トリックスター / でんこカラー：緑
スキルは『委員長の中の委員長』。編成内でんこのアクセスした駅が「つ」「ば」「さ」のいずれかを読み仮名に含む場合発動し、15分間アクセスしたでんこに経験値を与える。
忍野 忍（おしの しのぶ）
タイプ：ディフェンダー / でんこカラー：赤
スキルは『吸血鬼もどき』→『ハートアンダーブレード』。20分間自身のDEFが増加する。効果時間は編成内でんこのアクセスした駅が「し」「の」「ぶ」のいずれかを読み仮名に含む場合延長する（ストックの上限は1時間）。
阿良々木 火憐（あららぎ かれん）
タイプ：アタッカー / でんこカラー：黄
スキルは『ファイヤーシスターズの実戦担当』。20分間自身のATKが増加する。効果時間は自身がリンクした駅が「か」「れ」「ん」のいずれかを読み仮名にを含む場合延長する（ストックの上限は1時間）。
阿良々木 月火（あららぎ つきひ）
タイプ：サポーター / でんこカラー：青
スキルは『ファイヤーシスターズの参謀担当』。編成内のひらがなかカタカナで「つ」「き」「ひ」のいずれかを名前に含む全てのでんこと、『〈物語〉シリーズ』コラボでんこのATKが増加する。

#### アイドルマスター ミリオンライブ!
共通点として、1～3両目のでんこシリーズが同じ場合、『THE IDOLM@STER』初登場のキャラクターはリンクボーナスが、『アイドルマスター ミリオンライブ!』初登場のキャラクターはリブート時の経験値とスコアが増加する。
天海 春香（あまみ はるか）
タイプ：アタッカー / でんこカラー：赤
スキルは『まだ知らない私で』→『キラメキ進行形』。一定時間自身のATKが増加するほか、編成内でんこのいずれかのリンク中は編成内全員のATKが増加する。また、1～3両目のでんこシリーズが同じ場合、編成内でんこのリンクボーナスが増加する。
高槻 やよい（たかつき やよい）
タイプ：サポーター / でんこカラー：橙
スキルは『ホップステップジャンプ！！』→『ピカリピックアップ！』。一定時間編成内全員のATKが増加する。効果量は編成内でんこがリンクに成功するごとに追加で増加する（上限10回）。また、1～3両目のでんこシリーズが同じ場合、編成内でんこのリンクボーナスが増加する。
水瀬 伊織（みなせ いおり）
タイプ：アタッカー / でんこカラー：桃
スキルは『さあ私は今……』→『ピンクローズアプローズ』。一定時間自身のATKが増加する。リンク成功から5分間は追加で増加する。また、1～3両目のでんこシリーズが同じ場合、編成内でんこのリンクボーナスが増加する。
北沢 志保（きたざわ しほ）
タイプ：ディフェンダー / でんこカラー：緑
スキルは『強気の裏の本音』→『ライアー・ルージュ』。編成するだけで自身のDEFが増加し、自身のリンク時間の合計（上限75分）に応じて効果量が追加で増加する。また、1～3両目のでんこシリーズが同じ場合、編成内でんこのリブート時に獲得できる経験値とスコアが増加する。
矢吹 可奈（やぶき かな）
タイプ：サポーター / でんこカラー：橙
スキルは『くちびるには歌を』→『おまじない』。編成内でんこのアクセス時、そのでんこがリンクしている駅の数（上限6駅）に応じて固定ダメージを与える。また、1～3両目のでんこシリーズが同じ場合、編成内でんこのリブート時に獲得できる経験値とスコアが増加する。
篠宮 可憐（しのみや かれん）
タイプ：サポーター / でんこカラー：赤
スキルは『踏み出して！』→『教えてlast note』。編成内でんこの被アクセス時、そのでんこの最長リンク時間が1時間以内の場合はDEFが増加する。また、1～3両目のでんこシリーズが同じ場合、編成内でんこのリブート時に獲得できる経験値とスコアが増加する。
白石 紬（しらいし つむぎ）
タイプ：トリックスター / でんこカラー：紫
スキルは『唇はつむぐの』→『さかしまの言葉』。編成内のでんこがアクセスされてリブートした際、一定確率でリブートしたでんこが獲得した経験値の一部をそのでんこの直後に編成されているでんこに分配することがある。また、1～3両目のでんこシリーズが同じ場合、編成内でんこのリブート時に獲得できる経験値とスコアが増加する。
桜守 歌織（さくらもり かおり）
タイプ：トリックスター / でんこカラー：青
スキルは『希望の歌声を響かせて』→『ハミングバード』。編成内でんこのアクセス時、そのでんこがリンクしている駅の数（上限4駅）に応じて経験値を与える。また、1～3両目のでんこシリーズが同じ場合、編成内でんこのリブート時に獲得できる経験値とスコアが増加する。

#### 彼女、お借りします
共通点として、スキル発動中は属性が先頭車両と同じものに変化する。ただし麻美と墨は一定条件で効果時間が短縮してしまい、他3名は発動時間が終了すると強制的にリブートしてしまう。なお、おでかけカメラではコラボイベント及びコラボガチャ開催期間中（2025年4月4日～4月30日）のみ使用可能だった。
水原 千鶴（みずはら ちづる）
タイプ：ディフェンダー / 属性：flat（スキル未発動時） / でんこカラー：赤
スキルは『満足度星5彼女』→『女優としてステージに』。発動時に先頭車両と同じ属性に変化し、一定時間自身のDEFが増加する。効果量は自身がリンクしている駅数（上限3駅）に応じて追加で増加する。効果時間は変更できず、発動時間終了後に元の属性に戻ってから強制的にリブートする。
七海 麻美（ななみ まみ）
タイプ：サポーター / 属性：flat（スキル未発動時） / でんこカラー：黄
スキルは『小悪魔系彼女』→『胸に秘めた本当の自分』。発動時に先頭車両と同じ属性に変化し、一定時間編成内の属性が1種類の場合は編成内でんこのアクセス時に相手のDEFが減少する。ただし、編成内でんこがリンクに失敗すると効果時間が15分短縮してしまう。効果時間は変更できず、発動時間終了後に元の属性に戻る。
更科 瑠夏（さらしな るか）
タイプ：アタッカー / 属性：flat（スキル未発動時） / でんこカラー：青
スキルは『超積極的彼女』。発動時に先頭車両と同じ属性に変化し、一定時間自身のATKが増加する。効果量は編成内でんこが4体以上スキルを発動していれば追加で増加する。発動時間終了後に元の属性に戻ってから強制的にリブートする。
桜沢 墨（さくらさわ すみ）
タイプ：サポーター / 属性：flat（スキル未発動時） / でんこカラー：桃
スキルは『人見知り彼女』→『夢を目指して一歩ずつ』。発動時に先頭車両と同じ属性に変化し、一定時間編成内の属性が1種類の場合は編成内全員のDEFが増加する。ただし、編成内でんこがリブートすると効果時間が15分短縮してしまう。効果時間は変更できず、発動時間終了後に元の属性に戻る。
八重森 みに（やえもり みに）
タイプ：トリックスター / 属性：flat（スキル未発動時） / でんこカラー：紫
スキルは『コスプレイヤーコロネ丸』。発動時に先頭車両と同じ属性に変化し、一定時間編成内の属性が1種類の場合はDEFが増加する。また、自身のリブート時に獲得した経験値のうちの一定量を自身の直前に編成されているでんこに分け与える。効果時間は変更できず、発動時間終了後に元の属性に戻ってから強制的にリブートする。

#### けものフレンズ
共通点として、電友の数が多いほどスキルの効果量が増加する。一部は電友の数を増やすスキルを持つ。
サーバル
タイプ：アタッカー / でんこカラー：橙
スキルは『狩りの達人のフレンズ』。サーバルを所持しているだけで無条件に電友枠が増加する。また、電友が18人以上の場合は自身のATKが増加し、40人以上の場合は追加でATKが増加する。
カラカル
タイプ：サポーター / でんこカラー：橙
スキルは『からかい好きのフレンズ』→『面倒見の良いお姉さん』。電友の数（上限35人）に応じて編成内全員のATKが増加する。
アライグマ
タイプ：サポーター / でんこカラー：紫
スキルは『手先の器用なフレンズ』→『フェネックの相棒』。電友の数（上限35人）に応じて編成内全員のDEFが増加する。
フェネック
タイプ：ディフェンダー / でんこカラー：桃
スキルは『耳の大きなフレンズ』。フェネックを所持しているだけで無条件に電友枠が増加する。また、電友が18人以上の場合は自身のDEFが増加し、40人以上の場合は追加でDEFが増加する。
イワトビペンギン
タイプ：トリックスター / でんこカラー：赤
スキルは『ロックなフレンズ』。イワトビペンギンを所持しているだけで無条件に電友枠が増加する。また、電友が18人以上の場合は自身のATKとDEFが増加し、40人以上の場合は追加でATKとDEFが増加する。
キンシコウ
タイプ：トリックスター / でんこカラー：黄
スキルは『伝説持ちのフレンズ』。編成内でんこのアクセス時、電友の数（上限35人）に応じて経験値を与える。
ツチノコ
タイプ：トリックスター / でんこカラー：青
スキルは『未知の生物のフレンズ』→『永遠のたずねけもの』。ツチノコを所持しているだけで無条件に電友枠が増加する。また、編成内でんこのアクセス時、電友の数（上限35人）に応じてスコアを与える。

#### ざつ旅-That's Journey-
ちか以外の共通点として、当日と前日の移動距離の合計に応じて効果量が増加する。
鈴ヶ森 ちか（すずがもり ちか）
タイプ：トリックスター / でんこカラー：赤
スキルは『旅は気まぐれSNSまかせ』→『旅の先に見える景色』。スキル発動時、最近アクセスした回数が最も多い駅が所在する都道府県に応じてランダムに都道府県が選出される。その後60日以内に選ばれた都道府県にある駅に自身がチェックインすると、自身以外に経験値とスコアを付与する。一度発動したら2日間のクールタイムに入り、発動時間延長・クールタイム短縮は対象外。また、このスキルはガブリエラ・ジュリエット・アンバー等のスキルで無効化できない。
蓮沼 暦（はすぬま こよみ）
タイプ：トリックスター / でんこカラー：紫
スキルは『自由奔放な旅の相棒』。当日と前日の移動距離の合計に応じて自身のATKとDEFが増加する。300kmまでは移動距離に比例して効果量が増加し、300kmと600kmを超えるとさらにATKとDEFが増加する。
鵜木 ゆい（うのき ゆい）
タイプ：サポーター / でんこカラー：桃
スキルは『歴史を愛し、巡る旅』。当日と前日の移動距離の合計（上限500km）に応じて編成内全員のDEFが増加する。
糀谷 冬音（こうじや ふゆね）
タイプ：トリックスター / でんこカラー：黄
スキルは『旅するインスピレーション』。当日と前日の移動距離の合計に応じて編成内でんこのアクセス時に経験値とスコアを与える。300kmまでは移動距離に比例して効果量が増加し、300kmと600kmを超えるとさらに経験値とスコアを与える。
天空橋 りり（てんくうばし りり）
タイプ：サポーター / でんこカラー：青
スキルは『旅のお供の一杯は……』。当日と前日の移動距離の合計（上限500km）に応じて編成内全員のATKが増加する。

#### 魔法騎士レイアース
共通点として、アクセス回数やリンク時間に応じて効果量が増加する。なお、おでかけカメラではコラボイベント及びコラボガチャ開催期間中（2025年8月1日～9月1日）のみ使用可能だった。
獅堂 光（しどう ひかる）
タイプ：アタッカー / でんこカラー：赤
スキルは『炎と剣の赤き力』。1時間の間自身のATKが増加する。効果量は効果時間内のアクセス回数（上限10回）に応じて追加で増加する。
龍咲 海（りゅうざき うみ）
タイプ：ディフェンダー / でんこカラー：青
スキルは『水とレイピアの青き力』。自身がリンク中の駅のうち最も長いリンク時間（上限50分）に応じて自身のDEFが増加する。
鳳凰寺 風（ほうおうじ ふう）
タイプ：サポーター / でんこカラー：緑
スキルは『風と弓の碧の力』。一定時間、編成内でんこがアクセスされてダメージを受けた際にHPを回復させる。効果量はアクセスされたでんこがリンク中の駅のうち最も長いリンク時間（上限50分）に応じて増加する。
プレセア
タイプ：サポーター / でんこカラー：橙
スキルは『最高位の創師』。1時間の間編成内全員のATKが増加する。効果量は効果時間内のアクセス回数（上限10回）に応じて追加で増加する。
エメロード姫（エメロードひめ）
タイプ：トリックスター / でんこカラー：黄
スキルは『セフィーロへ祈りを捧げ』。自身がリブートすると、先頭でんこを過去にアクセスしたことのある駅からランダムで1か所にアクセスさせる。クールタイムはその日のアクセス回数（上限25回）に応じて短縮される。
コラボイベント「絶望の姫暴走！～哀しみが招く終焉～」での報酬として入手可能。IKS.gearと同じくスカウトチケットやグレードアップチケットは使用不可能となっている。

#### 特定作品以外のスペシャルでんこ
雪ミク
タイプ：トリックスター / でんこカラー：青 / イラスト：賀茂川
2017年版の姿で登場。2025年に復刻された際には同年版のフィルム「SNOW MIKU 2025衣装な雪ミク」が実装された。
スキルは『星雪の調べ』→『Twinkle Snow』。アクセス時と被アクセス時に、自分と相手のサポーターのスキルを無効化することがある。ただし、直接リンクの取り合いに影響しないスキル（もえ、うらら、アサなど）には影響しない。同じ内容のスキルを持つちとせと比較すると、必ず発動するとは限らないが発動時間はこちらの方が長い。
音街ウナ
タイプ：サポーター / でんこカラー：桃
スキルは『Sugar&Spicy』→『うなぴっぴごー！』。編成内のひらがなかカタカナで「お」「と」「う」「な」のいずれかを名前に含む全てのでんこのATKとDEFが一定確率で増加する。みそらよりも対象ワードが少なく必ず発動するとは限らないが、シーナやミナトなど両方のワードが付くでんこは併用が可能。
天竜浜名湖鉄道とのコラボレーションで登場した「うなぴっぴごー！フィルム」が実装されている。

#### メモリアルでんこ
期間限定ガチャのメモリアルガチャでのみ排出されるでんこ。奪取er協会に保管されていた過去のデータから生み出された。
でんこ一覧ではスペシャルでんこと同じ枠に入っており、ガチャもスペシャルガチャチケットで引くことができる。また誕生日やでんこな話も存在しないほか、マイレージクラス上限も10となっている。
ドロシー（Dorothy）
タイプ：サポーター / 属性：flat（スキル未発動時） / でんこカラー：赤 / イラスト：lack
紅茶とスコーンが好きなでんこ。特別なデータから生み出された自身の美しさを磨くのに余念がないが、現代の知識にはやや疎い。
スキルは『美しさを愛して』。発動時、先頭車両と同じ属性に変化する（ドロシー本人が先頭車両の場合はflat属性のまま）。その後一定時間、heat属性なら編成内全員のDEFが増加し、cool属性なら編成内全員のATKとDEFが増加し、eco属性なら編成内全員のATKが増加し、flat属性ならアクセスしたでんこに経験値を付与する。発動時間終了後に元の属性に戻る。
モデルは国鉄150形蒸気機関車。

### エクストラでんこ
期間限定ガチャのエクストラガチャでのみ排出されるでんこ。長らくエクストラガチャが存在しなかったOur Railsでは常時入手イベントが開催されているエルミーヌを除き入手不可だったが、2020年9月25日に初開催され、ツヅキ・チェル・まやが入手可能になった。これ以降もOur Railsではエクストラでんこが順次実装され、2021年1月25日には当時コロプラ版・アプリ版で登場していた全員が実装された。
モデルは事業用車両や海外の鉄道車両が多い。そのため、「今までは奪取er協会の裏方の仕事を任されていたが、マスターを見つけ思い出集めを手伝うことになった」「奪取er協会の海外支部で生まれたでんこだが、思い出集めを学ぶため来日した」という設定である。

#### 2018年実装
エルミーヌ・ワロン（Hermine Walloon）
タイプ：トリックスター / 属性：heat / 誕生日：10月4日 / でんこカラー：青 / イラスト：賀茂川
とある事件を解決するために送り込まれた特務でんこ。名探偵を自称する推理小説マニアだが、肝心の推理の腕は微妙なところも。マスターのことを「助手くん」と呼ぶ。
スキルは『記憶回路は特別製！』→『フォーゲット・ミー・ノット』。一定時間、編成内の全てのでんこのオモイダースの効果時間と駅数が増加する。うららのスキルは対象外。
モデルはオリエント急行の客車。
他のでんことは違いレベルアップ時の必要経験値が異なるほか、ガチャでは入手できず、特別ミッション解放パックを購入することで30日間使用できる。特別ミッションを30日以内にクリアすると正式に加入する。30日経過すると使用不可となるが、購入から1年以内に特別ミッションをクリアした場合も正式に加入する。そのため、2025年現在コロプラ版とアプリ版では唯一課金しないと入手不可能のでんこである。
赤壕 まひる（せきごう まひる）
タイプ：トリックスター / 属性：heat / 誕生日：1月4日 / でんこカラー：赤
快活で豪快なお姉さんでんこ。どんな寒さも吹き飛ばす、太陽のような存在。一人称は「あたい」。
スキルは『ゴーイングマイレール』→『真昼の太陽のように』。一定期間、相手と自身の編成内にいるeco属性のでんこのスキルを無効化する。アクセス時に影響を受けないスキルは無効化されない。
モデルは国鉄DD14形ディーゼル機関車。
波篠 すすぐ（なみしの すすぐ）
タイプ：トリックスター / 属性：cool / 誕生日：3月8日 / でんこカラー：青 / イラスト：黒城ろこ
ドジで泣き虫だが、片付けが得意なお姉さんでんこ。自分に自信が持てないが、掃除にかける情熱は一級品である。
スキルは『お片付けしちゃいましょ！』→『洗い浄め濯ぐもの』。一定期間、相手と自身の編成内にいるheat属性のでんこのスキルを無効化する。アクセス時に影響を受けないスキルは無効化されない。
モデルはスラブ洗浄車。
末永 てすと（すえなが てすと）
タイプ：トリックスター / 属性：eco / 誕生日：5月8日 / でんこカラー：青 / イラスト：黒城ろこ
幼く見え、舌足らずであるが実際はかなりのお姉さんという噂のあるでんこ。とても慎重で安全確認を欠かさない。
スキルは『徹底点検安全確認』→『ぐれーてすと・ちぇっかー』。一定期間、相手と自身の編成内にいるcool属性のでんこのスキルを無効化する。アクセス時に影響を受けないスキルは無効化されない。
モデルはJR東海R400形高速確認車。
果鳴 ツヅキ（はてなき ツヅキ）
タイプ：サポーター / 属性：cool / 誕生日：4月6日 / でんこカラー：青
クールで素直なでんこ。はっきりした性格から誤解されがちだが、困った人を放っておけないタイプ。手先が器用。
スキルは『レイルメイク』→『果て無き続きへ』。編成内のcool属性のでんこが同じ属性の駅にアクセスした時、相手に軽減できないダメージを追加で与え経験値も獲得する。また、cool属性の駅で受けるダメージを固定値で軽減する。
Our Railsでは2020年9月25日に実装された。
モデルはJR西日本架線延線車。
チェル・カーレ（Chell Care）
タイプ：サポーター / 属性：eco / 誕生日：7月3日 / でんこカラー：緑
底抜けに明るく陽気なでんこ。常にカメラを構えている。自分をイタリア製だと思い込み、イタリア風の名前まで付けてしまった。実は真面目な一面もある。
スキルは『レイルサーチ』→『Cercare』。編成内のeco属性のでんこが同じ属性の駅にアクセスした時、相手に軽減できないダメージを追加で与え経験値も獲得する。また、eco属性の駅で受けるダメージを固定値で軽減する。
Our Railsでは2020年9月25日に実装された。
モデルはJR西日本線路設備診断システム。
仰図 まや（あおぎず まや）
タイプ：サポーター / 属性：heat / 誕生日：5月1日 / でんこカラー：赤
自信満々で小悪魔なでんこ。甘え上手で才色兼備だが、実は寂しがり屋でもある。トンネルや橋といった建築物に興味を示している。
スキルは『レイルインスペクト』→『フォローユー・フォローミー』。編成内のheat属性のでんこが同じ属性の駅にアクセスした時、相手に軽減できないダメージを追加で与え経験値も獲得する。また、heat属性の駅で受けるダメージを固定値で軽減する。レベル92以上では編成内全員がheat属性の場合、効果量が増加する。
Our Railsでは2020年9月25日に実装された。
2025年6月9日にバージョンアップが実装された。
モデルはJR東日本建築限界測定車マヤ50。

#### 2019年実装
阿下喜 ケイ（あげき ケイ）
タイプ：トリックスター / 属性：heat / 誕生日：4月5日 / でんこカラー：青 / イラスト：フ子
ニナの師匠で、彼女からは「ケイ先生」と呼ばれている。小柄だが実はかなり年上と言う噂もあり、常に老人くさい口調で喋る。一人称は「ケイさん」。遊ぶこととゲームが大好き。
スキルは『えんじょいレッスン』→『旅立ちに必要なのは遊び心と探求心』。45分間ケイ以外のATKとDEFが減少してしまう代わりに獲得経験値が増加する。レベル92以上では先頭車両のでんこ（ケイが先頭の場合は2両目）のATKとDEFがさらに減少してしまうが、獲得経験値がさらに増加する。
2025年3月10日にバージョンアップが実装された。
モデルは阿下喜駅前にある軽便鉄道博物館の遊具「ミニ電ホクさん」の、北勢鉄道モハニ50形電車をモデルにした車両。
夕陽ケ丘 マツカ（ゆうひがおか マツカ）
タイプ：トリックスター / 属性：eco / 誕生日：10月29日 / でんこカラー：緑
ウシオの双子の姉。楽天家でキザな性格。子供好きで社交的。ウシオを心配する余り、自分を省みず何でも自分でやろうとする。
スキルは『ワン・フォー・オール』→『わたしの全ては世界のために』。誰かがリンクしている駅にアクセスしてリンクすると発動し、相手のでんこが獲得する経験値を編成内の所定の位置のでんこに分配する。マツカ自身には効果なし。フットバースでのアクセスでは発動しない。一度発動するとクールタイムに入り、うららのスキルは対象外。
モデルは愛知こどもの国こども汽車「B11まつかぜ」。また、名字の夕陽ケ丘は愛知こどもの国の「こども汽車」があるエリア「ゆうひが丘」が由来で、四天王寺前夕陽ヶ丘駅のことではない。
2022年6月6日、ウシオと共に「にしがま線応援特使」（西尾市を通る名鉄西尾線・名鉄蒲郡線の公認キャラクター）及び愛知こどもの国公認キャラクターに就任した。
夕陽ケ丘 ウシオ（ゆうひがおか ウシオ）
タイプ：サポーター / 属性：heat / 誕生日：10月29日 / でんこカラー：赤
マツカの双子の妹。人見知りで頑固な性格。体が弱くひねくれている。色々と無茶しがちなマツカをよく心配している。
スキルは『オール・フォー・ワン』→『世界の全てはあなたのために』。5分間先頭車両のでんこ（ウシオが先頭の場合は2両目）のATKが増加し、相手のでんこのDEFが減少する。効果時間は変更できず、うららのスキルは対象外。レイカとシルバーブルーメを合わせたようなスキルだが、効果量が高い代わりに効果時間は非常に短い。
モデルは愛知こどもの国こども汽車「B12しおかぜ」。マツカと同じく、名字の夕陽ケ丘は愛知こどもの国の「こども汽車」があるエリア「ゆうひが丘」が由来で、四天王寺前夕陽ヶ丘駅のことではない。
2022年6月6日、マツカと共に「にしがま線応援特使」及び愛知こどもの国公認キャラクターに就任した。
木屋 はかり（きや はかり）
タイプ：サポーター / 属性：cool / 誕生日：1月14日 / でんこカラー：青 / イラスト：すけぢ
「マスターの主治医」を自称する、眼鏡と白衣を身に付けたでんこ。偉そうで自信満々だが、面倒見はいい。セリアをライバル視しているが、当の相手はどこ吹く風の様子。
スキルは『自称・主治医の検測』→『ウィル・ネバー・ギブアップ』。一定時間、アクセスされたでんこのHPが99%以下になった時にそのでんこのHPを回復させる。編成しているでんこが全てcool属性の時は回復量が増加する。レベル92以上ではスキルが発動する度に14回まで効果時間が延長される。
2023年9月11日にバージョンアップが実装された。
モデルはJR西日本キヤ141系気動車「ドクターwest」。
出戸 たすく（でと たすく）
タイプ：トリックスター / 属性：heat / 誕生日：7月8日 / でんこカラー：赤 / イラスト：すけぢ
いつも自信がなくダウナーなでんこ。しかし朝は非常に凶暴で、口調が猛烈に悪くなる。かつてはにころと同じ荷物運びの仕事をしていたのだが、自身が無能だったため彼女に仕事を取られたと思い込んでいる。
スキルは『寝起き最悪カウンター』→『モーニング・ストライク』。寝起き(4:00〜10:00)の間、被アクセス時にリブートした場合もしなかった場合もカウンターする。また、編成しているでんこが全てheat属性の時、編成内でんこのリンクボーナスが増加する。
名字の「出戸」はモデル車両である京急デト17・18形電車のことであり、大阪府の同名駅のことではない。
花形 ひかる（はながた ひかる）
タイプ：トリックスター / 属性：eco / 誕生日：11月11日 / でんこカラー：紫 / イラスト：黒城ろこ
「永遠の十七歳」を自称する、アイドル気質の根性を持ち合わせたでんこ。実は趣味が古く、たまに無理をしすぎてむせることもある。同じアイドルとしてりんごに対し尊敬の念を抱いている。
スキルは『最強アイドル伝説』→『スターライト・オンザステージ』。一定時間自身のATKとDEFが増加し、アクセスした時とされた時に相手のでんこに経験値を付与する。また、編成しているでんこが全てeco属性かつ自身を除く編成内のでんこがダメージを受ける時に受けるダメージがひかるの現在HP未満の場合、ダメージを無効化しその分ひかるがダメージを受ける。
モデルは阪堺電気軌道11形電車。
汐留 いちご（しおどめ いちご）
タイプ：サポーター / 属性：heat / 誕生日：4月1日 / でんこカラー：赤
「運命の巫女・シビュラ」を自称し二重人格を装う、いわゆる中二病のでんこ。設定をしっかりと作り込んでいるが、たまに自分でも間違えることがある。本来の性格は子供っぽく寂しがりで、設定を語り合える友達を欲しがっている。
スキルは『シビュラの『力』』→『乙女よ、運命を手繰れ』。編成内の複数駅にリンクしているでんこのHPが0になった時、リンクを手放さず継続することがある。リブート時にアクセスされた駅は対象外。レベル92以上では前回の発動から15分以内の場合は発動率が増加する。
2023年9月11日にバージョンアップが実装された。
モデルは東京都交通局E5000形電気機関車。
安途 ふたば（あと ふたば）
タイプ：アタッカー / 属性：eco / 誕生日：4月28日 / でんこカラー：橙 / イラスト：黒城ろこ
「さいきょう」を自称する幼いでんこ。好奇心旺盛で、大きい物を目にすると持ち前の怪力で持ち上げようとする。オバケが苦手。
スキルは『ぐいっと牽引ハイパワー』→『さいきょうむてきのちからもち！』。自身がリンクしている時に発動し、自身が先頭車両に編成されている時は編成内のeco属性のでんこのATKが、2両目以降に編成されている時は編成内のeco属性のでんこのDEFが増加する。
モデルはアント工業の車両移動機。
天台 ヤコ（てんだい ヤコ）
タイプ：トリックスター / 属性：cool / 誕生日：6月12日 / でんこカラー：青
「オバケ」を自称し、暗所が大好きなでんこ。昼間は眠そうで支離滅裂なことばかり話すが、夜間はハイテンションな本来の人格が現れ、男勝りで饒舌な口調に変わる。
スキルは『ミッドナイト・ツアー』→『煌めく夜を駆け抜けて』。夜(18:00〜翌6:00)の間はATKとDEFが増加し、リンクした時にスコアを獲得する。また、丑三つ時(2:00〜2:30)の間はアクセスした時とされた時に相手のHPを0にすることがある。相手が『ダメージを受けてもHP1で耐えるスキル』を発動している場合は効果なし。
モデルは千葉都市モノレールの軌道作業車。
2019年11月25日、千葉都市モノレール公認キャラクターに就任した。
黒部 るい（くろべ るい）
タイプ：トリックスター / 属性：heat / 誕生日：6月1日 / でんこカラー：桃 / イラスト：すけぢ
お茶目でしたたか、世渡り上手な仕事人。仕事の時は「〜な私」と言う。若干ワーカホリック気味な節がある。未来に残してきた妹たちがいるという。
スキルは『セブンカラー・チェンジ♡』→『あなたに捧げるラストカラー』。一定時間、編成内のheat属性のでんこに、ATK増加・DEF増加・追加で軽減不能なダメージ・受けるダメージを固定値で軽減・アクセスしたときスコアを獲得・アクセスしたとき経験値を獲得、のうちいずれかの効果を与える。
モデルは黒部峡谷鉄道EDR形電気機関車。
石橋 おくる（いしばし おくる）
タイプ：サポーター / 属性：cool / 誕生日：5月6日 / でんこカラー：青
真面目で頑張り屋だが、相当な照れ屋かつあがり症のでんこ。何事も一生懸命で仕事もきちんとこなすが、マスターと話す時でさえ上手く喋れなくなる。実は力が強く、重いものを簡単に持ち上げられる。
スキルは『インパクトアブソーブ』→『我が身よ誰かの盾であれ』。一定時間、自身を除く編成内のcool属性のでんこがスキルによるアクセスをされた時、おくるのHPを100消費してダメージを無効化する。おくるのHPが消費HP以下の時は発動しない。
モデルは岩手開発鉄道DD56形ディーゼル機関車。
千寿ヶ原 ひとは（せんじゅがはら ひとは）
タイプ：トリックスター / 属性：eco / 誕生日：7月28日 / でんこカラー：黄 / イラスト：黒城ろこ
おっとりしていてマイペースなでんこ。登山が大好きで、山を見つけたら登らずにはいられない性分。一方で昔のことはあまりよく覚えていない様子。
「ひとはな話」において、長く駆動してきた影響で残りストレージが少ないため、仕事をするためには定期的に記憶を消さなければならないことが明かされている。
スキルは『ひとはのクライマーズガイド』→『そこに思い出があるから』。編成しているでんこが全てeco属性の時、編成内の誰かがリンクしていると発動。編成内のでんこがアクセスされてリブートしなかった時、アクセスされたでんこに経験値を与える。レベル92以上では発動する度に5回まで効果量が増加するが、編成内でんこがリブートすると効果量はリセットされてしまう。
2023年9月11日にバージョンアップが実装された。
モデルは国土交通省立山砂防工事専用軌道のディーゼル機関車。
エステル・サラ・パンクラス（Estelle Sarah Pancras）
タイプ：トリックスター / 属性：cool / 誕生日：11月20日 / でんこカラー：青 / イラスト：すけぢ
イギリス出身のじゃじゃ馬なお嬢様でんこ。お上品な箱入り娘に見えるが、勝手に突っ走ってはアンナやレイラから小言を食らっている。彼女の開発の裏には各国の思惑があるという。
スキルは『お嬢様は止まらない』→『ファインド・ア・レインボウ』。一定時間、リンク失敗時に一定確率でもう一度アクセスする。仮想ホームが複数存在する駅の場合、もう一度仮想ホームの振り分けが行われる。発動率はスキルレベルと当日移動した距離（上限100km）に比例する。ブラック指令との違いは、時間制限があり必ず発動するとは限らないが、スキル効果時間内は何度も発動する可能性があることと、クールタイムが長いこと。レベル92以上では2回目のアクセスでもリンクに失敗した場合、一定確率で3回目のアクセスを行うことがある。
なお、実装当初は「一定時間、自身がアクセスしてリンクできなかった時に、一度だけ別の仮想ホームにアクセスすることがある（仮想ホームの数が1つの駅や廃駅では発動しない）」というスキルだった。Our Railsではマルチプラットホームが実装されていないため効果がないスキルだったが、2021年6月2日のアップデートで現在の内容に変更された。
2021年10月19日にコロプラ版・アプリ版のアップデートでマルチプラットホームのアクセス調整が行われた際、初心者や低レベルでんこがアクセスしやすい仮想ホームが登場したところ、高レベルエステルが著しく有利になってしまう事態が発生した。そのため、同年12月14日に行われた再調整と同時にスキルがOur Railsのものに合わせられた。
2025年5月9日にバージョンアップが実装された。
モデルはイギリス鉄道374形電車「ユーロスター e320」。
アンナ・チェルトナム（Anna Cheltenham）
タイプ：サポーター / 属性：cool / 誕生日：7月3日 / でんこカラー：緑 / イラスト：すけぢ
イギリス出身のエステルのメイド。エステルを崇拝し常に彼女を最優先するが、彼女以外に対してはマスターや同僚のレイラであろうと辛辣。
スキルは『メイドは諫言を放つ』→『ナレッジ・イズ・パワー』。編成内のクールタイム中のでんこのATKが増加し、リンク時にクールタイムが短縮することがある。フットバースでのアクセスでは発動しない。
モデルはグレート・ウェスタン鉄道4073形蒸気機関車「チェルトナム・スパ・エクスプレス」。
レイラ・スコッツマン（Leila Scotsman）
タイプ：トリックスター / 属性：heat / 誕生日：7月11日 / でんこカラー：赤 / イラスト：ベーコンパンケーキ
イギリス出身のエステルの執事。常に優雅で穏やか。ティータイムをこよなく愛すのんびり屋に見えるが、執事としてマスターやでんこをサポートする腕は一人前。弱点は虫全般で、見ただけで素っ頓狂な叫び声をあげ何もできなくなる程。
スキルは『執事は茶を献じる』→『メイク・ヘイスト・スロウリィ』。発動時、編成内のでんこのスキル効果時間を0にしてスキルを終了することがある（アイレーン同様失敗することもある。また、発動時間を変更できないスキルは強制終了出来ない）。その後、成否に関係なく30分間編成内のクールタイム中のでんこのATKが増加する。
モデルは「ロイヤル・スコッツマン」の機関車および客車。

#### 2020年実装
ベティー・ウィリアムス（Betty Williams）
タイプ：アタッカー / 属性：heat / 誕生日：9月17日 / でんこカラー：橙
カウガールの衣装を着た、陽気なアメリカ出身のでんこ。根っからのエンターテイナー気質で、寸劇とバンジョーの演奏が得意だが、盛り上がりすぎておでかけを疎かにしてしまうこともある。
スキルは『イッツ・ショータイム！』→『舞台に向かって撃て！』。自身のATKが大幅に増加することがあるが、発動する確率は10%と低い。
モデルはグランドキャニオン鉄道EMD F40PHディーゼル機関車。
アメリア・パウエル（Amelia Powell）
タイプ：トリックスター / 属性：eco / 誕生日：9月1日 / でんこカラー：赤 / イラスト：黒城ろこ
レトロな装いのアメリカ出身のでんこ。何が起ころうとも動じない、非常にのんびりした性格。地元の協会員が使っていたビジネス用語を多用するが、「おんすけ」「しなじー」等、何故か平仮名表記。
スキルは『べすとぷらくてぃす♪』→『はるか昨日へ繋がる糸よ』。一定時間、編成しているでんこが全てeco属性かつ相手の編成に複数の属性がいる時、被ダメージの最大値が180で固定になる。ただし、相手の編成の属性が1種類のみの場合はDEFが減少してしまう。
モデルはサンフランシスコ・ケーブルカーの車両。
ルース・ブルックリン（Ruth Brooklyn）
タイプ：トリックスター / 属性：cool / 誕生日：8月17日 / でんこカラー：青 / イラスト：小森くづゆ
ローテンションでひねくれた、アメリカ出身のでんこ。赤い輪を持つ。その日の気分で急に休み、いつもゴロゴロしているが、誰も寝ているところを見たことはないらしい。アートに造詣がある。一人称は「ボク」。
スキルは『ハイ・アンド・ロー』→『ルースストーン・グラフィティ』。編成しているでんこが全てcool属性の時、編成内の誰かが2駅以上にリンクしていると発動。2駅以上にリンクしているでんこのリンク解除時に獲得する経験値とスコアが増減する。
モデルはニューヨーク市地下鉄R160形電車。
ジン・ティエン（金 天）
タイプ：トリックスター / 属性：heat / 誕生日：5月10日 / でんこカラー：黄
何でもお金で解決する、中国出身のお嬢様でんこ。いつも尊大で世話を焼かれるのに慣れきっている。友人を作りたがっているが、「お友達料」と称してすぐお金を払おうとするため、なかなかうまくいかない様子。
スキルは『お金でサクッと円満解決♪』→『金石之交』。一定時間、リブートしそうな時にダメージを受けなくなることがある。効果を発動しリンクを維持すると、代わりに相手に経験値を与える。ペガッサ星人のスキルに経験値付与を足した内容だが、こちらは時間制限付きで必ず発動するとは限らないが、クールタイムが短く時間内なら何度も発動する可能性がある。
モデルは天津開発区導軌電車1号線の車両。
ツー・スイラン（紫 翠蘭）
タイプ：サポーター / 属性：cool / 誕生日：9月9日 / でんこカラー：桃 / イラスト：黒城ろこ
チャイナドレスに身を包んだ、常に全力投球な中国出身のでんこ。故郷を深く愛し、魅力を伝えるために奮闘するが、空回りすることもある。語尾は「アル」。
スキルは『中国四千年の負けん気』→『紫気東来』。一定時間、編成しているでんこが全員cool属性の時、編成内のcool属性のでんこのDEFが増加する。相手編成内のでんこの属性の数が多いほど追加でDEFが増加。レベル92以上では編成内のcool属性のでんこがリンクしている駅の数（上限8駅）に応じて追加でDEFが増加する。
2024年9月9日にバージョンアップが実装された。
モデルは秦皇島山海観光鉄道秦旅山海号。
ロン・リンファ（龍 凛風）
タイプ：トリックスター / 属性：eco / 誕生日：12月29日 / でんこカラー：緑 / イラスト：にんげん
淡々としていて物静かな、中国出身のでんこ。感情表現が非常に素直。二人称は「老師(せんせい)」で、マスターを深く愛している。
スキルは『昨日よりもっと遠い場所へ』→『飛龍乗雲』。その日の移動距離(最大で30km)に応じてATKとDEFが増加する。また、編成しているでんこが全てeco属性の場合、編成内でんこのリンクボーナスが増加する。
モデルは上海トランスラピッドの車両。
途来 あるは（とらい あるは）
タイプ：トリックスター / 属性：cool / 誕生日：5月10日 / でんこカラー：緑 / イラスト：フ子
「未来の水先案内人」と称される、真面目で頑張り屋なでんこ。でんことしては試作段階のため、まだまだ勉強中。非常に心配性で、不測の事態に備え何でも持ち歩いている。
スキルは『プロトカウンター』→『Try/アルファからオメガまで』。一定時間、編成内のでんこがフットバースでアクセスされた時、カウンターすることがある。発動率はスキルレベルだけでなく、相手のランクに応じても増加する（上限ランク100）。カウンターダメージで相手がリブートした場合、相手のフットバースを無効化しダメージを受けなくなる。このスキルはレン・ミナト・てすと等のスキルで無効化できない。
Our Railsでは2020年10月26日に実装された。
モデルは新幹線E956形電車「ALFA-X」。
ハリシャ・チャトラパティ（Harisha Chhatrapati）
タイプ：トリックスター / 属性：heat / 誕生日：1月16日 / でんこカラー：紫
美人でおおらかなインド出身のでんこ。仕事もプライベートもバリバリこなすが、テンションが上がると踊り出さずにはいられなくなる。
スキルは『ディアロータス』→『蓮華咲く池のほとりで』。一定時間、ハリシャ自身を除く所定位置のでんこが着ているフィルムの与ダメージ効果と被ダメージ効果に応じて自身のATKとDEFが増減する。スキルと経験値関連の効果は引き継がない。
モデルはデカン・オデッセイ・トレイン。
アヌシュカ・ニューデリー（Anushka Newdelhi）
タイプ：ディフェンダー / 属性：cool / 誕生日：12月25日 / でんこカラー：青
クールな委員長タイプのインド出身のでんこ。赤い輪を持つ。何事も計画を立ててこなす堅実な性格で、面倒見はいいがルールやマナーにうるさい。何故か日本のことにとても詳しいが、本人は「予習の成果」と言い張っている。
スキルは『ルールオブウイング』→『知識は翼、規律は風』。リンクしているとき発動し、編成しているでんこが全てcool属性の場合、編成内のDEFが増加する。アヌシュカが2駅以上リンクしている場合は追加で増加する。
モデルはデリー・メトロフェーズ1の車両。
シャンティ・ダージリン（Shanti Darjeeling）
タイプ：サポーター / 属性：eco / 誕生日：7月3日 / でんこカラー：赤 / イラスト：すけぢ
ムードメーカーで天真爛漫なインド出身のでんこ。マイペースでのんびりとした性格のせいか、彼女の周りは居心地が良く自然と人が集まってくる。しかしトラブルメーカーかつ天然ゆえに、予期せぬトラブルを引き起こしてしまうこともある。紅茶に詳しい。お守りとして砂を携帯していて、ピンチになった時に撒く。
スキルは『マウンテンステップ』→『崖は遊び場、山は庭』。一定時間、シャンティ自身を除く編成内のでんこがアクセスした際に相手の編成に複数の属性がいた場合は相手に固定ダメージを与える。レベル92以上では効果時間内に発動した回数（上限4回）に応じて固定ダメージを追加で与える。
2024年9月9日にバージョンアップが実装された。
モデルはダージリン・ヒマラヤ鉄道のトイトレイン。
オリヴィア・アデレード（Olivia Adelaide）
タイプ：トリックスター / 属性：heat / 誕生日：2月4日 / でんこカラー：橙 / イラスト：黒城ろこ
自然と人工の共存を楽しみつつ、冒険と開拓を愛するオーストラリア出身のでんこ。未開拓地を冒険するのが大好きで、そのような場所を見るとテンションが上がる。店舗の｢新規開拓｣も好きだという。
スキルは『ザクッと開拓アドベンチャー！』→『君はオリーブの若葉』。一定時間、編成内のでんこが新駅または今月の新駅にアクセスした時、アクセスしたでんこに経験値を与える。レベル92以上では今月アクセスした新駅が50駅以上の場合は追加で経験値を与える。
2024年9月9日にバージョンアップが実装された。
モデルはパシフィック・ナショナルNR形ディーゼル機関車「ザ・ガン」。
サニー・バイロン（Sunny Byron）
タイプ：アタッカー / 属性：heat / 誕生日：12月16日 / でんこカラー：赤
ゆるく自分の人生を楽しむ、ポジティブな自由人のオーストラリア出身のでんこ。あっけらかんとしていて大らか。ポジティブで物怖じしないため、人の輪に自然に入っていくのが得意。モットーは｢人生を楽しむ｣。褐色の肌は日焼けであり、ラッピングによっては見える腹部と肩は白い。
スキルは『サンライズヒート』→『Sunny Life!』。20分間自身のATKが増加する。効果時間はheat属性のでんこからアクセスされる度に延長する(ストックの上限は1時間)。
モデルはバイロンベイ鉄道のソーラートレイン。
ミア・ジェムブルック（Mia Gembrook）
タイプ：サポーター / 属性：eco / 誕生日：7月28日 / でんこカラー：緑 / イラスト：すけぢ
自然が大好きで大らかなオーストラリア出身のでんこ。とても活発で、裸足で木登りも日常茶飯事。普段から自然体でいることを心がけているのだが、自然体すぎて隠し事ができず、思った事をつい口に出してしまいがち。
スキルは『グリーン&グリーン』→『緑のトンネルをくぐって』。一定時間、編成しているでんこが全てeco属性だった場合、ミア自身を除く編成内のでんこのアクセス時に相手のでんこのDEFが減少する。
モデルはパッフィンビリー鉄道G42形蒸気機関車。
マーシャ・エカテリンブルク（Masha Ekaterinburg / Маша Екатеринбург）
タイプ：サポーター / 属性：heat / 誕生日：7月9日 / でんこカラー：赤 / イラスト：ヨネベ
クールな一匹狼を装う、いわゆる「かまってちゃん」なロシア出身のでんこ。仕事が出来る自分を夢見ているが、お世辞にも出来るとは言い難く、よくやり直しをさせられている。斜に構えているような態度を取るが、実は情に厚い。趣味はライトノベルを読むこと。
スキルは『超極技・絶対零度』→『蒼のストラースチ』。一定時間編成内のheat属性のでんこがcool属性以外のでんこからアクセスされた際、相手のAPが減少する。他のDEF増加・ATK減少スキルとは異なり、相手のステータスに直接干渉する。同時に実装されたニーカ・ポーリャとは対象属性以外の効果が同じ。
モデルはエカテリンブルク市電に導入予定だったR1 (路面電車車両)。
ニーカ・ヤロスラフスキー（Nika Yaroslavsky / Ника Ярославский）
タイプ：サポーター / 属性：cool / 誕生日：10月5日 / でんこカラー：青 / イラスト：フ子
質素倹約がモットーの、生真面目なロシア出身のでんこ。本人曰く「1週間は寝なくても大丈夫」と豪語するほどの体力の持ち主で、どんな困難も体力があればどうにか出来ると思っている節もある。仕事をきちんとこなし他のでんこの手助けもするが、時にはやり過ぎてしまうこともしばしば。一人称は「ワタクシ」で、相手のことを「〜殿」と呼び、語尾は「〜であります」と、軍人のような喋り方が特徴。
スキルは『質素倹約・用兵術』→『赤熱のパビエーダ』。一定時間編成内のcool属性のでんこがeco属性以外のでんこからアクセスされた際、相手のAPが減少する。
モデルはロシア鉄道EP1型電気機関車。
ポーリャ・モスコフスキー（Polya Moskovskiy / Поля Московский）
タイプ：サポーター / 属性：eco / 誕生日：12月18日 / でんこカラー：橙 / イラスト：そゐち
いつも笑顔で明るい、ロシア出身のでんこ。常に相手のことを気にかけていて、せっせと世話を焼くのが好き。信条は「何事も褒めて伸ばす」と「欲しい物は与える」だが、彼女のやり方が甘過ぎると捉えるでんこもいるという（特に質素倹約を重んじるニーカ）。
スキルは『愛・希望・幸福宣言』→『黄金のスラーヴァ』。一定時間編成内のeco属性のでんこがheat属性以外のでんこからアクセスされた際、相手のAPが減少する。
モデルはモスクワ・サンクトペテルブルク鉄道で運用される、シーメンス社ヴェラロRUS「サプサン」。

#### 2021年実装
ショコラ・グリュイエール（Chocolat Gruyères）
タイプ：アタッカー / 属性：eco / 誕生日：6月11日 / でんこカラー：青 / イラスト：ヨネベ
可愛いものと甘いものが大好きなスイス出身のでんこ。チョコレート菓子を作る腕は超一流で、周囲を笑顔にするために、よくチョコレートを作っては配っている優しい性格。実は怪力の持ち主だが本人はこれを気にしていて、普段は力を抑制している。
スキルは『セーフモードスイッチ』→『ショコラ・ピュイサンス』。90%の確率で自身のATKが減少する。初の完全デメリット効果のスキルだが、ショコラ本人のAPは全でんこの中で最も高く設定されているため実質的に低確率で大ダメージを与えることができる。
モデルはモントルー・オーベルラン・ベルノワ鉄道GDe4/4形電気機関車「チョコレート・トレイン」。
レオニー・シュトース（Leonie Stoos）
タイプ：トリックスター / 属性：cool / 誕生日：12月17日 / でんこカラー：緑 / イラスト：にんげん
明るく元気だが趣味が独特なスイス出身のでんこ。スリルを求めて絶叫系アトラクションに乗りまくったり、服や持ち物は一風変わったデザインが好きな変わり者。どんな時でも時間を守る几帳面な一面もある。
スキルは『ドキドキ・スリル体験』→『九死に一笑』。一定時間アクセス時にHPを60消費する代わりに、自身のHP状況が悪いほどATKとDEFが増加する。現在HPが60以下の時はHPを消費しないで発動できる。
モデルはシュトースバーンの車両。
レニャ・サンモリッツ（Lenya Sanktmoritz）
タイプ：トリックスター / 属性：heat / 誕生日：6月1日 / でんこカラー：橙
高所が好きでフレンドリーだが、少し抜けているスイス出身のでんこ。漢字などといった日本のことが大好きで、留学を楽しみにしていた。難しいことはあまり考えない方だが、誰とでもすぐに打ち解けることができる。あすかとは自身の交換留学時に出会って以来親しい仲。
スキルは『いっしょにあそぼうよ！』→『グレッツィ！みんなお友だちだよ♪』。編成しているでんこが全てheat属性の時、編成内の誰かがリンクしていると発動。編成内のでんこがアクセスされてリブートしなかった時、アクセスされたでんこがリンクしている駅の数（上限5駅）に応じてそのでんこに経験値とスコアを与える。
モデルはレーティッシュ鉄道Ge4/4 II形電気機関車622号機（箱根登山鉄道塗装）。
アミーラ・ラムセス（Amira Ramses）
タイプ：サポーター / 属性：heat / 誕生日：6月18日 / でんこカラー：赤 / イラスト：すけぢ
女王を自称するエジプト出身のでんこ。高飛車な性格で、マスターを召使い扱いしている。実はあまり素直になれていないだけで、庶民派で親しみやすい一面もある。
スキルは『これが女王の務めです！』→『約束されたマアト』。編成内のでんこが全てheat属性の場合、一定時間編成内のでんこがリンクする度に編成内のでんこのATKとDEFが増加する（上限5回）。
モデルはエジプト鉄道のターボトレイン。
ティエ・ヘルワーン（Tie Helwan）
タイプ：トリックスター / 属性：cool / 誕生日：9月1日 / でんこカラー：青
無表情でミステリアスに見えるエジプト出身のでんこ。実際は明るく陽気な性格の持ち主で、ポーカーフェイスを生かして相手をからかうなど面白いことには全力。日本のテレビに興味がある。情に厚くアミーラとネネのことが大好き。
スキルは『スフィンクスのなぞかけ』→『トトの叡智』。編成しているでんこが全てcool属性の時、編成内の誰かがリンクしていると発動。編成内のでんこがアクセスされてリブートしなかった時、アクセスされたでんこに経験値を与える。ひとはとは属性以外の効果が同じである。
モデルはカイロ地下鉄1号線の車両。
ネネ・エル・ラムル（Nene Al Ramlh）
タイプ：サポーター / 属性：eco / 誕生日：1月6日 / でんこカラー：黄 / イラスト：そゐち
内気で引っ込み思案なエジプト出身のでんこ。明るく誰とでも打ち解けられるように努力を怠らない。しかしその努力があらぬ方向へ空回りしてしまうこともある。神話や言い伝えに詳しい。
スキルは『憧れの女神を目指して』→『ハトホルの加護』。編成内の誰かがリンクした際、ネネ以外の2体がリンクしていれば発動。一定時間編成内のでんこがアクセスされた際にダメージを固定値で軽減する。
モデルはアレクサンドリア市電K-1E6。
雲屋 みゅう（くもや みゅう）
タイプ：トリックスター / 属性：cool / 誕生日：2月9日 / でんこカラー：青 / イラスト：小森くづゆ
明るいゲームオタクで動画配信者のでんこ。7周年を祝う行事の先導役として現代に派遣された。ノリが良くコミュニケーションが得意に見えるが、実際はゲーム以外の話題になると上手く話せないことがコンプレックス。相手を「〜っち」と呼ぶ。
スキルは『わくドキ☆スーパープレイ』→『ゲームが結ぶ絆』。一定時間、編成内のでんこがねこぱんちを使用した際に獲得できる経験値が増加する。増加する経験値は他のスキルで分配できない。
モデルはJR東日本209系電車「MUE-Train」。
五葉 あこ（ごよう あこ）
タイプ：トリックスター / 属性：cool / 誕生日：7月14日 / でんこカラー：緑 / イラスト：小森くづゆ
創作意欲は豊富だが人前に出るのが苦手なでんこ。動画制作の技術に関しては一級品。かつては動画投稿も行っていたが、現在は表に出ることをみゅうに任せ自身は裏方に徹している。みゅうのことをベストパートナーだと思っているが、「彼女を利用してしまっているだけなのでは」と思い悩むこともある。
スキルは『頼りになる裏方』→『最高の相方』。一定時間、獲得経験値を増加させるスキルの効果量を増やす。対象にはしおりやミユなどの一定量の経験値を追加で付与するスキルの他に、マコやニナといった相手に経験値を与えるスキル、よしのなどの自身のみに経験値を付与するスキル、ケイやみゅうといった獲得経験値そのものを増やすスキル、ルースのように経験値がランダムで変わるスキルが含まれる。ただし、にころやなよりといった経験値を配分するスキルや、たすくやリンファなどのスコアボーナスを増やすスキル（どちらも属性の都合上併用不可）には効果がない。
モデルはJR東日本E993系電車「ACトレイン」。
クロエ・オペラ（Chloe Opéra）
タイプ：トリックスター / 属性：cool / 誕生日：10月5日 / でんこカラー：紫 / イラスト：にんげん
少し気が強くおしゃれが好きなフランス出身のでんこ。ピンクの輪を持つ。性格のせいで同じパリ支部にいる姉妹と喧嘩別れしたままとなってしまっている。二度と同じ過ちを犯さないために優しく落ち着いた性格を目指しているが、なかなか上手く行かない様子。
スキルは『ホワッツ・オン・ザ・キャットウォーク』→『手を繋いでランウェイへ』。一定確率で先頭のでんこが着用しているフィルムの与ダメージ効果と被ダメージ効果が倍増する。ステータスが下がるフィルムだと弱体化してしまうため注意。
モデルはパリ・メトロMF77型電車。
エマ・ノアイユ（Emma Noailles）
タイプ：トリックスター / 属性：cool / 誕生日：2月7日 / でんこカラー：青
口数の少ないぼんやりしたフランス出身のお嬢様でんこ。大人しい印象とは裏腹に、一度決めたことは譲らない頑固な性格。故郷のブイヤベースが大好きで味にはうるさい。
スキルは『ラ・ブリーズ・ドゥ・メール』→『潮騒と海風のパヴァーヌ』。編成内が全員cool属性の時、アクセス時に相手に与えたダメージに応じて経験値とスコアを与える。相手がheat属性だった場合は効果量が追加で増加する。
モデルはマルセイユ・トラムのフレキシティ・アウトルックC。
レア・パリ・ノール（Lea Paris Nord）
タイプ：アタッカー / 属性：heat / 誕生日：9月27日 / でんこカラー：橙 / イラスト：黒城ろこ
純粋で腕白、天真爛漫なフランス出身のでんこ。見た目よりも幼い言動や行動を取る。スピードに誇りを持ち、かけっこが好きで周囲によく勝負を挑んでいる。箪笥の中のような暗く狭い場所は嫌い。
スキルは『ラン・レア・ラン！』→『ラ・グラン・ヴィテス』。一定時間自身のATKが増加する。前回の自身のアクセスから3分以内の場合は追加で増加する。
モデルはTGV Duplex。
ルイザ・ベロ・オリゾンテ（Luiza Belo Horizonte）
タイプ：アタッカー / 属性：eco / 誕生日：4月5日 / でんこカラー：緑 / イラスト：小森くづゆ
「マスターのボディーガード」を自称する、豪快で熱血なブラジル出身のでんこ。マスターを守るためなら何でもするが、たまに空回りしてしまうこともある。一人称は「オレ」。
スキルは『お前を守るぜ！』→『フォルサ・グアルダ・フォルサ』。編成内の属性の数が2つの場合は自身のATKが増加する。また、自身のリンク中は編成内でんこのDEFが増加する。
モデルはヴィトーリア・ミナス鉄道EMD BB40-2ディーゼル機関車。
エレナ・オリャンタイタンボ（Elena Ollantaytambo）
タイプ：サポーター / 属性：cool / 誕生日：1月15日 / でんこカラー：緑 / イラスト：ヨネベ
マスターを前世から愛し合っていた相手だと思い込み、「あるじ様」と呼んで偏愛するペルー出身のでんこ。マスターの前世は巫女である自身と結ばれなかった旅人だと信じている。マスターが他のでんこといることさえも快く思っていない模様。ダンスと占いが得意な霊感体質。
スキルは『再びの巡り逢い』→『インティからの御神託』。編成内全員がcool属性の時はエレナ以外のATKが増加するが、編成内でんこがリンクに失敗するとスキルが強制終了してしまう。
モデルはペルー・レイルのビスタドーム。
メリナ・レティーロ（Melina Retiro）
タイプ：ディフェンダー / 属性：heat / 誕生日：2月13日 / でんこカラー：赤 / イラスト：すけぢ
人懐っこいが辛口なアルゼンチン出身のでんこ。青い輪を持つ。可愛らしい見た目に反してよくブラックジョークを吐く。本人は打たれ強いメンタルを持っているが、周囲も同じだと思ってしまっている模様。自分と価値観が合わない相手を受け入れる寛容な一面もある。
スキルは『プリティーガール・ブラックジョーク』→『ポジティーヴォ・マニャーナ』。一定時間、自身がリンクしている駅の数（上限5駅）に応じて自身のDEFが増加する。また、自身が複数の駅にリンクしている場合は編成内全員のDEFが増加する。
モデルはブエノスアイレス地下鉄200形電車。
オーロラ・アンカレッジ（Aurora Anchorage）
タイプ：サポーター / 属性：cool / 誕生日：7月15日 / でんこカラー：青 / イラスト：ヨネベ
雪を中心としたサバイバル技術を持ったアラスカ出身のでんこ。シベリアンハスキーのぬいぐるみ「ロッキー」を常に抱いていて、大切な友人として扱っている。
スキルは『スノー・もふもふ・サバイバル』→『光のカーテンの下で』。編成内がcool属性とheat属性の時、相手でんこにアクセスされた際に相手のATKが減少する。また、アクセスされてリブートしなかったでんこに経験値とスコアを与える。
モデルはアラスカ鉄道EMD SD70MACディーゼル機関車「オーロラ号」。
ノーラ・ホワイトホース（Nora Whitehorse）
タイプ：サポーター / 属性：eco / 誕生日：8月1日 / でんこカラー：緑 / イラスト：ベーコンパンケーキ
楽天家で掴み所の無いカナダ出身のでんこ。服装には無頓着。長い間一人きりで輸送の仕事を担っていたため、人の話を聞かない。
スキルは『ええっとぉ……なんだっけ？』→『隠れた意欲と情熱』。編成内がeco属性とcool属性の時、相手でんこにアクセスされた際にダメージを固定値で軽減させる。また、アクセスされてリブートしなかったでんこに経験値とスコアを与える。
モデルはホワイト・パス・アンド・ユーコン・ルートGE GEX3341ディーゼル機関車。
メープル・トロント（Maple Toronto）
タイプ：サポーター / 属性：heat / 誕生日：4月26日 / でんこカラー：橙 / イラスト：そゐち
大自然と甘いものに目がないカナダ出身のでんこ。メープルシロップが大好きで、常に鞄に入れている。仕事もプライベートも全力投球だが時間にルーズ。
スキルは『ラヴ・メープルシロップ！』→『琥珀色の甘い秘密』。編成内がheat属性とeco属性の時、相手でんこにアクセスされた際にDEFが増加する。また、アクセスされてリブートしなかったでんこに経験値とスコアを与える。
モデルはアムトラックEMD F40PHディーゼル機関車「メープルリーフ」。

#### 2022年実装
ハノイ・シュアン（河内 春 / Hànội Xuân）
タイプ：サポーター / 属性：cool / 誕生日：10月2日 / でんこカラー：青 / イラスト：天三月
儚げな雰囲気を纏うベトナム出身のでんこ。アオザイを着ている。実際には大雑把な楽天家であり、電車の乗り過ごしや乗り間違えも多い。日本の鉄道や風景に興味があり、支部の発展のために日本の技術を学ぼうとしている。
スキルは『まあなんとかなるかな……と』→『一緒におでかけしてもらえますか？』。編成内でんこにアクセスしてきた相手が1〜3両目に編成されている場合、相手でんこのATKが減少する。
モデルはベトナム鉄道D19E型ディーゼル機関車。
ナム・ソユン（南 瑞潤 / 남 서윤）
タイプ：サポーター / 属性：eco / 誕生日：10月31日 / でんこカラー：緑
自分の感情にまっすぐで裏表のない韓国出身のでんこ。緑の輪を持つ。曲がったことが嫌いで気が強いため怖がられてしまうこともあるが、困った相手を見ると放っておけない情に厚い性格の持ち主。美容に詳しくスタイリッシュだが、歌と踊りは下手。
スキルは『今日もカンペキッ♪』→『いつだって最高の自分で』。編成内のeco属性でんこが複数体リンクしている間は、編成内のeco属性でんこのDEFが増加する。レベル92以上では編成内にeco属性のでんこが4体以上いる場合、効果量が追加で増加する。
2025年7月9日にバージョンアップが実装された。
モデルはソウル特別市地下鉄公社2000系電車 (2代)。
ピン・ユートン（平 語彤）
タイプ：サポーター / 属性：heat / 誕生日：3月5日 / でんこカラー：黄 / イラスト：ベーコンパンケーキ
朗らかでフレンドリーな台湾出身のでんこ。人当たりがよく、多くのでんこと友人になるのが目標。工芸品が好きで、趣味はミニチュアやジオラマの製作。ナツミとは支部時代からの付き合いで仲が良い。
スキルは『日々の思い出・立体造形』→『とっておきのジオラマです♪︎』。編成内全員がheat属性の時、一定時間編成内でんこのDEFが増加する。また、編成内heatでんこのHPがアクセスされて99%以下になった時に回復させる。
モデルは台湾鉄路管理局DR1000型気動車 (2代)。
フルゥ・ユトレヒト（Fleur Utrecht）
タイプ：サポーター / 属性：eco / 誕生日：9月4日 / でんこカラー：黄 / イラスト：フ子
働き者で面倒見のよいオランダ出身のでんこ。SNSを使いこなしており、兎グッズの写真を掲載している。兎のぬいぐるみ「ヴィト」を大切にしている。
スキルは『ラビット・コレクター』→『大切な相棒』。一定時間、編成内でんこがheat属性とeco属性のみの場合は、一定確率で編成内でんこの受けるダメージを固定値で軽減する。効果量は編成内eco属性でんこ、発動率は編成内heat属性でんこの数（どちらも上限3体）に依存する。
モデルはオランダ鉄道9400型電車。
ミラ・ビネンホフ（Mila Binnenhof）
タイプ：トリックスター / 属性：heat / 誕生日：11月18日 / でんこカラー：赤
心配性で用心深いオランダ出身のでんこ。慎重派のため近場の外出先を選びがち。相手のプランに対してもより安全なプランを出してしまう。
スキルは『超絶慎重派』→『安全・安心なおでかけプラン』。一定時間、直近3ヶ月以内で一番アクセスが多い駅とその周辺4駅以外にチェックインしてリンクに失敗した際、一定確率で直近3ヶ月以内で一番アクセスが多い駅とその周辺4駅の内どこかにアクセスする。ただし、新駅にアクセスすることはできない。
モデルはハーグ市営交通会社のアヴェニオ。
ソフィア・ハーグ（Sophie Haag）
タイプ：サポーター / 属性：cool / 誕生日：9月30日 / でんこカラー：青 / イラスト：黒城ろこ
クールで気品があるが、独特の感性と情熱を持つオランダ出身のでんこ。思い出を芸術作品に昇華しようとするこだわりがある。趣味は芸術鑑賞で、ノアとは気が合う。
スキルは『湧き上がるインスピレーション』→『今だけの芸術品』。一定時間、編成内でんこがeco属性とcool属性のみの場合は、一定確率で編成内でんこのDEFが増加する。効果量は編成内cool属性でんこ、発動率は編成内eco属性でんこの数（どちらも上限3体）に依存する。
モデルはオランダ鉄道スプリンターニュージェネレーション。
笛吹 エイル（ふえふき エイル）
タイプ：トリックスター / 属性：cool（スキル未発動時）/ 誕生日：4月21日 / でんこカラー：青 / イラスト：ヨネベ
ミステリアスでクールに見えるでんこ。素早く音を立てない動きをするためよく驚かれる。だが笑いのツボが独特で笑い上戸、しょうもないギャグでも爆笑してしまう。
スキルは『ミステリアス笑い上戸』→『笑門来福』。発動時、先頭車両と同じ属性に変化する（エイル本人が先頭車両の場合はcool属性のまま）。その後、一定時間自身と同じ属性のでんこが受ける属性相性によるダメージ増加効果が減少する。発動時間終了後に元の属性に戻る。
モデルはJR東海山梨リニア実験線L0系超電導リニア新幹線。
浜松 みちほ（はままつ みちほ）
タイプ：トリックスター / 属性：cool / 誕生日：6月10日 / でんこカラー：黄 / イラスト：ヨネベ
おっとりとした落ち着きのあるでんこ。かなりの力持ちで、小さいでんこなら片手で持ち上げられる。協会では一人でいることが多かったため、友人を沢山作りたがっている。ファッションセンスがかなり独特。ダジャレや死語を織り交ぜながら話す。
スキルは『みちほのキラキラパワー』→『みちほの美的センスMAX』。一定時間編成内でんこがアクセスした際に、相手がその駅で獲得した貢献ランキングのメモリー（3ヶ月以内にその駅で獲得したスコア）が自身よりも大きい場合に発動。メモリーの差が大きいほどアクセスしたでんこのATKが増加し、リンクに成功すると編成内全員に経験値を与える。貢献ランキングのメモリーが0の場合（初めてその駅にアクセスする場合や3ヶ月以内に一度もアクセスしていない場合）は発動しない。
モデルはJR東海ロングレール輸送車LRA9200。
リタ・マドリード（Lita Madrid）
タイプ：サポーター / 属性：eco / 誕生日：6月22日 / でんこカラー：青 / イラスト：そゐち
陽気でフレンドリーなスペイン出身のでんこ。何事も皆で騒ぎながらやるのが好き。ゆっくりできる空き時間を作るために予定を前倒しする癖がある。
スキルは『わいわい☆ワーキング』→『みんなで♪お昼寝タイム』。編成内全員がeco属性の場合、当日と前日のアクセス回数（上限40回）に応じて編成内全員のATKとDEFが増加する。
モデルはAVEレンフェ103系電車。
アスヤ・シシハネ（Asya Şişhane）
タイプ：サポーター / 属性：heat / 誕生日：2月4日 / でんこカラー：赤 / イラスト：フ子
ふわふわした口調で喋るトルコ出身のでんこ。実際は情に厚く人助けが好きだが、自分のことを鑑みない上に体力がないためすぐに息切れしてしまう。世界の置物集めを趣味としている。
スキルは『アスヤのレトロコレクション』→『レトロコレクションマスター！』。編成内全員がheat属性の場合、当日と前日のアクセス回数（上限40回）に応じて編成内全員のDEFが増加する。
モデルはイスタンブール・ノスタルジック・トラム。
コーラ・ミリエス（Cora Milies / Κόρα Μηλιές）
タイプ：サポーター / 属性：cool / 誕生日：4月10日 / でんこカラー：橙
のんびり屋なギリシャ出身のでんこ。面倒ごとが苦手なため、頼み事をされた場合は理由をつけて断るが、親しい相手には断り切れない。口癖はギリシャ語で「ゆっくり行こう」を意味する「シガシガ」。星占いに詳しい。
スキルは『シガシガ、のんびりいこ〜』→『たまにはちゃんとすることもあるんだよ』。編成内全員がcool属性の場合、当日と前日のアクセス回数（上限40回）に応じて編成内全員のATKが増加する。
モデルはピリオン鉄道のディーゼル機関車。
エドウィナ・プレトリア（Edwina Pretoria）
タイプ：サポーター / 属性：cool / 誕生日：4月6日 / でんこカラー：青
セレブな南アフリカ出身のお嬢様でんこ。金銭の運用法に詳しく、金持ちであることを気取ることはないが金遣いは豪快。現代での生活は仕事というよりも余暇だと感じており、楽しみながら日本文化を勉強している。
スキルは『資産運用もおまかせ♪』→『懐の余裕は心の余裕』。一定時間、編成内全員がcool属性の場合は編成内でんこのアクセス時にATKが増加する。ただし、効果時間内に規定回数リンクを成功させるとスキルが強制終了してしまう。
モデルはラックスレール・ブルートレイン。
アダリヤ・ビクトリア（Adaliya Victoria）
タイプ：トリックスター / 属性：eco / 誕生日：4月29日 / でんこカラー：緑 / イラスト：いぬ
ゆとりを重んじるジンバブエ出身のお嬢様でんこ。アフリカの大自然で育ったが富豪生活をしてきたため優雅に振る舞う。しかし一度スイッチが入ると周囲を気にせず暴走してしまう。おもてなしをするのが好き。執事のロボット「セバスチャン」をいつも侍らせている。
スキルは『最高級のおもてなしを！』→『富豪としてあるべき姿を』。編成しているでんこが全てeco属性の時、編成内の誰かがリンクしていると発動。編成内のでんこがアクセスされてリブートしなかった時、被ダメージが相手のAPよりも低いほど（上限0ダメージ）アクセスされたでんこに経験値とスコアを与える。
モデルはロボスレイルの寝台特急「プライド・オブ・アフリカ」の客車（セバスチャンは同車の機関車がモチーフ）。
モナ・ハットフィールド（Mona Hatfield）
タイプ：サポーター / 属性：heat / 誕生日：6月7日 / でんこカラー：黄 / イラスト：夕深
前向きで明るい南アフリカ出身のでんこ。急激に発展を遂げた都市で生まれた影響で、教育を受けられず野生児の如く生きてきたが、勉強の面白さに気付いたことで成長する喜びを感じられるようになった。厳しい環境で育ったため防犯意識が高い。特技はサッカー。
スキルは『学ぶことの楽しさ』→『これからの自分の伸びしろ』。編成内全員がheat属性の場合は一定確率で編成内全員のATKが増加する。効果量はその日の移動距離（上限100km）に、発動率はその日のアクセス駅数（上限50駅）に依存する。
モデルはハウトレイン・エレクトロスター。
アメリー・ニーッテュクンプ（Amelie Niittykumpu）
タイプ：サポーター / 属性：heat / 誕生日：8月2日 / でんこカラー：赤 / イラスト：すけぢ
影の薄いフィンランド出身のでんこ。オレンジ色の輪を持つ。無口で恥ずかしがり屋な性格のため何を考えているか分からない。特技はデザインを考えることで、いつも持っているノートに自身の考案したデザインをメモしている。
スキルは『ノートに描かれた秘密』→『幸せになるデザインを』。一定時間編成内でんこのでんこカラー（上限6色）に応じて、編成内全員の被ダメージを固定値で軽減する。
モデルはヘルシンキ地下鉄M100系電車。
ルミ・ロヴァニエミ（Lumi Rovaniemi）
タイプ：ディフェンダー / 属性：eco / 誕生日：12月24日 / でんこカラー：緑 / イラスト：黒城ろこ
サンタクロースの存在を信じる純粋無垢なフィンランド出身のでんこ。フクロウの髪飾りを付けている。シャイな性格で話す際は足元を見る癖があるため、時折自虐を交えながらも周囲と仲良くなろうとしている。
スキルは『クリスマスへの想い』→『ピュアな気持ちを持ち続けたい』。編成内にcool属性とeco属性のでんこのみがいる場合は自身のDEFが増加し、HPが99%以下になった際に一定確率で自身のHPを回復する。
モデルはサンタクロース・エキスプレス。
イーダ・ヘルシンキ（Iida Helsinki）
タイプ：トリックスター / 属性：cool / 誕生日：1月26日 / でんこカラー：紫
合理的に仕事をこなすフィンランド出身のでんこ。サウナ枕を携帯するほどサウナが大好きで、仕事終わりのサウナのために日々頑張っている。
スキルは『ワーキングでんこ』→『仕事上がりのワクワク』。編成内全員がcool属性の場合、編成内の複数駅にリンクしているでんこのHPが0になった時にリンクを手放さず継続することがある。発動率はリンクしていた駅数（上限16駅）に依存し、一度発動するとクールタイムに入る。リブート時にアクセスされた駅は対象外。
モデルはヘルシンキ近郊列車Sm5系。

#### 2023年実装
アチャラ・メークローン（Achara Maeklong / อัจฉรา แม่กลอง）
タイプ：トリックスター / 属性：eco / 誕生日：9月1日 / でんこカラー：橙 / イラスト：そゐち
頑張り屋に見えるタイ出身のでんこ。一人でも頑張れる働き者だが、トラブルが発生した際にはすぐに諦めがち。片付けも非常に大雑把である。
スキルは『アチャラ流おかたづけ』→『おおらかな働き者』。発動から20分後に強制的にリブートし、その際に獲得できるスコアが増加する。ただし効果時間中は自身のDEFが20%、リブート時に獲得するスコアが50%減少してしまう。発動時間は変更できない。
モデルはタイ国鉄NKF型気動車。
スワイ・サイアム（Suai Siam / สวย สยาม）
タイプ：トリックスター / 属性：heat / 誕生日：12月5日 / でんこカラー：青 / イラスト：黒城ろこ
苦労を経験してきたタイ出身のでんこ。対応力が高いが、頼み事を断ることができず結局自分だけでどうにかしてしまう。綺麗好きな性格でもある。日本のアニメの視聴を趣味としている。
スキルは『なんとかなるものよ』→『頑張ったご褒美はこれ！』。一定時間編成内全員がheat属性の場合は編成内全員のDEFが増加する。効果量は編成内でんこがリンクに成功するごとに増加し、被ダメージ量に応じて減少する。ただし、編成内でんこがリブートするとスキルが強制終了してしまう。
モデルはバンコク・スカイトレインEMU-A型電車。
セーリー・チェンマイ（Seerii Chiangmai / เสรีไ เชียงใหม่）
タイプ：サポーター / 属性：cool / 誕生日：11月11日 / でんこカラー：紫 / イラスト：ジン.
気まぐれで流されやすいタイ出身のでんこ。気が乗らない時はすぐに断るが、強く言われると上手く反論できない。自分の意見を言わずに人に決めてもらうことも多い。日本にシンパシーを感じるらしく、漢字も少しなら読み書きできる。
スキルは『全部お任せします……』→『決めてもらうのが嬉しいんです……』。一定時間編成内全員がcool属性の場合、編成内にリンク中のでんこがいなければ編成内全員のATKが、1体リンクしていればATKとDEFが、2体以上リンクしていればDEFが増加する。
モデルはタイ国有鉄道に譲渡された国鉄14系客車。
ドゥルセ・タクバヤ（Dulce Tacubaya）
タイプ：サポーター / 属性：heat / 誕生日：9月4日 / でんこカラー：橙 / イラスト：夕深
明るく楽しいことが大好きなメキシコ出身のでんこ。ピンクの輪を持つ。細かいことは気にしない大らかな性格だが、根っこの部分は真面目。地理に詳しくアップデートは欠かさない。ルチャリブレが好きで、マスクの収集を趣味としている。
スキルは『楽しんだもの勝ちじゃない？』→『今を楽しまないともったいない！』。編成内に複数駅にリンク中のheat属性もしくはcool属性のでんこがいれば、編成内のheat属性とcool属性のでんこのDEFが増加する。双方が2体以上いる場合は効果が重複する。
モデルはメキシコシティ地下鉄NM-16系電車。
マルガリータ・ソチミルコ（Margarita Xochimilco）
タイプ：サポーター / 属性：eco / 誕生日：9月8日 / でんこカラー：青 / イラスト：いぬ
大人しく不思議なところがあるメキシコ出身のでんこ。花冠を被っており、薬草の栽培が趣味。民俗学が大好きで、世界遺産や文化、都市伝説のこととなると饒舌になる。
スキルは『伝えたい！民間伝承』→『とっておきのフォークロア』。15分間編成内全員がeco属性であれば編成内全員のDEFが増加する。
モデルはソチミルコ・ライトレールTE-12系電車。
フランシスカ・テキーラ（Francisca Tequila）
タイプ：アタッカー / 属性：heat / 誕生日：2月4日 / でんこカラー：赤 / イラスト：昌未
陽気で明るいメキシコ出身のでんこ。皆で集まって騒ぐのが大好きで笑顔が絶えない。テキーラを愛飲しているほか、アガベシロップのような甘いものも好き。
スキルは『陽気なムーブメント』→『歌って踊って♪パラダイス』。一定確率で自身のATKが増加する。相手編成にリンク中のでんこが複数いる場合は必ず発動する。
モデルはクエルボ・エクスプレス。
泰 あんず（たい あんず）
タイプ：サポーター / 属性：cool / 誕生日：9月16日 / でんこカラー：橙
引っ込み思案で内気ならいむの双子の姉妹。どちらが姉なのか不明らしく、らいむとはお互いが姉だと主張して譲らない。他のでんことあまり会ったことがないため、現代には困惑気味。心配性なため、安全なプランを組むのが得意。ラーメンが好き。
スキルは『足元にご注意を……』→『安全性プロフェッショナル』。編成内でんこの被アクセス時、自身の装備しているアクセサリーの効果量が増加する。なおこのスキルとの兼ね合いで、アクセサリーはあんず入手時点で1つ装備できるようになっているほか、2枠目はマイレージクラスが3になった時点で解禁される。
モデルは第一建設工業のマルチプルタイタンパー09-16型。
泰 らいむ（たい らいむ）
タイプ：サポーター / 属性：eco / 誕生日：9月16日 / でんこカラー：緑
お調子者でおっちょこちょいなあんずの双子の姉妹。彼女とは性格が正反対でお互い姉だと言っているが、ラーメンが好きなことを含めて基本的には仲良し。他のでんことあまり会ったことがない分テンションが上がっているが、不注意のために物に激突してしまうことも多い。プラン組みに関しては快適さを重視する。
スキルは『乗り心地重視！』→『快適性プロフェッショナル』。編成内でんこのアクセス時、自身の装備しているアクセサリーの効果量が増加する。あんず同様、アクセサリーの装備枠ははらいむ入手時点とマイレージクラスが3になった時点で1枠ずつ解禁される。
モデルは東鉄工業のマルチプルタイタンパー09-16型。
ロッサ・ローマ（Rossa Roma）
タイプ：トリックスター / 属性：heat / 誕生日：6月14日 / でんこカラー：赤 / イラスト：フ子
ルジェントとビアンカの姉。才色兼備でクールなイタリア出身のでんこ。褒め上手で無自覚に相手を魅了していく天然人たらし。一方で相手に頼るのは苦手なため、妹達に任せている。
スキルは『天然タラシ長女』→『全てを愛するがゆえに』。編成しているでんこが全てheat属性の時、編成内の誰かがリンクしていると発動。編成内のでんこがアクセスされてリブートしなかった時、編成内のリンク中でんこの数（上限3体）に応じて経験値とスコアを与える。
モデルはイタリア国鉄ETR400電車「フレッチャロッサ」。
ルジェント・ローマ（Rgento Roma）
タイプ：ディフェンダー / 属性：heat / 誕生日：6月6日 / でんこカラー：赤 / イラスト：フ子
ロッサの妹でビアンカの姉。苦労人気質なイタリア出身のでんこ。ロッサと自分を比べて卑屈になったり、自由人なビアンカの世話を焼いたりといつも振り回されがち。趣味はスポーツ観戦で、特にサッカーが好き。
スキルは『気配り達人の次女』→『影に隠れた才能』。アクセスされてダメージを受けた時に自身のHPを回復する。また、編成内heatでんこがアクセスされてダメージを受けた時、編成内のリンク中でんこの数（上限3体）に応じて一定確率で回復させる。
モデルはイタリア国鉄ETR600電車「フレッチャルジェント」。
ビアンカ・ローマ（Bianca Roma）
タイプ：ディフェンダー / 属性：heat / 誕生日：4月14日 / でんこカラー：赤 / イラスト：フ子
ロッサとルジェントの妹。要領のいいイタリア出身のでんこ。物怖じしないので周囲と打ち解けるのも上手いが、トラブルが多発するとパニックになってしまう。できる姉2人のことは尊敬している。
スキルは『物怖じしない末っ子』→『お姉ちゃん大好きっ！』。編成するだけで自身のDEFが増加し、編成内のリンク中でんこの数（上限3体）に応じて編成内heatでんこのDEFが増加する。
モデルはイタリア国鉄E.414機関車「フレッチャビアンカ」。
ネラ・クライストチャーチ（Nela Christchurch）
タイプ：ディフェンダー / 属性：heat / 誕生日：9月10日 / でんこカラー：赤 / イラスト：黒城ろこ
明るく社交的なニュージーランド出身のでんこ。建造物に興味があり、街並みを見ながら散策するのが好き。料理も得意で、ラム肉を焼いて夜食として食べている。口癖は「マジ」と「ヤバい」。
スキルは『建築物マジヤバ』→『うちの好きな景色』。編成内にheat属性とcool属性のでんこのみがいる場合、自身のリンク中は編成内全員のDEFが増加する。ネラが2駅以上リンクしている場合は追加で増加する。
モデルはクライストチャーチ・トラムの車両。
エリ・ダニーデン（Eri Dunedin）
タイプ：サポーター / 属性：cool / 誕生日：3月8日 / でんこカラー：青 / イラスト：杜いふい
羊が好きなニュージーランド出身のでんこ。自然いっぱいの環境で育った野生児のため、人見知りだがすぐに相手に懐く。羊のぬいぐるみの「ジョージ」を大切にしている。好物は和食で、特に味噌汁が好き。
スキルは『ジョージといっしょ』→『ワイルドセンス』。編成内全員がcool属性の場合は編成内のでんこのスキル発動確率が増加する。ひいると似たスキルだが、あちらが一定倍率を乗算するのに対し、エリは一定値を加算する計算方法になる。
モデルはタイエリ峡谷鉄道DJ型電気式ディーゼル機関車。
アビー・スプリングフィールド（Abbie Springfield）
タイプ：サポーター / 属性：eco / 誕生日：11月22日 / でんこカラー：黄
自然が好きで大らかなニュージーランド出身のでんこ。遠出が好きだが誰にも知らせずに勝手に出かけていくこともあるため、よくネラに心配される。ロッサやルイザとは違ったモテの素質の持ち主。寒さに強いため体温が高く、相手を温めることもできる。
スキルは『長距離おでかけマイスター』→『天井知らずのモテ体質』。一定時間、編成内でんこがheat属性とeco属性のみの場合は、自身の直前に編成したでんこのATKと自身の直後に編成したでんこのDEFが増加する。
モデルはキーウィ鉄道DX型ディーゼル機関車「トランツ・アルパイン」。
アイナ・キロハナ（Aina Kilohana）
タイプ：トリックスター / 属性：eco / 誕生日：1月25日 / でんこカラー：緑 / イラスト：そゐち
麦わら帽子を被っているハワイ出身のでんこ。牧場で生まれ育ち、待望のでんことして待ち望まれていたため周囲の期待に応えようとしている。そのためか無駄な出費を抑えようとするところもあるが、遠出は苦手。クッキーが好きで、美味しい物を食べると「ヤムヤム〜！」と言う。
スキルは『みんなの期待に応えたい！』→『アイナは待望のでんこ！』。編成内でんこがチェックイン以外の方法でアクセスしリンクに成功した場合はそのでんこに経験値を付与し、スコアを獲得する。
モデルはカウアイ・プランテーション・レイルウェイ。
マヒナ・クアラカイ（Mahina Kualakaʻi）
タイプ：トリックスター / 属性：cool / 誕生日：6月30日 / でんこカラー：青 / イラスト：昌未
マリンスポーツが得意なハワイ出身のでんこ。綺麗好きで、整理整頓やスキンケアは欠かさない。サーフィンの他にもスイーツが好き。
スキルは『自分も周りもピカピカに♪』→『清々しさをあなたにも……』。30分間編成内全員がcool属性の場合、編成内のでんこがリンクに成功した場合はそのでんこに経験値を付与する。残り時間が10分以下になった場合は効果量が増加し（上限12回）、効果時間が延長される。
モデルはスカイライン・ドライバーレス・メトロ。
リロ・コオリナ（Lilo Ko' Olina）
タイプ：サポーター / 属性：heat / 誕生日：11月16日 / でんこカラー：黄 / イラスト：フ子
プルメリアの髪飾りを付けた、のんびり屋なハワイ出身のでんこ。かつては荷物運搬の仕事をしていたが既に隠居したと自称しており、現在はゆったり気ままに過ごしている。だが身の危険を感じた際には乱暴な口調で大声を出して注意してしまうなど、その名残は完全には抜け切っていない模様。溶けかけで柔らかいアイスクリームが好き。
スキルは『隠居の身でございます』→『陰ながらにして……』。編成内全員がheat属性の場合、自身と前後に編成されているでんこのうちリンクしているでんこの数に応じて、自身と前後のでんこのDEFが増加する。
モデルはハワイ鉄道協会・ホイットコム・ロコモティブ・ワークス45トンディーゼル入換機関車423号機。

#### 2024年実装
キャシー・ナイアガラ（Kathy Niagara）
タイプ：トリックスター / 属性：eco / 誕生日：5月23日 / でんこカラー：緑 / イラスト：黒城ろこ
真面目で几帳面なカナダ出身のでんこ。指差し確認を欠かさないなどしっかり者だが、「素敵な王子様と出会って恋がしたい」と願っている。しかし恋が何なのかはまだきちんと分かっておらず、周囲の恋バナを聞いて想像を膨らませている。メープルとは仲がいい。
スキルは『指差し確認、OK！』→『いつか、王子様が……』。一定時間編成内全員がeco属性の場合は、編成内でんこのアクセス時に与ダメージに応じてスコアを獲得する。ただし、相手にダメージを与えた場合はリンクボーナスが0になってしまう。
モデルはGOトランジット・ボンバルディア・バイレベル・コーチ。
ルーシー・ユニオン（Lucy Union）
タイプ：トリックスター / 属性：heat / 誕生日：6月6日 / でんこカラー：黄 / イラスト：杜いふい
コーヒーと犬が好きなカナダ出身のでんこ。運動が苦手で、体力をつけるために様々なエクササイズに挑戦しているが長続きしない。断れない性格だが切り替えが早いため上手く適応していけるタイプ。
スキルは『プランBで行きましょっ♪』→『おでかけスイッチング♪』。一定時間、編成内でんこのリンク成功時にそのでんこに経験値を与えスコアを獲得する。ただし、直近3回のアクセスでリンクしたでんこが編成内にいないと発動せず、編成内でんこがリンクに失敗すると効果時間が5分短縮してしまう。また、効果時間は変更できない。
モデルはユニオン・ピアソン・エクスプレス。
アリアナ・ジャスパー（Ariana Jasper）
タイプ：サポーター / 属性：cool / 誕生日：4月17日 / でんこカラー：青 / イラスト：えみゃコーラ
パーティーが好きなカナダ出身のでんこ。お高くとまっており、支部の顔として注目を浴びることも多かった。いつでも皆を楽しませるために明るく振る舞っているが、本当は寂しがり屋で孤独を恐れているのを隠している。
スキルは『社交界のマドンナ』→『今の自分を気に入っているの』。編成内がcool属性とheat属性のみの時、編成内の複数駅にリンクしているでんこの数（上限2体）に応じて編成内全員のDEFが増加する。また、編成内でんこがリブートしてから7分間そのでんこのアクセス時に固定ダメージを与える。
モデルはロッキーマウンテニア鉄道・EMD GP40-2形ディーゼル機関車。
ニクシー・ブレーマーフェルデ（Nixie Bremervörde）
タイプ：トリックスター / 属性：cool / 誕生日：7月25日 / でんこカラー：青
エコロジストで発明家気質なドイツ出身のでんこ。環境に良い発明品を作るべく開発資金を貯めているが、食事をせずにバッテリーだけ飲んでいるなど発明以外には無頓着。
スキルは『エコロジー研究中』→『出でよ、始まりの鉄槌』。編成しているでんこが全てcool属性の時、編成内の誰かがリンクしていると発動。編成内のでんこがアクセスされてリブートしなかった時、一定確率でアクセスされたでんこに経験値とスコアを与えることがある。一度発動すると3分間のクールタイムに入る。
モデルはコラディア・リント・iLint。
クラウディア・ベルリン（Claudia Berlin）
タイプ：サポーター / 属性：heat / 誕生日：12月1日 / でんこカラー：黄 / イラスト：フ子
経験が豊富なドイツ出身のでんこ。多少のトラブルで動じることはなく、頼りがいのある性格。反面時間にはルーズだが、その分代役を立ててきちんとサポートしてくれる。モグラのキャラクター「モグおじ」が好き。
スキルは『オトナのよ・ゆ・う？』→『経験に裏打ちされた余裕』。一定時間自身を除く編成内heatでんこのアクセス時、相手の編成内にサポーターが3体以上いる場合は相手のDEFが減少する。
モデルはベルリンSバーン481形電車。
クララ・ヴッパーフェルト（Clara Wupperfeld）
タイプ：サポーター / 属性：eco / 誕生日：3月1日 / でんこカラー：橙 / イラスト：えみゃコーラ
おっとりしたインドア派のドイツ出身のでんこ。見た目は幼いが、物忘れが多かったり老成したような中身であるなど、他人に世話を焼かれることも多い。不運体質であるためか、外出にも消極的。好きな動物は象。
スキルは『のんびり縁側族』→『万全！トラブル回避策』。一定時間編成しているでんこが全てeco属性の場合は、自身を除く編成内ecoでんこのアクセス時にATKが増加する。また、ATK増加量の合計が120%以上の場合は相手に固定ダメージを与える。
モデルはヴッパータール空中鉄道GTW15形。
天星 ツキ（あまほし ツキ）
タイプ：サポーター / 属性：eco / 誕生日：7月16日 / でんこカラー：青 / イラスト：小森くづゆ
記念日を重んじるでんこ。天体観測が好きで落ち着いた雰囲気を纏うが、夜型で起きてくるのは非常に遅い。ふじこを「先輩」と呼んで尊敬しているが、彼女に対しては重い愛を向けている。特技はムーンウォークだが、足の裏が弱点で触られるとつい笑ってしまう。
スキルは『ミステリアス・スター』→『とっておきのアニバーサリー』。編成内でんこのATKを増減させる、もしくは固定ダメージを与えるスキルの発動時間を延長する。効果時間は対象でんこのマイレージクラス（上限12）に応じて増加する。うららのスキルは対象外。
モデルはJR東日本E26系客車「カシオペア」。
殿 ふじこ（との ふじこ）
タイプ：サポーター / 属性：cool / 誕生日：10月1日 / でんこカラー：青 / イラスト：小森くづゆ
最先端を自称しているでんこ。表情や出で立ちは自信満々だが、自身にとっての最先端が現代から見て昔の時代のものであることには気付いていない。電子機器が苦手で紙の辞書や時刻表を使っている。ツキに先輩として慕われている。
スキルは『我こそ（自称）最先端！』→『このふじこに任せるがいい！』。編成内でんこのDEFを増減させる、もしくはダメージを固定値で軽減するスキルの発動時間を延長する。効果時間は対象でんこのマイレージクラス（上限12）に応じて増加する。うららのスキルは対象外。
モデルは国鉄20系客車「富士」・「あさかぜ」。
コラライン・ビーチ（Coraline Beach）
タイプ：サポーター / 属性：cool / 誕生日：1月15日 / でんこカラー：青 / イラスト：ちてたん
リゾートで生まれ育ったシンガポール出身のでんこ。楽しいことが好きで、周囲が楽しめるように準備や気配りができる。しかし楽しさを優先するあまり、1日の予定を詰め込み過ぎてしまうこともある。
スキルは『サイコーな一日☆』→『今をめいっぱい！』。20分間編成内のcool属性でんこのDEFが増加する。効果時間はcool属性のでんこの被アクセス時、cool属性の駅に最も多くリンクしている場合はリンク中のcool属性の駅の数に応じて延長する（上限3駅、ストックの上限は30分間）。
モデルはセントーサ・エクスプレス。
クリスタル・センカン（Crystal Sengkang）
タイプ：サポーター / 属性：eco / 誕生日：6月27日 / でんこカラー：紫 / イラスト：そゐち
機械工学が得意なシンガポール出身のでんこ。人見知りでコミュニケーションが苦手だが、効率性を重視している。家事全般が苦手で、マーライオン型のロボット「マー君」に任せきり。ミユとは仲が良い。
スキルは『お世話ロボット「マー君」』→『ドッカンドッカン盛り上げたい！』。20分間編成内のeco属性でんこのDEFが増加する。効果時間はeco属性のでんこの被アクセス時、eco属性の駅に最も多くリンクしている場合はリンク中のeco属性の駅の数に応じて延長する（上限3駅、ストックの上限は30分間）。
モデルはSBSトランジット・クリスタルムーバー810形。
アリッサ・ブラッデル（Arissa Braddell）
タイプ：サポーター / 属性：heat / 誕生日：11月7日 / でんこカラー：赤 / イラスト：昌未
オンオフの切り替えが激しいシンガポール出身のでんこ。赤い輪を持つ。普段は合理的に物事を進めながら努力するしっかり者だが、仕事が終わると腕に電飾を巻いてはしゃいでいる。嫌いな食べ物はドリアン。
スキルは『おでかけレポートRTA』→『電飾パーティータイム☆』。20分間編成内のheat属性でんこのDEFが増加する。効果時間はheat属性のでんこの被アクセス時、heat属性の駅に最も多くリンクしている場合はリンク中のheat属性の駅の数に応じて延長する（上限3駅、ストックの上限は30分間）。
モデルはシンガポール地下鉄C151形電車。
ジャニス・ゴガーバーン（Janis Gogarburn）
タイプ：トリックスター / 属性：cool / 誕生日：5月31日 / でんこカラー：橙 / イラスト：フ子
文化や音楽が好きなスコットランド出身のでんこ。第一印象は冷たいがノリが良く、音楽（特にロック）の話をする時は口数が多くなる。不愛想に見えるが困った相手を助けられる優しさの持ち主。
スキルは『ナウプレイング』→『ウチ・ウィル・ロックユー』。一定時間編成内全員がcool属性かつ、アクセスするでんこのAPがジャニスよりも低い場合、ジャニスとそのでんこのAPの差（上限はスキルレベル成長に伴い上昇）に応じて固定ダメージを与える。
モデルはエディンバラ・トラム・CAF Urbos 3。
ローリー・グレンフィナン（Rolly Glenfinnan）
タイプ：トリックスター / 属性：heat / 誕生日：6月26日 / でんこカラー：赤 / イラスト：杜いふい
魔法使いに憧れているスコットランド出身のでんこ。全ての事象を魔法だと思っており、魔法に関する独自の研究や修行を行っている。肩にはシマエナガのぬいぐるみ「スノー」を乗せており、いつか魔法で本物の鳥にしようと努力中。好物は紅茶。
スキルは『目指せ！魔法使い』→『皆を幸せにする魔法』。一定時間編成しているでんこが全てheat属性で、アクセスされたでんこの被ダメージが25以下の場合（リブート時含む）はそのでんこに経験値とスコアを与える。レニャやロッサと似ているが、時間制になっており効果量はスキルレベルごとに一定である。
モデルはロンドン・アンド・ノース・イースタン鉄道クラスK4型蒸気機関車「ジャコバイト号」。
アイラ・ヒューストン（Aira Heuston）
タイプ：アタッカー / 属性：eco / 誕生日：12月19日 / でんこカラー：黄 / イラスト：すけぢ
笑顔で陽気なアイルランド出身のでんこ。温和な雰囲気だが仕事はきちんとこなし、妖精になりきって人助けをすることもある。コーヒーが好きなほか、オリジナルドリンクを作るのにもハマっている。特技はバグパイプの演奏であるほか、テンションが上がると歌ったり踊ったりする。
スキルは『妖精のイタズラ』→『妖精は自分自身』。一定時間、編成内の「マスターにおまかせ」のスキルを発動しているでんこの数（上限4体）に応じて自身のATKが増加する。ただし、リンクに失敗すると編成内全員のスキルが強制終了してしまう。
モデルはアイルランド国鉄22000系気動車。
ミラベル・モントルー（Mirabelle Montreux）
タイプ：トリックスター / 属性：eco / 誕生日：7月3日 / でんこカラー：黄
上昇志向でセレブなスイス出身のでんこ。常に自分磨きを行っており、快適なプランを作る工夫を行っている。自然豊かな場所を好む。ネーミングセンスが低く、やたら「ゴールデン」「スーパー」と付けたがる。
スキルは『ステイ・ゴールド』→『スーパー・ステイ・ゴールド』。編成内全員がeco属性の場合、編成内でんこが今日の新駅にアクセスした際に獲得できるボーナスが増加する。
モデルはモントルー・オーベルラン・ベルノワ鉄道Arst152客車「ゴールデン・パス」・「パノラミック急行」。
ポム・ベルビュー（Pomme Bellevue）
タイプ：トリックスター / 属性：cool / 誕生日：5月6日 / でんこカラー：緑 / イラスト：すけぢ
広告塔を自称しているスイス出身のでんこ。素敵だと感じた物を宣伝すべく歌や踊りを活用している。りんごのことはアイドルの師匠として尊敬している。好物はチーズフォンデュ。
スキルは『本日のおすすめ品！』→『師匠のようにキラキラに♪』。編成内全員がcool属性の場合、編成内でんこが今日の新駅にアクセスした際に獲得できるボーナスが増加する。
モデルはチューリッヒ市交通局VBZ Be 5/6「コブラ」。
マロン・マルティニ（Marron Martigny）
タイプ：トリックスター / 属性：heat / 誕生日：7月1日 / でんこカラー：橙 / イラスト：フ子
落ち着いた雰囲気のスイス出身のでんこ。スイス支部とフランス支部の双方に所属している。何事にも動じず冷静に高みを目指すが、大好物のモンブランのことになると我を見失ってしまう。
スキルは『ダイジョブダイジョブ』→『動かざることモンブランの如し』。編成内全員がheat属性の場合、編成内でんこが今日の新駅にアクセスした際に獲得できるボーナスが増加する。
モデルはマルティニー・シャトラール鉄道BDeh 4/8「モンブラン・エクスプレス」。

#### 2025年実装
ガブリエラ・アントワープ（Gabriella Antwerp）
タイプ：トリックスター / 属性：eco / 誕生日：9月6日 / でんこカラー：黄 / イラスト：黒城ろこ
ワッフル型の髪飾りを付けたベルギー出身のでんこ。一人称は「ガブ」で、相手に「サン」を付けて呼ぶ。寂しがり屋で誰かといないと不安になってしまうため、仲の良い相手とハグをしたがる。犬とワッフルが好きで、特にワッフルをよく焼いている。他の支部に姉たちがいるらしい。
スキルは『一人にしないでくださいっ！』→『ワッフルでつながる絆』。編成内でんこがeco属性の駅でトリックスターにアクセスされた際にDEFが増加し、相手がeco属性以外の場合は一定確率で相手のスキルを無効化する。
モデルはベルギー国鉄AM96形電車。
ジュリエット・ブリュッセル（Juliet Bruxelles）
タイプ：トリックスター / 属性：heat / 誕生日：5月1日 / でんこカラー：橙 / イラスト：うらたあさお
物腰が丁寧なベルギー出身のでんこ。警戒心が強く、治安が悪そうな場所は避けている。アール・ヌーヴォーを中心とした美術鑑賞とチョコレートが好き。キャシー・ルーシー・アリアナとは知り合い。
スキルは『警戒心強めお嬢様！』→『美しきアールヌーボー』。編成内でんこがheat属性の駅でトリックスターにアクセスされた際にDEFが増加し、相手がheat属性以外の場合は一定確率で相手のスキルを無効化する。
モデルはブリュッセル首都圏交通T3000形電車。
アンバー・デパンネ（Amber De Panne）
タイプ：トリックスター / 属性：cool / 誕生日：7月1日 / でんこカラー：青
バカンスが好きなベルギー出身のでんこ。海辺を見ながらビールを飲むのを好んでおり、相手を抱きしめてからかうことも多い。「イケナイこと」と称してよく夜食を食べたり飲酒したりしている。
スキルは『イケナイことしましょ♡』。編成内でんこがcool属性の駅でトリックスターにアクセスされた際にDEFが増加し、相手がcool属性以外の場合は一定確率で相手のスキルを無効化する。
モデルはベルギー沿岸軌道・ウルボス。
ヨンサン・ソウ（용산 서우）
タイプ：トリックスター / 属性：cool / 誕生日：5月1日 / でんこカラー：青 / イラスト：U10
一見するとお洒落っぽい韓国出身のでんこ。実際の性格は子供っぽく、龍や走ることが好きだったり相手の気を引こうとちょっかいを掛けたりと小学生男子のような言動をする。
スキルは『走れ！小学生男子！？』→『ドラゴンキーホルダー系女子』。編成内のcool属性でんこのアクセス時に経験値を付与する。効果量はプレイヤーが所持しているマイレージ10以上のcool属性でんこが5体以上の場合増加し、6体以上の場合はその数に応じてさらに増加する。
モデルは韓国鉄道公社160000系電車「KTX-青龍」。
トンタン・チェリン（동탄 채린）
タイプ：トリックスター / 属性：eco / 誕生日：12月9日 / でんこカラー：紫 / イラスト：えみゃコーラ
しっかり者で少しませている韓国出身のでんこ。あまり話さずクールな第一印象だが、実際は憧れているアニメのキャラを真似しているだけで、素はお喋りや走ることが好きな性格。
スキルは『まったく、子どもなんだから……』→『画面の向こうの憧れ』。編成内のeco属性でんこのアクセス時に経験値を付与する。効果量はプレイヤーが所持しているマイレージ10以上のeco属性でんこが5体以上の場合増加し、6体以上の場合はその数に応じてさらに増加する。
モデルはSR130000系電車。
ソウル・マウム（서울 마음）
タイプ：トリックスター / 属性：heat / 誕生日：9月1日 / でんこカラー：赤
読書が好きな韓国出身のでんこ。一見落ち着いているように見えるが、実際はかなり暑苦しく情熱的。想像力も豊かで日本文化にも興味を持っている。
スキルは『燃ゆる心』→『情熱は想像を超え。』。編成内のheat属性でんこのアクセス時に経験値を付与する。効果量はプレイヤー自身が所持しているマイレージ10以上のheat属性でんこが5体以上の場合増加し、6体以上の場合はその数に応じてさらに増加する。
モデルは韓国鉄道公社220000系電車「ITX-マウム」。
北乃 ささら（きたの ささら）
タイプ：トリックスター / 属性：cool / 誕生日：4月15日 / でんこカラー：橙 / イラスト：フ子
豪快な性格で雪が好きなでんこ。「サラちゃん」と名付けたブラシを使った掃除が得意。一方で暑い季節が苦手で、夏は屋内にいることが多い。
スキルは『サラちゃんでお掃除はお任せあれ！』→『雪かきはもっと得意です！』。一定時間編成内のでんこが今日の新駅にアクセスした際、一定確率でアクセスしたでんこの直後に編成されているでんこが1マイル獲得することがある。一定回数発動するとクールタイムに入り、うららのスキルは対象外。
モデルは札幌市交通局雪20形電車。
南乃 れいる（みなみの れいる）
タイプ：サポーター / 属性：heat / 誕生日：8月10日 / でんこカラー：黄 / イラスト：フ子
マイペースでのんびり屋なでんこ。「日頃から良い行いをすれば、何事も何とかなるから気楽に生きよう」という思想の元、仕事には真剣に取り組んでいる。一方で早起きと寒さが苦手。ささらとは「サ～サ～ちゃん」「ユッチー」と呼び合う仲。
スキルは『なんくるないさぁ～』→『夏の夜風を感じて……』。編成内のサポーターのマイレージクラスの合計数（上限20）に応じて、れいる以外の編成内全員のATKとDEFが増加する。
モデルは沖縄都市モノレールの工作車。

### IKS.gear
レイドバトルイベントの報酬として入手可能。ただし、グレードアップチケットが使えないためイベント内での入手でしかレベル上限を解放できなかったり、レベルアップに必要な経験値が高く設定されていたりと、育成難易度が高くなっている。なお、スペシャルでんこと同様誕生日は未設定。
共通点として、オリジナルでんこ・エクストラでんこが相手の場合はスキルの効果量が増加する。
実装順とナンバーは一致しないため、ここでは実装順に記載する。
リコ（Riko）
声 - 小泉萌香
タイプ：アタッカー / 属性：heat / でんこカラー：橙 / イラスト：ヨネベ
茶髪をツインテールにし、灰色とオレンジの衣装を着たIKS.gear。強気で高慢だが、チイやコミュのことは大切に思っている。IKS.gearであることを「道具として存在できる」と幸福に感じている一方で、でんこを「スクラップ」呼ばわりして見下している。3人の中では最後に製造された。
スキルは『エゴイスティック・フルアクセル』→『私が進むべき道』。一定時間、自身のアクセス時に一定確率で相手のDEF変動スキルの効果量を0にすることがある。相手がオリジナルでんこ・エクストラでんこの場合は発動率が増加する。固定値軽減やいちほ・るるなどの特殊な防御スキル、攻撃側のATKやAPを下げる効果は無効化できないため注意。
メインストーリー第3章ではクールタイム中のミオを攻撃したりめぐるを捕縛したりしたが、逆にまりかに人質に取られた。実はかつてめぐるの動画を見たことがあり、彼女が配信内で語った思い出に対して「美しい」と感じてしまったことが屈辱だと思っている。しかし公式YouTubeに投稿されたストーリー「IKS.gearリコ襲来！〜序章〜」では未来へ帰還後、上司のIKS.gearにこの事を咎められ、「再教育」と称して洗脳されてしまう。イベント「IKS.gearリコ襲来！ ~Beginning of the battle~」ではめぐる達に襲いかかるが、メモリーズフォームに覚醒したみろくやまりかの手で再教育プログラムを無力化され洗脳が解ける。その後はやや不本意気味ではあるが、IKSを離反して奪取er協会に協力することを決断した。
モデルはランボルギーニ・エゴイスタ。
コミュ（Comyu）
声 - 礒部花凜
タイプ：ディフェンダー / 属性：cool / でんこカラー：桃 / イラスト：ヨネベ
銀髪にオレンジの鉢巻のようなリボン（「色気がない」と言われリコとチイからもらったもの）を付け、黒とピンクの服に身を包んだIKS.gear。尻からは先端にプラグが付いた尻尾のようなコードが延びている。丁寧な物腰で相手と接し、常に敬語で喋る。冷静で冷酷に見えるが、リコとチイのことは家族のように思っている。道具として存在できるIKS.gearの生き方のことは「誇り」だと感じている。
スキルは『絆に揺れるリボン』→『わたしはわたしらしく』。一定時間、自身の被アクセス時に一定確率で相手のATK変動スキルの効果量を0にすることがある。相手がオリジナルでんこ・エクストラでんこの場合は発動率が増加する。固定ダメージや即死スキル、攻撃回数増加スキルや防御側のDEFを下げる効果は無効化できないほか、ひなやオーロラ、シュアンなどの攻撃側のATKを下げる効果も巻き込んでしまうため注意。
メインストーリー第3章ではタチバナの親戚の駅が再来年に廃止になる未来を変えないために、祭りに向けた設備を破壊しようとする。公式YouTubeに投稿されたストーリー「IKS.gearコミュ襲来！〜序章〜」では裏切り者のリコを奪還する指令を受けるも、彼女が連行されればIKS本部で廃棄されてしまうことを知る。自身の道具としての使命と友人を始末しなければならないことに葛藤しつつ、リコを連れ戻しに現代へと向かう。イベント「IKS.gearコミュ襲来！〜リコ奪還を阻止せよ〜」では、リコを連れて水族館を訪れていたルナ・もえ・しぐれに襲いかかる。だがでんこ達がリコのことを「仲間」と呼んだことで「自分の方がずっと前からリコと一緒にいたのに」と嫉妬してしまう。その後リコからの謝罪と「どうしても私を連れ戻したいのなら、自分を壊していい」という決意を聞いたことで彼女の意を汲んで破壊を決行。しかしどうしても体が動かず失敗してしまった。そこでようやく「リコと一緒にいたい」という本心に気づき、奪取er協会へ加入した。
モデルはトヨタ車体・コムス。
チイ（Chii）
声 - 汐入あすか
タイプ：トリックスター / 属性：eco / でんこカラー：緑 / イラスト：ヨネベ
茶髪を三つ編みにし、薄緑と薄い黄色の衣装を着た幼い外見のIKS.gear。見た目相応の口調で喋る。優しく情に厚い性格で、でんこやマスターにも敵対心を持たない。頑固でリアリストな一面もある。また、3人の中では最初に製造された。
スキルは『あの日のメモリー』→『二度と忘れない』。一定時間、自身のアクセス時と被アクセス時に一定確率で相手編成のスキルを無効化する。発動判定は相手のでんこそれぞれに対し個別で行われ、相手がオリジナルでんこ・エクストラでんこの場合は発動率が増加する。ちとせやまひる・すすぐ・てすとと比較すると対応できるでんこがほぼ全員で味方も巻き込まないが、自分にしか効果がなく発動率も低い。
メインストーリー第3章では「奪取er協会がこれ以上活動を続けると未来が変わってしまう」という趣旨のことを語り、でんこの活動をやめるよう求めた。また、まりかの足止めを行った。公式YouTubeに投稿されたストーリー「IKS.gearチイ襲来！〜序章〜」では「IKS.gearコミュ襲来！」の顛末をIKS本部からタブレットを通して見ていた。その際、「元々自分だけだったから大丈夫」「リコもコミュも人間のように弱くなった」「IKS.gearが道具以外の存在になれるはずがない」とリコとコミュのことを見下している本性を露わにしている。その後、本部から「2人を奪還せよ、抵抗したなら破壊してもよい」という指示を受け取り、「2人といるよりも1人の方がもっと楽しい」と言いながら現代に向かう。イベント「IKS.gearチイ襲来！〜無邪気な刺客〜」ではメロやレイカと共に動物園を訪れたコミュとリコが未来に帰還する気がないと知るや否や、メロを負傷させ2人にも襲いかかる。レイカに「仲間を傷つけるのはおかしい」と言われても「コミュとリコは群れているから弱い」と返すなど、仲間であるはずの2人のことを気にしないような態度を取っていた。しかしメロに「皆でおでかけした方が楽しいのに」と言われた瞬間、動揺して動きを止めてしまう。実は製造時にプロトタイプのでんこ（メロ）のデータを埋め込まれており、「メモリーさん」と呼んでいた彼女のデータから仲間の大切さを教えられていた。後発機であるコミュやリコの製造に伴いデータが削除されたため、「メモリーさん」のことを忘れ独善的な性格に変わってしまっていたが、オリジナルであるメロ本人との対話を通じ過去を思い出したことが真相だった。全てを思い出したあとは今までの行いを反省し、「味方を傷つけたり忘れたりしない」ということを条件に奪取er協会へ入ることを決めた。なお、メロのことは自身にインプットされていたメモリーと同一人物だと思っており「メモリーさん」と呼び続けているほか、マスターの呼び方も「ヒトさん」から「マスターさん」へと改めている。
モデルはダイハツ・ミゼット。
ソラム（Solam）
タイプ：ディフェンダー / 属性：eco / でんこカラー：緑 / イラスト：すけぢ
リコ達の後に製造されたIKS.gearで、彼女達のことは「初期ナンバー」と呼び見下している。幼い外観に見合わない堅苦しい口調で喋る。対でんこの戦闘用IKS.gearとして製造されたため感情を持たず、表情の変化や感情的な言葉を見せても本人はプログラムだと否定している。
スキルは『排除された感情』→『パーフェクト・プログラム』。編成するだけで自身のDEFが増加し、自身の被ダメージが一定値以下の場合ダメージを無効化する。相手がオリジナルでんこ・エクストラでんこの場合は被ダメージのボーダーが緩和される。
イベント「IKS.gear襲来！〜冷徹な刺客ソラム〜」ではIKS本部から派遣され、現代の駅で通信障害を引き起こしていた際にリコ達3人やひめ・たまきと遭遇し、彼女達を翻弄する。しかしひめに煽られたことによって口論に発展、その隙にたまきが呼んでいたナギサ・いずな・ギンカ・スピカに加勢される。チイとコミュに追いつめられたが、「多勢である奪取er協会の仲間になってしまえば敵味方もなくなり、戦いに負けることはない」という決断を下し、奪取er協会の味方となった。
モデルはマクラーレン・ソーラスGT。
セレシス（Celecis）
タイプ：アタッカー / 属性：cool / でんこカラー：青 / イラスト：昌未
過去の戦闘データをベースとして、ソラムの後継機として製造された戦闘力特化のIKS.gear。パワーとスピードが高いため好戦的な性格。グラフィリアを愛し心酔しているが、その本質は成長と探求に重きを置く分、戦闘時の苦痛を経験値と見做し快楽を感じる特殊嗜好の持ち主である危険人物。
スキルは『試される愛』→『貫き通す愛』。一定時間、アクセスしてリンクに失敗しそうな時に、相手のHPが一定割合以下の場合は強制的に相手をリブートさせてリンクする。相手がオリジナルでんこ・エクストラでんこの場合は残りHPのボーダーが緩和される。チコなどの即死系スキルとは異なり、残りHP分のダメージは与えない。
イベント「IKS.gear襲来！〜忠実なる刺客セレシス〜」では復旧不可能なシステムトラブルを引き起こすも、あまりにも素早いためソラムの分析で形跡を辿ることしかできなかった。でんこ達の前に現れてからも翻弄し続けたが、なるが躓いた小石が不意打ち同然でぶつかってしまい倒された。他のIKS.gear達に拘束されたことで敗北を実感し自罰的になるも、ゆかりに「真実の愛は離れていてもお互いを想い合える関係」と諭されたことで改心した。
モデルはRAESR・タキオン・スピード。
グラフィリア（Glaphilia）
声 - ブリドカットセーラ恵美
タイプ：トリックスター / 属性：heat / でんこカラー：赤 / イラスト：ヨネベ
リコ達の上司にあたるIKSの幹部格のIKS.gear。高い能力を持ち「最強のIKS.gear」とも称されているが、高圧的かつ加虐的な完璧主義者。IKSの道具であることに誇りを持っているためでんこ達を拒絶しているが、適応能力自体は高い。
スキルは『完全完璧なる道具』→『誇り高き【零】ナンバー』。一定時間、自身のアクセス時と被アクセス時に相手のATKとDEFが減少し、相手が対象のATK・DEFが減少するスキルの効果量を増やす。相手がオリジナルでんこ・エクストラでんこの場合は効果量がさらに増加する。
初登場はイベント「IKS.gearリコ襲来！」開催前に公開されたスペシャル動画だが、この時はまだ姿や名前が不明だった（クレジットも「謎のIKS.gear」表記）。でんこや駅を破壊できないまま帰ってきたことに加え、めぐるの語る思い出の大切さに賛同しかけたリコを折檻し、再教育プログラムを強制的にインストールして洗脳する。非道かつ狡猾な性格で、理由は不明だが「思い出」という概念そのものを毛嫌いしている模様。
イベント「IKS.gear襲来！〜忠実なる刺客セレシス〜」ではセレシスに「あの方」と呼ばれるIKS.gearとして存在が仄めかされた。イベントストーリーによると度々彼女に「お仕置き」と称して折檻をしていることが示唆されているほか、アクセサリー「セレシスの落としもの」では不明瞭ながらも銀髪に赤い瞳を持つビジュアルが判明している。
イベント「IKS.gear襲来！～終幕の刺客グラフィリア～」にて正式登場。IKSの邪魔ばかりするでんことマスター、そしてIKSを裏切ったIKS.gear達に復讐すべく一行に襲い掛かる。自分の限界を無視した高出力の攻撃で一行を追い詰めたが、実はIKS会長から通信で「弱い道具はいらない」と言われたことで、心が折れて自暴自棄になっていたためだった。そのことを知ったみろくから「あなたは道具じゃないから自分らしく生きてもいい」と励まされ、コミュからも「道具だって楽しんで生きてもいい」と諭される。未来に帰る余力も残っていなかったため、「会長が心を改めるまでの仮住まい」という扱いでマスター宅に住むこととなった。
モデルはフェラーリ・モンツァSP1。
リズ（Liz）
タイプ：トリックスター / 属性：eco / でんこカラー：緑 / イラスト：杜いふい
「力こそ全て」と信じているIKS.gear。強さを求めて修行するために一度IKSを離れたが、自身と戦ってくれる強い相手を探しているうちに現代へと迷い込んでしまった。未来では山に籠ってたくさんの熊と戦ってきた模様。
スキルは『強いやつに会いたい！』→『この場所で切磋琢磨』。一定時間自身のアクセス時にAPが増加する。相手がオリジナルでんこ・エクストラでんこの場合は効果量が増加する。ただし、相手をリブートさせてリンクした際に20%の確率でリブートしてしまう。AP増加に関しては、桃やミカンとは異なり一定値を加算する。
イベント「IKS.gear襲来！～さすらいの刺客リズ～」ではいつの間にか未来から時空間ゲートを通って現代に来てしまう。そして「強い奴に会いに来た」という思いの元イムラとせいらんに勝負を仕掛けるも、実力は完全に互角だった。最終的に3人同時にバッテリー切れで倒れてしまったが、2人とは友情を育むことができた。
モデルはヤマハ・グリズリー。

### Our Rails限定でんこ
ひかり
タイプ：トリックスター / 属性：flat / 誕生日：8月3日 / でんこカラー：青
マスターのナビゲーションのために誕生したでんこで、のぞみの後輩的な存在。しっかりした性格だが、フェアの推進や普及のためにはどんな苦労も惜しまない。
スキルは『目指せ立派なフェアマスター♪』→『今日も素敵なフェア日和ですね！』。一定時間レーダーの検知数が増加する。自分がフェアマスターであれば検知数が追加で増加するほか、最大検知数も2駅増加する。
任意の1駅でフェアブースを出展することで入手できる。2体目以降はフェアマスター特別報酬で入手可能だが、グレードアップチケット・スーパーグレードアップチケットは使用不可能。専用のフィルムはOur Rails限定で開催されるイベントやフェアマスター特別報酬で入手できる。Our Rails以外のプラットフォームでは登場しない。

### えきこ
エクストラでんこのバージョンアップが実装されない交流バトルイベントの報酬として入手可能。IKS.gear同様スカウトチケットやグレードアップチケットが使用不可能であるほか、レベルアップに必要な経験値テーブルも同じ。ただし、オリジナル・エクストラでんこと同じく誕生日は存在する。
共通点として、駅の属性に関係するスキルを持つ。
れんか
タイプ：サポーター / 属性：heat / 誕生日：12月20日 / でんこカラー：橙 / イラスト：昌未
コミュニケーション能力が高くミーハーなえきこ。スイーツやキャラクターグッズが好きで、ついつい無駄遣いしてしまうなど金銭感覚も少しずれている。初めて現代に派遣されたえきことしての使命感は強く、社交性と仕事能力を活かして必死に努力している。
スキルは『はりきり！第1号☆』→『積み重ねた歴史のサポートを！』。編成内でんこの被アクセス時、相手でんことアクセスされた駅の属性が異なる場合は相手のAPが減少する。ただし、アクセスされた駅が廃駅だった場合スキルは発動しない。
イベント「奪取er協会主催第2回交流バトルフェス」での報酬として入手可能。
モデルは東京駅。
いさな
タイプ：トリックスター / 属性：cool / 誕生日：11月15日 / でんこカラー：青 / イラスト：えみゃコーラ
祭りとパンが好きなえきこ。土佐弁で喋り、語尾に「ぜよ」を付ける。誰とでも仲良くなれる社交的な性格で、テンションが上がると鳴子を使って踊る。クジラのぬいぐるみ「くじたろう」を抱えている。
スキルは『お祭りするぜよ』→『これがおでかけの夜明けぜよ！』。編成内でんこの被アクセス時、そのでんこが自身と同じ属性の駅に3駅以上リンクしている場合は経験値とスコアを付与する。また、編成内でんこがアクセスされてリブートした時、そのでんこと同じ属性の駅のリンクを手放さず継続することがある。リブート時にアクセスされた駅は対象外。
イベント「奪取er協会主催第4回交流バトルフェス」での報酬として入手可能。
モデルは高知駅。

### その他の登場人物
美子さん（よしこさん）
イラスト：en。
チェックインボタンに描かれているキャラクター。「さん」までが名前。1頭身の饅頭のような体で、頭頂部には矢印のようなアンテナが、側面にはタイヤがある。のぞみ曰く柔らかさは肉まんより少し固めらしい。
時期によって衣装が変わるほか、駅ノートに「美子さん」と書き込むと彼女の絵文字を出すことができる。
ゆかりの姉
ゆかりは服と名前を彼女のものから受け継いでいる。前のマスターにぞんざいに扱われた挙げ句捨てられたため未来に送還されたが、支部の財政難により既に修復計画が破棄となっている。
モデルは近江鉄道700系電車。
るいの姉妹達
るいは彼女らを未来に残してきていることが心残りらしい。
クロエの姉妹
クロエは日本に来る直前に彼女と大喧嘩をしてしまい、未だにこのことを引きずっている。
タチバナ
メインストーリーに登場する男性。蓮台寺三姉妹のマスター。第3章では親戚が駅長を勤める寂れた駅の近くで行われる祭りを盛り上げるために主人公のマスターと協力するが、IKS.gearの襲撃を受けてしまう。
会長
IKSの会長で、メインストーリーの黒幕。イラストは描かれていないが、青いシルエットで姿が示されている。地の文やマスターの独白では「白髪で髭を蓄えた、上品で金持ちそうな紳士」と表現されるほか、メロには終始「おじいちゃん」と呼ばれている。
口調自体は穏やかで一見すると優しげな性格の老人だが、IKS.gearのことは道具扱いしており情は一切持ち合わせていない。しかし、買い物をしていたマスターに向かって「楽しそうなところすみません」と声をかけていたことに加え、にころやふぶの姿を視認できているように描写されているため、マスターの適性がある可能性が示唆されている。
存在自体は「IKS.gearチイ襲来！〜無邪気な刺客〜」でチイの発言によって判明していたが、「IKS.gear襲来！～終幕の刺客グラフィリア～」で本人が登場。グラフィリアを呼び出し「他のIKS.gear達に離反されていることを気に病む必要はない」と声を掛けたが、彼女自身は「会長はIKS.gearを手駒として扱うこと自体に失望している」と察していた。そして戦闘中のグラフィリアに「自信があった割に苦戦するような弱い道具は不要」と心無い通信をかけ、プライドを完全に打ち砕かれた彼女は自分を犠牲にするような威力の攻撃を連発してしまう。
メインストーリー第4章では、真の目的が「技術を発展させ過ぎた結果、地球全体にダメージを与えている人類から豊かさを奪って繁栄を止めること」だと明かされた。自律行動型IKS.gearに見切りをつけて現代を訪れ、とある洋館を拠点に汎用型IKS.gearを未来から転送し一行をおびき寄せる。マスター相手には当初友好的に接していたが、実際はIKS.gearを味方へと引き入れていく手腕を恐れ彼女たち共々監禁するつもりであり、一行を大量の汎用型IKS.gearに襲わせる。戦いの最中でマスターに「あなたの計画には最初から『思い出』と『他者との繋がり』が欠けている」「自分がでんこやIKS.gearを大事にするのはマスターとしての責任だから」と言い放たれるも、彼（彼女）の思想を真っ向から拒絶した。だがこの言葉を聞いて心に揺らぎが生まれ、最終的に戦意を喪失し「マスターの元で暮らしていく方が良い」「自分に過ぎた存在を作ってしまった」とIKS.gear達を手放し未来へと帰っていった。最終的に未来での活動を縮小する決断をした模様。
汎用型IKS.gear
メインストーリー第4章に登場。イラストは用意されていないが、外見は全て同じとされている。
IKS会長が不正に時空間ホールを利用して未来から取り寄せていた荷物の正体でもある、量産型のIKS.gear。数発攻撃を受けると墜落するなどリコ達が属する自律行動型よりも能力は劣るが、いくら倒されても次から次へと別個体が現れて絶え間ない攻撃を仕掛けてくる人海戦術が持ち味。
会長の指示ででんこ達を襲うが、「自分達がここにいて攻撃を耐えている限り、会長もここを離れられないはず」とリオナには隙を見抜かれていた。IKS.gear達の攻撃に加えてルナの電磁波を仕込んだロケットランチャーやにころの網で多数が倒されるも、無尽蔵に襲い掛かってくるため一行を苦戦させる。だが感情を持たず会長の意志のみで操作されているため、マスターが会長を説得しようと試みたことがきっかけとなり弱体化。最終的に現代に送られた全ての分が破壊され、会長が未来に帰ると同時に残骸が砂のように崩壊して消滅した。
メインストーリー第5章では改心しており、自身が生身で現代を訪れたことでアナザールートに時空の歪みを発生させてしまったため、奪取er協会と協力することを宣言した。

## 沿革
- 2014年
  - 6月19日：β版の配信が開始される。
  - 6月26日：コロプラ版配信開始
  - 11月28日：Android及びiOS版が公式に配信開始
- 2016年4月1日：アプリケーション版の配信元がフジテレビジョン（フジテレビゲームス）から新設された株式会社フジゲームス（フジテレビ・フジ・メディア・ホールディングス共同出資）に移管
- 2017年10月30日：アプリがVer 2.0にアップデート、メインストーリーの配信開始
- 2018年4月6日：アプリケーション版の配信元がフジゲームスから、ジーワンダッシュに移管
- 2020年8月3日：Our Rails配信開始

## イベント
概ね1ヶ月程度開催されるものと、半年〜1年と長期間開催されるものに分かれる。多くのイベントにはストーリーが用意され、こなしていくことで続きを閲覧できる。
種別は以下の通り。
距離イベント
駅のアクセスと移動距離に応じてポイントが獲得できる。累積ポイント数と終了時の累積ポイントランキングに応じて報酬をもらえる。
新型コロナウイルスの感染拡大防止のため、一部イベントは「移動すると獲得できるポイントが減ってしまう」というルールに改められている。
新駅イベント
「その日初めてアクセスする駅」「イベント期間中初めてアクセスする駅」「今までで初めて訪れた駅」にアクセスするとポイントを獲得できる（後者ほど得点が高い）。累積ポイント数と終了時の累積ポイントランキングに応じて報酬をもらえる点は新駅イベントと同じ。開催中はレーダーの探知駅数が増加する。
2023年6月開催の「Sky Illumination ～みんなの願い事～」以降、課金やミッションで入手できるアイテムを消費すると既にアクセスした駅を 「イベント新駅」に切り替えることができる。アイテムはイベント終了後は使用できなくなる。
属性イベント
同じ属性の駅4つにアクセスするとポイントを獲得できる。ポイントを獲得するとコンボが発生し、コンボが続いている間はコンボ数（最大30コンボ）によって獲得できるポイントが増加するが、最後にポイントを獲得してから1時間経過するとコンボは途切れてしまう。獲得したポイントに応じて報酬をもらえる。
特定駅にアクセスすることで獲得できるアイテムを使うと「フィーバーモード」が発生し、フィーバーモード中は30分間1駅だけでもポイントを獲得できる。アイテムはイベント終了後は使用できなくなる。
チーム対抗戦イベント
最初にイベントページでどちらのチームに所属するか決める（イベント終了まで変更不可）。アクセスした相手のチームとアクセス成否に応じてポイントを獲得できる（敵チームに遭遇した場合や、リンク成功時の方が高い）。特定条件の駅にアクセスした場合はボーナスポイントを獲得できる。1週間ごとに「ラウンド」に分けられ、直前のラウンドで負けていたチームにはボーナスが加算される。ラウンドごとの勝敗やチーム内での順位に応じて報酬がもらえる。
アイテム集めイベント
「好感度上げ」と「アイテム作成」がある。どちらも駅にアクセスすることでアイテムを獲得でき、消費することでポイントがもらえる点は同じ。ランキングと順位に応じた報酬は存在しない。一部アイテムは特定属性やナンバー（奇数、偶数など）のでんこでのアクセス時のみの入手、移動距離や駅数を稼がないと出てこないなど入手困難になっている。
「好感度上げ」はでんこにアイテムをあげることで好感度が増加する。一度に上げられる好感度はアイテムにより異なり、好感度が高いアイテムほど入手困難となる。一定数に達すると「MAX」と表示され、特別なメッセージを閲覧できる。好感度がMAXになったでんこの数や好感度の合計、特定でんこの好感度の最大値に応じて報酬を獲得できる。
「アイテム作成」はアイテムを特定の組み合わせで消費することで新しいアイテムを作り、その種類に応じてポイントを獲得できる。一気に消費すれば複数個作ることも可能。獲得したポイントに応じて報酬をもらえる。
オーダーミッションイベント / セレクトミッションイベント
イベント画面のミッション一覧からミッションを選び、クリア後に報告画面を開くことで難易度に応じたポイントを獲得できる。複数ミッションを一括して報告することも可能。獲得したポイントに応じて報酬をもらえるが、ランキングと順位に応じた報酬は存在しない。一度に受注できるミッションは3つまでで、キャンセルすることもできるが進捗は消えてしまう。
2022年6月開催の「Mysterious Mission!? 〜ハピネスへ続く道〜」以降、「セレクトミッションイベント」に改められた。こちらは「初級」「中級」「上級」の3つの難易度から1つずつミッションを選択する方式となっており、クリアすると難易度に応じたポイントの他にアイテムかボーナスポイントを獲得できる（高難易度ほどアイテムの獲得率が上昇する）。アイテムを6つ集めるとフィーバーモード発生用アイテムと交換でき、フィーバーモード中は30分間全ミッションの進捗が倍増する。属性イベントと同様、アイテムはイベント終了後は使用できなくなる。また、ランキング対象イベントに変更されている。
ビンゴイベント
最初にイベントページからビンゴカードを入手する。3駅にアクセスするごとに数字を1つ獲得できる（1日4回まで獲得可能、カードを受け取っていないと数字は出現しない）。カードにその数字があればチェックが入り、1列（5チェック）が揃えばビンゴとなり報酬を獲得できる。
アクセス数ポイント
基本は距離イベントや新駅イベントと同じだが、移動距離や新駅に関係なく、その日のアクセス数（上限25回）に応じて獲得ポイントが増加する。ランキングは実装されておらず、主に後述するレイドバトルイベントや交流バトルイベントと並行して開催されることが多い。
レイドバトルイベント
IKS.gearと対決するイベント。ストーリーはメインストーリーと地続きになっている。他作品とのコラボレーションで開催されることもあり、その際は「IKSによって洗脳されたコラボでんこを正気に戻す」「暴走したコラボでんこを止める」「連れ去られたコラボでんこを助ける」という設定。
駅にアクセスすると確率でIKS.gearが登場（アイテムによるアクセスでも出現するがスキルは対象外）。最大4体までレイドバトル専用編成を組み、「戦闘力」（各でんこのレベルを10倍した数値）の合計値の分だけダメージを与えられる。倒すと「ノックアウト」となり、ダメージに応じたポイントが加算されるほか、遭遇者と倒したマスターにはさらにボーナスが加算される。獲得したポイントに応じて報酬（アイテムやIKS.gearなど）をもらえる。2つの期間に分かれており、「第1襲撃」から約2週間後に「第2襲撃」が開催される（ポイントは合算、コラボレーションの場合は4週間通しで開催）。
攻撃には「アタックエナジー」を消費する。アタックエナジーは2時間で1つ回復し合計5つまで貯められるほか、0になった場合はアイテム「アタックエナジーゼリー」で全回復できる。IKS.gearには「弱点」が設定されており、特定の属性とタイプには戦闘力にボーナスがかかる。自分の攻撃で倒しきれない場合は1時間に1回「救援要請」を出すこともできる。送る相手は近くにいるマスターと電友から選択できる（両方に出すことも可能、1つのバトルあたり最大6人まで参加できる）。ただし制限時間は6時間で、それまでに倒せないとポイントは獲得できない。倒すと次に出現するIKS.gearのレベルが増加し（最大で5まで）、高レベルほどHPが高いが獲得できるポイントも多くなっている。
2回目の「IKS.gearコミュ襲来！〜リコ奪還を阻止せよ〜」（2022年4月〜5月開催）ではランキングが実装された（それぞれの期間と合計の3部門がある）。また自力で遭遇できるIKS.gearのレベルが5になると、低確率で「強化個体」が登場するようになった。強化個体はHPが15万と非常に多いが、参加して倒すことができれば多くのポイントが加算される。制限時間は通常時と同じく6時間で、当初参加可能人数は6人のままだったが3回目の「IKS.gearチイ襲来！〜無邪気な刺客〜」（2022年8月〜9月開催）以降は12人に倍増している。4回目の「とあるIKSの刺客襲来！〜洗脳されたシスターズを取り戻せ〜」（2022年12月〜2023年1月開催）以降、その日のアクセス駅数が多いほど強化個体の出現率が最大2倍まで上昇する。
5回目の「IKS.gear襲来！〜冷徹な刺客ソラム〜」（2023年4月〜5月開催）では「ジヌシボス」が実装された。各都道府県のうち決められた1駅にアクセスすると確定で出現し、制限時間もない（ただし第1襲撃と第2襲撃の間の期間には攻撃できない）。遭遇者へのボーナスと救援要請機能はなくなっている上にHPは強化個体以上の30万だが、ノックアウトするとIKS.gear専用の「ねこぱんち（IKS）」を獲得できる。また、同イベントからは一定確率で「クリティカル」が発動し、与ダメージが倍増するようになった。相手を倒すごとに「コンボ」が発生し、1コンボあたり1%、最大30コンボ（30%）まで発動率が上昇する。最後に相手を倒してから30分経過するとコンボが途切れる。
8回目の「IKS.gear襲来！〜終幕の刺客グラフィリア〜」（2024年4月〜5月開催）以降はジヌシボスのノックアウト報酬が「ジヌシボスコイン」に変更された。IKS.gear専用ねこぱんち（コラボイベントではコラボでんこ専用ねこぱんち）やIKS.gear専用のスカウトチケット、アクセサリーと交換できる。交換期限はイベント終了から1週間後だが、交換しなかった分のコインは以降のイベントにも引き継がれる。
スタンプラリーイベント
特定駅やスポットにチェックインすることでアイテムを獲得できる。コラボレーションイベントの場合はスペシャルでんこや専用フィルムが報酬。その性質上、数ヵ月〜1年間という長期間に渡り開催されることが多い。また、基本的にはストーリーも用意されない。
交流バトルイベント
他のマスターと対決するイベント。アクセスした駅にいた相手や自分のでんこをリブートさせた相手がイベントページのマッチング画面に表示され（アイテムによるアクセスでも出現するがスキルは対象外）、そこから戦う相手を選ぶ。最大3体まで交流バトル専用編成を組み、編成した順番に対戦する（編成は5種類まで保存可能）。各でんこの対戦は「戦闘力」が高い方が勝ちとなり、2勝以上したマスターが勝利となる。勝つと相手の戦闘力を1/10にした数値に加えて勝率に応じたポイントが、負けると一律100ポイントが獲得でき、獲得したポイントでアイテムやでんこと交換できる。
バトルを挑む際には「バトルエナジー」を消費する。バトルエナジーは4時間で1つ回復し合計3つまで貯められるほか、0になった場合はアイテム「バトルエナジーゼリー」で全回復できる。なお、自分から挑んでいないバトルは勝率のみ記録され、バトルエナジーは消費されない代わりにポイントは獲得できない。
戦闘力はレイドバトルイベントと同様、各でんこのレベルを10倍した数値となっている。通常のバトル同様有利な属性相手には30%増加する（flat属性には有利不利の関係はない）。また、アタッカーは50%の確率で20%、ディフェンダーは相手が同じ属性なら30%、トリックスターは相手編成が全員同じ属性なら30%、サポーターは自編成が全員同じ属性なら10%戦闘力が増加する。
負けた相手には「リベンジ」を挑むこともできる。リベンジする場合、バトルエナジー1つに加えて負けた際の戦闘力（戦闘力50につき1つずつ、小数点切り捨てで属性・タイプのボーナスは含まない）に応じたバッテリーを消費する。なお、この場合のみ相手編成を確認できる。

## コミカライズ
くみちょうによる駅メモ!-みろくのマスターレポート-がやわらかスピリッツにて配信、単行本はビッグスピリッツコミックススペシャルより全1巻。